# Історія Росії
Історія Російської держави налічує більше тисячі років, починаючи із розселення на схід Східноєвропейської рівнини різних племен східних слов'ян упродовж VI—VII століть[⇨]. Традиційно початком російської державності серед російських істориків вважається «покликання варягів» на територію Ладоги та Приільмення й утворення військово-політичною верхівкою під проводом князя Рюрика єдиної держави 862 року[⇨]. 882 року новгородський князь Олег захопив Київ і поклав початок об'єднання земель східних слов'ян у єдину державу — Київську Русь, яка первісно формувалась уздовж водного торгового шляху з Балтійського до Чорного моря. Центром її був спочатку Великий Новгород (Рюрикове Городище) на Волхові, пізніше Київ на середньому Дніпрі[⇨]. 988 року від Візантії було запозичено християнство як державну релігію, що замінила розрізнені язичницькі культи і започаткувала синтез візантійської та слов'янської культур[⇨]. До середини XII століття на Русі утворилися і зміцніли самостійні удільні князівства; ядром майбутньої російської держави стали землі навколо Ростова, Суздаля, Владимира, Мурома і Рязані[⇨]. Остаточно спільність Київської Русі розпалась в результаті навали монголів 1237–1240 років[⇨].
Князям Великого князівства Литовського впродовж XIV століття вдалось об'єднати і відстояти у боротьбі з татаро-монголами центральне ядро руської держави уздовж Дніпра, південно-західні прикарпатські землі були захоплені Польським королівством, а північні та північно-східні, залишаючись під владою Золотої Орди, формують ядро майбутньої Російської держави. При тому Псковсько-Новгородські землі північно-західних і північних околиць зберігають традиції демократичного (вічового) урядування, а Тверські, Владимирські й Московські натомість стверджують традиції самодержав'я[⇨]. У період правління московського князя Івана III Великого утворилось єдине Московське царство, навколо якого на початку XVI століття за царювання Василя III Темного завершується об'єднання північних та східних руських князівств в єдину централізовану державу[⇨]. З середини XVI століття централізована російська держава стала називатися царством, першим цей титул застосував Іван IV Грозний, початок правління якого було ознаменоване скликанням першого станово-представницького органу — Земського собору. За його неоднозначного правління російська держава значно розширила власні території, захопивши майже всі ханства колишньої Золотої орди, окрім Кримського[⇨]. Внаслідок тривалих російсько-литовських війн Велике князівство Литовське об'єдналось з Польським королівством в єдину державу Річь Посполиту, втративши південноруські землі. Після поразки у Лівонській війні і політики внутрішнього терору (опричнина), з припиненням династії Рюриковичів російська держава пережила Смуту та іноземну інтервенцію[⇨]. З обранням на царство Михайла Федоровича з династії Романових Росія входить в нову добу зміцнення держави на внутрішньо- та зовнішньополітичній арені[⇨]. Велику роль в перебудові держави у другій половині XVII століття відіграла українська православна інтелігенція, яка рятувалась від лихоліття Руїни у Москві.
У XVIII столітті під проводом Петра I в країні відбулися великі реформи (зокрема, була створена перша регулярна армія і флот, припинилися скликання Земського собору), перетворення Московського царства на Російську імперію[⇨]. Протягом XVIII і XIX століть відбувалась постійна територіальна експансія: Фінляндія, Прибалтійські землі, Північне Причорномор'я, Кавказ, Середня Азія; у результаті трьох поділів Речі Посполитої Російська імперія встановила контроль над усіма колишніми землями Київської Русі, за винятком Прикарпаття, що відійшло Австрійській імперії[⇨]. На початку XIX століття Росія здобула перемогу над наполеонівською Францією і на кілька десятиліть стала «жандармом Європи»[⇨]. Повстання декабристів 1825 року, які намагалися обмежити монархію і скасувати кріпосне право, було придушене, політика консерватизму призвела до загального відставання від провідних європейських держав, що вилилось у розгромну поразку під час Кримської війни[⇨]. Згодом було проведено ряд «Великих реформ» Олександра II, які, втім, так остаточно і не були завершені[⇨]. 1861 року було скасовано кріпосне право, однак феодальні форми залежності селян фактично були збережені у вигляді викупних платежів за землю до революції 1905—1907 років, що породило значне невдоволення широких мас населення. Масовий приплив селян до міст призвів до промислової революції наприкінці XIX століття, зростання революційного руху і виникнення революційних товариств з метою повалення самодержавства. На початку XX століття країна перебувала в стані політичної, соціальної й економічної кризи, зазнала поразки у війні з Японією. Під впливом революції 1905 року влада пішла на створення парламенту (Державної думи), визнання основних прав і свобод і приватної власності на землю[⇨]. Перша світова війна загострила проблеми держави, що зрештою призвело до лютневої революції 1917 року і проголошення республіки. Більшовицький жовтневий переворот того ж року і подальший розпуск Всеросійських конституційних зборів, в яких більшовики опинились у меншості о есерів, призвів до кривавої Громадянської війни[⇨].
Більшовики на чолі з Володимиром Леніним взяли курс на розбудову соціалістичної держави. Використовуючи оманливі популістські гасла вкупі з неприкритим масованим «червоним терором» проти власного народу, їм вдалося досягти перемоги в громадянській війні і встановити радянську владу на більшій частині території колишньої Російської імперії 1922 року радянськими урядами Росії, України, Білорусі та Закавказької Федерації був утворений Радянський Союз[⇨]. З приходом до влади Йосипа Сталіна наприкінці 1920-х років розпочинається тоталітарна епоха під час якої в країні відбувається індустріалізація, колективізації і масові репресії. У вересні 1939 року СРСР на пару з націонал-соціалістичним урядом Третього рейху розпочав Другу світову війну з поділу Польщі. Розпочата Адольфом Гітлером німецько-радянська війна 1941 року дозволила перейти радянському уряду з табору «світових ізгоїв» до союзників по Антигітлерівській коаліції та взяти участь у повоєнному переоблаштуванні світового порядку[⇨]. СРСР зміг створити потужний блок соціалістичних держав на теренах Євразії від Берліну до Ханою. Перебуваючи в стані глобального протистояння (Холодної війни) із Західним світом, СРСР активно нарощував економічну, військову та наукову міць. Використовуючи накопичений потенціал і ентузіазм молодого покоління під час хрущовської «Відлиги», спромігшись першим відправити людину до космосу[⇨]. Безперспективна політика командної економіки за відсутності гнучкості забюрократизованої однопартійної системи КПРС (партократія), волюнтаристська внутрішня і зовнішня політика призвели за декілька десятків років спочатку до брежневського «Застою»[⇨], подальших спроб реформування (горбачовська «Перебудова»), а потім і повного краху державного ладу після невдалої спроби заколоту 19-21 серпня 1991 року[⇨].
Від грудня 1991 року російська держава існує у формі самостійної Російської Федерації, яка проголошує правонаступність до Радянського Союзу, зберігаючи постійне членство в Раді Безпеки ООН і оперуючи ядерним арсеналом СРСР. У новій державі було запроваджено ринкові відносини в економіці та скасовано планове державне управління, відбулось масоване роздержавлення підприємств (приватизація), розпочинається економічне пожвавлення. Сепаратистські рухи гасяться дипломатичними засобами (Татарстан), або військовим втручанням (Ічкерія). Економічна криза наприкінці 1990-х років призвела до дефолту 1998 року[⇨]. Після 2000 року зі зростанням світових цін на вуглеводні та приходом до влади «молодого обличчя» Володимира Путіна почалось значне економічне зростання. Це дозволило ставленику від олігархічних кіл перейти від ліберальних методів управління до розбудови міцної «вертикалі влади», проведення адміністративної, військової та інших реформ, придушення політичних опонентів, здійснити перехід до фактично однопартійної системи влади[⇨]. З погіршенням внутрішньополітичної ситуації внаслідок економічної кризи 2008 року, на початку 2010-х років активізується зовнішня політика, як засіб відволікання електорату від внутрішніх проблем, та протестних настроїв. Апогеєм такої політики стала Російська весна 2014 року, коли у відповідь на активну проєвропейську позицію українського народу під час Євромайдану та всупереч договору «про мир та дружбу» були зімітовані протести в південно-східних регіонах, а потім здійснена військова агресія проти України в Криму та на Донбасі[⇨]. Така зовнішня політика з дестабілізації ситуації у Європі була негативно зустрінута міжнародним співтовариством і викликала економічні санкції та політичне охолодження у стосунках між країнами Заходу і Росією. Наступного року Росією було розпочато активну фазу показової військової операції в Сирії. У наступні роки Росія намагалась активно втручатись у внутрішню політику інших держав, використовуючи різноманітні засоби, від впливу на суспільну думку і хакерських атак до диверсій і хімічних атак. Одночасно для внутрішнього споживання власними громадянами розвивається пропаганда ідеї «Росії у замкненому колі ворогів»[⇨]. 24 лютого 2022 року о 3:40 Росія почала відкритий воєнний напад на Україну, офіційно названу «спеціальною військовою операцією».

## Періодизація
Історію країни традиційно поділяють на 7 умовних періодів:
- найдавніший (додержавний) — до кінця IX століття;
- давньоруський (Київська Русь) — до середини XII століття;
- феодальної подрібненості (Руські князівства) — до початку XVI століття;
- формування єдиної держави із центром у Москві (Велике князівство Московське, від 1547 року Московське царство) — кінець XV століття — 1721 рік;
- імперський (Російська імперія) — з 1721 по 1917 рік;
- радянський (РРФСР, СРСР) — з 1917 по 1991 рік;
- новітній (Російська Федерація) — від 1991 року.

## Назва

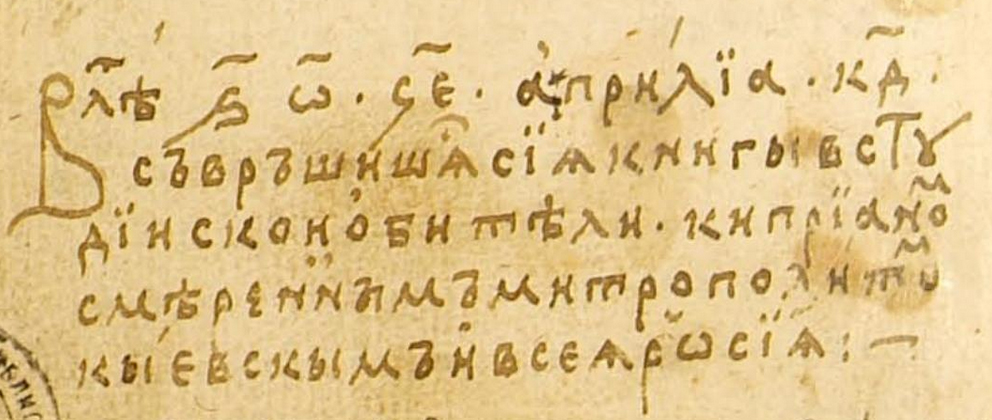
Перша відома згадка слова «Росія» кирилицею, остання сторінка «Ліствиці» Іоанна Синайського, переписаної митрополитом Кіпріаном: «В літо 6895, апрілія 24, свршішася сія кніги в Студійской обітелі Кіпріаном смеренним митрополитом Києвским і всєя Росія»

Вперше термін «Росія» (грец. Ρωσία) зустрічається в X столітті в листі регента візантійського імператора Костянтина Багрянородного Романа I Лакапіна до київського князя Ігоря та в наступних працях вже самого Костянтина «Про церемонії» і «Про управління імперією» як грецька назва Київської Русі. Перша відома згадка слова «Росія» у кириличному записі датується датою 24 квітня 1387 року. Згодом (з кінця XV — початку XVI століття) термін «Росія» або частіше «Русія», спочатку з одним «с», а з середини XVII століття з двома «с», став використовуватися у світській літературі й документах Московської держави і закріпився як самоназва за землями Північно-Східної Русі, територіями, об'єднаними під началом Великого князівства Московського, а не Великого князівства Литовського. Остаточне написання «Россия» затвердилось за часів Петра I, з прийняттям 1721 року царем титулу імператора «всеросійського».
Сучасні російські історики стверджують, що утворення російської держави завершилося на кінець XV — початок XVI століття.

## Давні часи
Територію сучасної Росії найдавніші люди почали заселяти близько 1,7 млн років тому. Найраніші сліди їхнього проживання простежуються на Північному Кавказі й південніше річки Кубань. Пізніше первісні поселення просувались поступово на північ і, зрештою, люди освоїли простори аж до берегів Фінської затоки, Північного Льодовитого та Тихого океанів. У степовій-лісостеповій зоні Євразії у перші тисячоліття до н. е. починається перманентний швильовий рух зі сходу на захід, спочатку індоєвропейських, пізніше тюркських етносів. З народів, що населяли південні терени країни в античну добу і про яких залишились писемні згадки, відомі кімерійці, скіфи (VII—III ст. до н. е.) і сармати (III ст. до н. е. — IV ст. н. е.). У II—IV столітті під час Великого переселення народів півднем сучасної Росії до Європи пройшли полчища гунів. Пізніше, у VII столітті болгари з Волго-Донського межиріччя переселились до Балкан та середнього Поволжжя. З Передуралля до середнього Подунав'я переселились угорці. У середині І тисячоліття н. е. виникає ряд найдавніших держав. На Північному Кавказі об'єдналися племена сарматського походження — алани (I—VIII століття), які відіграли значну роль в етногенезі кількох народів даного регіону, передусім осетин. У VI столітті алтайські племена взяли участь у створенні Тюркського каганату, котрий невдовзі розпався на Східно- і Західний тюркський каганати. З останнього у VII столітті виник Хозарський каганат, якому належали землі Нижнього Поволжя, Північного Кавказу, Приазов'я і басейн Дону. Був знищений військовим походом київського князя Святослава наприкінці X століття. У басейні середнього Єнісею у VI столітті зародилась держава киргизів — Бахай, які через тисячу років будуть відселені до Тянь-Шаню.

## Східні слов'яни (III—IX століття)
Предки східних слов'ян — праслов'яни — здавна жили на території Центральної та Східної Європи, на північ від Карпат, в найширшому ареалі від Одри до Дністра. За мовою вони відносяться до індоєвропейської групи народів. Перші згадки про праслов'ян відносяться до I—II століття в працях римських авторів: Тацита, Плінія, Клавдія Птолемея, які називали предків слов'ян венедами і вважали, що вони населяли басейн річки Вісли. Пізніші візантійські автори VI століття, такі як Прокопій Кесарійський і Йордан (VI століття) поділяли слов'ян на три групи: склавінів, що жили між Віслою та Дністром, венедів, що населяли басейн Вісли, і антів, що розселилися між Дністром і Дніпром. Вважається, що саме останні слугували ядром подальшої міграції слов'ян на північний схід Східноєвропейської рівнини. Докладні відомості про те розселення (13 племінних союзів) подає чернець Києво-Печерського монастиря Нестор у своїй знаменитій праці XII століття «Повість временних літ».
Народ, який започаткував і визначав історію Російської держави — росіяни, сформувався у верхів'ях Волги, Оки та їхніх приток. Слов'янські колонізатори (в'ятичі, ільменські словени, кривичі, частково сіверяни та радимичі) проникали річками у землі, населені фіно-угорськими (весь, чудь, меря, мокша, мурома тощо) та балтійськими племенами (голядь). Займаючись підсічно-вогневим та перелоговим землеробством та випасним скотарством на прирічкових луках, слов'яни витісняли місцеве населення до лісових межиріч. Допоміжними зайняттями були полювання, рибальство, бортництво.У VII—VIII століттях у зв'язку з поліпшенням знарядь праці, переходом до дву- та трипільної сівозміни відбувається розкладання родоплемінного ладу, зростання майнової нерівності.

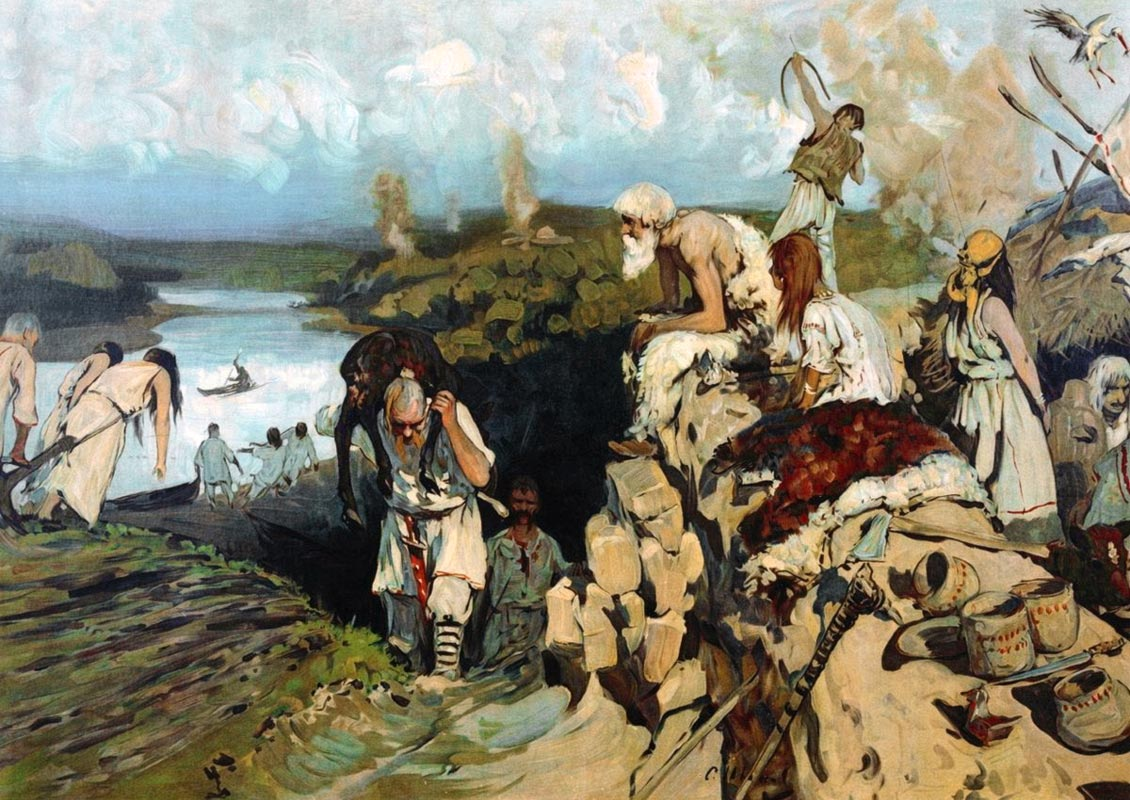
«Прадавні слов'яни», Сергій Іванов, 1909 рік
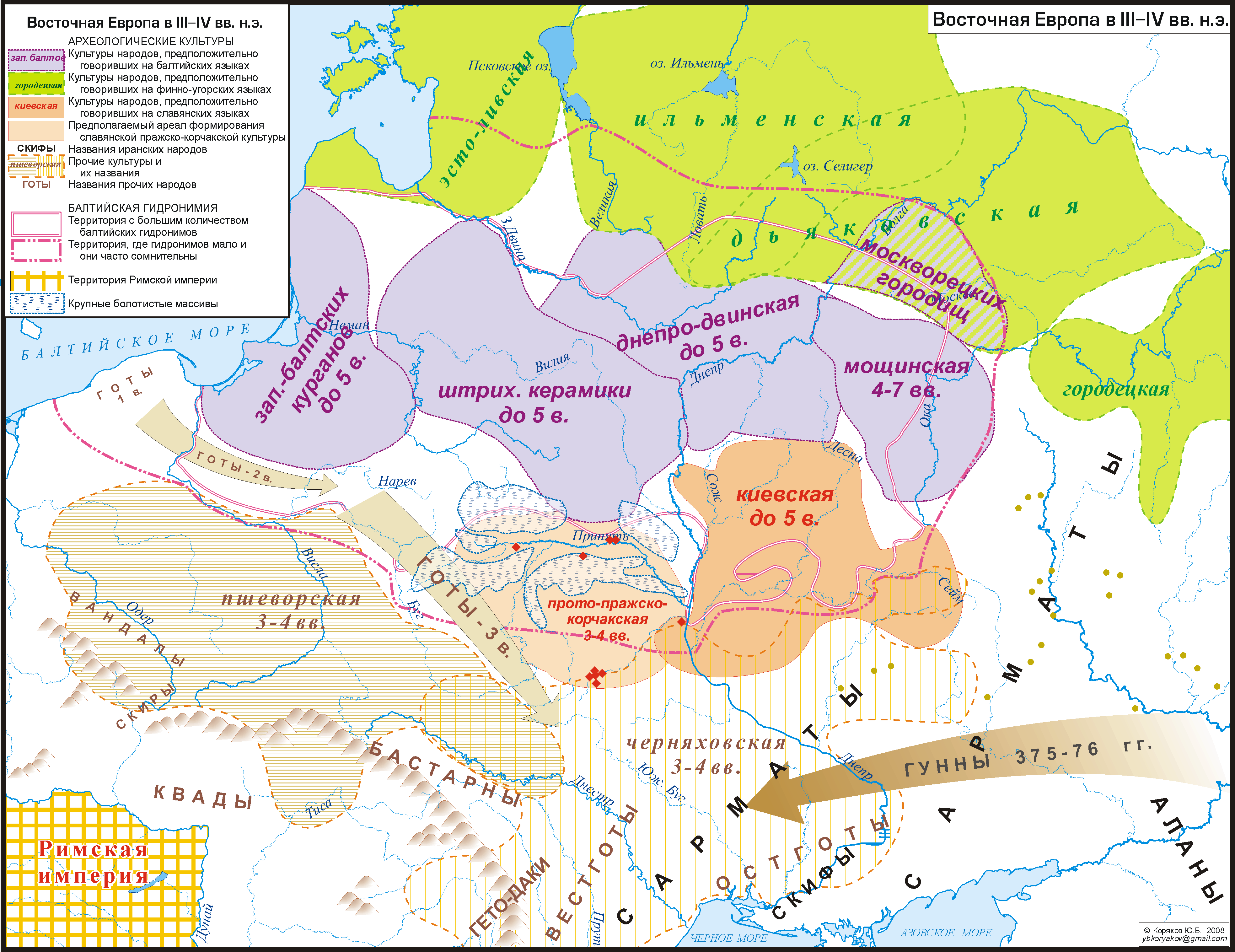
Археологічні культури Східноєвропейської рівнини, III-IV століття (рос.)
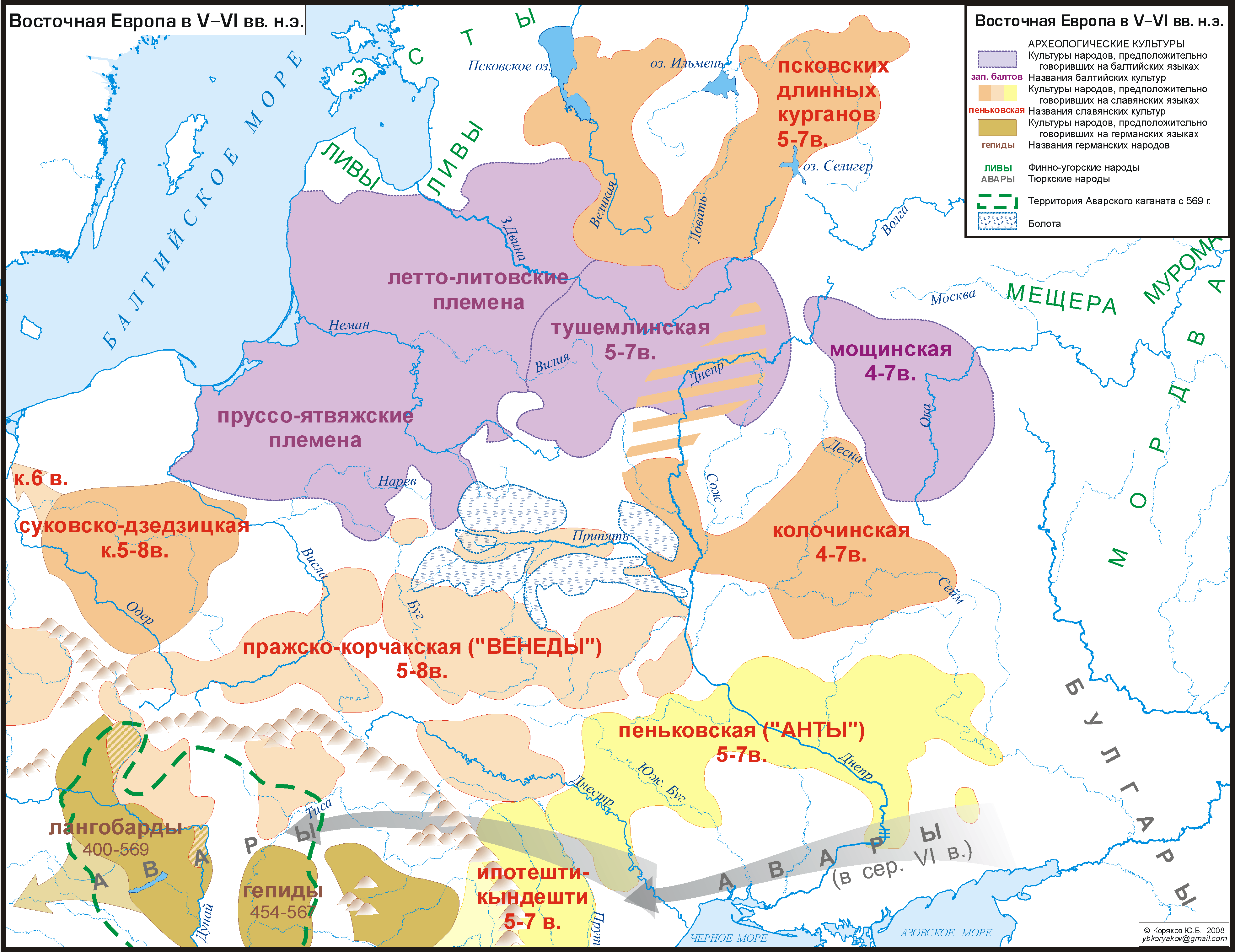
Археологічні культури Східноєвропейської рівнини, V-VI століття (рос.)
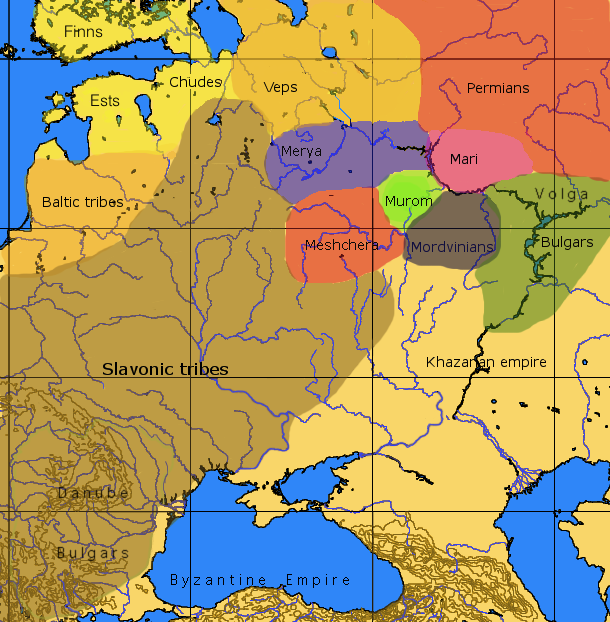
Мапа розселення угро-фінських етносів у Волго-Окському межиріччі до приходу слов'ян (англ.)
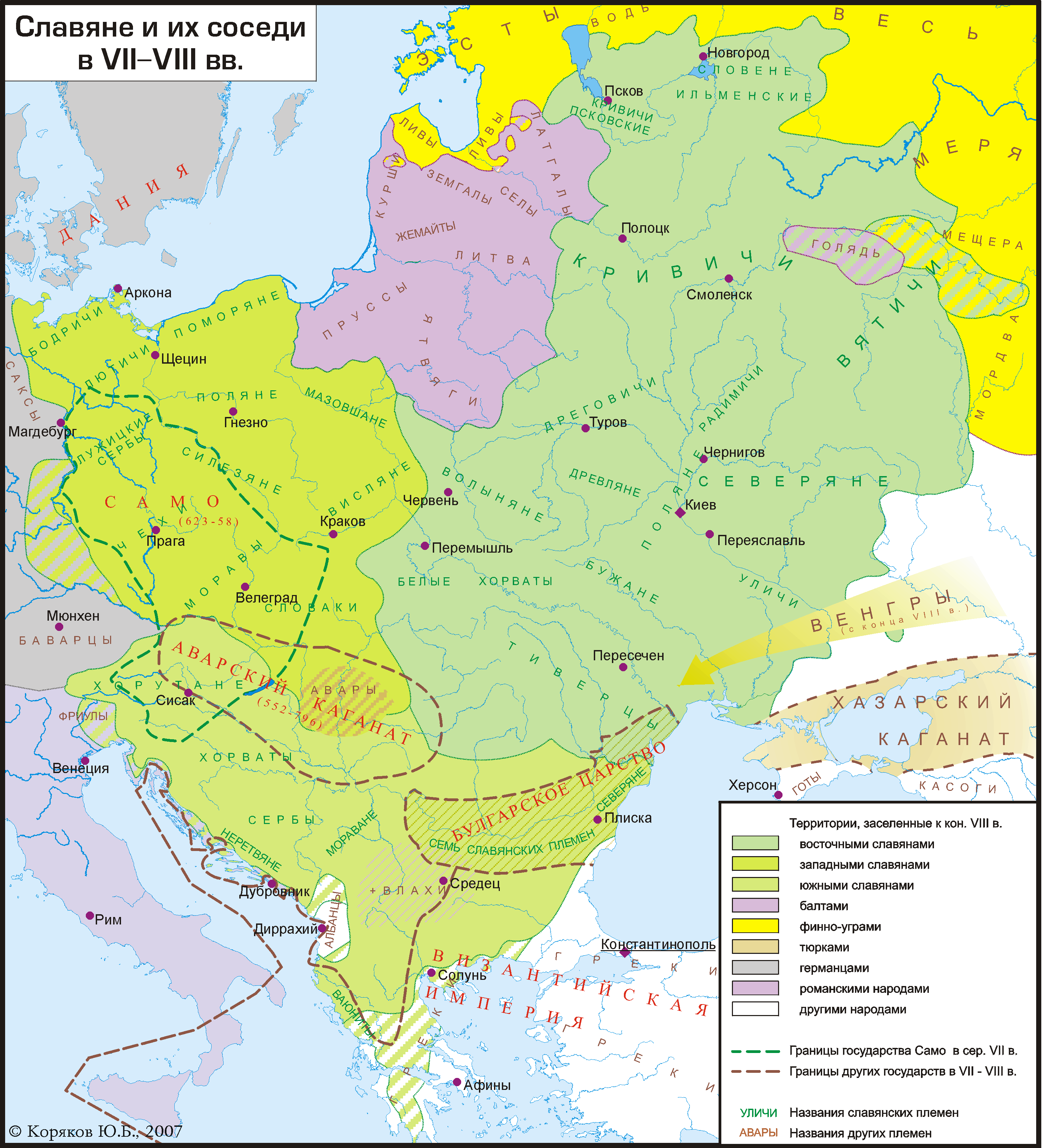
Розселення слов'янських племен у VII-VIII століттях (рос.)

Розвиток ремесла і його відділення від землеробства в VIII—IX століттях призвело до виникнення перших міст — центрів ремесла і торгівлі. Зазвичай виникали такі міста при злитті двох річок або на височинах, оскільки таке розташування дозволяло набагато краще захищатися від ворогів. Найдавніші міста часто утворювалися на найважливіших торговельних шляхах або на їх перетині. Головним торговим шляхом, що проходили через землі східних слов'ян, був шлях «з варяг до греків», від Балтійського до Чорного моря. Потреба в захисті торгових місць та шляхів призводить до того, що вже у VIII столітті у східних слов'ян виділяється родоплемінна і військово-дружинна знать, встановлюється військова демократія. Вожді перетворюються в племінних князів, оточують себе особистою дружиною. Князь і знать захоплюють племінну землю в особисте спадкове майно, підпорядковують своїй владі колишні родоплемінні органи управління. Накопичуючи цінності, захоплюючи землі і угіддя, створюючи потужну військову організацію, знать поступово перетворюється на силу, що стоїть над суспільством і підпорядковує собі вільних общинників. Такий процес поступово призвів до утворення ранньофеодальної держави.

## Русь (ІХ-ХІ століття)

### Перші Рюриковичі (882—971)
Візантійська імперія дізнається про нове потужне об'єднання після походу київських князів Аскольда та Діра на Константинополь 860 року. Візантійські пам'ятки виразно зафіксували навернення до християнства варяга Аскольда та його дружини. По смерті Рюрика залишився його малолітній син Ігор, а влада перейшла до його дядька Олега, який став його регентом. 882 року Олег разом із дружиною прийшов до Києва, обманом вбив Аскольда, осів у місті та проголосив його столицею і «матір'ю міст руських». Цей рік вважається датою об'єднання північних та південних земель русі, утворенням потужної середньовічної ранньофеодальної держави — Київської Русі. За традицією старші сини київських князів продовжували правити у Новгороді (як от онук Ігоря Володимир і правнук Ярослав). Олег значно зміцнив державу та провів кілька вдалих походів до Візантії 907 та 911 року, за результатами яких остання виплатила величезну контрибуцію та дала право безмитної торгівлі.
Коли Ігор підріс, він обійняв княжий престол 912 року та продовжив політику зміцнення Русі, приєднавши уличів та тиверців. 941 і 944 року здійснив невдалі походи на Костянтинополь, де його флот було розбито «грецьким вогнем», й підписав менш вигідну угоду, ніж Олег. Ігоря вбили деревляни під час збору данини (полюддя) 945 року.

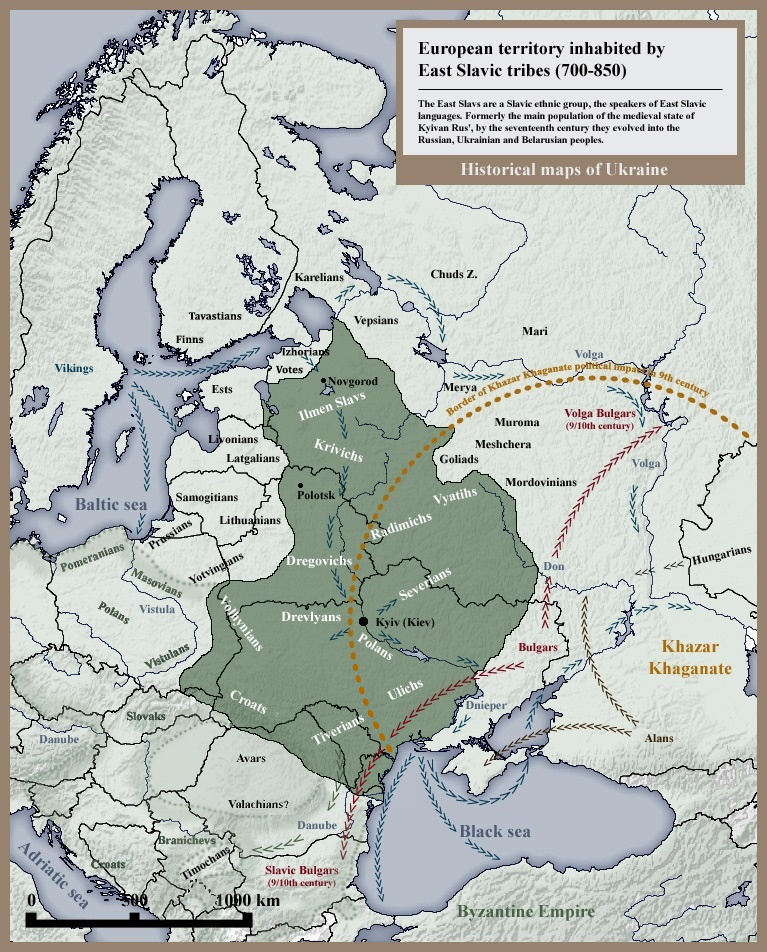
Етнографічна мапа Східноєвропейської рівнини, VIII-IX століття (англ.)
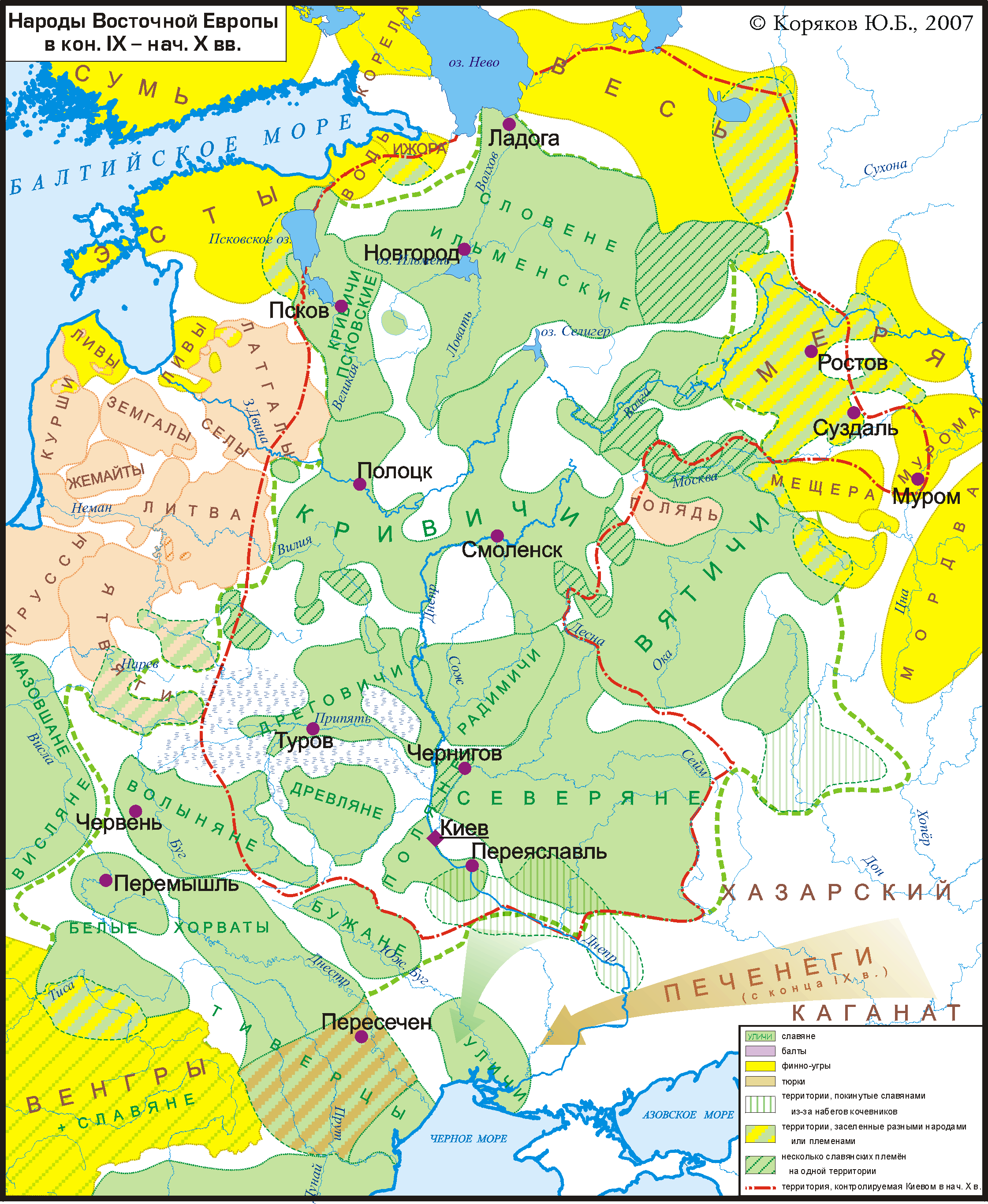
Етнографічна мапа Східноєвропейської рівнини, X століття (рос.)
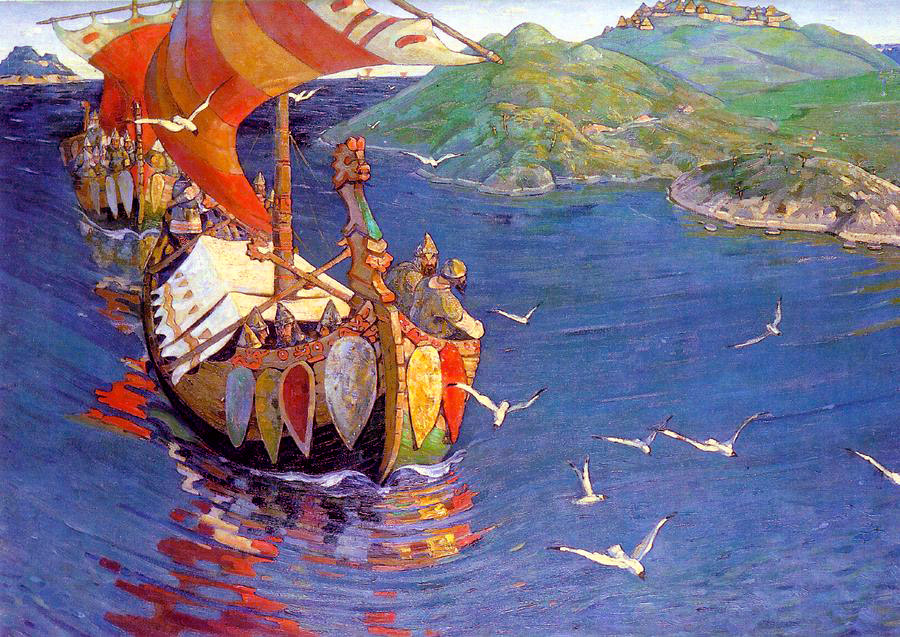
«Гості з-за моря», Микола Реріх, 1901 рік
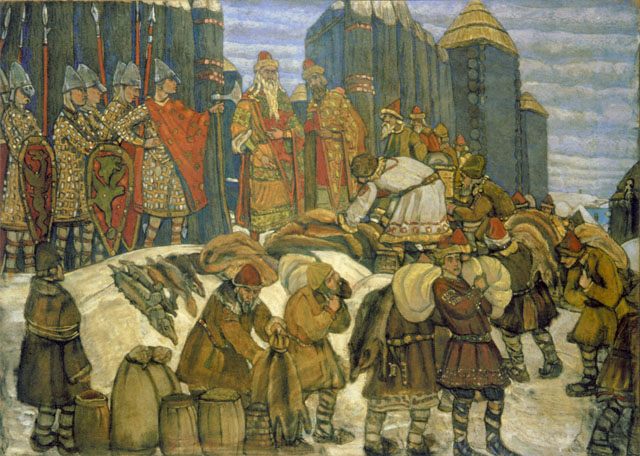
«Збір данини», Микола Реріх, 1901 рік
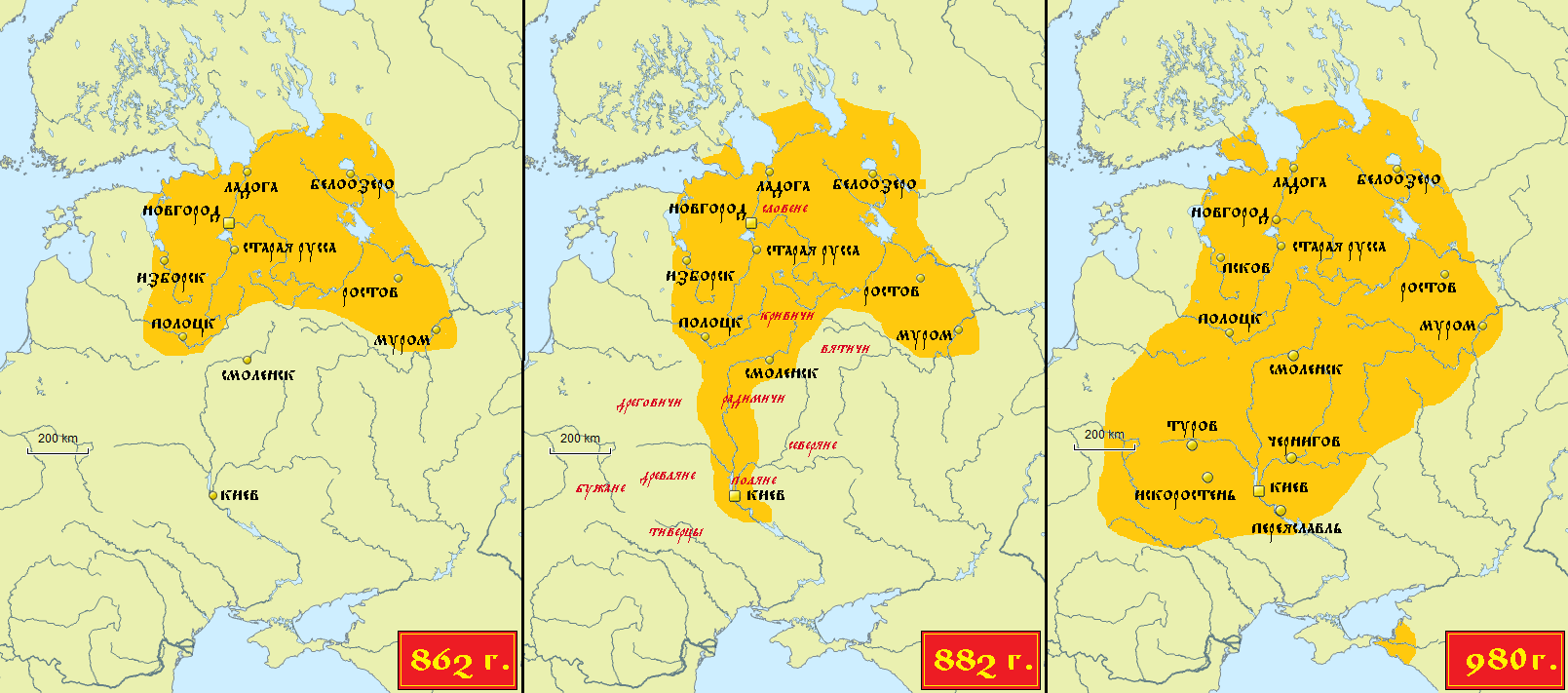
Розширення території давньоруської держави, 862-980 роки

Княгиня Ольга, вдова Ігоря, жорстоко помстилася за смерть чоловіка. Вона провела податкову реформу, яка впорядкувала збір данини (повоз) й запровадила погости (місця її збору); заснувала дипломатичні відносини з німецьким імператором, Папою Римським, Візантією та прийняла християнство. Київське князівство Ольга передала 964 року своєму синові Святославу, який був войовничим язичником, провів майже все життя в походах — останній «справжній варяг» на княжому престолі. Він підкорив в'ятичів, ясів і касогів і розгромив Хозарський каганат, державне утворення хозарів на сході, зруйнувавши його столицю місто Ітіль; вів успішні війни з болгарами та Візантією, навіть хотів перенести столицю власної держави до Переяславця на Балканах. Але 971 року потрапив в облогу у фортеці Доростол, через що йому довелося повернути завойовані землі та повернутися до Києва. Дорогою, біля дніпровських порогів, його вбили печеніги, що були у змові з візантійським імператором. Розділ Святославом своєї держави між трьома своїми синами (Ярополком, Олегом та Володимиром) призвів до першої міжусобиці по його смерті, з якої переможцем вийшов Володимир.
Після об'єднання новгородських і київських земель київський князь став називатися «великим князем». Він правив за допомогою ради, що складалася з інших князів і дружинників. Збір данини здійснювався самим великим князем за допомогою старшої дружини (так звані бояри, мужі). Була у князя молодша дружина (гриди, отроки). Найдавнішою формою збору данини було осіннє «полюддя» без чітко встановленої норми. Всю зиму князь проводив, об'їжджаючи землі, збираючи данину та чинячи правосуддя. Влітку ж князь зі своєю дружиною зазвичай здійснював військові походи проти ще непідкорених слов'янських та інших племен. Поступово більша частина княжих дружинників ставала землевласниками. Соціальна структура ранньої Русі була нечіткою. Панівний клас був строкатим за своїм складом: великий князь з близькими родичами, представники старшої дружини, найближче оточення князя — бояри, місцеві князі. До числа залежного населення належали холопи, челядь, закупи) і вільні общинники-смерди як основна маса сільського населення, що поступово потрапляла у феодальну залежність.

### Розквіт Київської Русі (978—1054)
Володимир Святославович здійснював військові походи на в'ятичів, литовців, радимичів, волзьких булгар. За роки правління Володимира Святославича (978—1015) держава значно збільшується за рахунок приєднання Червоної Русі, Закарпаття й Корсуня в Криму. Тобто Київська Русь стає найбільшою державою Європи з населенням понад 5 млн людей та територією 800 тис. км². Соціально-економічний устрій держави не відрізнявся від устрою інших тогочасних європейських держав. Основу його складало натуральне господарство, громадське володіння землею, підсічно-вогневе землеробство, скотарство. Володимир провів реформу місцевого самоврядування, ліквідувавши племінні автономії та ставлячи своїх намісників. Для зміцнення князівської влади зробив спробу перетворити народні язичницькі вірування в державну релігію і для цього встановив в Києві і Новгороді (капище Перинь) еклектичний язичницький культ підкорених племен з головним божеством від слов'янського пантеону — Перуном. Однак ця спроба виявилася невдалою. 988 року Володимир оголосив про прийняття християнства Візантії, хрестив киян в Почайні, збудував перший кам'яний храм — Десятинну церкву, впровадив і «Статут про церковні суди і десятини». Того ж року Новгородська земля піддається насильницькому хрещенню — «Добриня хрестив мечем, а Путята вогнем». Наступного року у Новгороді зводять перший християнський храм — дерев'яний собор святої Софії з 13 маківками. На відміну від спроб Ольги та Аскольда, це торкнулося широких верств населення, стало вирішальним кроком подальшої історії східноєвропейських земель. Провів адміністративну, монетарну та військову реформи: посадив у великих містах намісників і синів, карбував власні златники та срібники, роздавав прикордонні землі вірним васалам в обмін на організацію оборони. Саме за вказівкою Володимира створено систему захисних споруд від нападів печенігів на південь від Києва, відомих у народі як «Змієві вали», що простягалися на 1000 км.

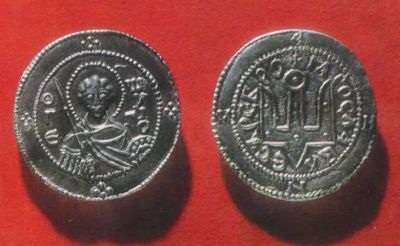
Срібник Володимира Великого
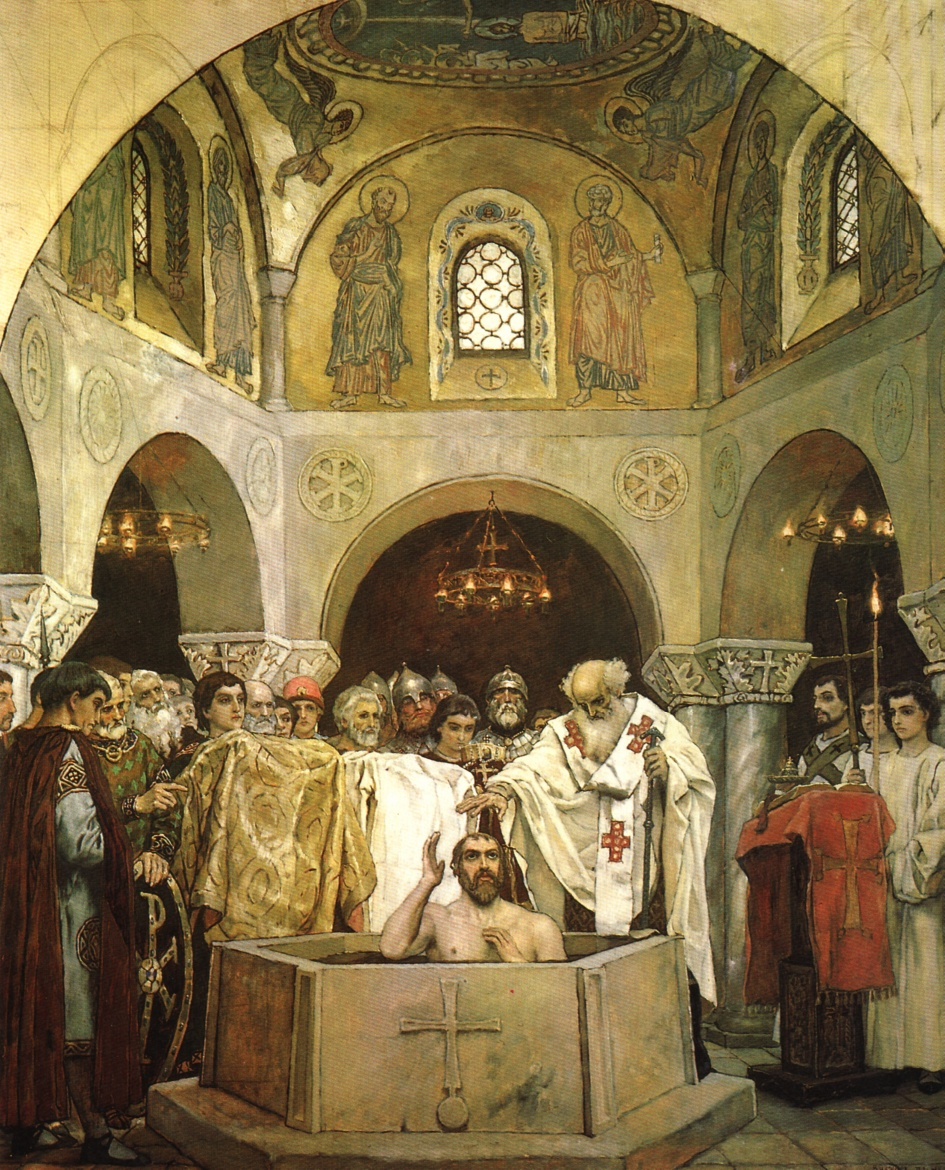
«Хрещення Володимира», Віктор Васнецов, 1890 рік
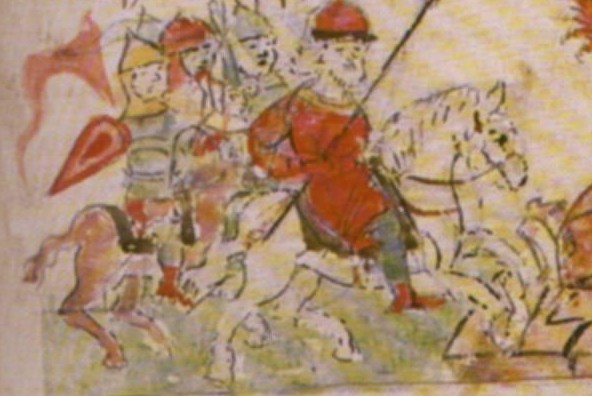
Похід Володимира на вятичів з Радзивилівського літопису XV століття
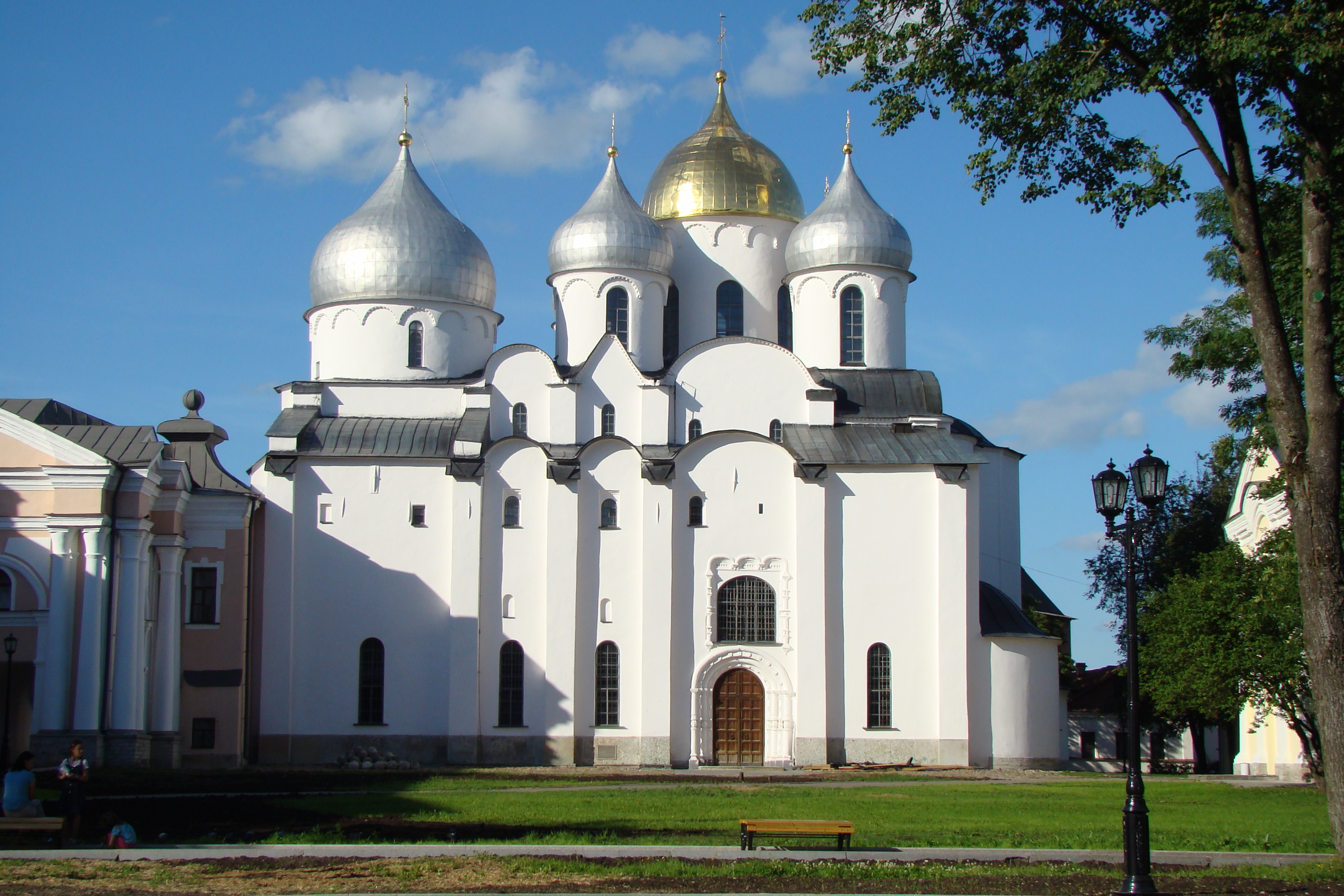
Софійський собор у Великому Новгороді
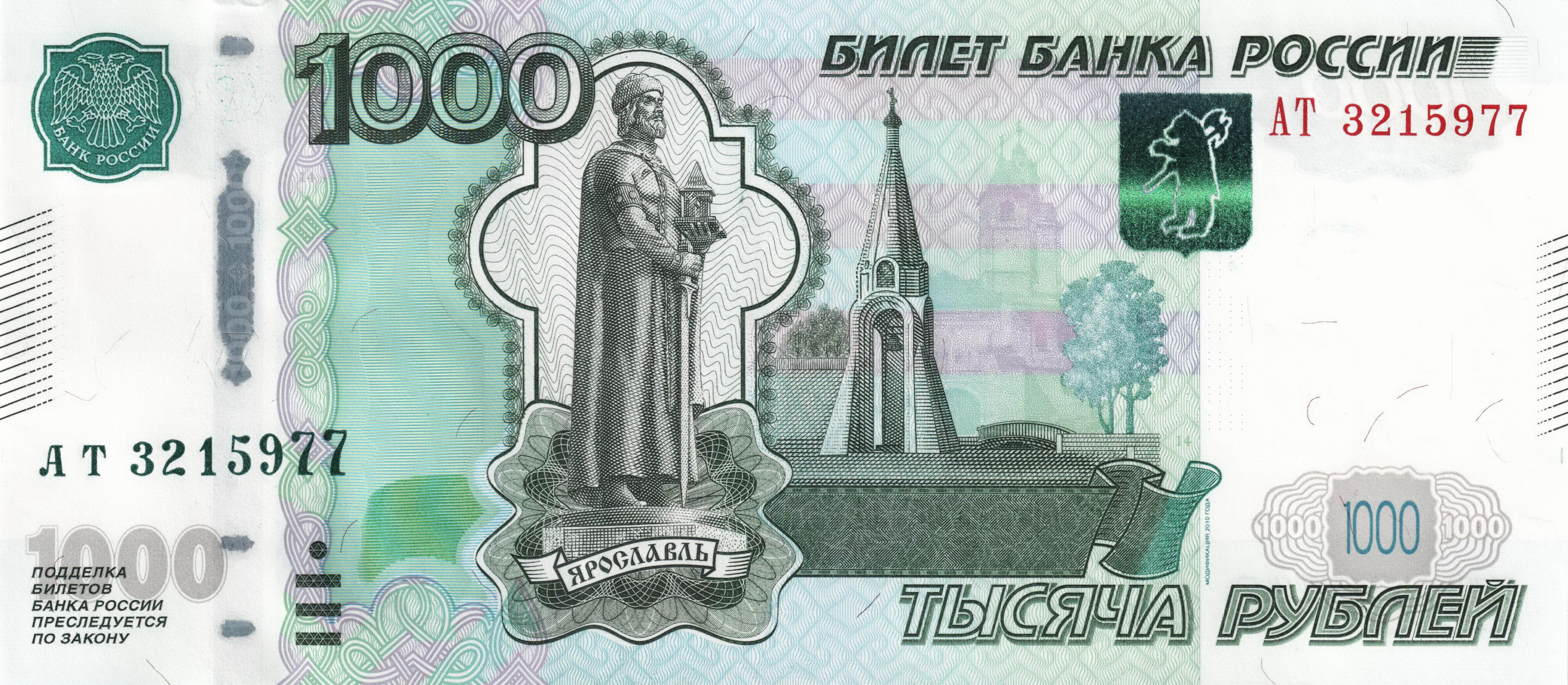
Ярослав Мудрий і види Ярославля на банкноті у 1000 російських рублів, 2010 рік

Попри ці значущі зміни та зміцнення в устрої держави, після смерті Володимира Русь вступає у період міжусобної боротьби 1015-1019 років. Перемогу у протистоянні з братами здобув Ярослав Мудрий (1019–1054), який до 1036 року правив Руссю спільно з братом Мстиславом. 1036 року Ярослав остаточно розгромив печенігів, які здавна завдавали значної шкоди Київській Русі. На місці перемоги він збудував у Києві Собор святої Софії, що стоїть донині. Величні собори святої Софії були зведені також у Новгороді і Полоцьку. Упродовж 1037–1039 років було створено перший літописний звід, побудовано перші книжкові майстерні. Було засновано Києво-Печерську лавру, обрано київського митрополита Іларіона. Проведено судову реформу — запроваджено перший на Русі судовий кодекс — «Руська правда». Це був перший документ, який регулює взаємовідносини княжих дружинників між собою і з жителями міст, порядок вирішення різноманітних суперечок і відшкодування збитків. Щоб показати церковну самостійність Русі 1051 року київський митрополит був обраний і висвячений не в Константинополі, як раніше, а в Києві собором руських єпископів. За Ярослава була визначена церковна десятина, з'являються перші православні монастирі, були канонізовані перші святі — брати князі Борис і Гліб. Київська Русь за Ярослава Мудрого досягла своєї найвищої могутності. На півдні він приєднав землі Поросся, на заході — ряд земель Польського королівства. Ярослав Мудрий широко застосовував шлюбну дипломатію, активно одружував власних дочок з європейськими правителями.
З іменами Володимира і Ярослава пов'язують заснування таких великих російських міст, як Брянськ (перша згадка під 985 роком), Суздаль (заснований Володимиром 982 року), Ярославль на Волзі (закладений на місці язичницького поселення у Ведмежому Куті за часів ростовського князювання Ярослава), Курськ (перша згадка під 1032 роком).

## Феодальна роздробленість (1054—1237)
Смерть Ярослава Мудрого 1054 року принесла новий період міжусобиці між його синами (Ізяслав, Святослав і Всеволод). Міжусобиці братів призвели до ослаблення Київської Русі. 1068 року об'єднані війська братів Ярославичів були розбиті половцями, що призвело до повстання в Києві. Набула постійного характеру практика з'їздів через необхідність розробки законодавства, результатом яких став документ 1072 року — «Правда Ярославичів». 1097 року Володимир Мономах скликав з'їзд князів у Любечі, на якому було запроваджено новий вотчинний принцип спадкування княжого престолу — закріплено феодальну роздрібненість. На деякий час процес децентралізації був призупинений Володимиром Мономахом, який після повстання 1113 року був запрошений киянами на престол. Він розробив додаток до «Руської Правди» — «Устав», вправними військовими та дипломатичними діями контролював ⅔ колишньої держави Ярослава, активно боронив місто від навал половців (військові походи 1103, 1107 і 1111 років). Це був час тимчасового посилення Київської Русі, але по його смерті феодальна роздробленість посилилася. Зміцнення великого землеволодіння — вотчин, в яких панувало натуральне господарство, призвело до того, що вони стали самостійними виробничими комплексами. Міста ставали економічними і політичними центрами таких вотчин. Феодали перетворювалися на повновладних господарів на своїй землі, незалежних від центральної влади. Перемоги Мономаха над половцями, тимчасово усунули зовнішню військову загрозу, що також посприяло роз'єднанню окремих земель. У кожному з князівств розміром із звичайне західноєвропейське королівство існував власний внутрішній порядок, проводилася самостійна зовнішня політика.

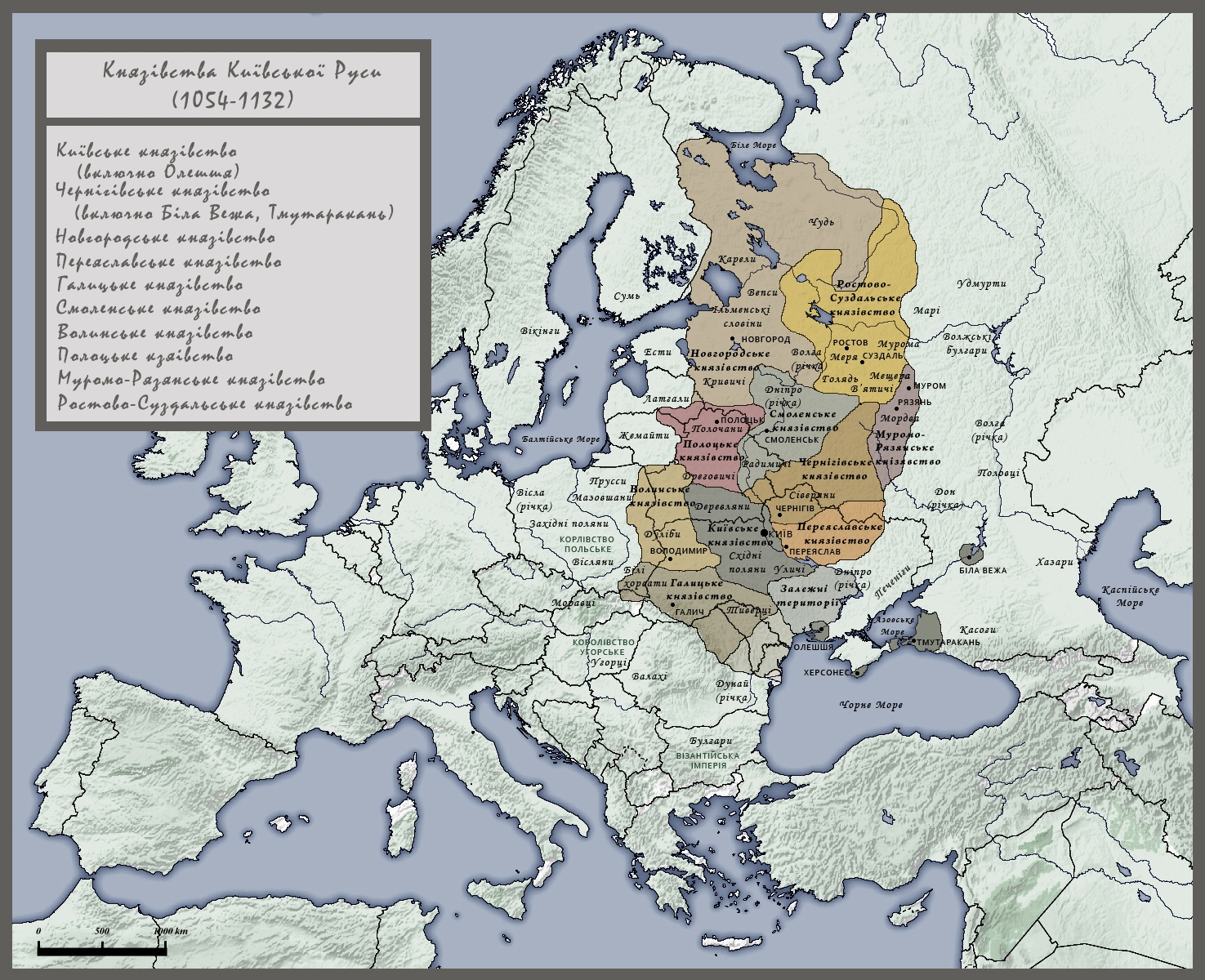
Удільні руські князівства XII століття
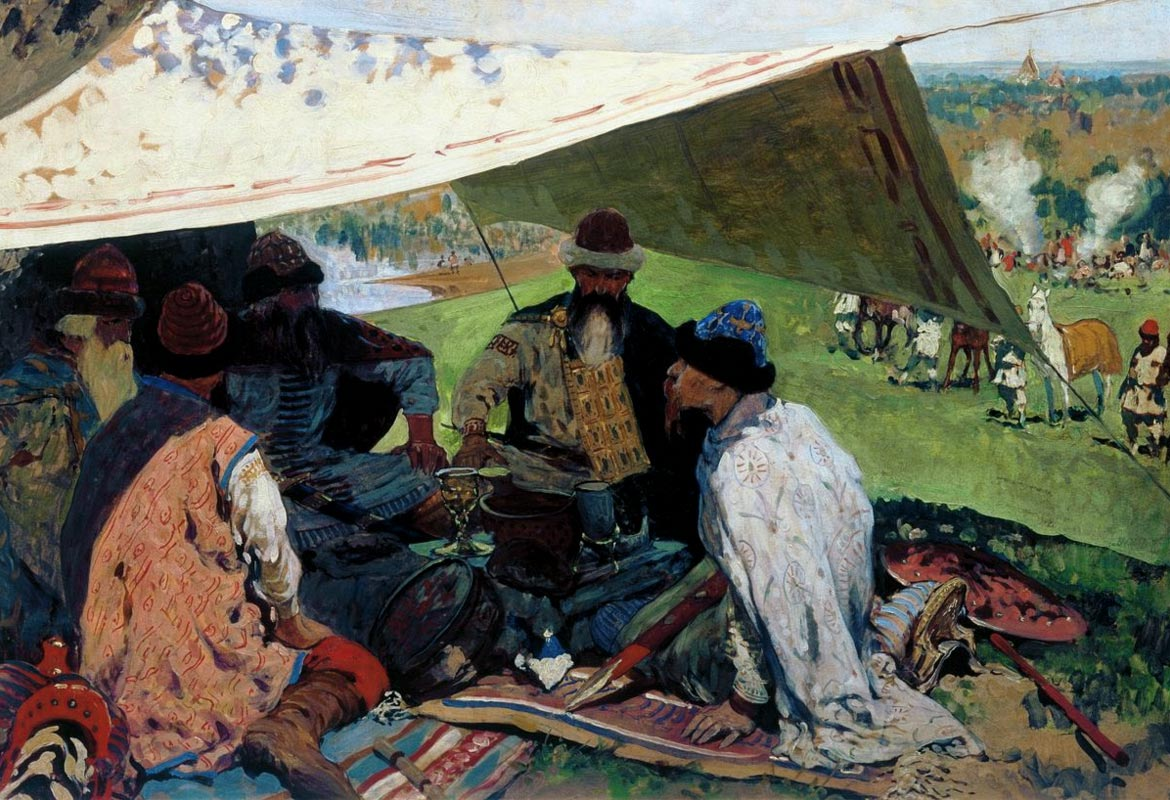
«З'їзд князів у Витичіві», Сергій Іванов, 1910 рік
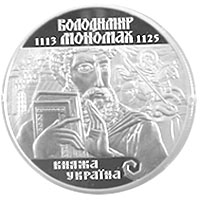
Володимир Мономах на українській ювілейній монеті
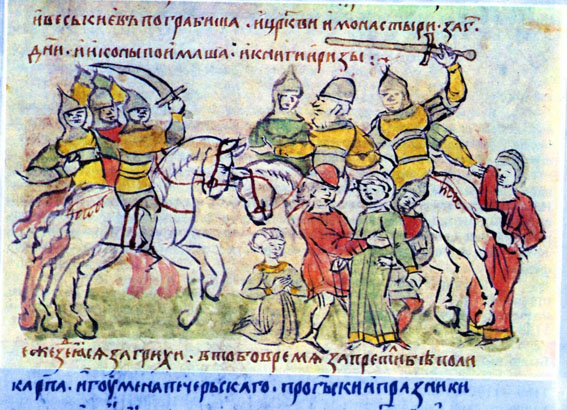
Розорення Києва 1169 року з Радзивилівського літопису XV століття

Після смерті Мстислава, старшого сина Володимира Мономаха, 1132 року держава остаточно втратила свою єдність. До середини XII століття на території єдиної держави сформувалося близько 15 великих удільних князівств, кожне з яких жило по суті самостійним політичним життям, лише номінально визнаючи старшинство великого київського князя. На території сучасної Росії це були: Рязанське, Ростовсько-Суздальське, частини Смоленського та Чернігівського князівств (Верховські князівства), Новгородська земля. Усередині князівств розпочиналась вже боротьба між князями і місцевими боярами за повноту влади. Кожна зі сторін для боротьби з противником закликала на свою сторону іноземні війська. 1169 року під час боротьби за великокняжеський престол коаліція князів під проводом володимиро-суздальського князя Андрія Боголюбського захопила і зруйнувала великокняжеську столицю Київ. У Києві вокняжився молодший брат Андрія Гліб Юрійович князь переяславський, сам Андрій залишився князювати у Володимирі на Клязьмі. Тим самим уперше було змінено уявлення про старшинство в роду Рюриковичів.
У Києві між 1146 та 1240 роками правителі мінялись 47 разів; повертаючись по кілька разів на престол, тут правили 24 князі, причому 35 княжінь тривало менше року кожне.

#### Псковсько-Новгородська земля
1136 року, після вигнання з Новгорода місцевого князя Всеволода Мстиславича, новгородці відновлюють давні громадські порядки у вигляді Новгородської республіки («Господин Великий Новгород») з правлячою олігархічною боярською верхівкою, де провідна роль належить народному самоврядуванню у формі віча, а виконавчу владу здійснював посадники. Після затвердження боярського управління, запрошення князів на новгородський престол на договірних началах стало формальною даниною порядку захисту республіки від зазіхань зовнішніх ворогів і реального керівництва збройними силами. 1142 року фіксується перший розбійний напад шведів на торгові судна новгородських купців — «князь шведський і біскуп прийшовши в 60 шнеках», а вже з другої половини XII століття починається багатосторічний військовий конфлікт Новгорода і Швеції за контроль над північним узбережжям Фінської затоки та Іжорською землею. 1170 року новгородці відбивають напад суздальців на чолі з Андрієм Боголюбським, який через рік після розорення Києва намагався поживитися і у Великому Новгороді.

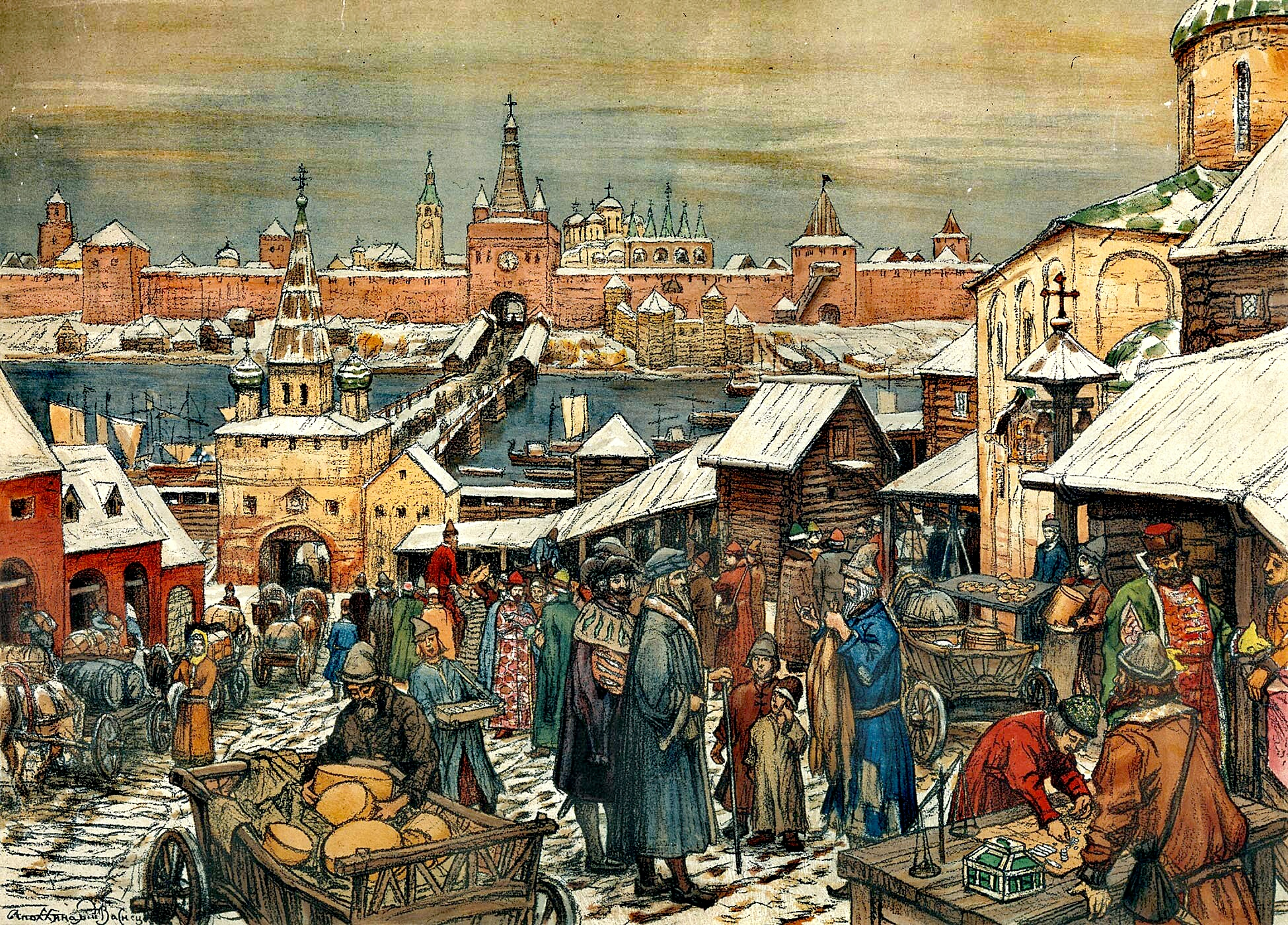
«Новгородське торжище», Аполінарій Васнєцов, 1908 рік
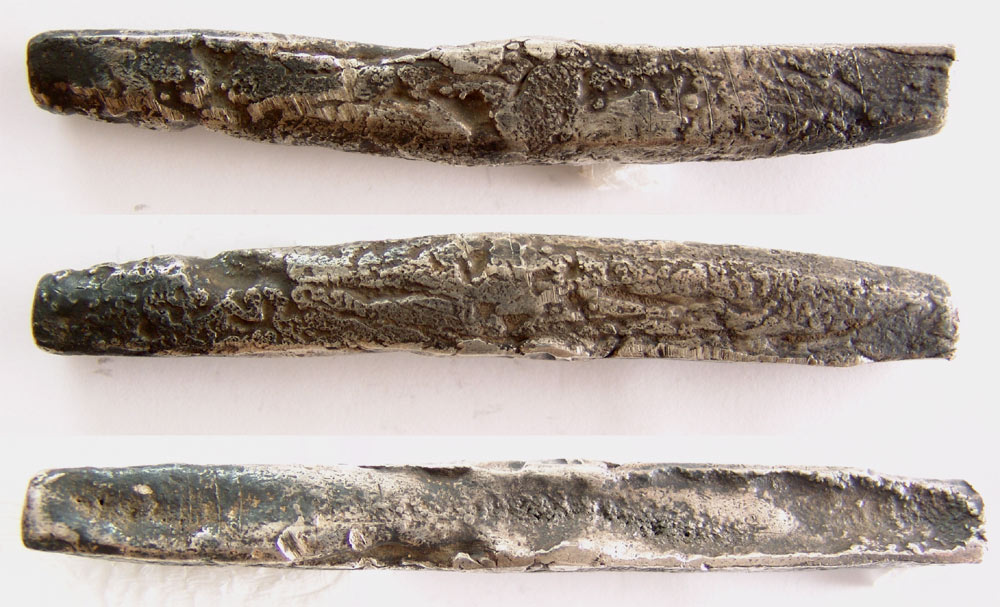
Новгородські срібні гривні
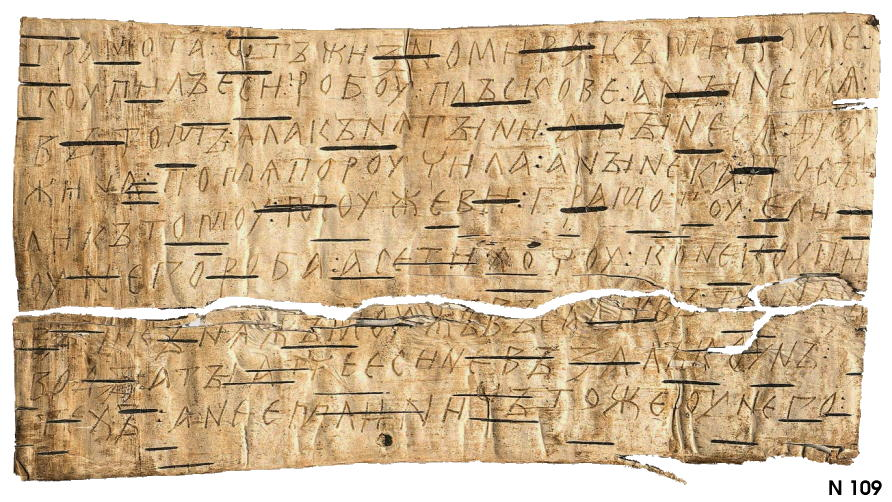
Новгородські грамоти на бересті
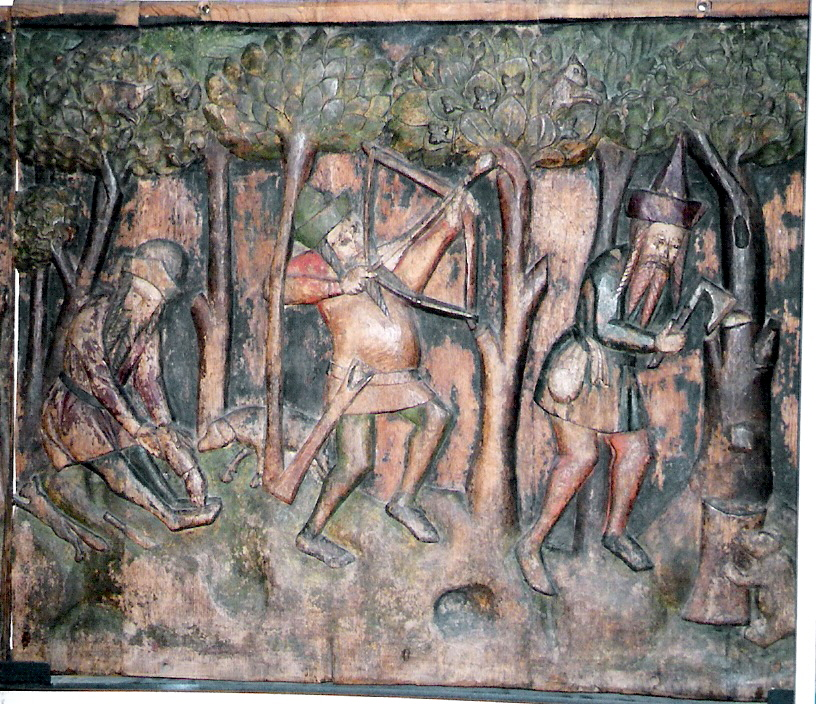
Полювання і бортництво новгородців, різьблення на лаві в Штральзунді, XIV століття
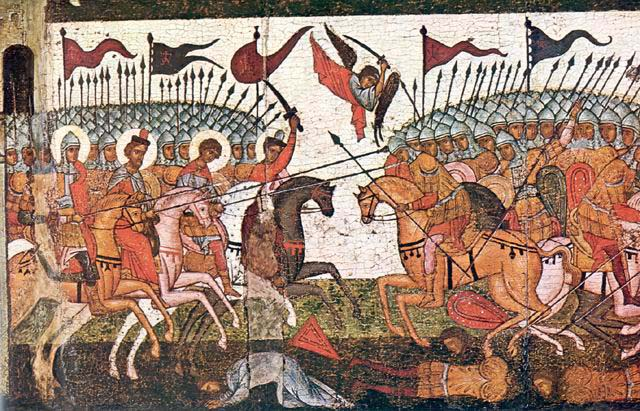
Битва новгородців із суздальцями 1170 року, іконопис

Приблизно у 1189—1199 роках Новгород укладає перший достовірний торговий договір з Ганзою (торговим союзом німецьких міст). У наступні роки він буде підтримувати з ними найтісніші стосунки, у місті була одна з найбільших «контор» (нім. Kontor) союзу — Готський (Гетенхоф) і Німецький двори (Петерхоф). У першій половині XIII столітті в новгородських землях часто лютувала негода, що спричиняла масовий голод, подолати який допомагали торгові стосунки із німецькими містами. 
|  | Одні просто різали живих людей і їли, інши обрізали м'ясо з мертвих людей, коней, собак та кішок [...] Приїздили німці з-за моря із житом і борошном, зробили тим велике добро. Оригінальний текст (ст.-слов.) инии простая чадь резаху люди живые и ядяху, а инии мёртвые мяса и трупие обрезаече ядяху, а другие конину, псину, кошки [...] Прибегоша Немьци и-за-мория с житом и мукою и створиша много добра. |

 Після серії неврожаїв архієпископа Арсенія вигнали з його палат, стався масовий відхід населення від церкви і нове повернення до язичництва і русалій, які повинні були краще забезпечити врожай, ніж молитви архієпископа. 1227 року в місті відбувся виступ волхвів: 
|  | Спалено чотири волхви, що чинили огидне, про яке богові відомо; спалено на Ярославовому дворищі. Оригінальний текст (ст.-слов.) Іжгоша в'лхви 4, творяхуть е потвор деюще, а бозна; і сожгоша їх на Ярославли дворі. |

 Новообернені на язичництво люди викупались в князя особливим податком «забожничем». На півтора-два століття русалії стали стійким елементом культурного життя в Новгороді.
Наприкінці XI — початку XII століть новгородці здійснили дослідницькі подорожі в східну частину Скандинавського півострова (Лапландія), на Кольський півострів, в Приуралля та далі в Сибір, на узбережжя Білого (Поморський і Терський береги) і Баренцового морів (Мурманський берег), басейнами північноєвропейських річок та водами Північного Льодовитого океану. Новгородцям належить основна роль господарського освоєння великих території на схід від Ладоги (Обоніжжя) і Онега (Заоніжжя), далі до Північної Двини, Мезені та Печори. Надалі помори відвідували Нову Землю і Шпіцберген.

#### Ростовсько-Суздальська земля
У ІХ-ХІІ століттях володарі Київської Русі підкорюють землі кривичів, словенів, весі, мері, мещери, тобто поширюють свій вплив на землі, які зараз знаходяться у сучасних кордонах Росії. Після розпаду у ХІІ столітті єдиної Київської Русі з центром у Києві постає ряд самостійних руських князівств. Протягом тривалого часу найбільш могутнім було Володимиро-Суздальське князівство, територія якого згодом стала ядром Московського царства (Московії). На час правління засновника удільного князівства великого київського князя шостого сина Володимира Мономаха Юрія Долгорукого (1125—1157) припадає перша літописна згадка про Москву (під 1147 роком), з приводу запрошення на перемовини союзника, новгород-сіверського князя Святослава Ольговича: 
|  | Прийди до мене брате в Москов. Святослав же поїхав до нього із сином Олегом.Оригінальний текст (ст.-слов.) Приди ко мнѣ брате въ Московъ. Ст҃ославъ же ѣха къ нему съ дѣтѧтемъ своимъ Ѡлгомъ. |

 Згідно з втраченим літописом «Про зачало Московського князівства» у переказі Василя Татищева, град Москов із навколишніми землями належав суздальському боярину Кучці, якого Юрій стратив і заволодів його землями. Топонімія Москви зберігала ім'я боярина до XVI століття в назві району між Луб'янкою і Стрітенськими воротами Кремля — «Кучкова поле».

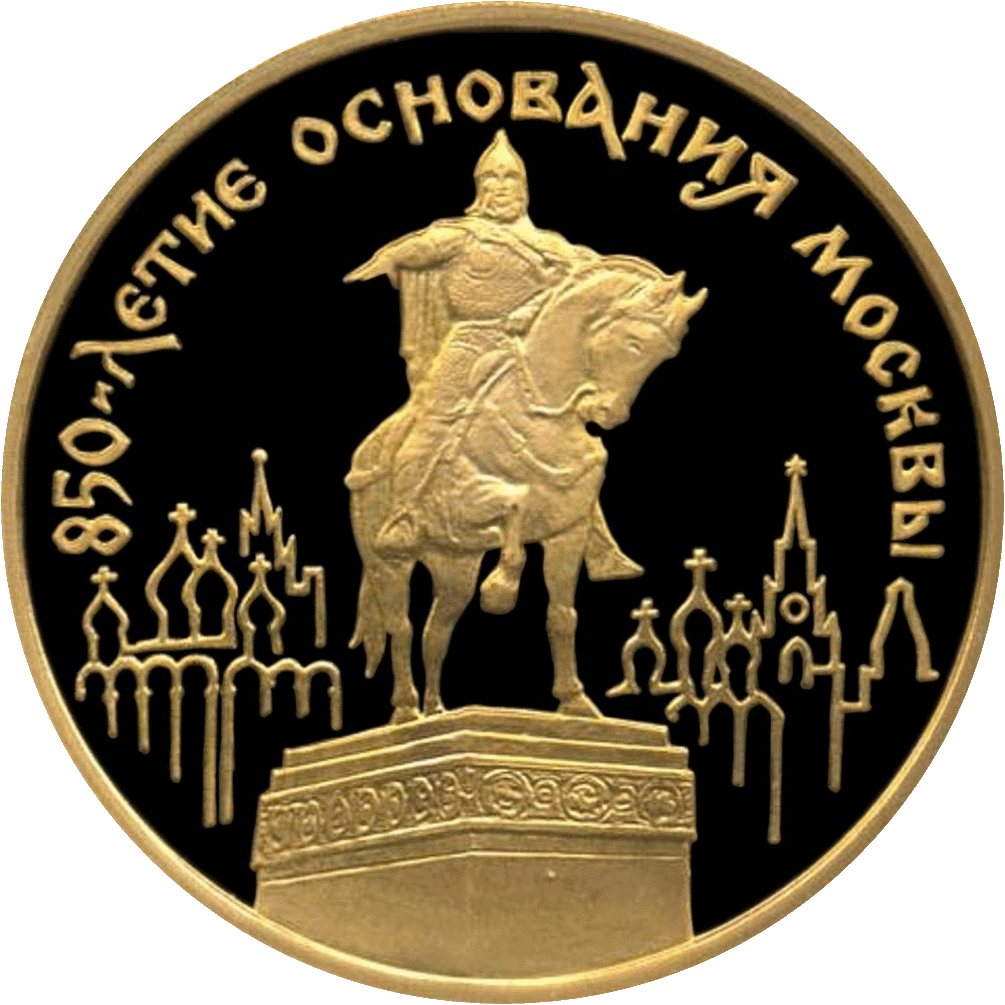
Пам'ятна російська монета до 850-річчя Москви із зображенням пам'ятника Юрію Долгорукому в Москві
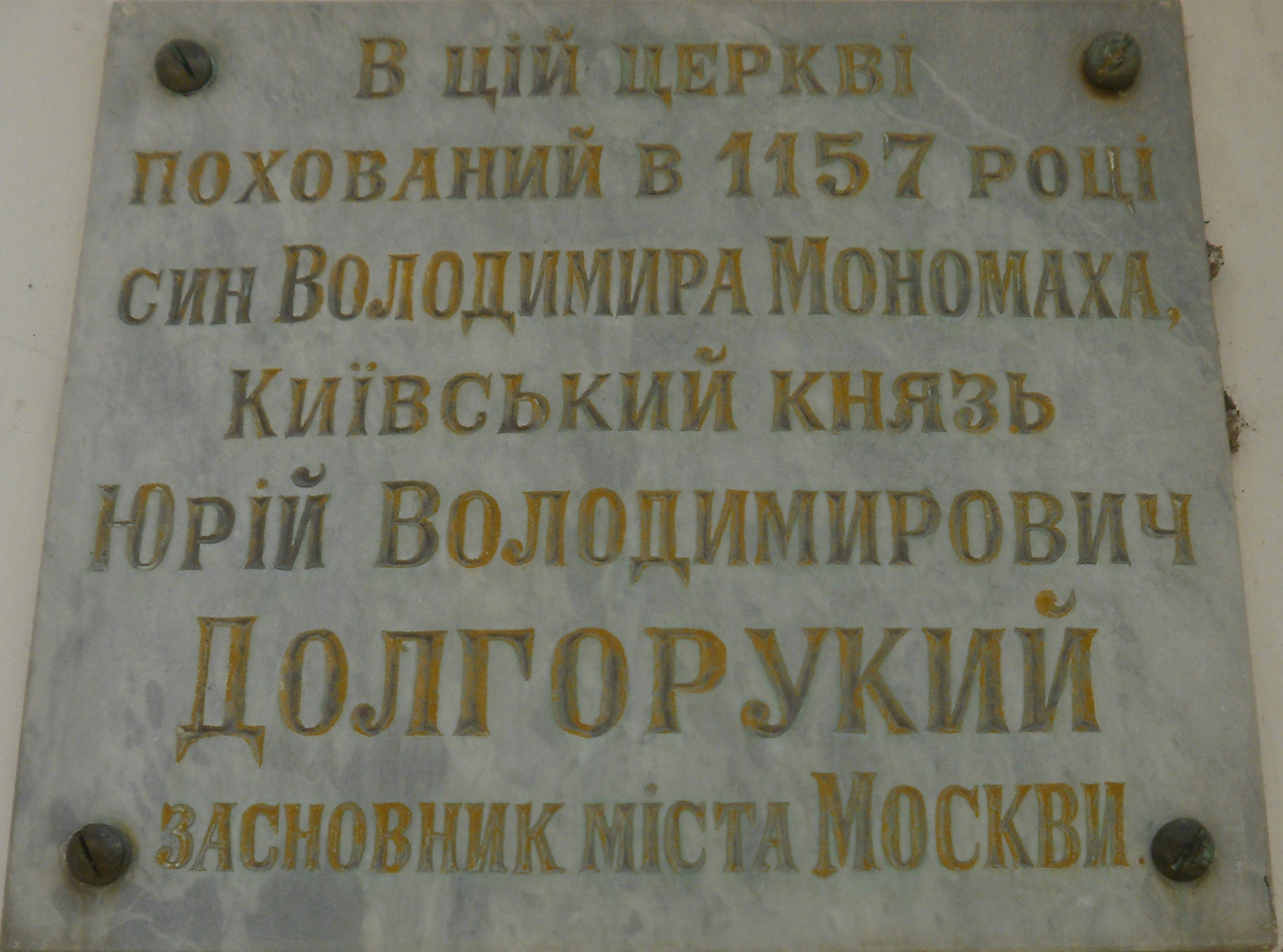
Меморіальна дошка на місці поховання Юрія Довгорукого
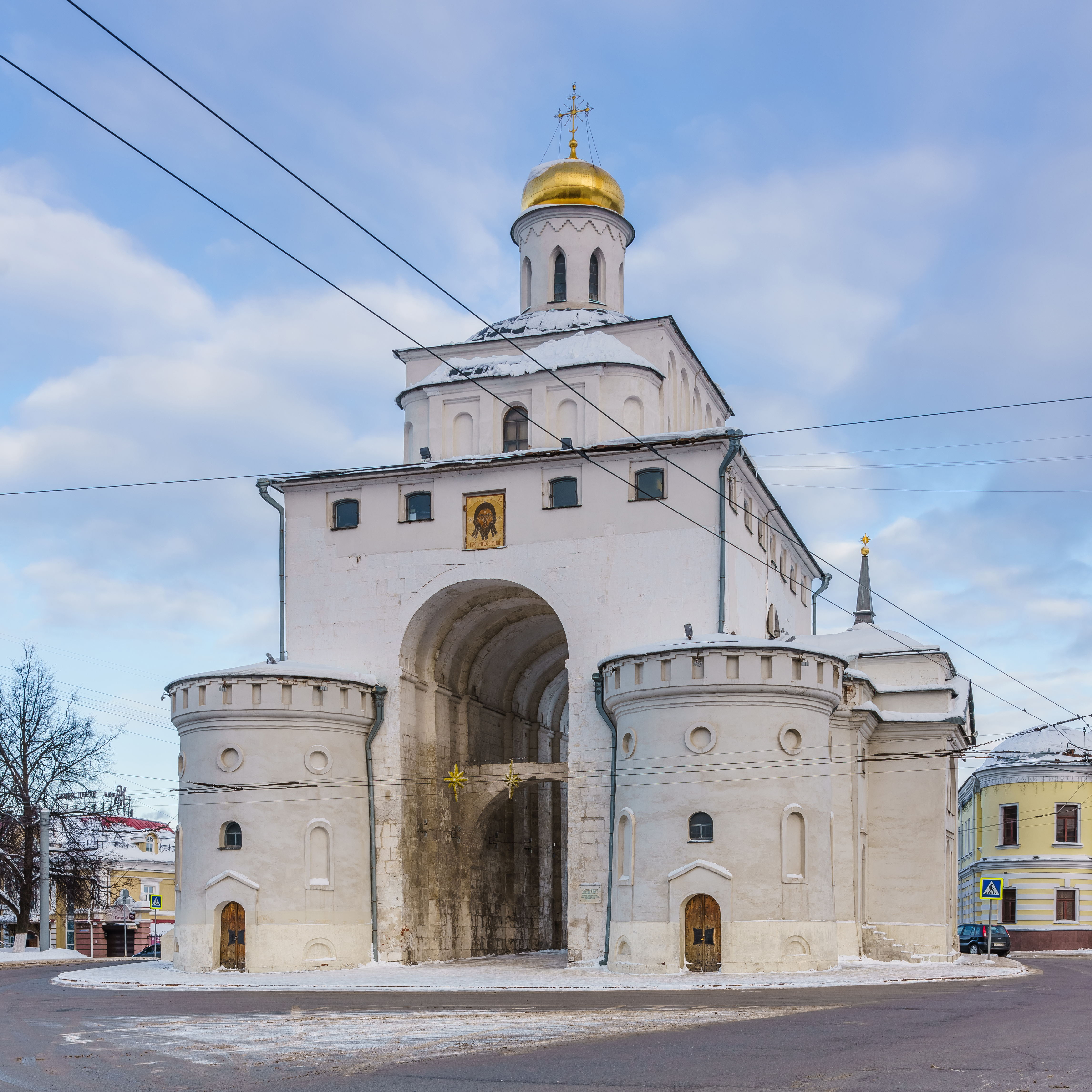
Золоті ворота у Владимирі
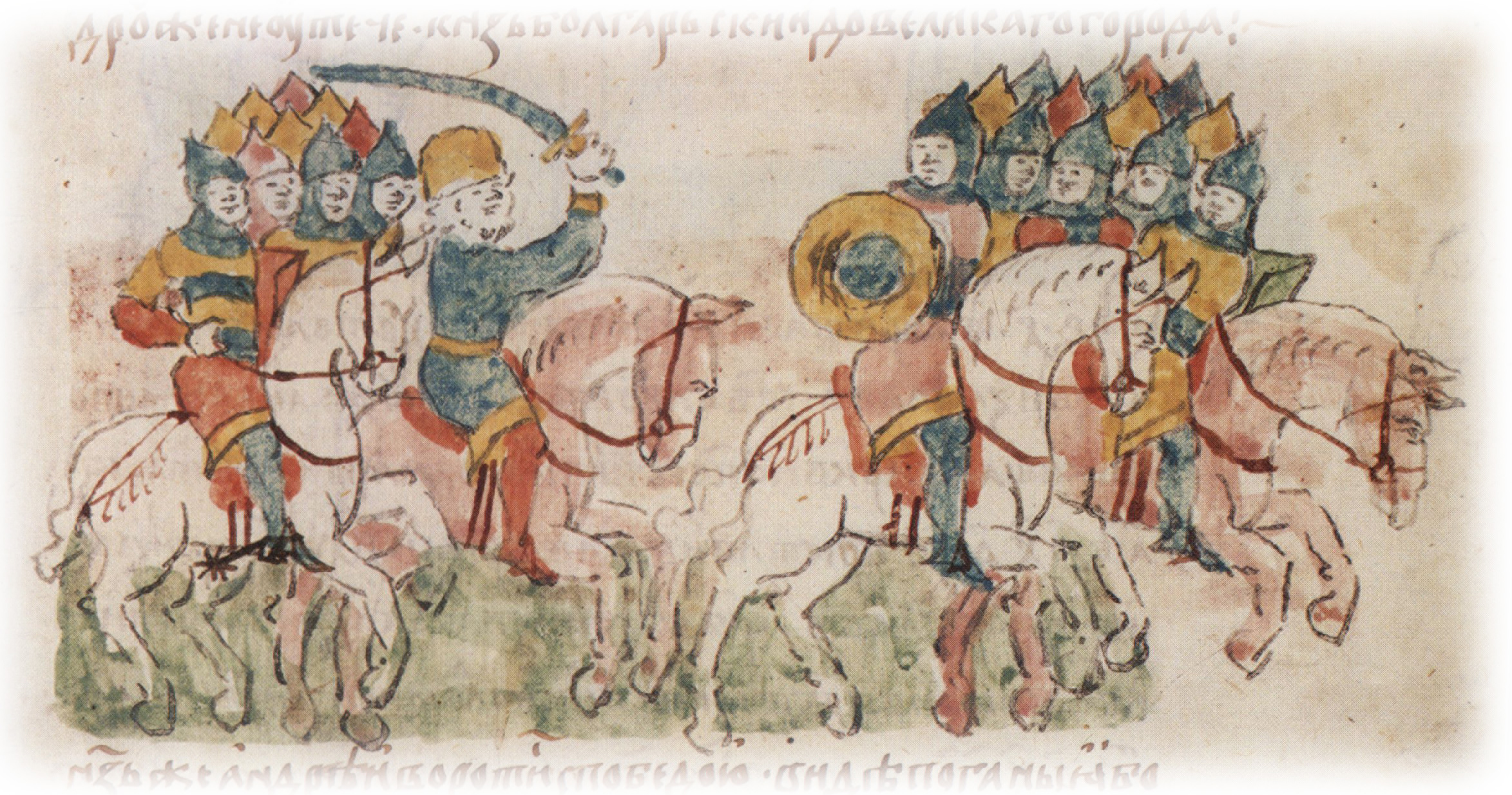
Похід Андрія Боголюбського проти вользьких булгар з Радзивилівського літопису XV століття
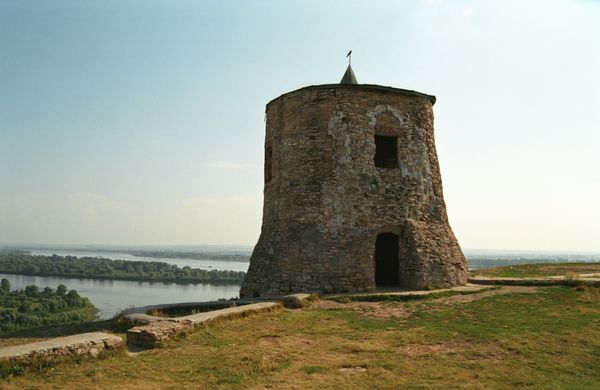
Залишки укріплень волзьких булгар XII століття в Єлабузі, Татарстан
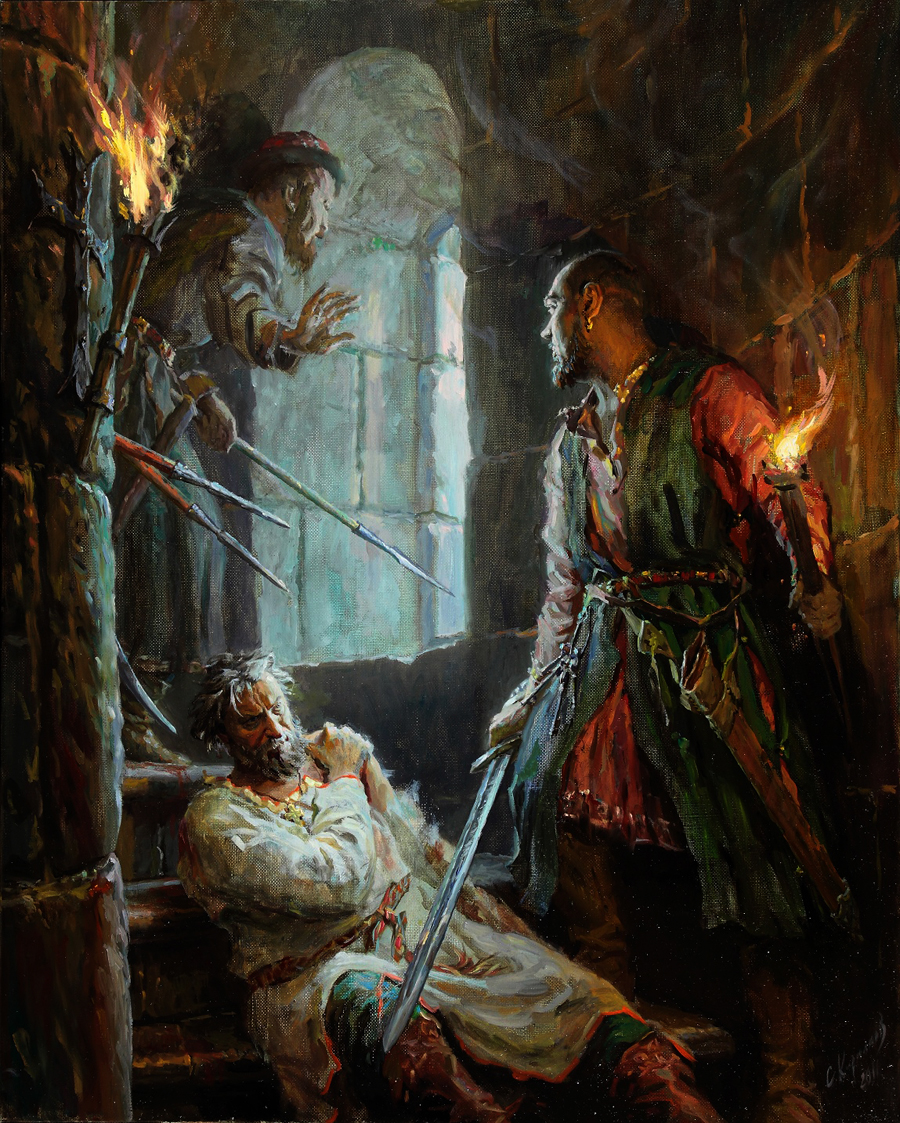
«Убивство Андрія Боголюбського боярами», Сергій Кирилов, 2011 рік

Син Юрія князь Андрій Боголюбський (1157—1174) зробив своєю столицею Владимир-на-Клязьмі і невдало 1173 року намагався поширити свою владу на Київське князівство, що призвело до боярського заколоту і його вбивства наступного року. Брат Андрія Всеволод III Велике Гніздо (1176—1212) встановив свій контроль над кількома іншими князівствам, успішно воював з половцями та продовжив боротьбу батька й брата з Волзько-Камською Болгарією, у становленні якої в X столітті важливу роль відіграли приазовські болгари, частина яких після розпаду Великої Болгарії перебралася на Середнє Поволжжя, а інша рушила на Балкани. Щоб підкреслити свою незалежність від Києва і вищість над іншими північно-східними князівствами, Всеволод прийняв титул великого князя Владимирського.

#### Муромо-Рязанська земля
Руські землі Пооків'я перебували на південно-східному рубежі слов'янської експансії, у тісному етно-культурному контакті з фіно-угорськими етносами — муромою, мещерою та мордвою. Великими містами тут були Переяславль-Рязанський та Муром. Власне топонім «Рязань» (Резань) вказує на певну відрізаність (лісами, полями, болотами) слов'янських поселень на правому березі Оки від основного масиву розселення слов'ян на північному-сході Східноєвропейської рівнини. До 1127 року з перервами Муромсько-Рязанська земля перебувала під безпосередньою владою київських, пізніше чернігівських князів. Лише внаслідок чвар за спадщину у Чернігівській землі Муромо-Рязанське князівство отримало незалежність. Центр князівства в 1150-ті роки перемістився з Мурома до Рязані. У 1160-ті роки відбувся поділ на окремі Муромське і Рязанське князівства, однак в історіографії вони часто розглядаються разом аж до часів монгольської навали.

## Монголо-татарське панування (1237—1480)

### Монгольська навала
До кінця XII — початку XIII століття монгольське держава займала велику територію від озера Байкал у Східному Сибіру і басейну річки Амур на сході до верхів'їв Іртиша та Єнісею на заході, від Великого китайського муру на півдні до малообжитих районів Сибіру на півночі. Основним заняттям монголів було кочове скотарство, тому головним джерелом збагачення служили постійні набіги для грабунку та захоплення рабів, свіжих пасовищ.
Військо монголів представляло собою потужну організацію, що складалося з піших дружин і кінних воїнів, що становили кістяк війська. Всі підрозділи були скуті жорсткою дисципліною, добре була налагоджена розвідка. У розпорядженні монголів була також техніка для облоги міст. На початку XIII століття монгольські орди завойовують і розоряють найбільші центральноазійські міста — Бухару, Самарканд, Ургенч, Мерв. Пройшовши через Південний Кавказ, перетворивши його на руїни, монгольські війська вийшли до степів Північного Кавказу. Там, розбивши половецькі племена, вони просунулись до причорноморських степів у напрямку руських князівств. Проти них виступило об'єднане військо південноруських князів під проводом Мстислава Романовича і половців, що звернулися за допомогою. У травні 1223 року у Північному Приазов'ї, на річці Калці відбулась вирішальна битва в результаті якої русько-половецькі війська були розбиті, а монголи повернули назад.

По смерті Чингісхана його онук, хан Батий взимку 1237 року рушив з військом проти північно-східних руських князівств. Рязанське князівство стало першою жертвою монголів, спустошивши його, війська Батия рушили на Володимиро-Суздальське князівство, були зруйновані Коломна і Москву, у лютому 1238 року столиця князівства — місто Владимир. Зруйнувавши Владимирську землю, монголи рушили на Великий Новгород, але через весняне бездоріжжя, після розорення Торжка, поблизу урочища Ігнач Хрест повернули назад. 
|  | Татарове, взяша град Торжок и изсекоша всех марта в 5 день, тогда же гнашася от Торжку серегерским путём, даже до Игнача креста, секуще людей, яко траву, и точно за сто верст до Великого Новагорода не дойдоша. |

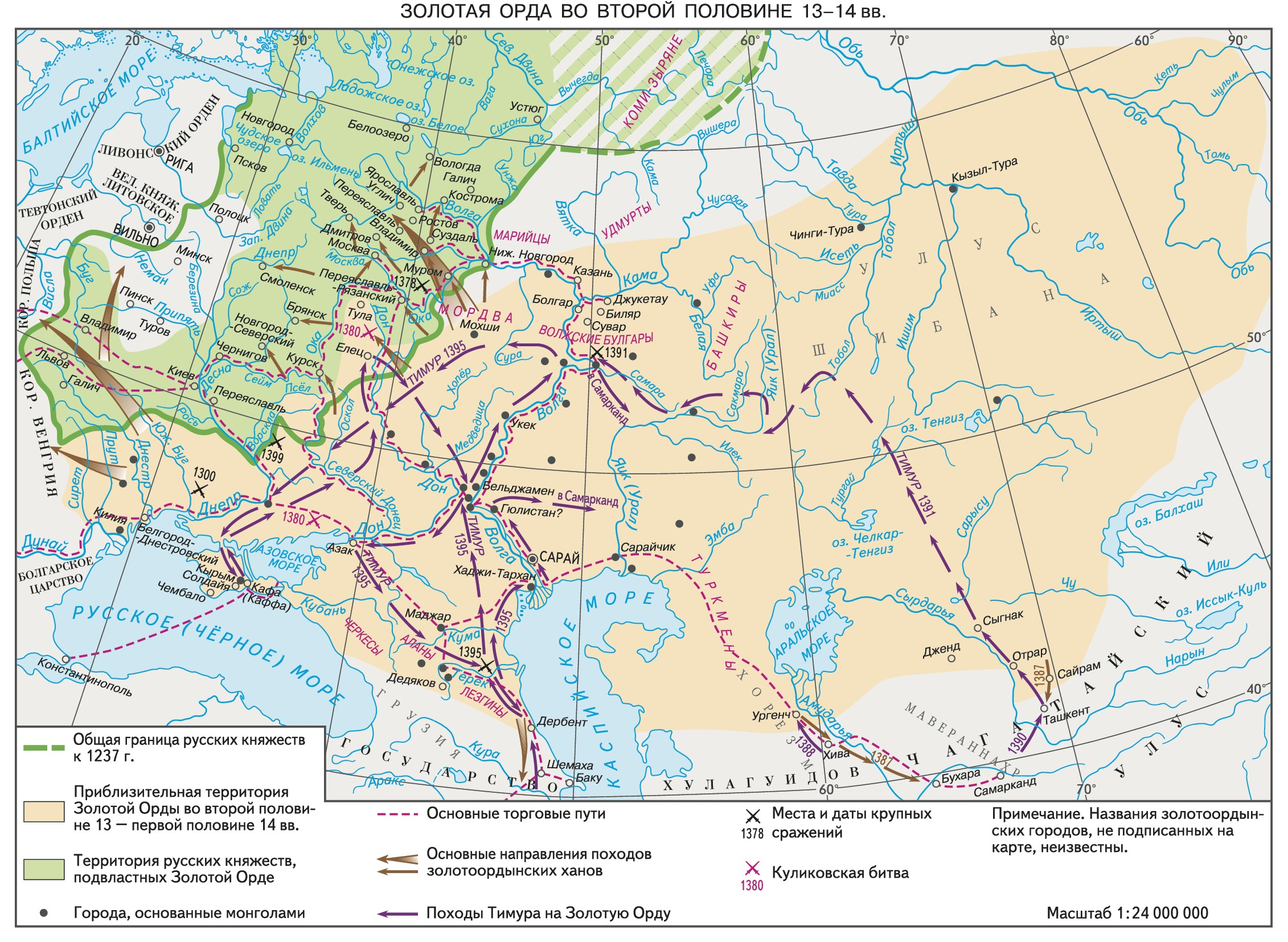
Завойовницькі походи монголів у Східній Європі (рос.)
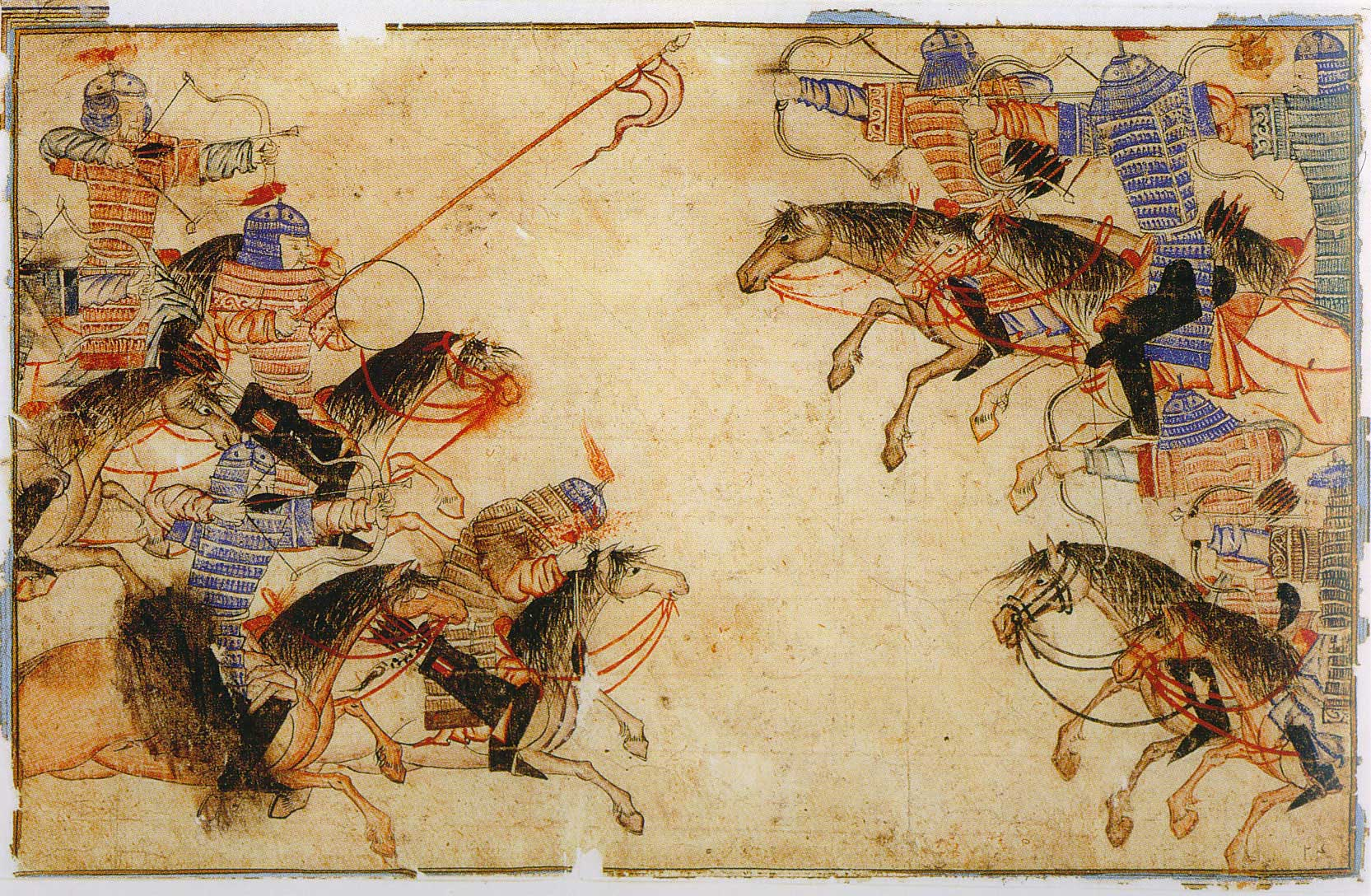
Монгольські вершники на близькосхідній мініатюрі першої чверті XIV століття
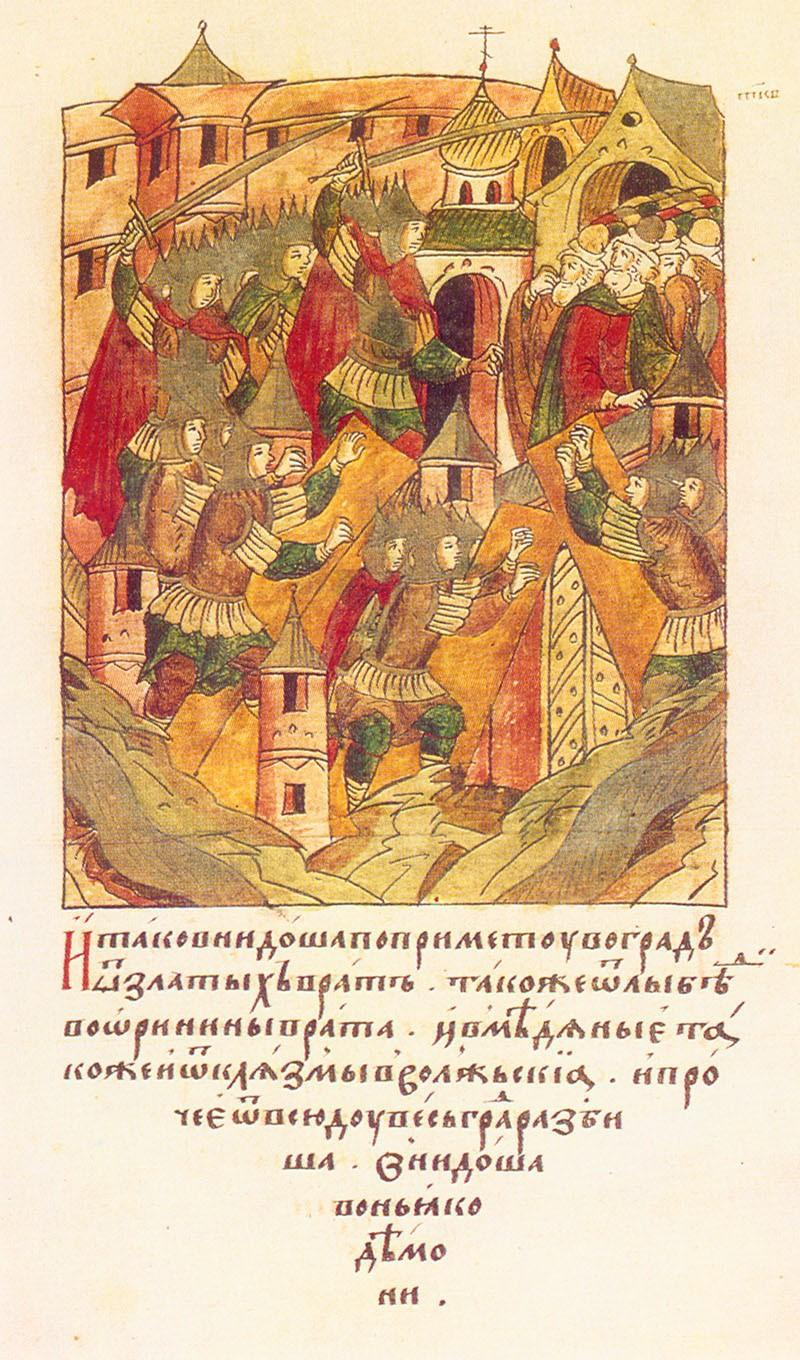
«Взяття Владимира», Никонівський літопис, XVI століття
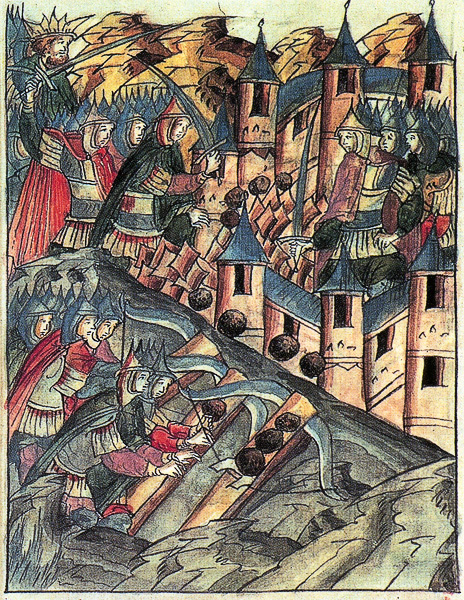
«Оборона Козельська», Никонівський літопис, XVI століття
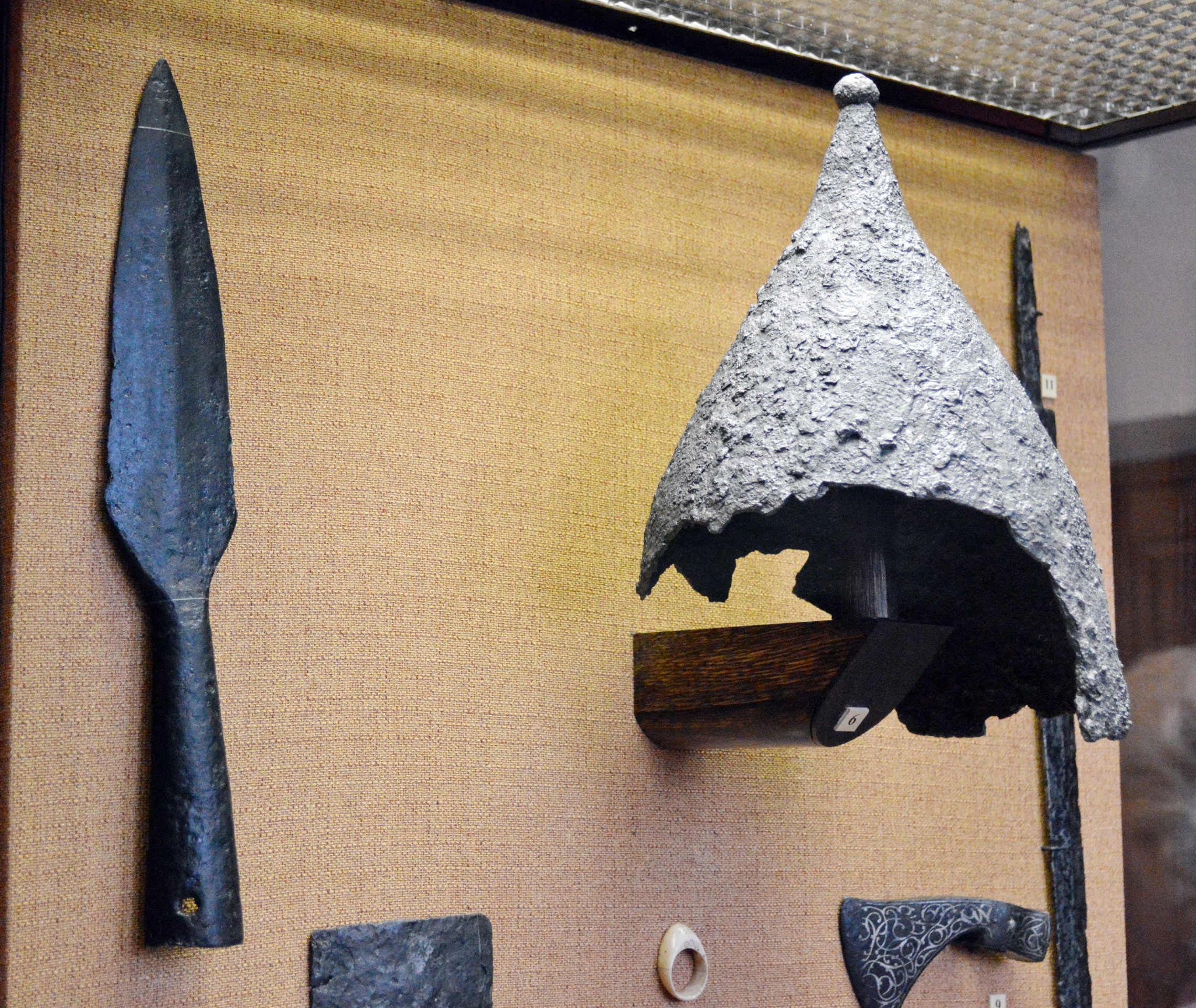
Спис, шолом, сокира золотоординського воїна

Наступного року Батий повів свої війська на завоювання південноруських князівств. Оволодівши Києвом 1240 року, він пройшов через Галицько-Волинське князівство до Польщі, Сілезії, Угорщини і Моравії. Спустошивши центральноєвропейські держави, його війська повернули до приволзьких степів. 1266 року за хана Менгу-Тимура західна частина Монгольської імперії (Улус Джучі, або в пізнішій історіографії Золота Орда) отримав фактичну самостійність, зберігши лише формальну залежність від імперської столиці. Столицею Золотої Орди з 1240 по 1262 роки було місто Сарай у нижній течії Волги, з 1262 року Новий Сарай, трохи вище за течією. В результаті західного походу Батия всі руські князівства були підкорені монголами.

### Німецько-шведська експансія
Упродовж 1236—1259 років із перервами в Новгороді княжив Олександр Ярославич Невський, який боронив власні землі від шведської колонізації (Невська битва 1240 року) і продовжив боротьбу руських князів за православну віру проти хрестоносців Лівонського ордену (Льодове побоїще 1242 року), за що був пізніше канонізований Російською православною церквою. Проте сам князь Олександр Невський, тісно зійшовшись із знаттю монгольської держави, використовував її війська (Неврюєва рать) заради зміцнення своєї влади та в міжусобній боротьбі із братами за великокняжий престол, Андрієм і Ярославом. 1251 року Олександр уклав договір з норвезьким королем Хаконом IV Старим про розмежувань збору данини з карелів і саамів, 1254 року було підписано «Розмежувальну грамоту», що встановила кордони Новгородських земель і Норвегії в Карелії.
1260 року відбувся похід литовського князя Міндовга на Лівонію з укладанням наступного року між Великим князівством Литовським і Новгородом військового союзу. 1265 року під стінами фортеці Везенберг (Раковор) відбулась Раковорська битва між об'єднаним військом Великого князівства Володимирського, Новгородської (під командуванням Дмитра Олександровича) і Псковської республік з силами лицарів Лівонського ордену і Данської Естляндії. Ця знаменна битва на десятиліття зупинила німецько-данську експансію.

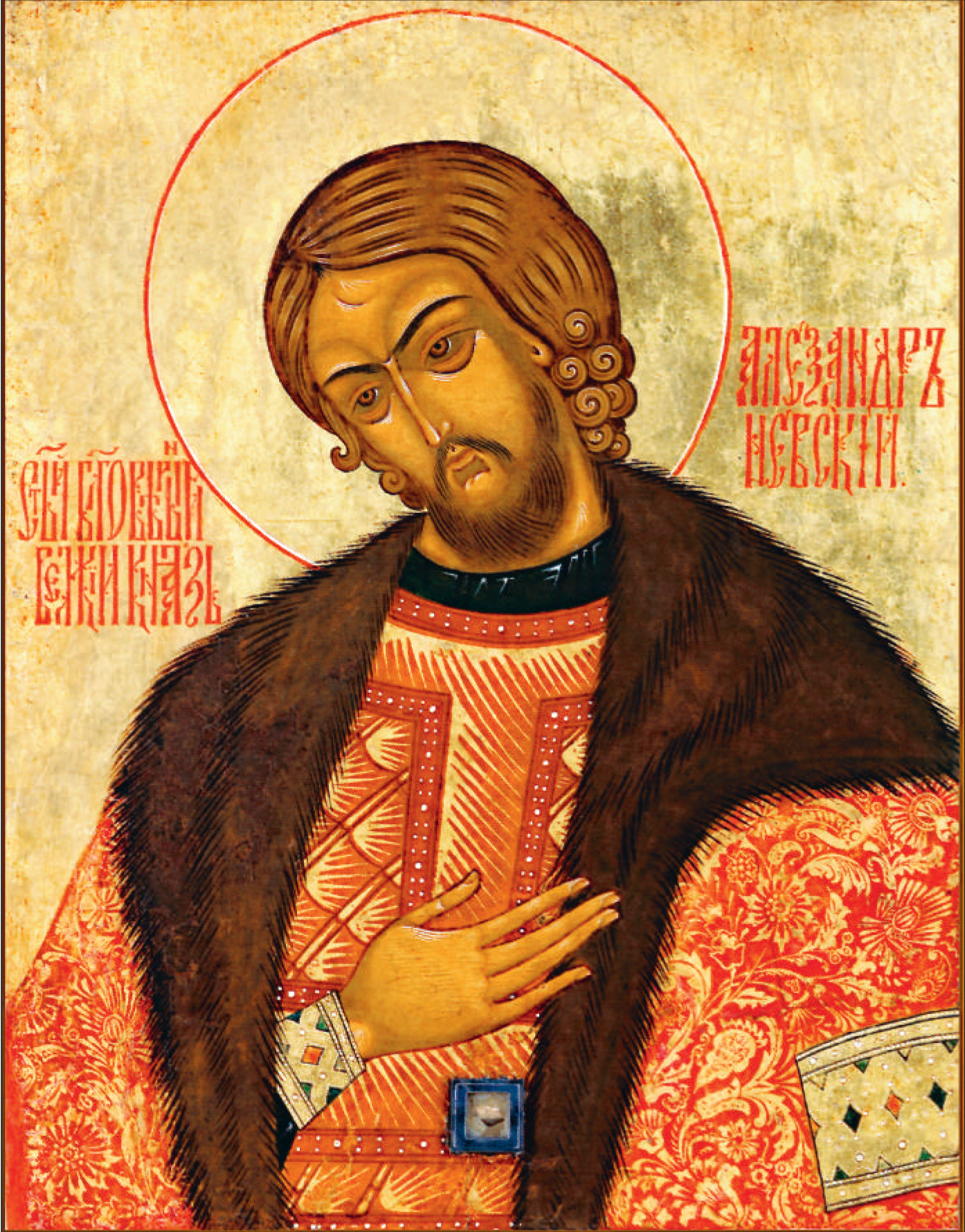
Ікона святого Олександра Невського
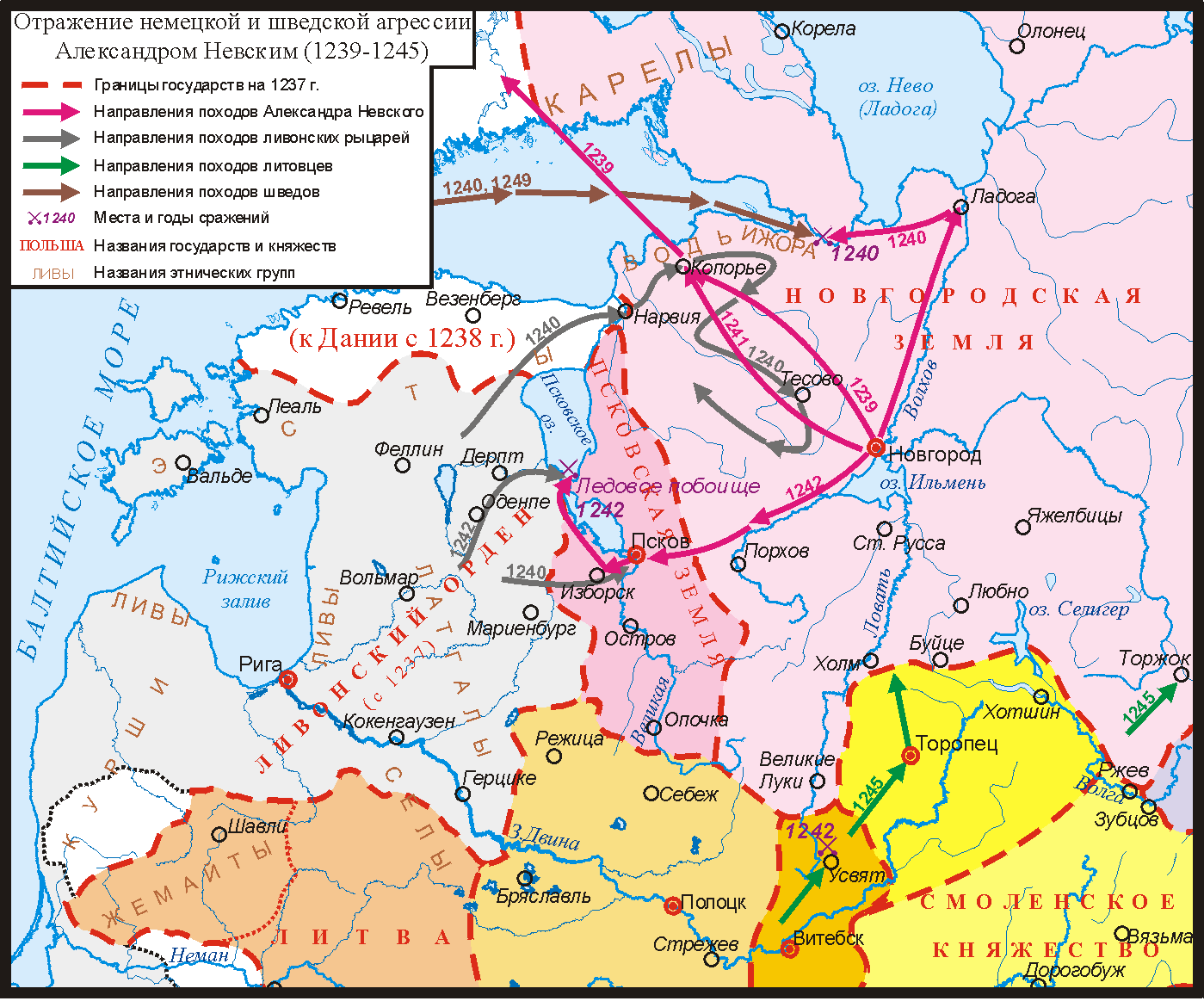
Боротьба руських князівств із Лівонським орденом
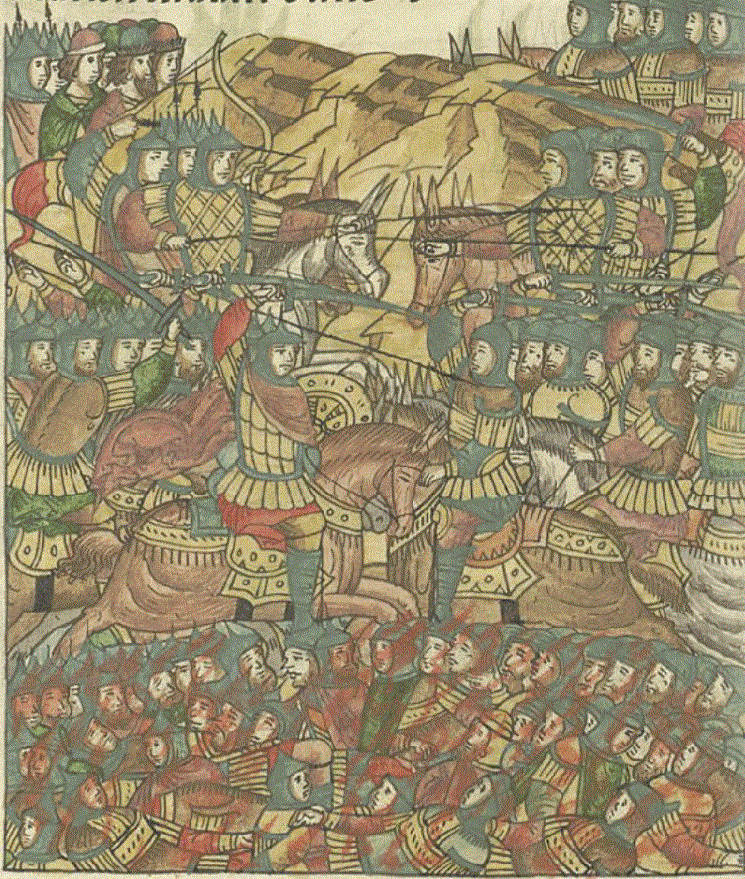
Раковорська битва з Лицьового литописного зводу XVI століття
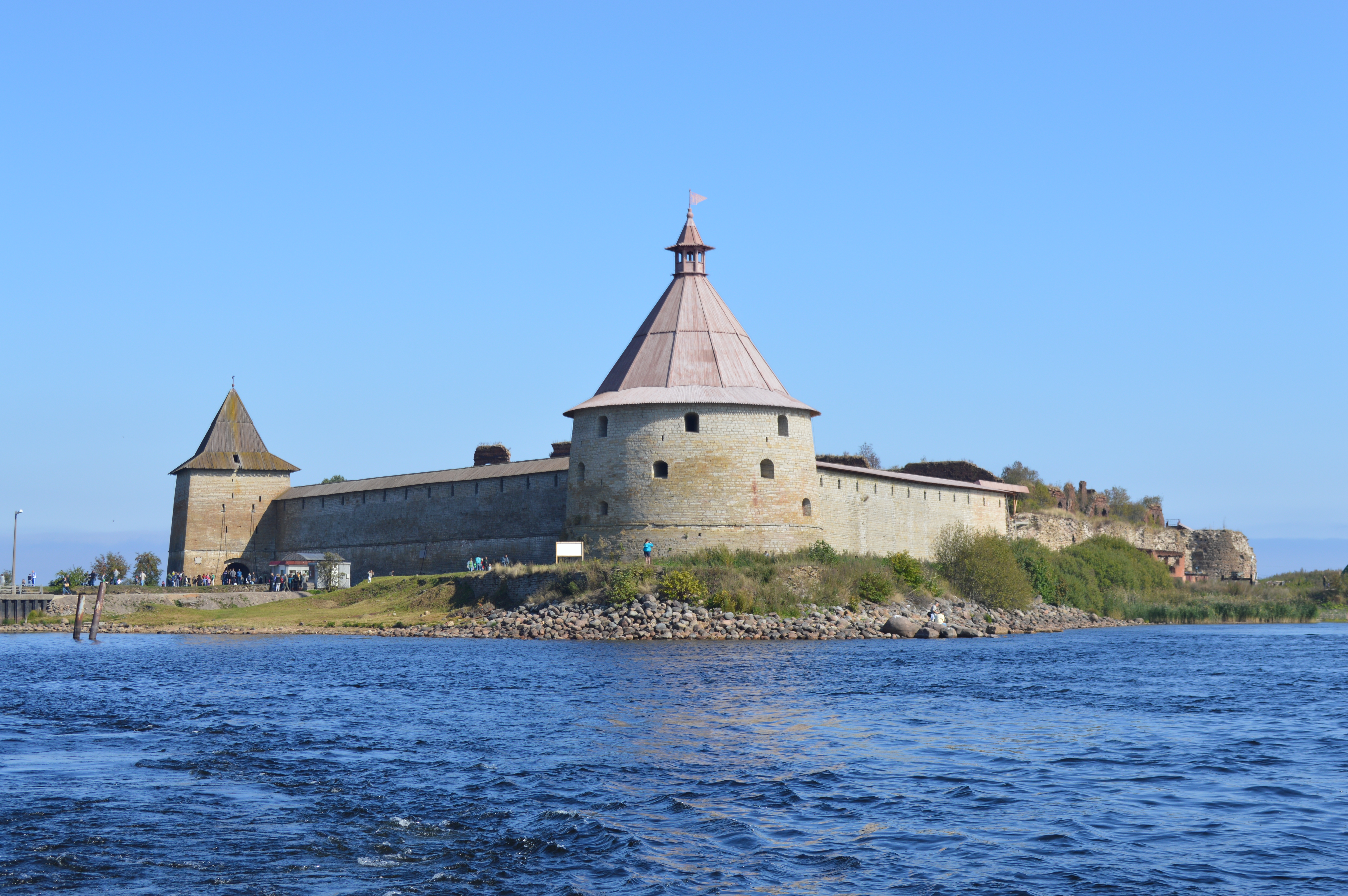
Фортеця Орєшек
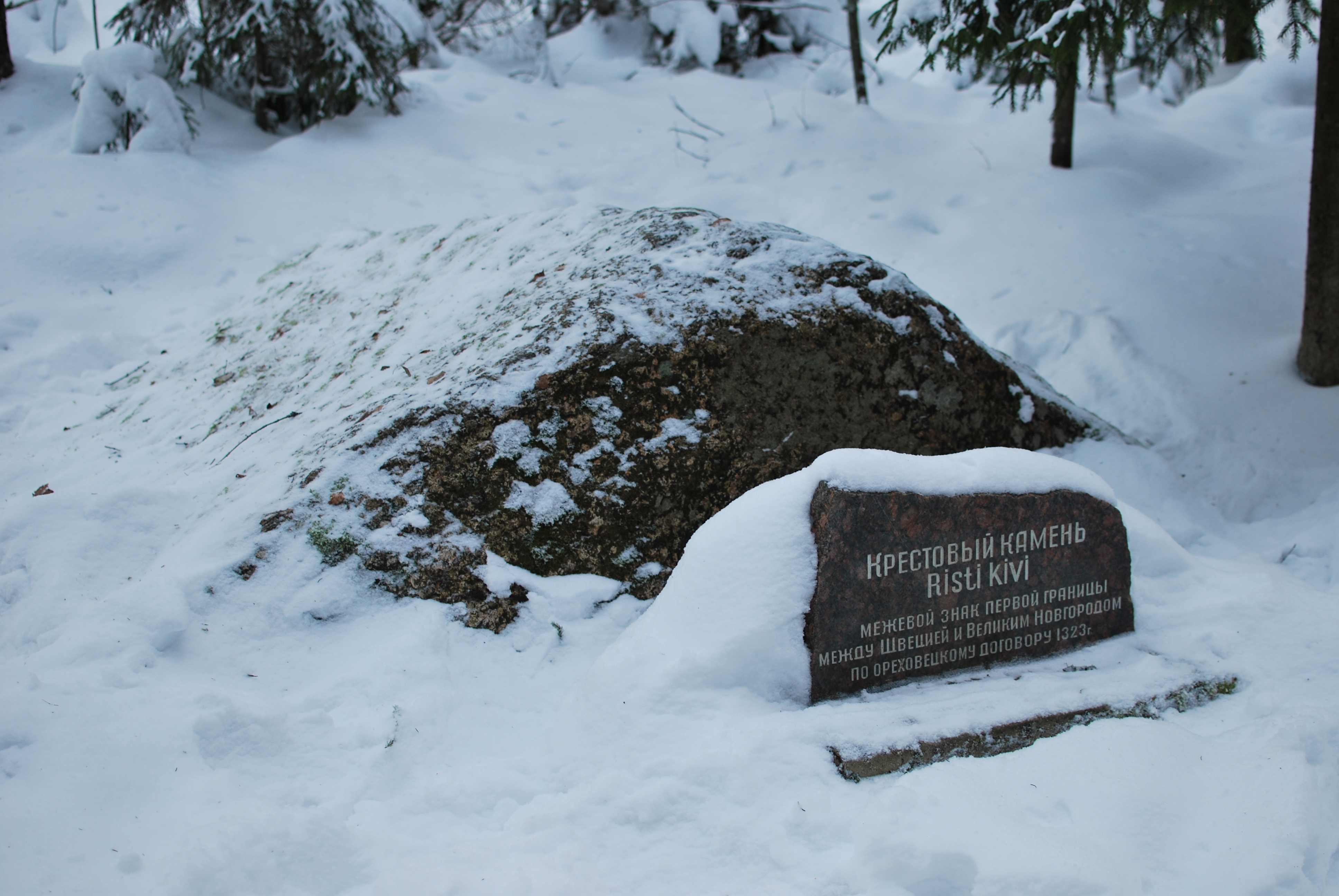
Межовий камінь Орєховського миру

1323 року біля витоків Неви, щоби протистояти шведській експансії, новгородцями була закладена фортеця Орєшек і підписано перший договір про «вічний мир» зі шведами — Орєховський мир. Це була перша відома міжнародна угода в російській історії про делімітацію кордонів. До наших часів навіть збереглися межові камені новгородців.

### Золота Орда
Доба підкорення руських князівств монголо-татарській державі в російській історіографії носить назву «монголо-татарського ярма» (рос. монголо-татарское иго). Особлива його тяжкість полягала в тому, що монгольська держава не тільки використовувала економічний потенціал підкорених земель на власний розсуд, але й місцеві князі використовували його заради виправдання подвійного навантаження на нижчі верстви населення для збору податей, як для монголів, так і для власного збагачення, у власних інтригах і кровопролитних міжусобицях. Руські князі мусили одержувати від золотоординських ханів грамоти — ярлики, що надавали їм право на управління землями. Професор Московського університету Сергій Соловйов так описує тогочасний Ростов та землі, що лежали на північ від нього: 
|  | Занепало стародавнє вічове місто і на півночі встановилося одноманіття: всі міста нові, незначні; Ростов занедбаний, Владимир не встиг іще піднятись як столиця великого князівства, коли був розгромлений татарами і також занедбаний; великі князі живуть у своїх опричинах, у своїх спадкоємних містах... Міста є тут переважно великими обгородженими селами... |

Територія Золотої Орди, 1300 рік
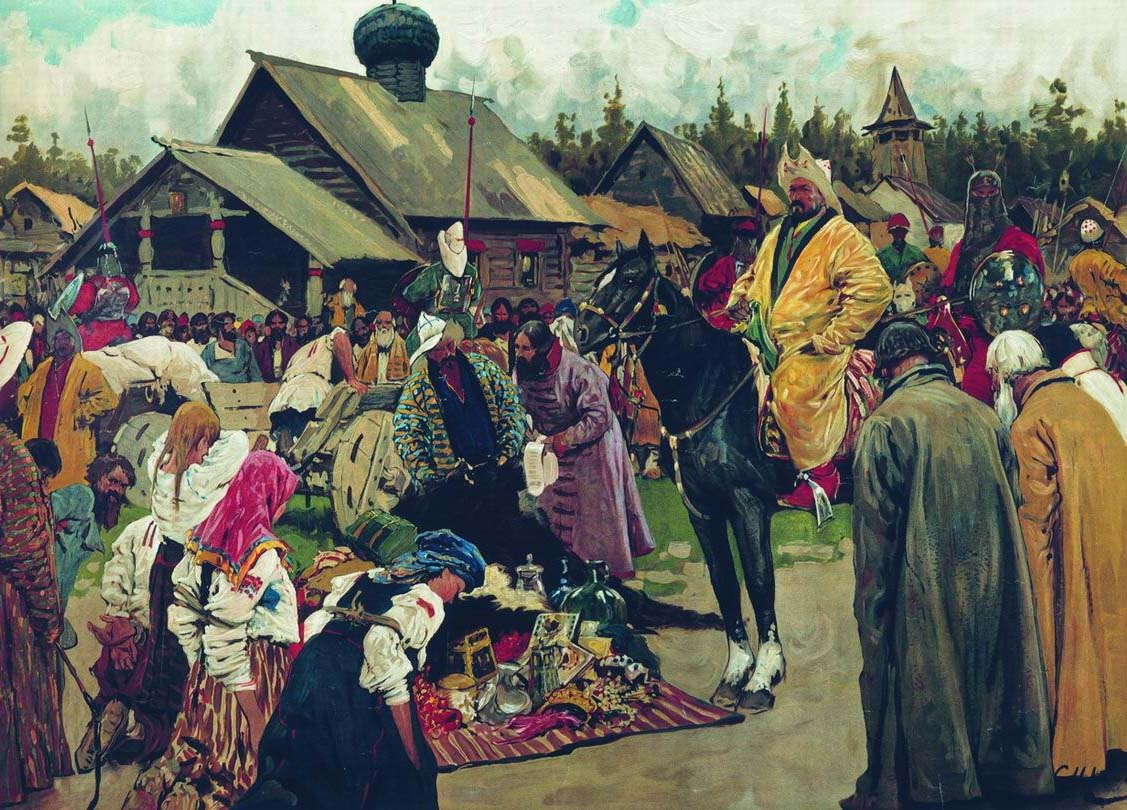
«Баскаки», Сергій Іванов, 1909 рік
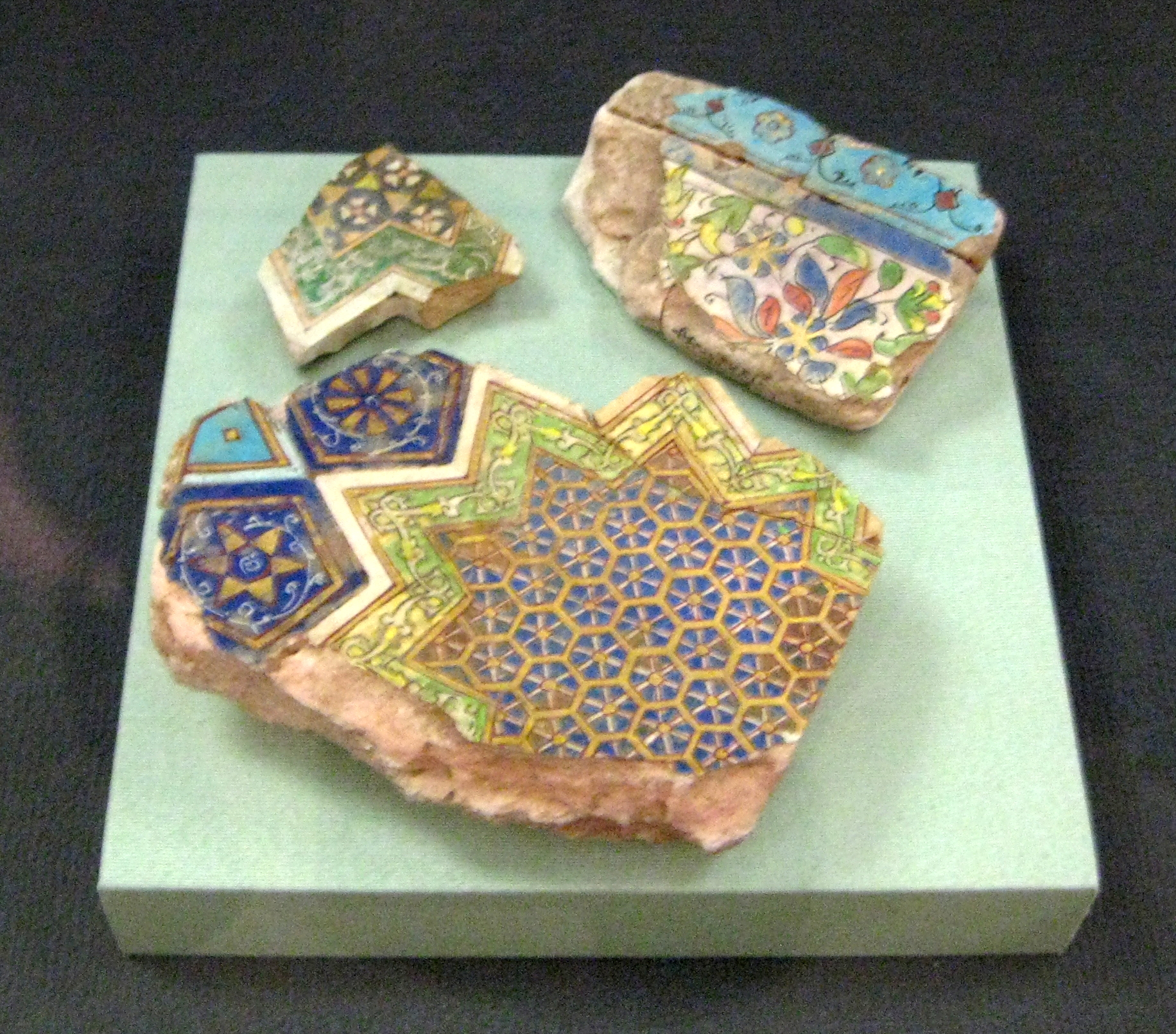
Оздоблення палаців чингізидів у Старому Сараї
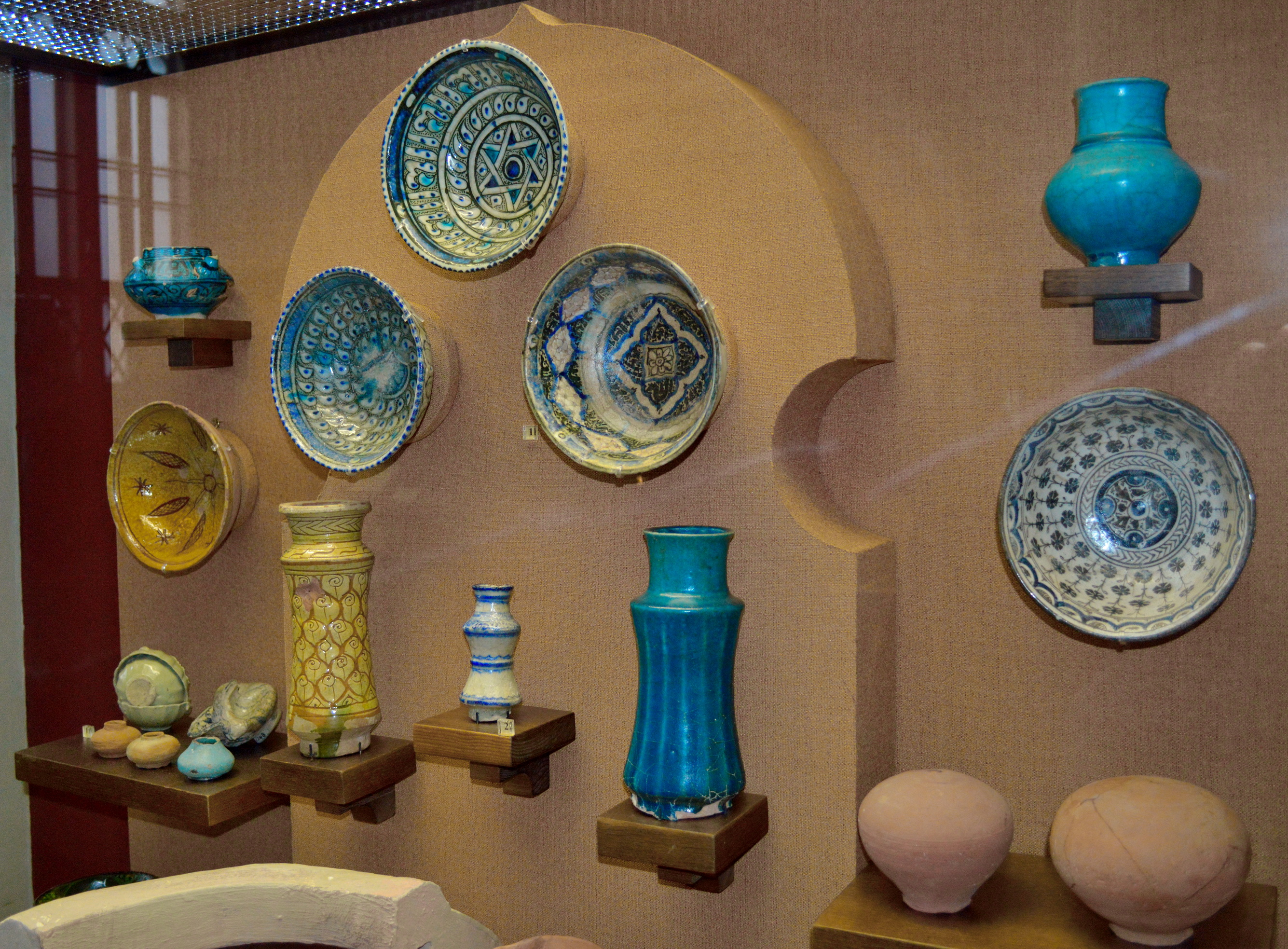
Золотоординська кераміка
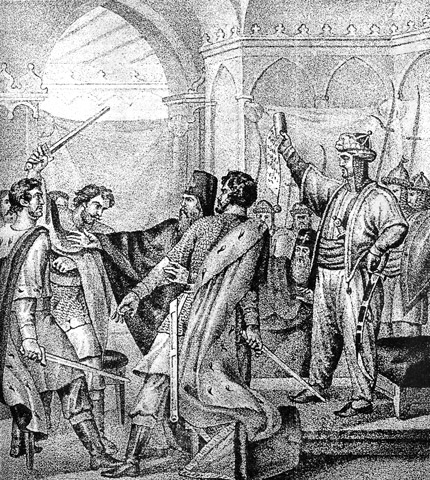
«Чвари руських князів за ярлик на велике князювання», Борис Чориков, 1836 рік
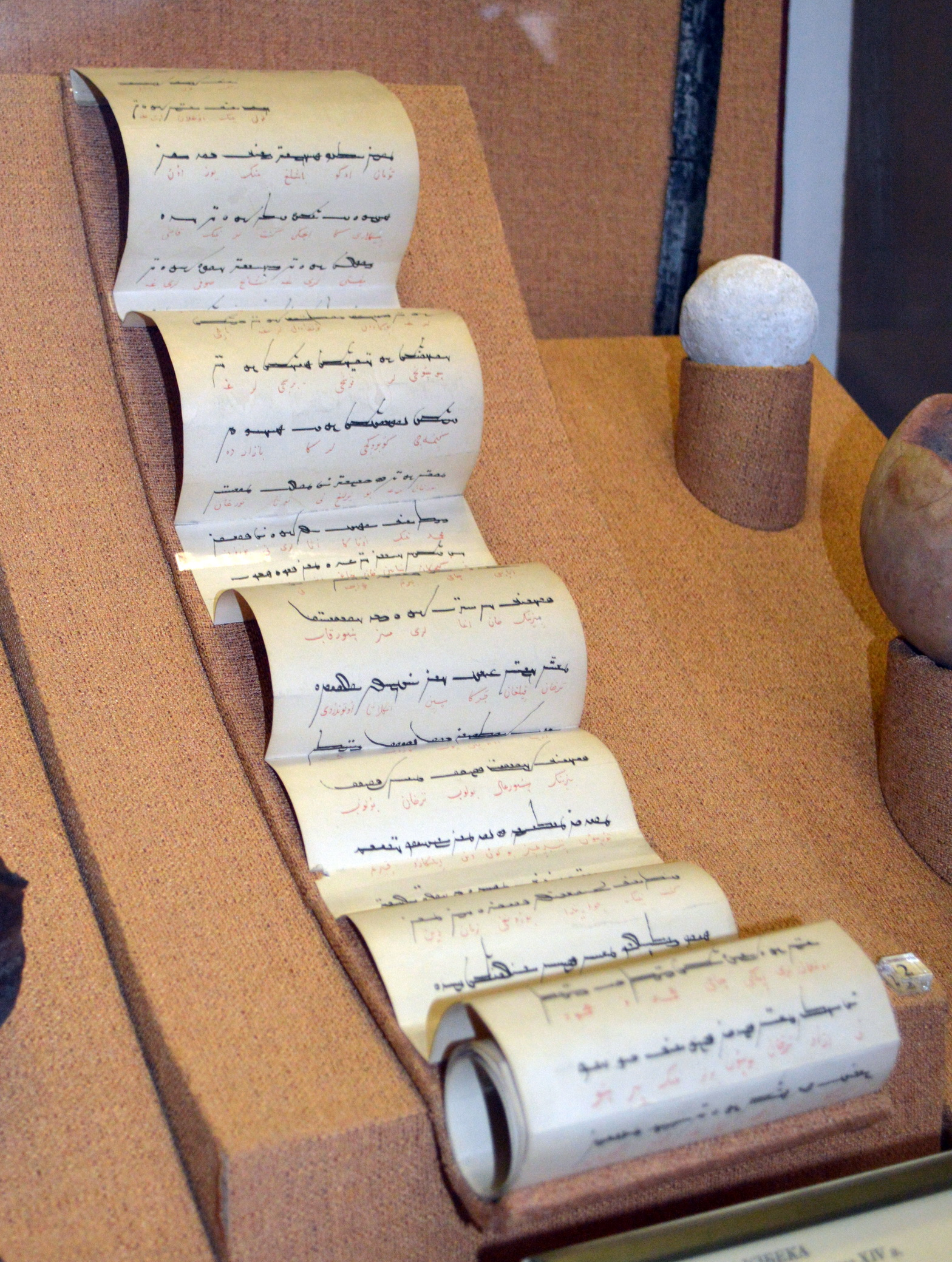
Ярлик на князювання (копія) від 1397 року

Політика Золотої Орди перетворила підкорені руські князівства «на складову частину вельми своєрідного державного об'єднання». 
|                                                              | Колискою Московії було криваве болото монгольського рабства, а не сувора слава доби норманів. […] Татарське іго тривало з 1237 по 1462, понад два століття. Воно не тільки пригнічувало, але ображало і висушувало саму душу народу […] встановили режим систематичного терору; спустошення і масова різанина стали неодмінною його приналежністю. З огляду на те, що чисельність татар у порівнянні з величезними розмірами їх завоювань була невелика, вони прагнули, оточуючи себе ореолом жаху, збільшити свої сили і скоротити шляхом масових убивств чисельність населення, яке могло підняти повстання у них в тилу. […] Перш ніж Московія вийшла з безвісності, татарське ярмо вже тривало цілих сто років. Щоб підтримувати міжусобиці російських князів і забезпечити їх рабську покірність, монголи відновили значення титулу великого князя. Боротьба між російськими князями за цей титул була «підлою боротьбою, боротьбою рабів, головною зброєю яких був наклеп […] вони сварилися за престол, що занепав, і могли його досягти тільки як грабіжники і батьковбивці, з руками, повними золота і заплямованими кров'ю; вони насмілювалися вступити на престол, лише плазуючи, і могли утримати його, тільки стоячи на колінах, розпростершись і тремтячи під загрозою кривої шаблі хана […] Саме в цій ганебній боротьбі московська лінія князів зрештою здобула верх. |
| — Карл Маркс «Викриття дипломатичної історії XVIII століття» | |

### Піднесення Москви
Наприкінці XIII століття Володимиро-Суздальське князівство почало занепадати, а провідну роль у північно-східних князівствах почали перебирати на себе конкуруючі між собою Тверське і Московське князівства (в останньому правили нащадки Олександра Невського). Самостійне Тверське князівство було утворено в 1230—1240-ті роки, а вже з 1260-х років його правителі займали володимирський великокняжий престол. 1263 року молодший син Олександра Невського, Данило заснував удільне Московське князівство. 1301 року він уперше розширив свій уділ, розбивши рязанського князя Костянтина Романовича і захопивши Коломну, тим самим започаткувавши московську експансію на інші руські землі. 1317 року князівство здобуло статус «великого». Після перемоги Москви над Твер'ю 1328 року, за допомоги 50-тисячного війська золотоординського хана Узбека яке зруйнувало Твер, Кашин і Торжок, великокняжий титул перейшов до московського князя Івана Калити (1328—1340), сина Данила. Іван Калита заклав основи могутності Москви, захопивши ряд сусідніх князівств. З метою утвердження своїх політичних планів за допомогою митрополита Феогноста переніс із Владимира до Москви центр митрополії «всієї Русі». Наступник Феогноста митрополит Олексій Бяконт використовував свій церковний авторитет для національного єднання під зверхністю Москви.

Північно-східні князівства у XIII столітті (рос.)
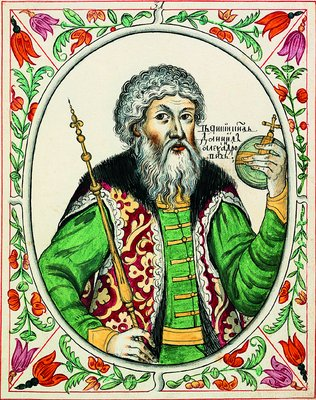
Данило Олександрович, портрет з Царського титулярника
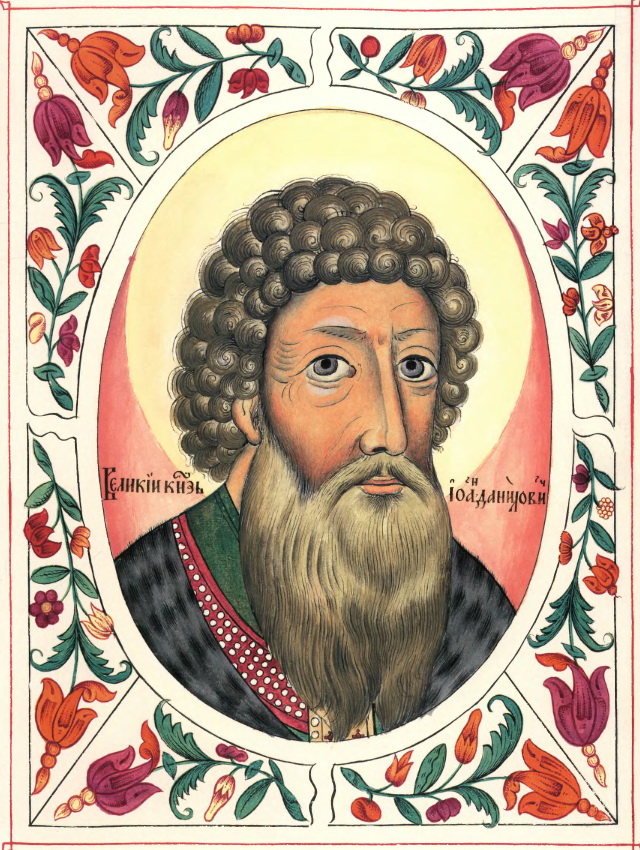
Іван I Данилович Калита
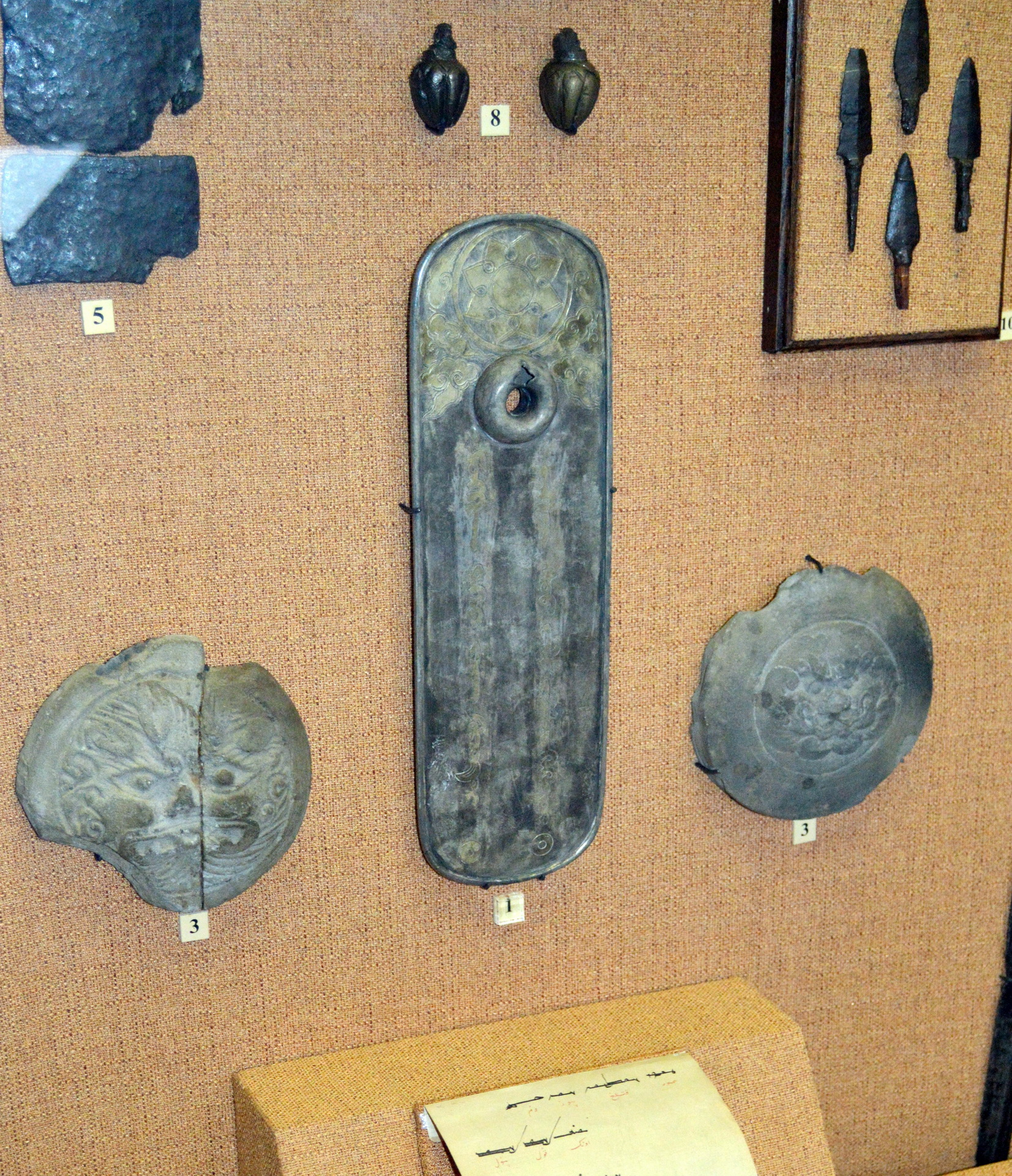
Пайцза від хана Узбека (по центру)
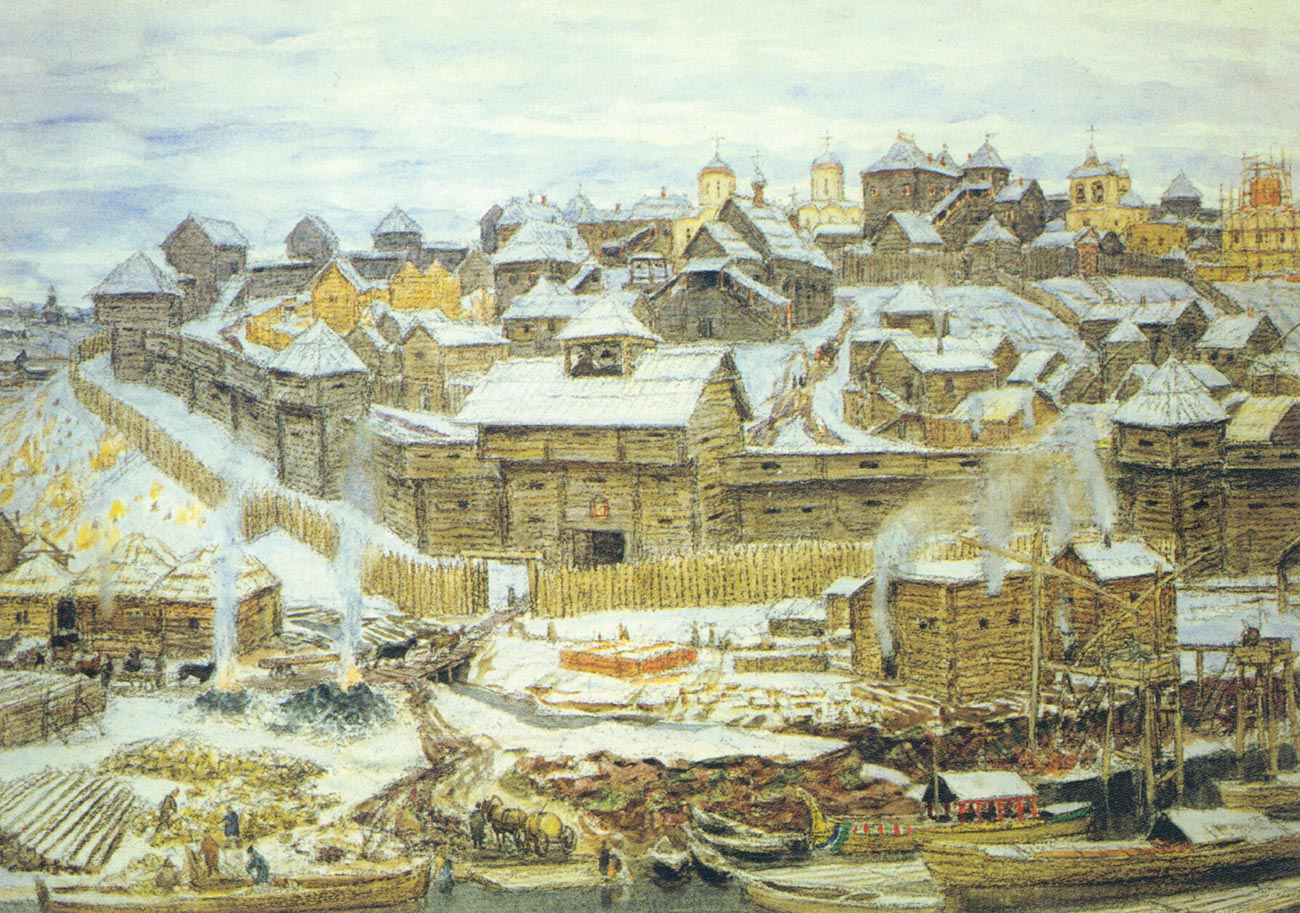
«Московський кремль за Івана Калити», Аполлінарій Васнєцов, 1921 рік
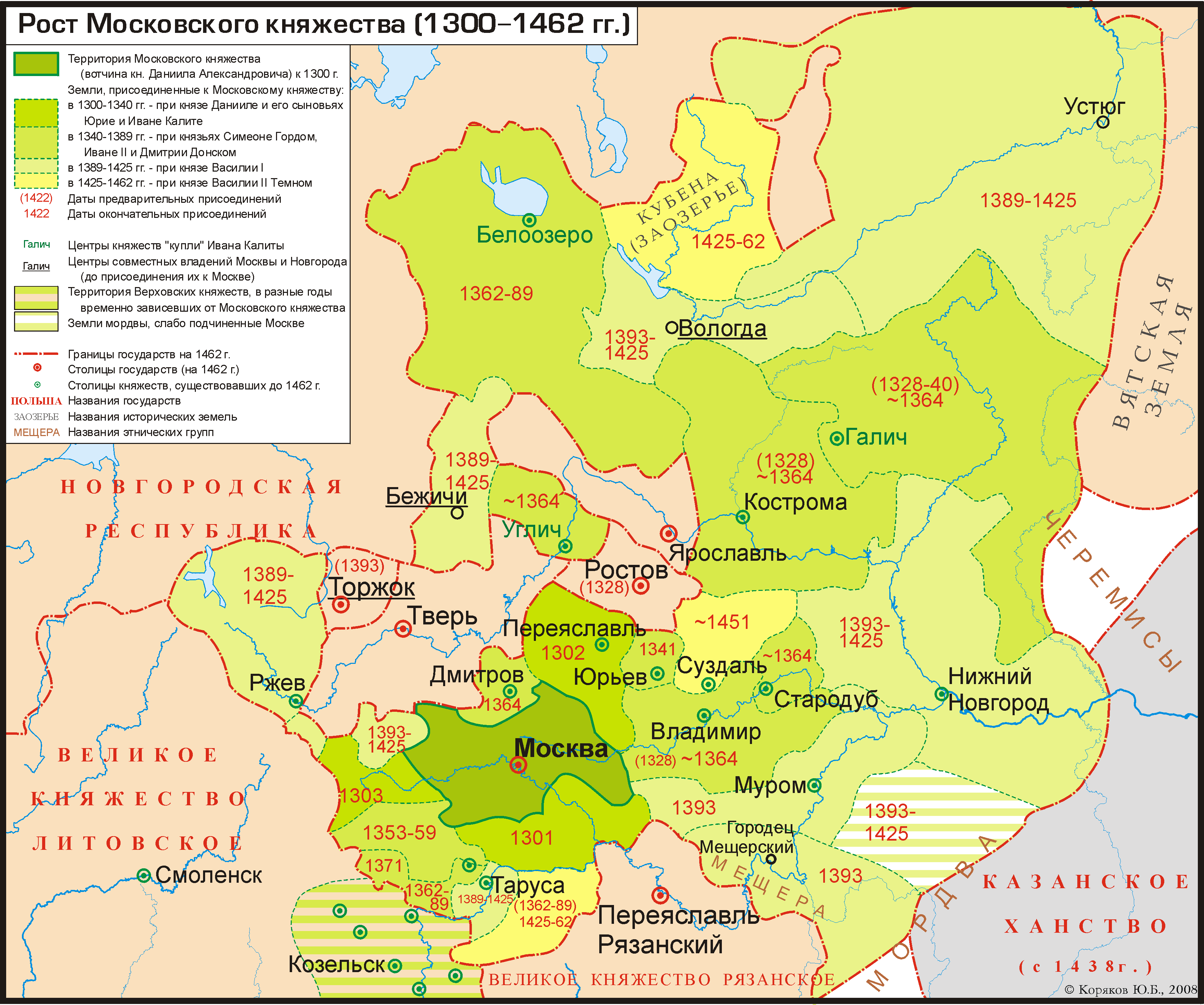
Експансія Московського князівства у 1300—1462 роках (рос.)

Ще більше зміцнив авторитет і вплив Москви онук Івана Калити Дмитрій Іванович Донськой (1359-1389), якому вдалося підкорити ряд князівств і, скориставшись періодом анархії у Золотій Орді (Велика зам'ятня), розбити темника Мамая у битві на Куликовому полі 1380 року. Це був початок військової боротьби із золотоординцями, яка відразу розпочалась з перемоги. Новообраний хан Тохтамиша того ж року остаточно розбив війська Мамая на Калці і зміцнив владу в Орді. 1382 року він підкорює і розоряє Москву, боронити яку допомагав литовський князь Остей, поки Дмитро Донськой переховувався в Костромі. Після дворічної незалежності північноруські князі знов змушені були отримувати ярлики на княжіння і виплачувати данину золотоординським ханам.

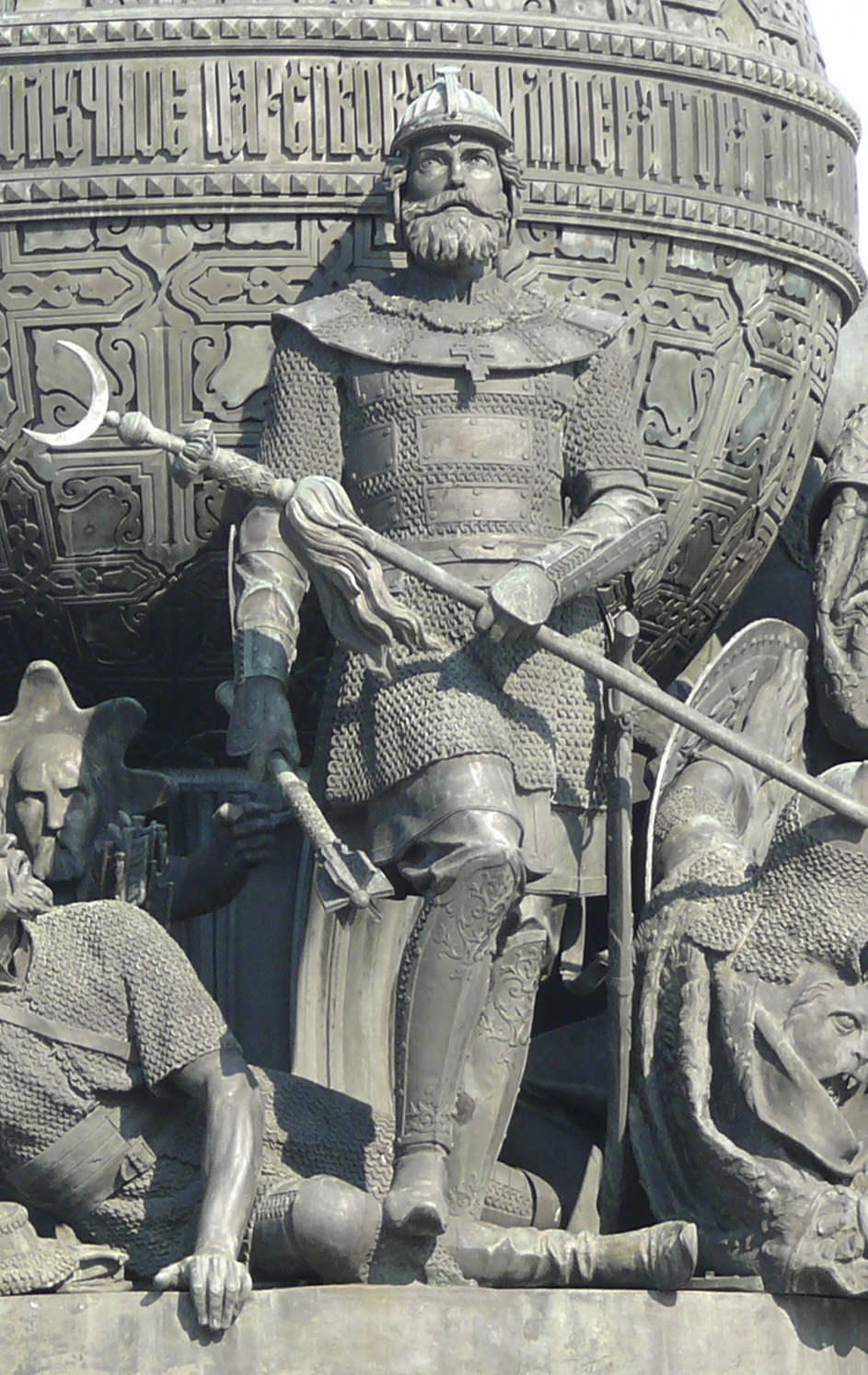
Дмитро Донськой на пам'ятнику «Тисячоліття Росії»
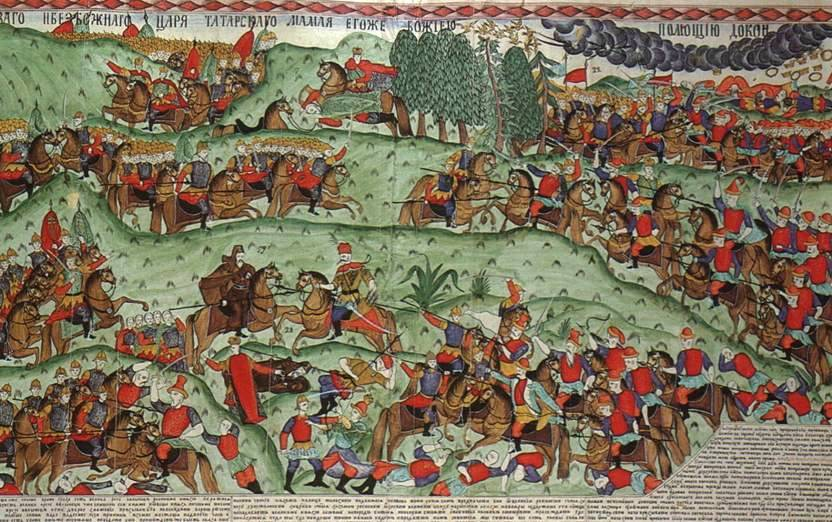
«Мамаєво побоїще», московський лубок, 1890-ті роки
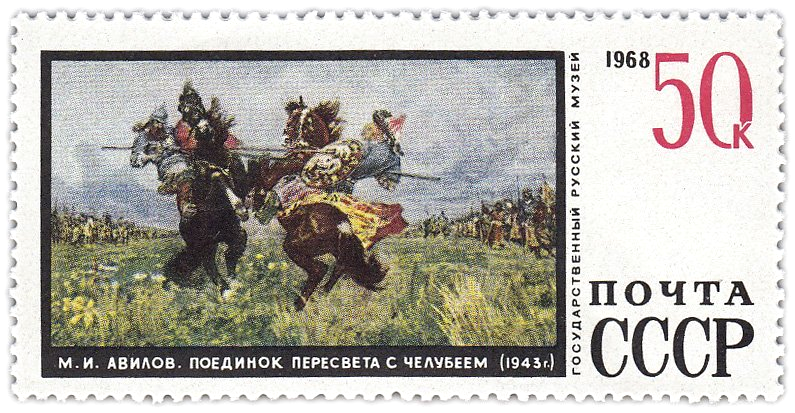
«Бій Пересвета з Чолубеєм», поштова марка СРСР, 1968 рік
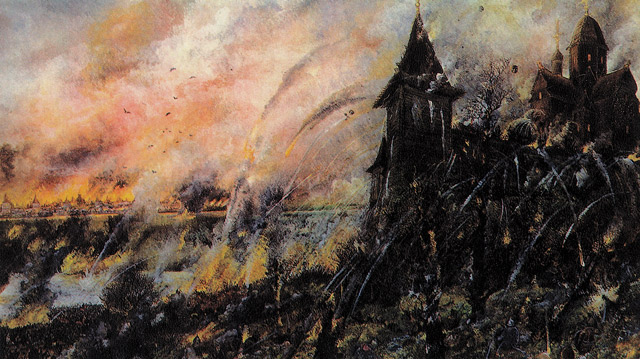
«Спалення Москви Тохтамишем», Василь Смирнов
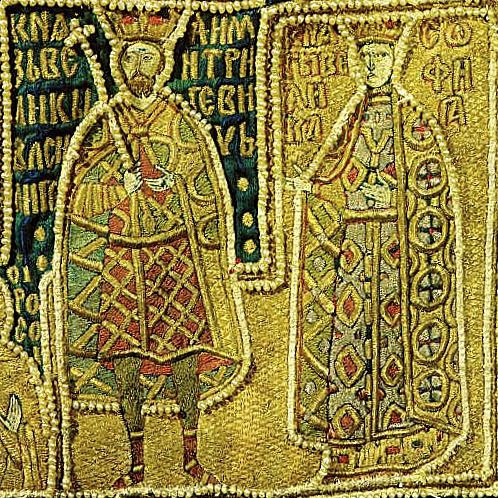
Василь I Дмитрович і Софія Вітовтівна
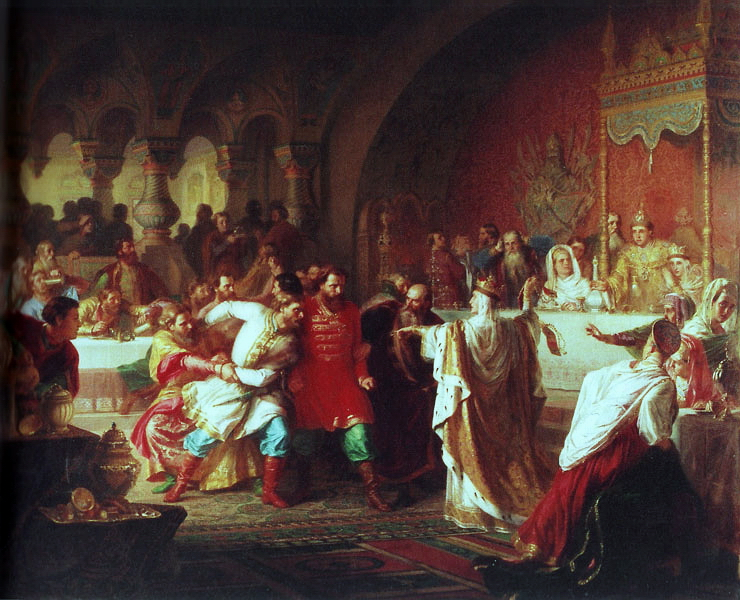
«Велика княгиня Софія Вітовтівна на весіллі великого князя Василя Темного», Карл Гун, 1861 рік

З середини XIV століття ярлик на велике княжіння владимирське отримували переважно московські князі, які виступали посередниками між удільними князями та ханом («царем») і збирачами данини. За правління Василя І Дмитровича (1389–1425), що був одружений на єдиній донці великого литовського князя Вітовта Софії Вітовтівні, і їнього сина Василя II Васильовича Темного (1425-1462) кордони Московської держави значно розширились за рахунок анексії Нижньогородського, Муромського та інших удільних князівств. У середині XV століття відбувся конфлікт між двома гілками нащадків Дмитра Донського, Василем II Темним та князем звенигородським і галицьким Юрієм Дмитровичем з синами Василем Косим і Дмитром Шемякою. 1449 року Василь II Темний уклав мирний договір з польським королем Казимиром IV, за яким Литва відмовлялася від претензій на Новгород, а 1453 року через своїх людей отруїв Шемяку в Новгороді. Перемога Василя II у багаторічній міжусобній війні підготувала необхідні передумови для завершення процесу об'єднання північно-східних земель навколо Москви й утворення централізованої держави. За правління Василія II Московське князівство перестало сплачувати Золотій Орді щорічну данину. 1439 року Василь ІІ відхилив Флорентійську унію, через що відбулося відокремлення російської церкви від грецької.
У другій половині XV століття московські князі підкорили і скасували більшість удільних князівств Північно-Східної Руси. 1463 року було захоплене Ярославське, 1474 року Ростовське князівства. За Івана III Васильовича (1462—1505) відбулось найбільше територіальне зростання. 1456 року Московське військо розбило новгородців під Руссою, проте Новгород зумів відкупитись і зберегти незалежність, підписавши Яжелбицький мир. 1471 року новгородські бояри на чолі з Марфою Борецькою та за підтримки князів Шуйських виступили за зближення з Литвою та вихід з-під московської протекції. Іван III Васильович ухвалив рішення здійснити «хрестовий похід» на Новгород проти єресі жидівствуючих. Московське військо завдало поразки новгородському ополченню під час Шелонської битви, посадник Дмитро Борецький був страчений. 1478 року в результаті зимової кампанії Новгородська земля була остаточно підкорена, вічевий дзвін був відвезений до Москви, після чого великий князь московський почав титулуватись «государем і великим князем всієї Русі». Марфа-посадниця була пострижена в черниці, землі новгородського єпископа і 6 великих монастирів були конфісковані, вічевий дзвін був відвезений до Москви, багато бояр було страчено, частина переселена (так у Москві з'являється Луб'янка), а на їхні землі переселені московські служиві люди.
1480 року, скориставшись дестабілізацією і розпадом Золотої Орди, після стояння на річці Угрі, коли хан «Великої Орди» Ахмат не наважився на битву з московським військом, утвердили свою незалежність. 1485 року було анексовано Велике князівство Тверське князівство, у зв'язку з чим Іван III почав використовувати титул «великий князь усієї Русі». Після об'єднання північно-східних земель Московська держава розпочала боротьбу з Великим князівством Литовським за подніпровські землі, претендуючи на спадщину Київської Русі. У цій боротьбі союзником Москви виступало Кримське ханство, якому 1502 року вдалося остаточно розгромити Золоту Орду. 1503 року Москва здобула Чернігово-Сіверські землі Подесення. Під час невдалої Лівонської війни року Москва намагалась оволодіти торговими портами на Балтиці.

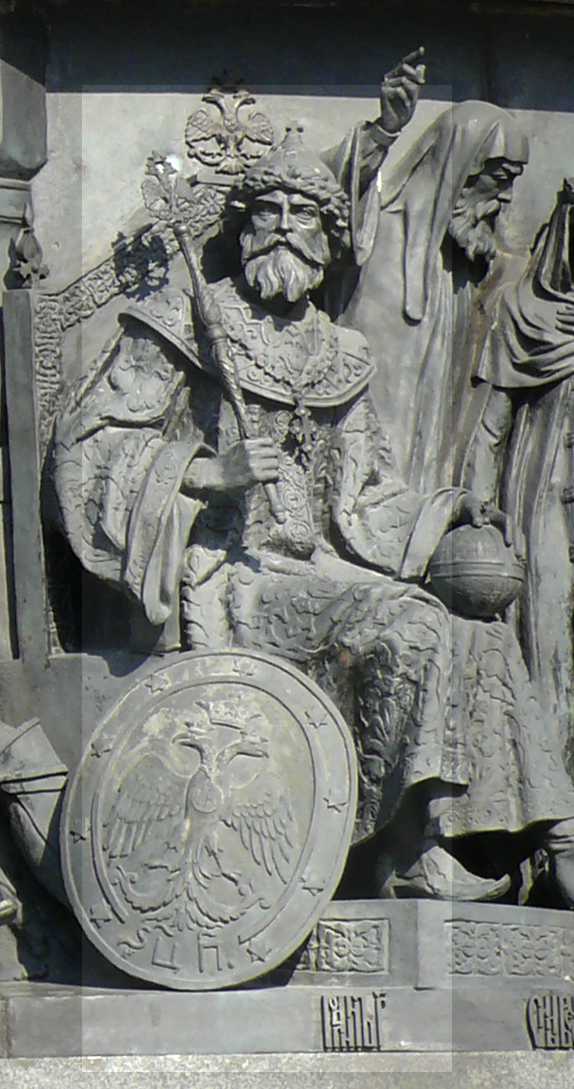
Іван III Васильович на пам'ятнику «Тисячоліття Росії»
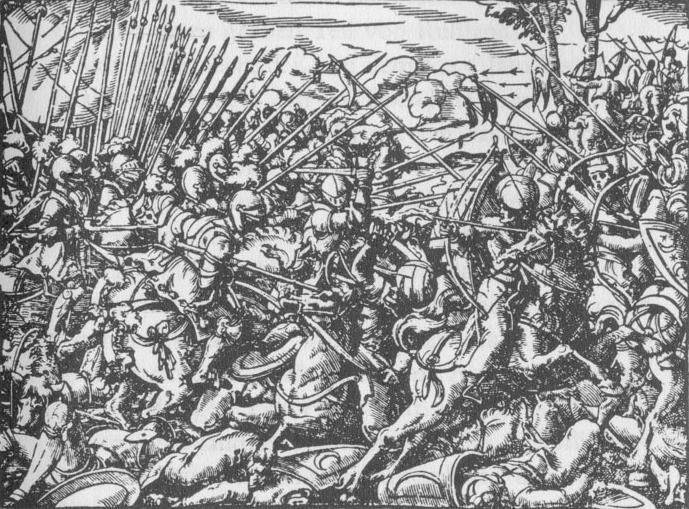
Московсько-новгородська війна з книги «Записок» Зігмунда Герберштейна
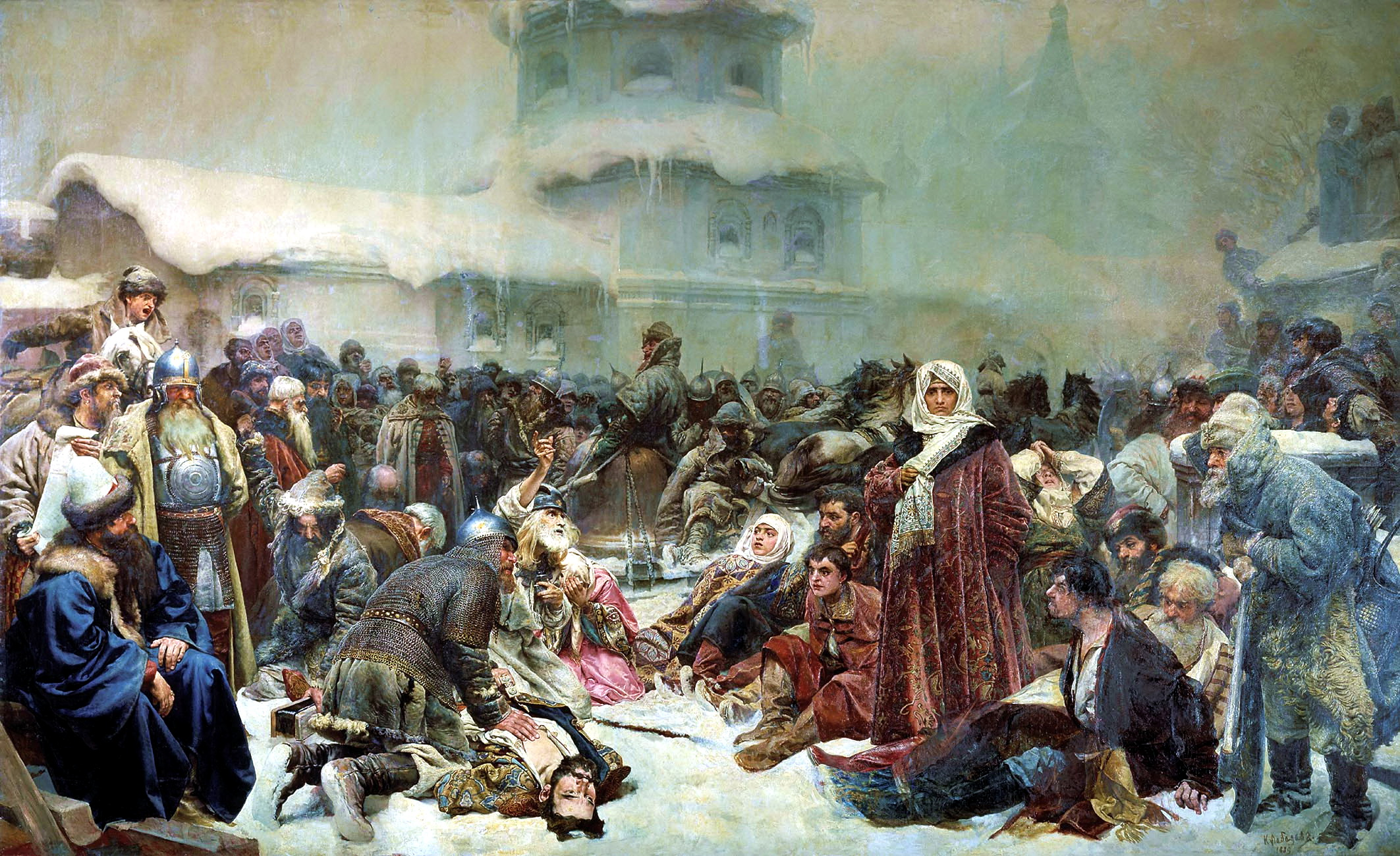
«Марфа Посадниця. Знищення новгородського віча», Клавдій Лебедєв, 1889 рік
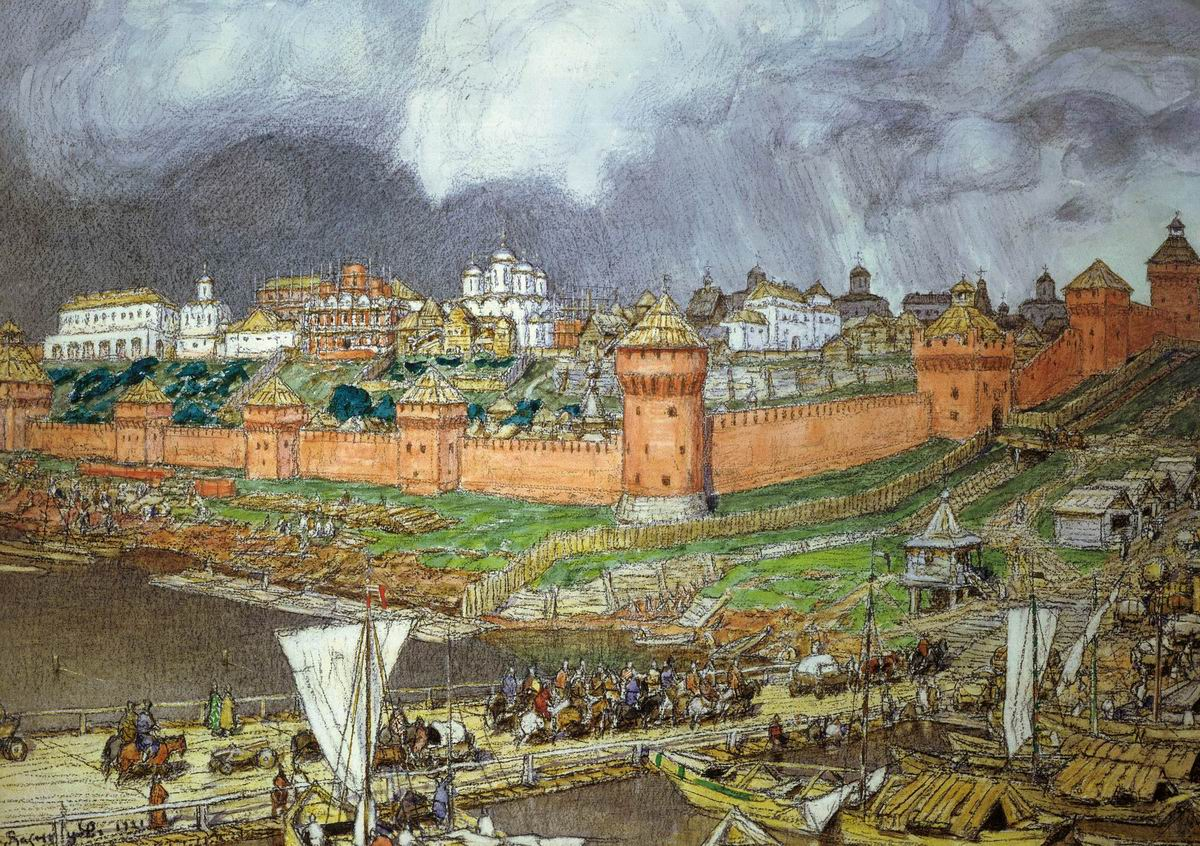
Московський кремль за часів Івана III Васильовича
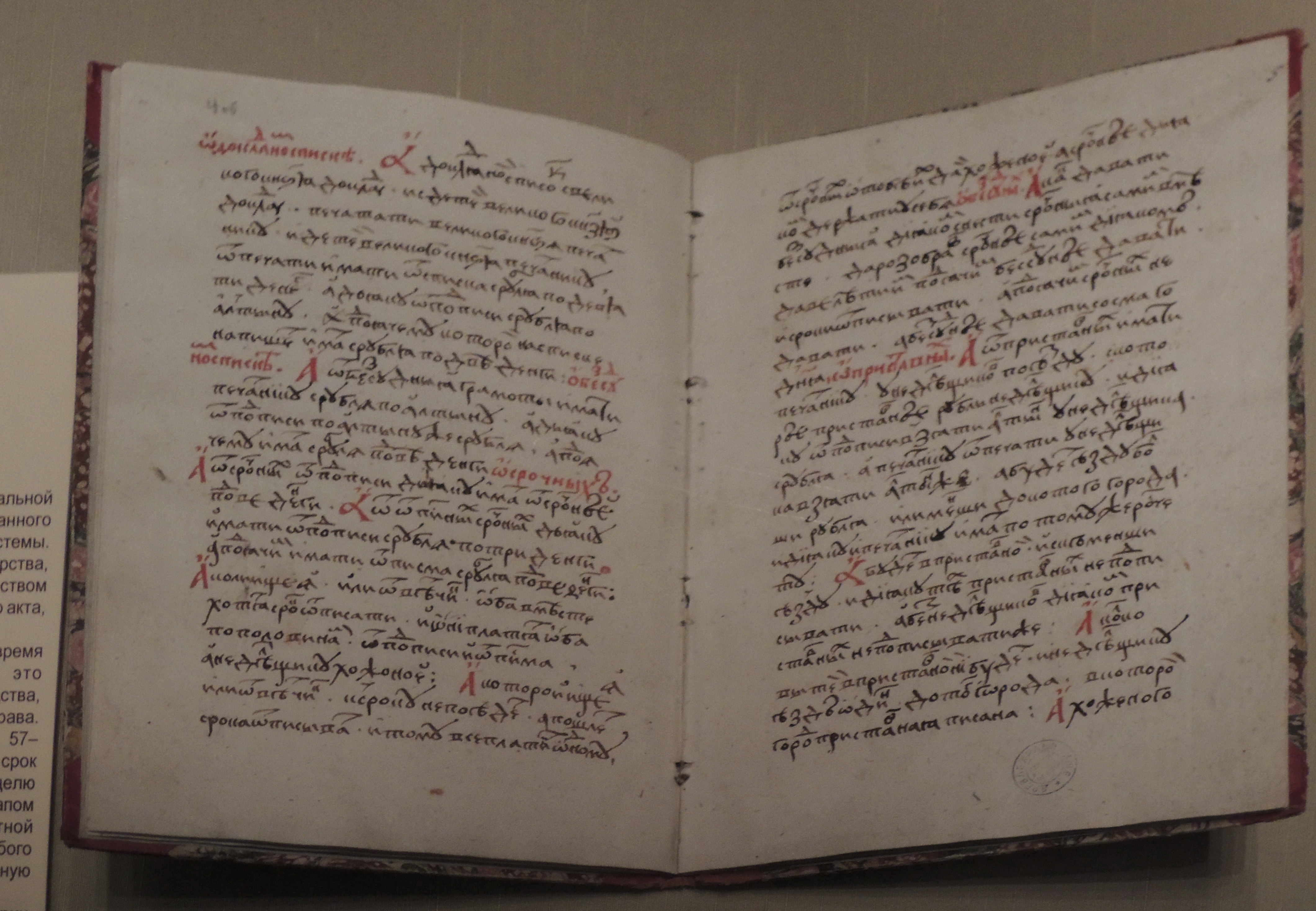
«Судебник»
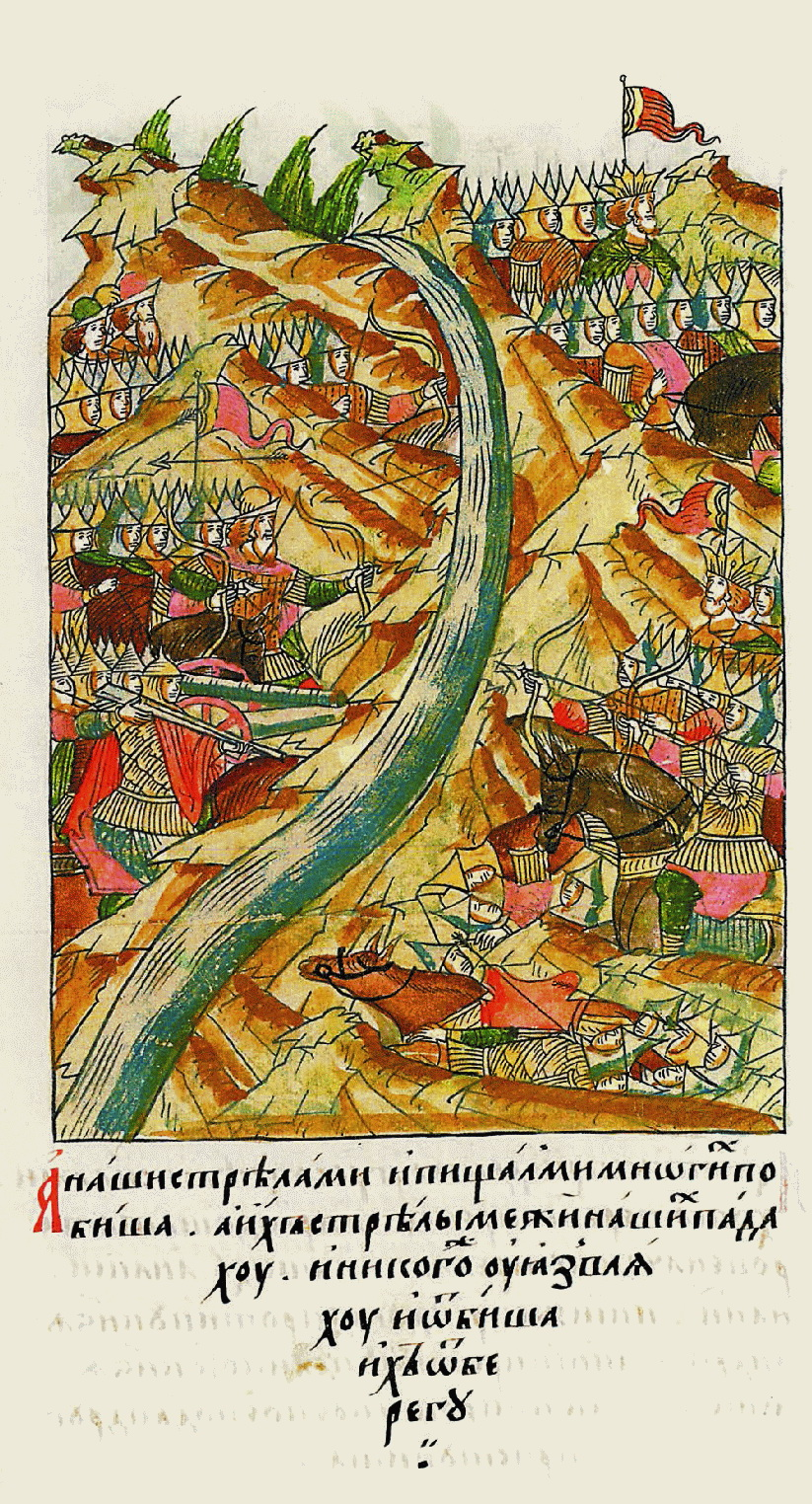
«Стояння на Угрі», Лицевий літописний звід

Шлюб Івана III із племінницею останнього візантійського імператора Софією Палеолог сприяв впровадженню грецької політичної традиції, формується майбутня російська ідеологія. Це проявлялось в епізодичному використанні князем титулів «цар» (від цезар) та «самодержець» (калька слова автократор), появі державного герба із двоглавим орлом, аналогічним візантійському, поширенні у церковних колах ідей за авторства чернеця Філофея спадковості Москви і Візантії як християнських православних імперій — Третій Рим. Від 1480 року утверджується ідея Йосипа Волокаламського про месіанське відчуття московського народу та його правителя, котрого православна церква уславлює як намісника Бога. Проте вона відразу отримала опонентів серед прибічників руху «Безкорисливого» Ніла Сорського, що відстоювали містичне сприйняття церкви. Активне «збирання земель» великими князями привело до формування з колишніх удільних князів та місцевого боярства служилої знаті, що склала нову еліту. Сформувалися помісна система умовного землеволодіння та органи управління («прикази»). 1497 року відбулась уніфікація правової системи держави в «Судебнику». Традиції західних аристократичних республік в Новгороді та Пскові були скасовані. Політичні традиції московської держави наслідували принципи управління, усталені за часів ординського панування з абсолютною владою князя. У цей час італійські («фрязинські») архітектори розбудовують Московський кремль як резиденцію царя Івана. Утверджується пишний придворний церемоніал, виразного візантійського походження.

## Московська держава (1480—1721)
Доба кінця XV століття в російській історіографії вважається початком російської державності, коли на основі Великого князівства Московського сформувалася «Російська держава» (паралельно вживаються прикметники «российский» і «русский», терміни «Російська централізована держава», «Російська національна держава», «Російська багатонаціональна держава», «Росія»). Саме еллінізоване написання слова «Русь» як «Росія» набуло вжитку щодо російських земель лише у другій половині XVI століття, після масової міграції православної інтелігенції та церковних діячів зі зруйнованих подіями Руїни земель центрального Подніпров'я до Москви. Процес утвердження оніму Росія відбувався одночасно зі впровадженням розрізнювальних — Мала (для земель навколо Києва) та Велика Русь (для північно-східних земель, або відразу всіх) за тою самою грецькою традицією Надалі зберігалися назви-синоніми рос. Московское царство, Московское государство. У Західній Європі паралельно вживалися дві латинізовані назви лат. Moscovia і Russia, у Центральній Європі лише перша, бо правонаступництво Москви заперечувалось князями Великого князівства Литовського. Українська історіографія наслідує європейську історіографію і для періоду до 1721 року (проголошення Росіської імперії Петром I) для назви російської держави використовує «Московська», або просто «Московія».

### Правління Василя III (1505—1533)
За царювання Василя III Івановича (1505—1533), який першим почав одноосібно носити титул «господар всея Руси», розвивалися тенденції політичного розвитку, що набули поширення за його попередника Івана III. Продовжують формуватись органи управління державою, зокрема Боярська дума, яка стала постійно діючим органом при великому князі. Привілеї боярства обмежувалися, князівська влада зміцнювалася і все більше починала спиратися на помісне дворянство. Московська держава захопила Псковську (1510) та Вятську землі, Смоленське (1514) і Рязанське князівства (1521). Розгорнулась боротьба з Кримським ханством за вплив на Казанське. Завершився процес становлення зверхності великих князів московських над усіма північно-східними землями Руси, перетворення Московської держави на потужну силу на у Східній Європі.

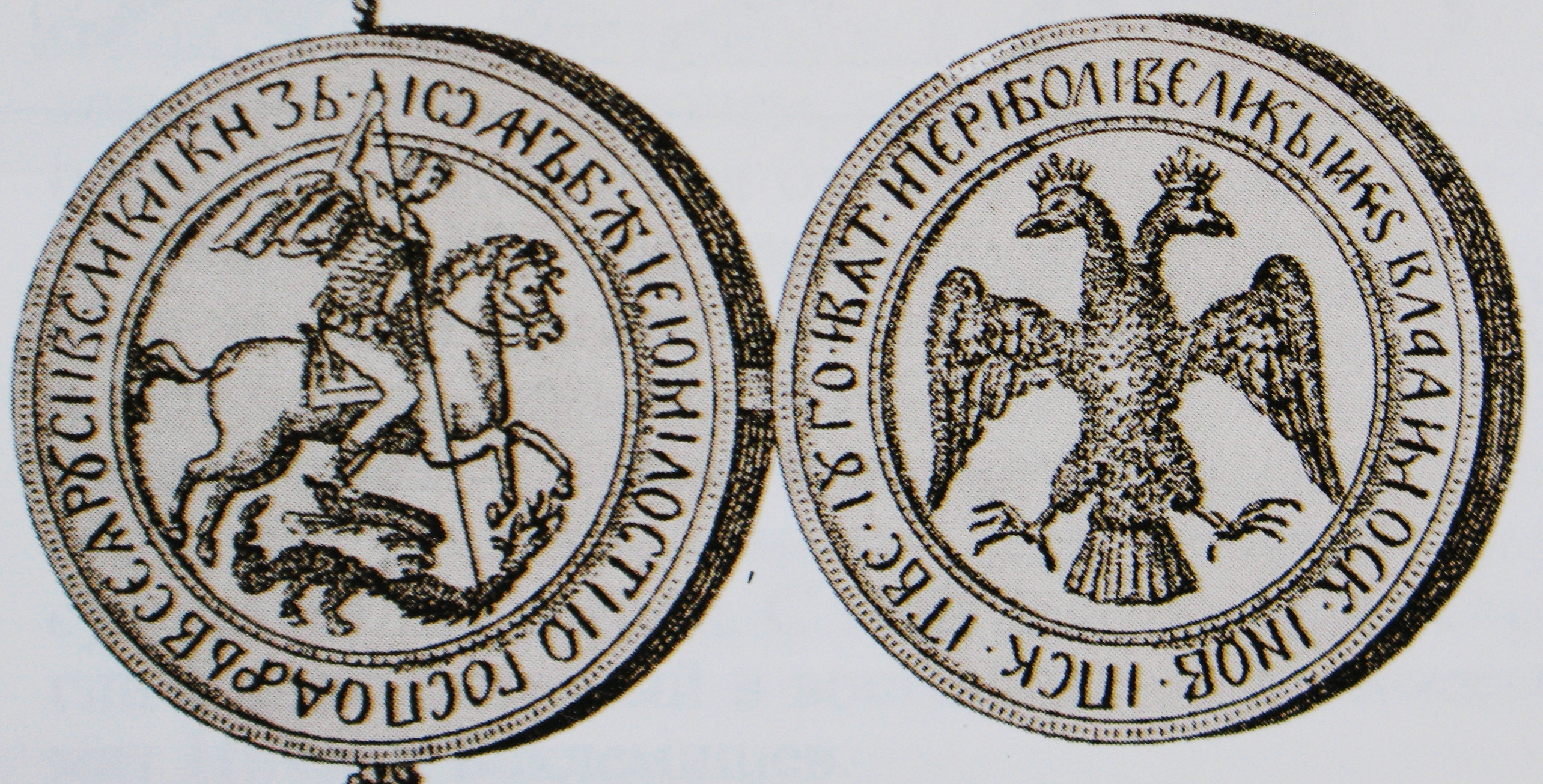
Печатка Івана III Васильовича, 1504 рік
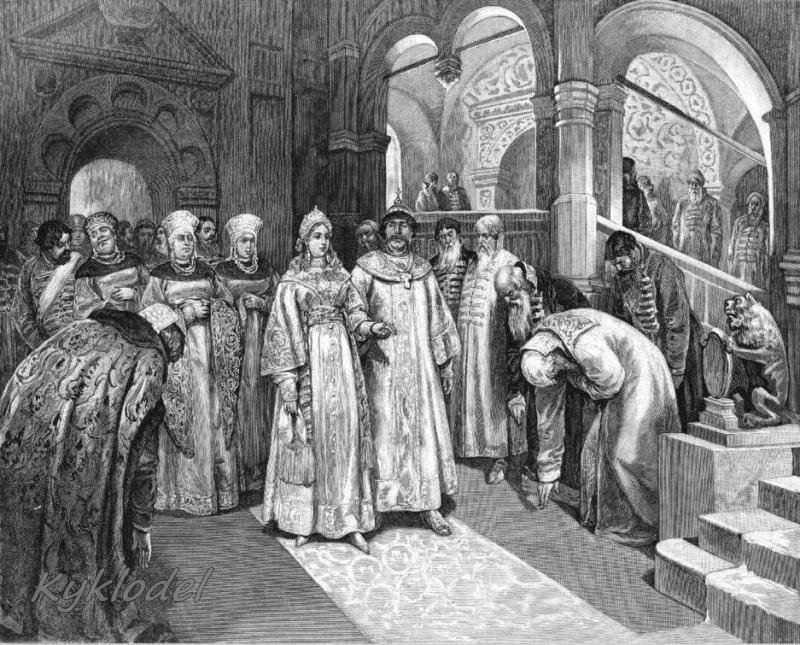
Василь III та Єлена Глинська 1526 року
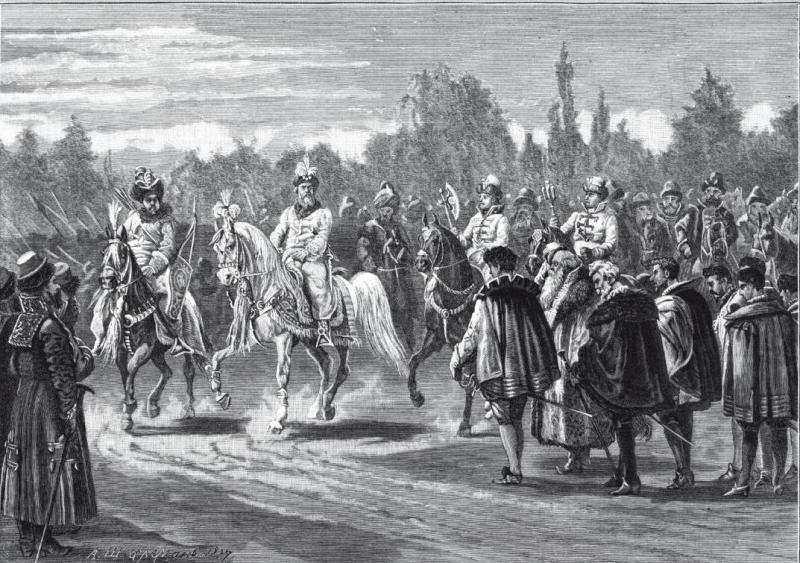
Василь III зустрічає послів імператора Карла V під Можайськом
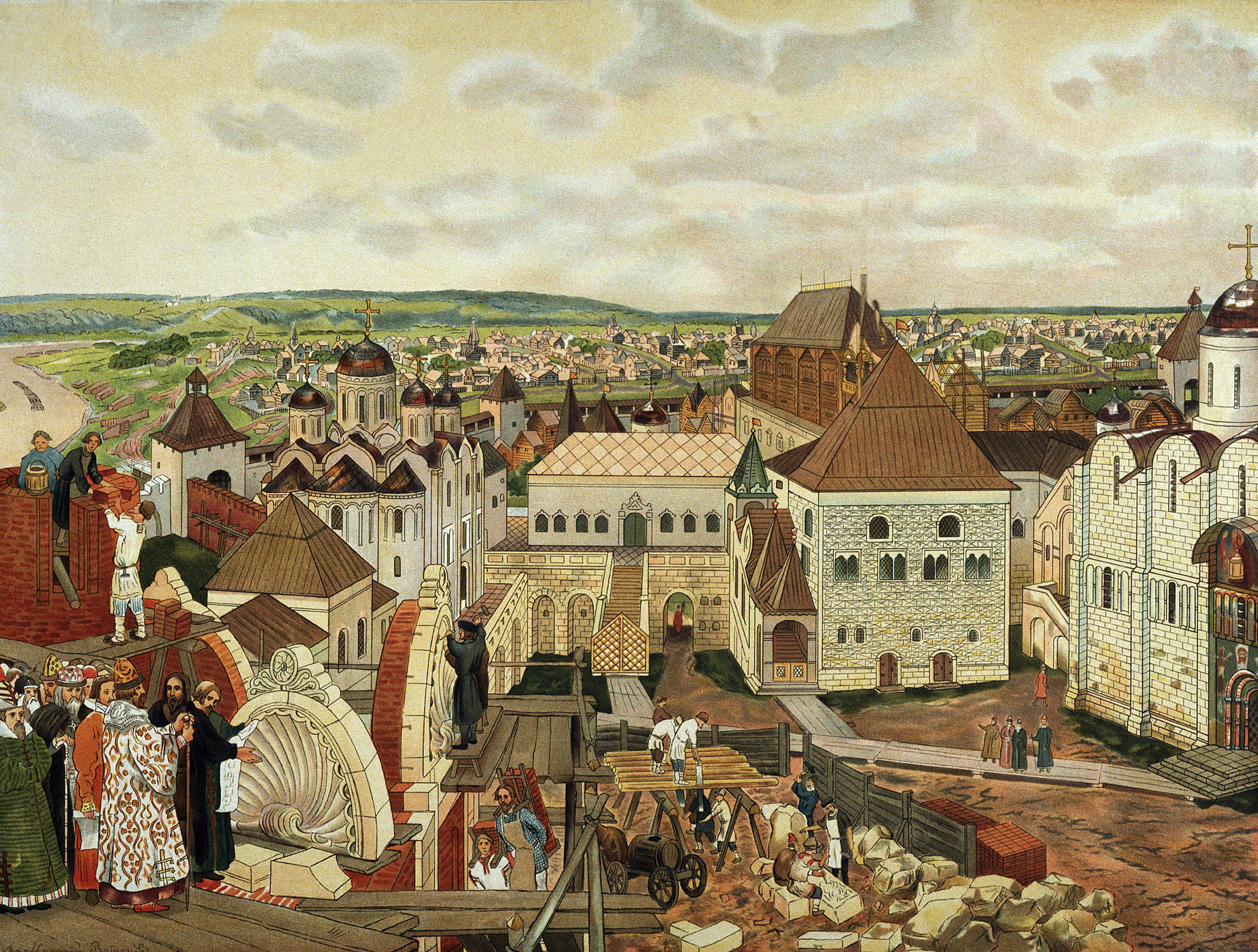
«У Московському кремлі», Аполлінарій Васнєцов

Культурний розвиток Московської держави того часу характеризується поступовим виходом із занепаду і стагнації XIV—XV століть, відновленням контактів із західноруським та західноєвропейським світом. Проте ці зв'язки позначилися передовсім в ідеологічній (ідея Третього Риму) та монументальній сферах (Московський кремль), пов'язаних із новим державним статусом. В інших царинах домінували консервативні традиційні жанри церковнослов'янської культури: житійна література, літописні своди, іконопис, систематизація традиційних соціально-релігійних уявлень в таких працях, як «Великі Четьї-Мінеї», «Домострой» та інших. Основні світоглядні суперечності втілювалися переважно в конфліктах різних угруповань російського православ'я (йосифляни та нестяжателі).

### Правління Івана IV Грозного (1533—1584)
Після смерті Василя III на престол вступив його трирічний син Іван IV. Через його малолітство фактичним правителем (регентом) була оголошена його мати Олена Глинська. Так почався період сумнозвісного «боярського правління» — час постійних боярських змов, дворянських хвилювань, міських повстань. Участь Івана IV в державній діяльності починається зі створення Обраної ради — особливої ради при молодому царі, в складі якого були представники найбільшої знаті. 1547 року великий московський князь Іван IV був помазаний на царство і прийняв титул «великий государ і великий князь всея Русії». Царський титул однією з перших 1554 року було визнано королевою Англії, бо 1553 року англійський капітан Ричард Ченслор відкрив морський шлях до Московського царства через Біле море і були встановлені торговельні зв'язки. Імператор Священної Римської імперії германської нації Максиміліан II Габсбург визнав його 1574 року. Ідеологічно, окрім візантійської традиції, титул спирався на традицію називати ханів Золотої Орди «царями», отже декларував права на поволзькі та сибірські держави, що утворились на уламках Золотої Орди, давало можливість більш активно втрутитися в боротьбу за них. Було проведено ряд реформ: виданий новий «Судебник», під керівництвом князя Андрія Курбського проведено військову реформу (стрільці), 1549 року вперше скликано представницький орган — Земський собор, хоч він виконував лише службово-дорадчі функції і скликався скоріше для легітимації рішень царя. 1551 року був проведений реформістський собор митрополита Макарія, був запроваджений календаря святих (святці) і оновлено церковне право (Стоглав).
Попри існування Обраної ради, загострення з певними колами боярства стало назрівати з 1550-х років, особливо після проголошення війни за Лівонію. Деякі члени уряду вважали війну передчасною і вимагали направити всі сили на освоєння південнио-східних рубежів Росії. Розкол з Іваном IV штовхнув бояр на виступи проти нового політичного курсу, а самого царя до рішучих дій з ліквідації боярської опозиції і створення особливих каральних органів. Новий порядок управління, уведений наприкінці 1564 року, отримав назву опричнини. Країна була розділена на дві частини: опричнину (економічно розвинені райони і стратегічно важливі пункти) і земщину. Боярство виселялось з опричних територій, де землі роздавались опричникам і військовим, створювалася паралельна система управління державою під деспотичним головуванням Івана IV. Прагнучи знищити залишки феодального дроблення в Росії, Іван Грозний не зупинявся ні перед якою жорстокістю — опричний терор, страти і свавілля. Особливо жорстокого погрому зазнали центр і північний захід російської землі, де боярство було особливо сильним. Іван Грозний зі своїм військом взимку 1569—1570 років здійснив погром Новгорода. Дорогою від Москви до Новгорода були пограбовані всі міста та монастирі, опричник Малюта Скуратов особисто удавив у тверському Отроч Успенському монастирі митрополита Пилипа II, коли той не дав свого благословення на цей похід. Після Новгорода Іван Грозний відправився з військом до Пскова, де власноруч убив ігумена Псково-Печерського монастиря Корнілія. Ці звірства проти церковних діячів надалі стали причиною опали історичної постаті царя в російській історіографії. У залишку до 1572 року, коли опричнина скасована через її військову небоєздатність під час татарських набігів, політична роль боярської аристократії, яка виступала проти політики централізації, була підірвана остаточно, сильно погіршилось становище селян, відбулось масове закріпачення, міграції на схід та південь. Опричні установи продовжували існувати і після 1572 року під назвою Государевого двору.

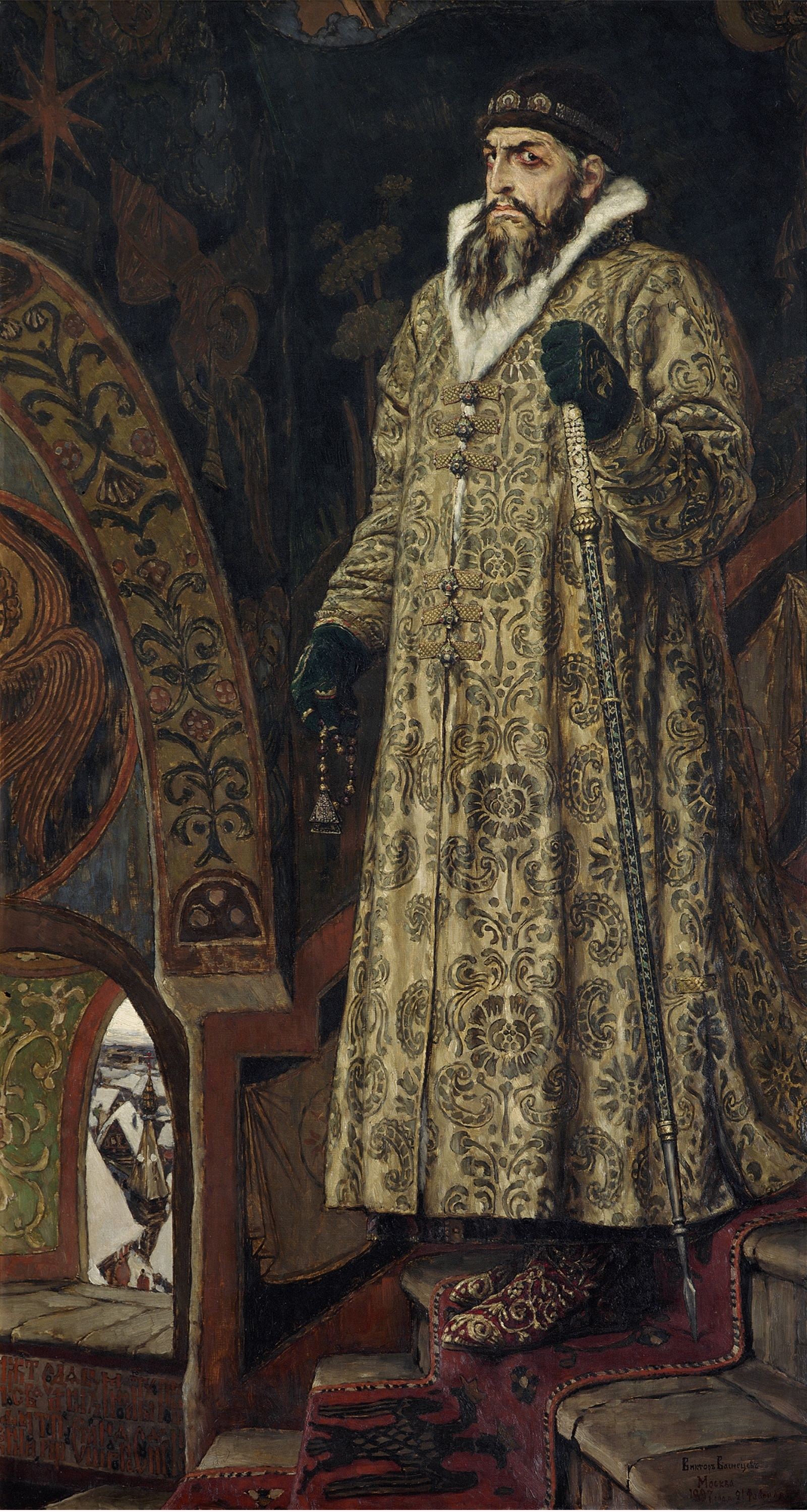
«Іван IV Грозний», Віктор Васнецов, 1897 рік
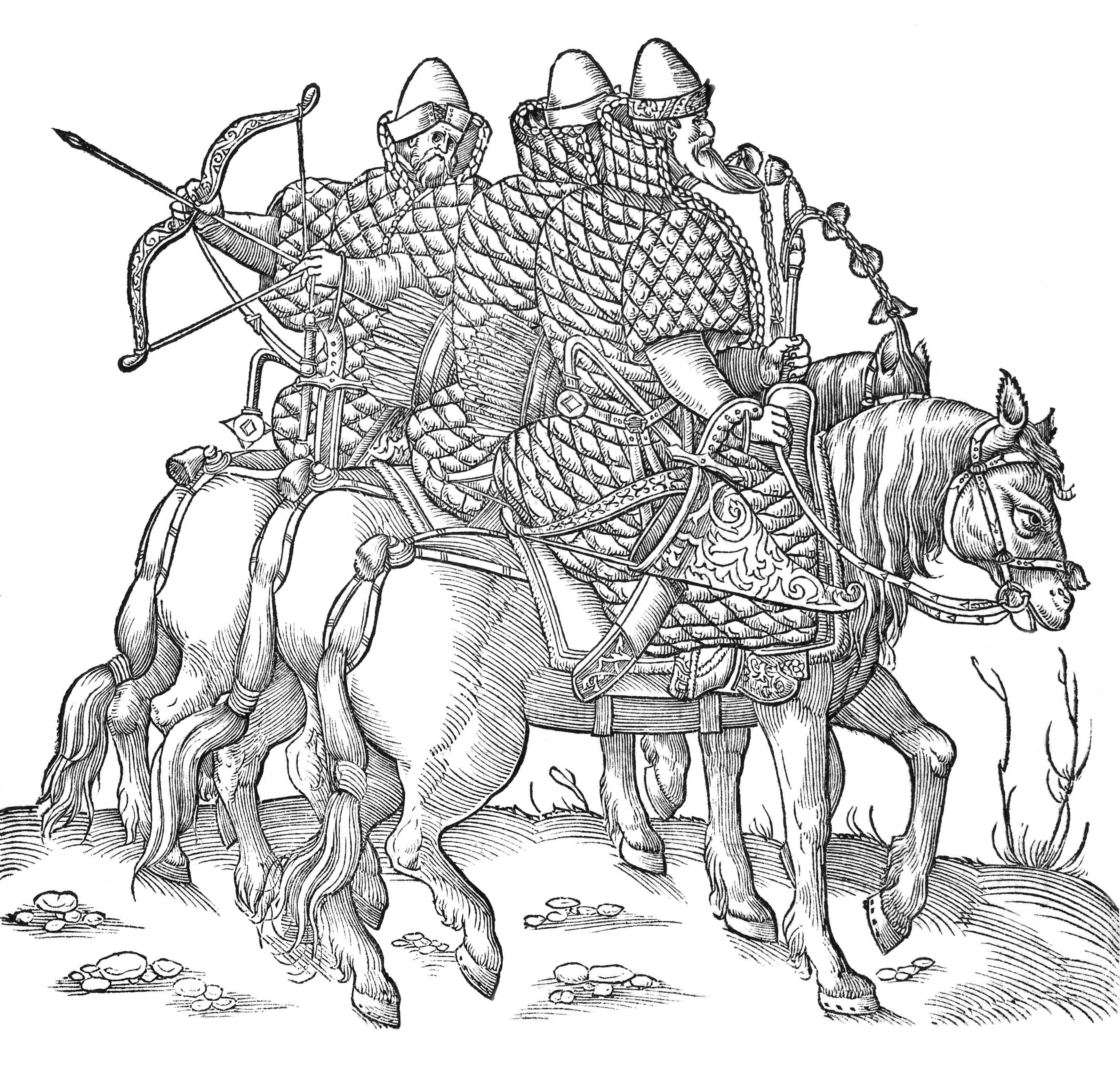
«Московські вітязі», Зиґмунд Герберштайн, 1556 рік
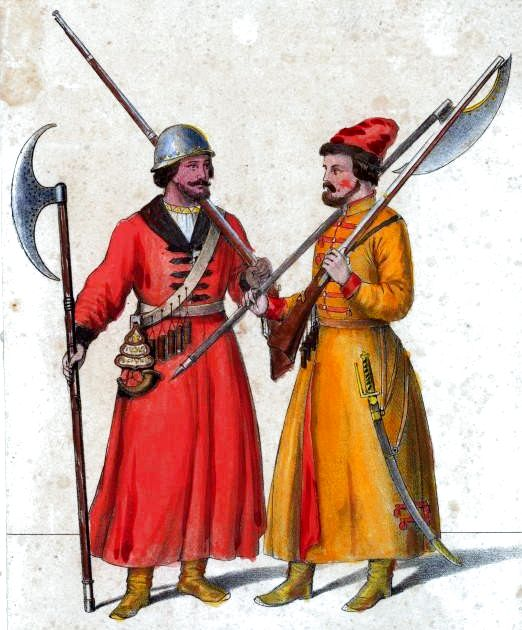
Московські стрільці, малюнок XIX століття
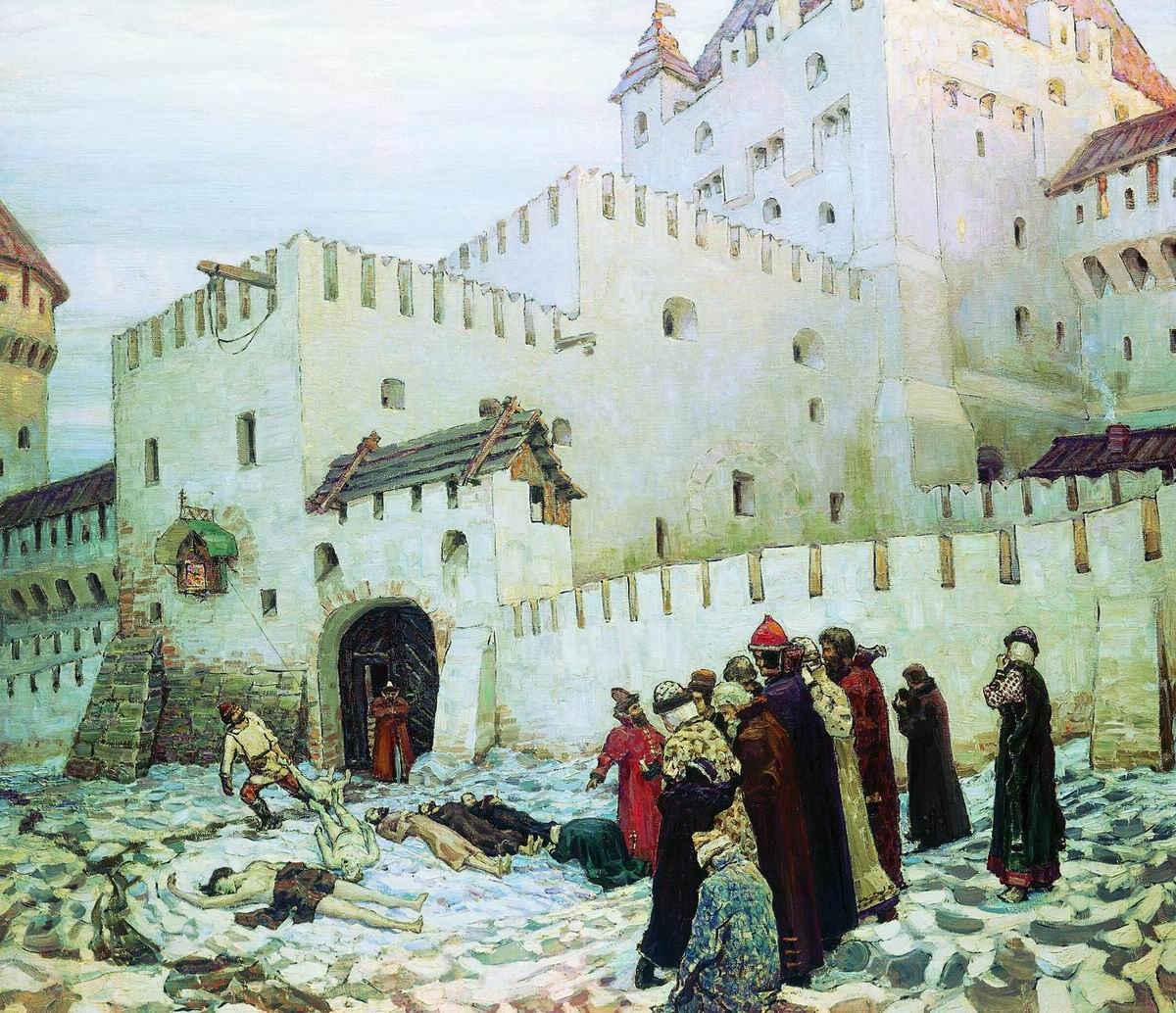
«Застінок Московського кремля», Аполінарій Васнєцов, 1912 рік
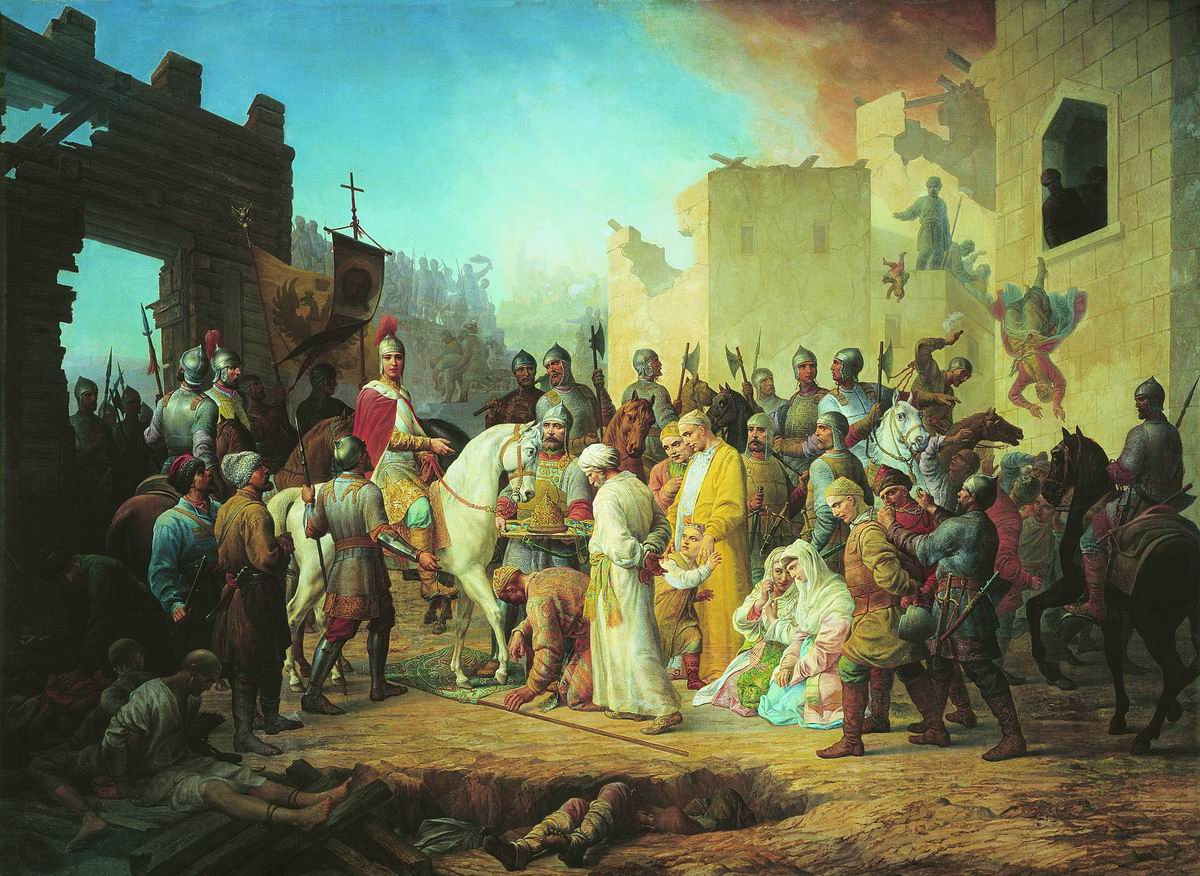
«Вступ Іоана IV до Казані», Петро Шамшин, 1894 рік
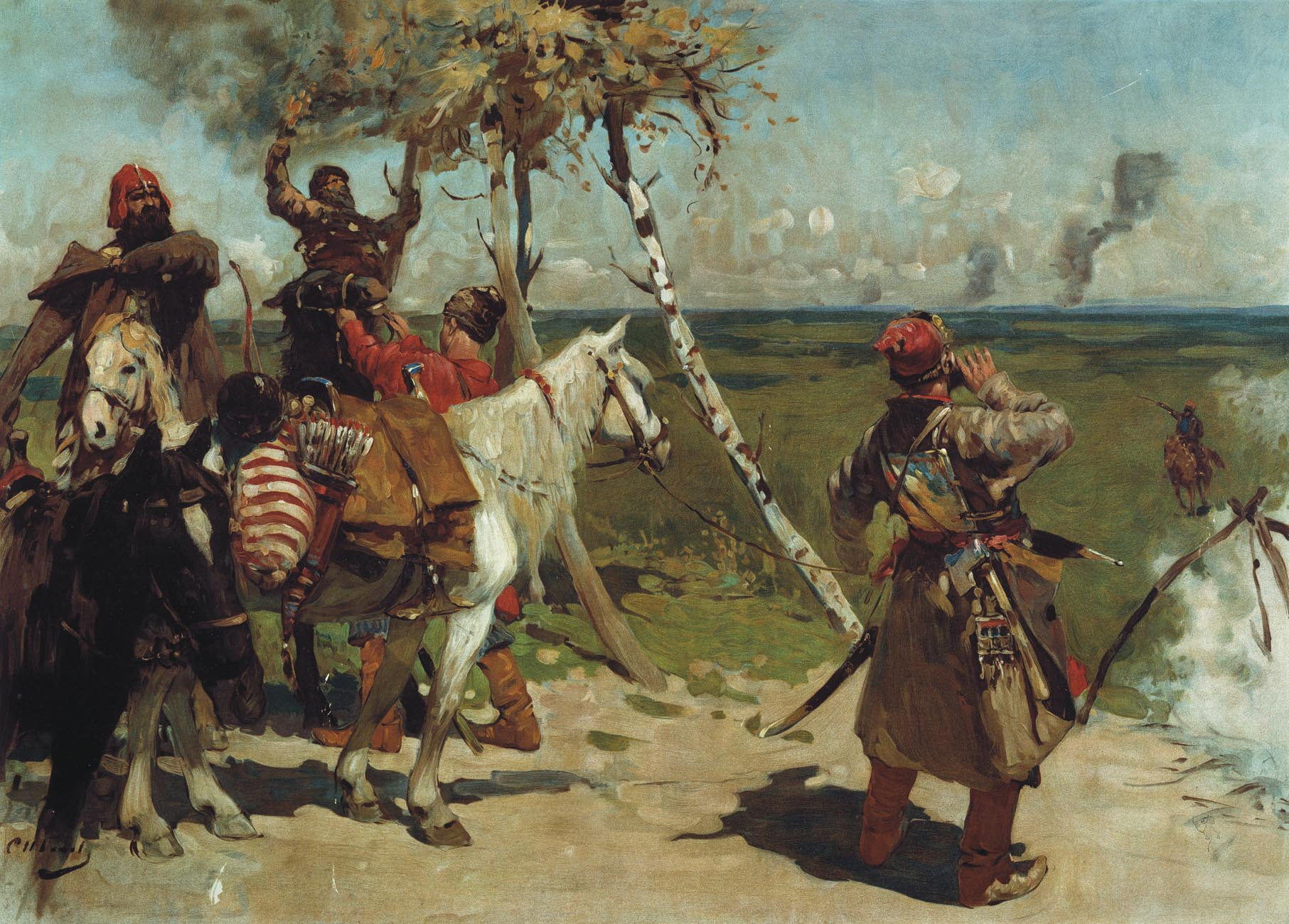
«На сторожовому кордоні Московської держави», Сергій Іванов, 1907 рік

За царювання Івано Грозного Московська держава істотно розширила свої володіння. 1552 року було взято Казань, знищено Казанське ханство і анексовано Середнє Поволжя та мордву. 1556 року із здобуттям Астрахані і знищенням Астраханського ханства — анексовано Нижнє Поволжя, здобуто вихід до Каспійського моря для торгових контактів з Персією, Кавказом і Центральною Азією. Велика водна артерія річка Волга, обжита з усіх берегів мусульманськими народами стала невід'ємною складовою російської національної території. Поволзькі та сибірські татари, мордва, чуваші, башкири та інші народи остаточно перетворили Московське царство на поліетнічну державу. Почала формуватись подальша модель «національної політики». Там, де соціальне становище неросійської верхівки було подібним до російської знаті, її визнавали як рівну і кооптували до дворянства, релігійний чинник не відігравав суттєвого значення. У випадку несхожості (родоплемінні відносини, кочування) з місцевою елітою співпрацювали, але не включали до російського дворянства (інородці). Важливу роль в асиміляції підкорених народів відігравала месіанська діяльність Російської православної церкви.
Після успіхів на сході, Іван IV розпочав Лівонську війну 1558–1583 років, внаслідок якої Лівонський орден було розгромлено, а Велике князівство Литовське зазнало суттєвих втрат. Однак надалі, внаслідок Люблінської унії 1569 року і утворення Речі Посполитої, баланс сил змінився, російські війська зазнали поразок від польського короля Стефана Баторія. Нові завоювання різко погіршили відносини з Османською імперією через її васала Кримське ханство, володарі якого Ґераї заявляли свої права на золотоординську спадщину. Це вилилось в тривалі військові конфлікти у південноросійських степах з ногайцями, черкесами, походи кримських військ (Муравським, Кальміуський та Ізюмським шляхи) на Москву за викупом (1552, 1555, 1570–1572, 1589, 1591, 1593 років), будівництво укріплених захисних ліній на південно-східних рубежах (Засічні черти). У цій боротьбі Московське царство було підтримано запорізькими козаками під проводом волинського магната Дмитра Байди Вишневецького. 1557 року було окуповано кабардинські і черкеські князівства на Північному Кавказі, охрещено місцеве населення. 1559 року козаки з московськими ратними людьми під проводом воєводи Данили Адашева здійснили висадку в Західному Криму. Наступного 1560 року козаки Вишневецького заснували на Дону станицю Черкаську, майбутню столицю Донського війська. Найуспішнішою битвою для Москви в цьому конфлікті була перемога під Молодями 1572 року, що відбулась наступного року по походу Девлет I Ґерая, що зруйнував Москву вщент (зберігся лише кам'яний кремль). Похід 1591 року, коли кримські війська були розбиті на місті зведеного пізніше на пам'ять про перемогу Донського монастиря, став останнім для татар, коли вони зуміли дійти безпосередньо до Москви.
1564 року засновується Архангельський морський порт, головні морські ворота країни на наступні півтора століття. Нечисленний загін козаків Єрмака Тимофійовича, найнятий уральськими промисловцями Строгановими для захисту від набігів сибірських татар, розбив військо сибірського хана Кучума і здобув 1582 року його столицю Кашлик. Після чого Сибірське ханство розпалось і почалося поступове освоєння росіянами Сибіру, яке здійснювали козаки і мисливці за хутром. Протягом наступних десятиліть почали виникати остроги і торгові поселення: Тобольськ, Верхотур'є, Мангазея, Єнісейськ, Братськ та інші.

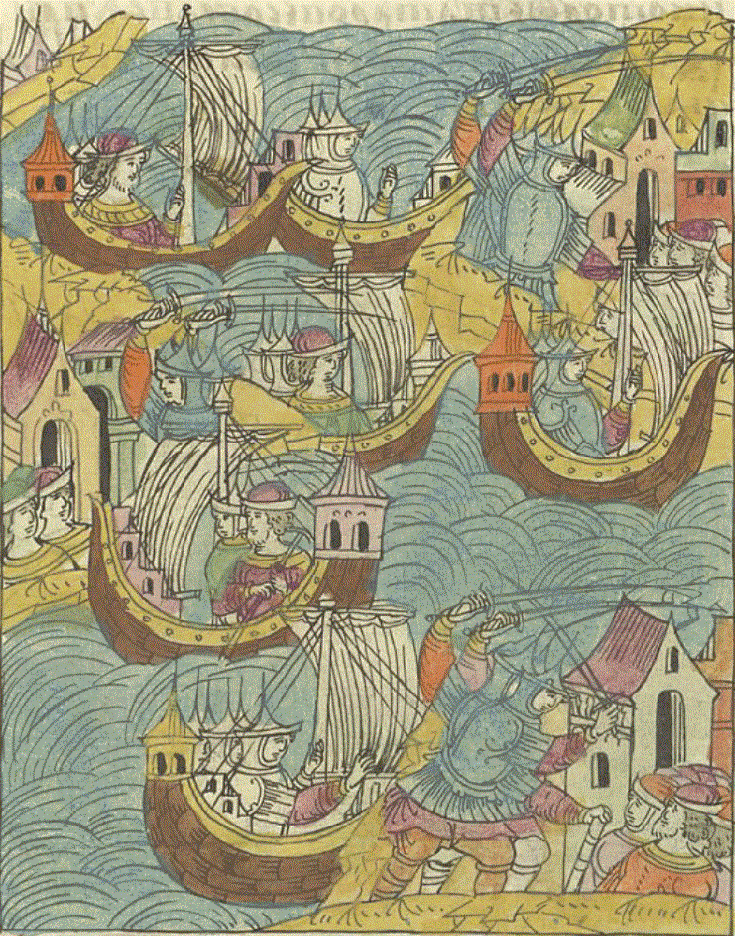
Кримський похід Адашева 1559 року з Лицевого літописного зводу
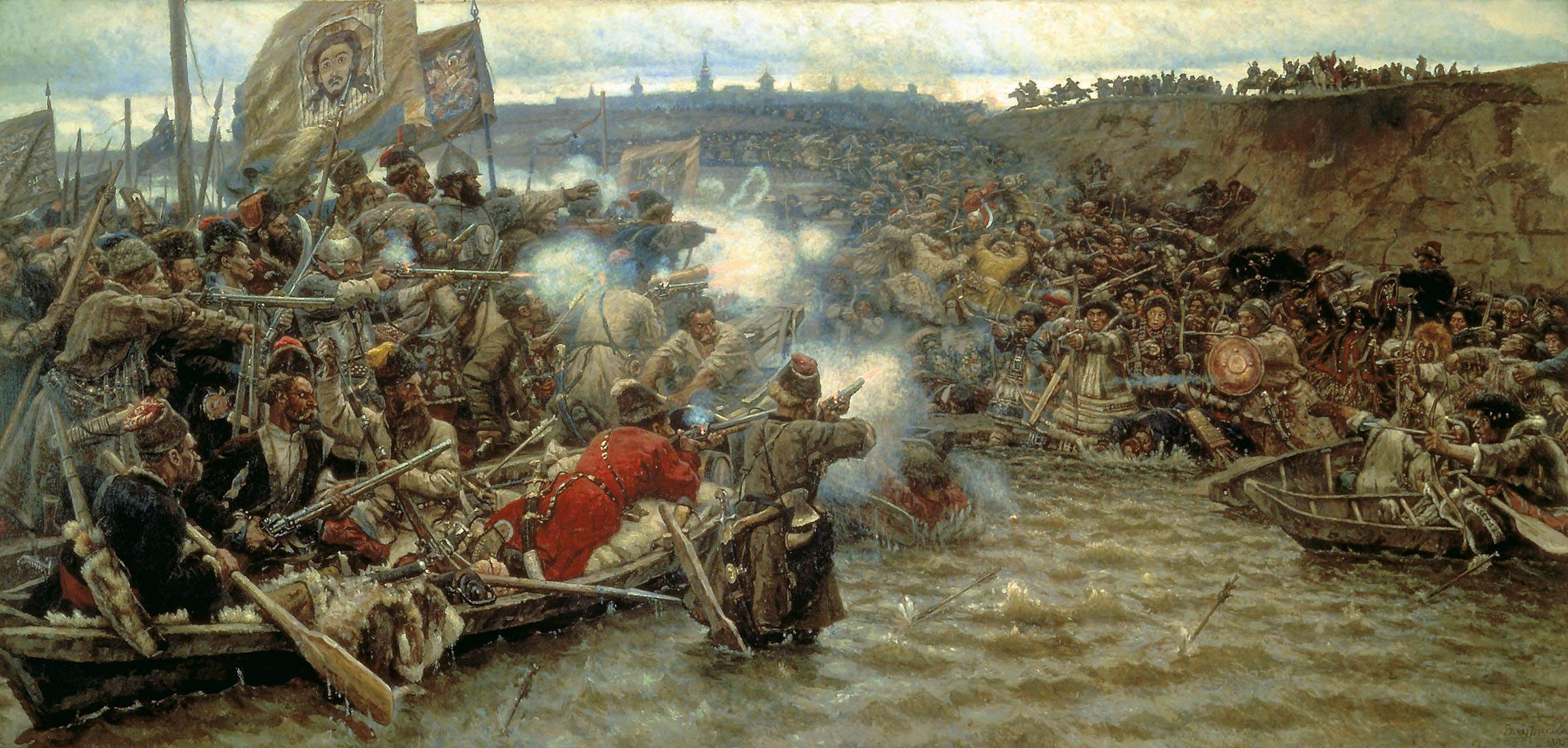
«Підкорення Сибіру Єрмаком», Василь Суриков, 1895 рік
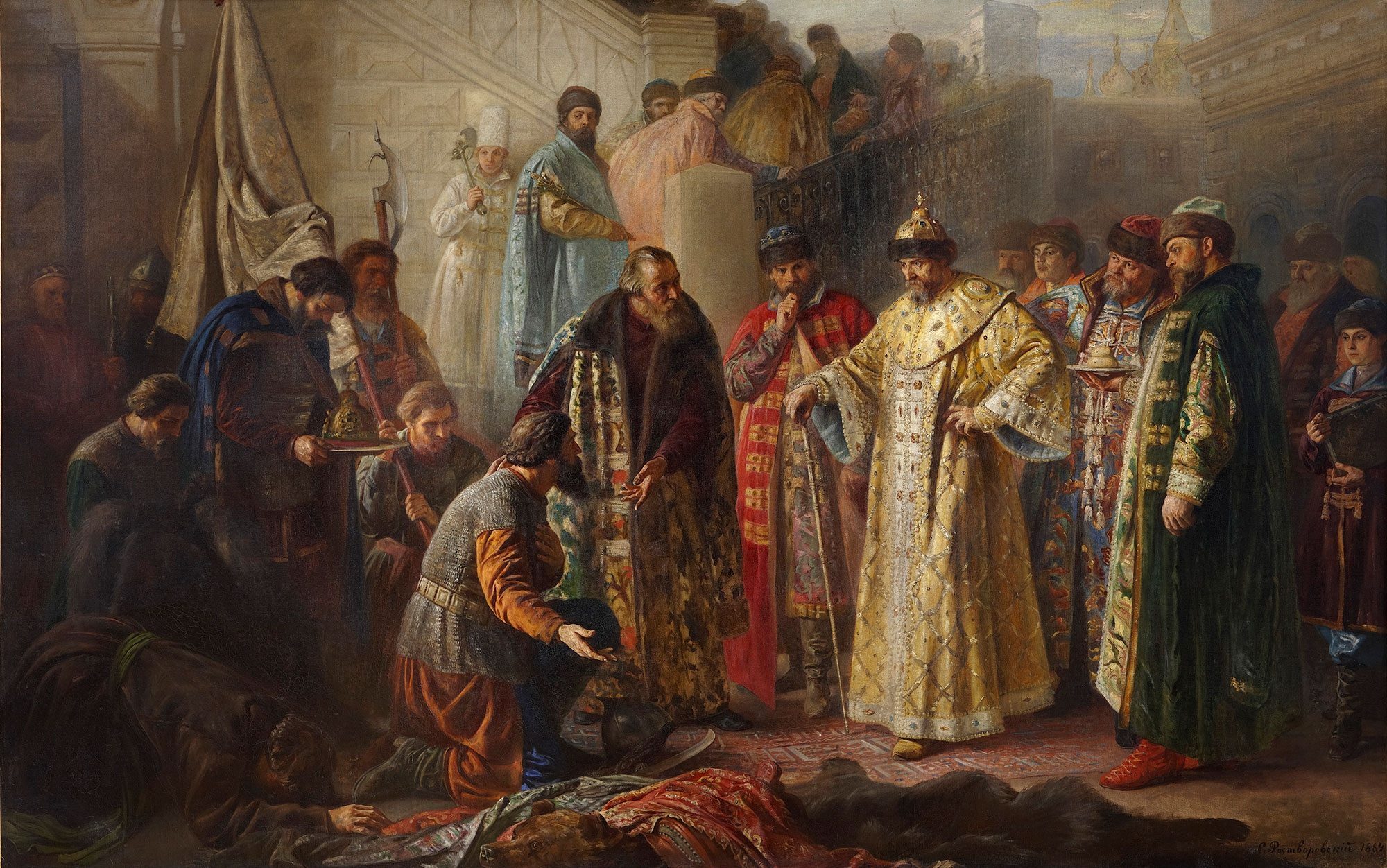
«Посланці Єрмака перед Іваном Грозним», Станіслав Ростворовський, 1884 рік
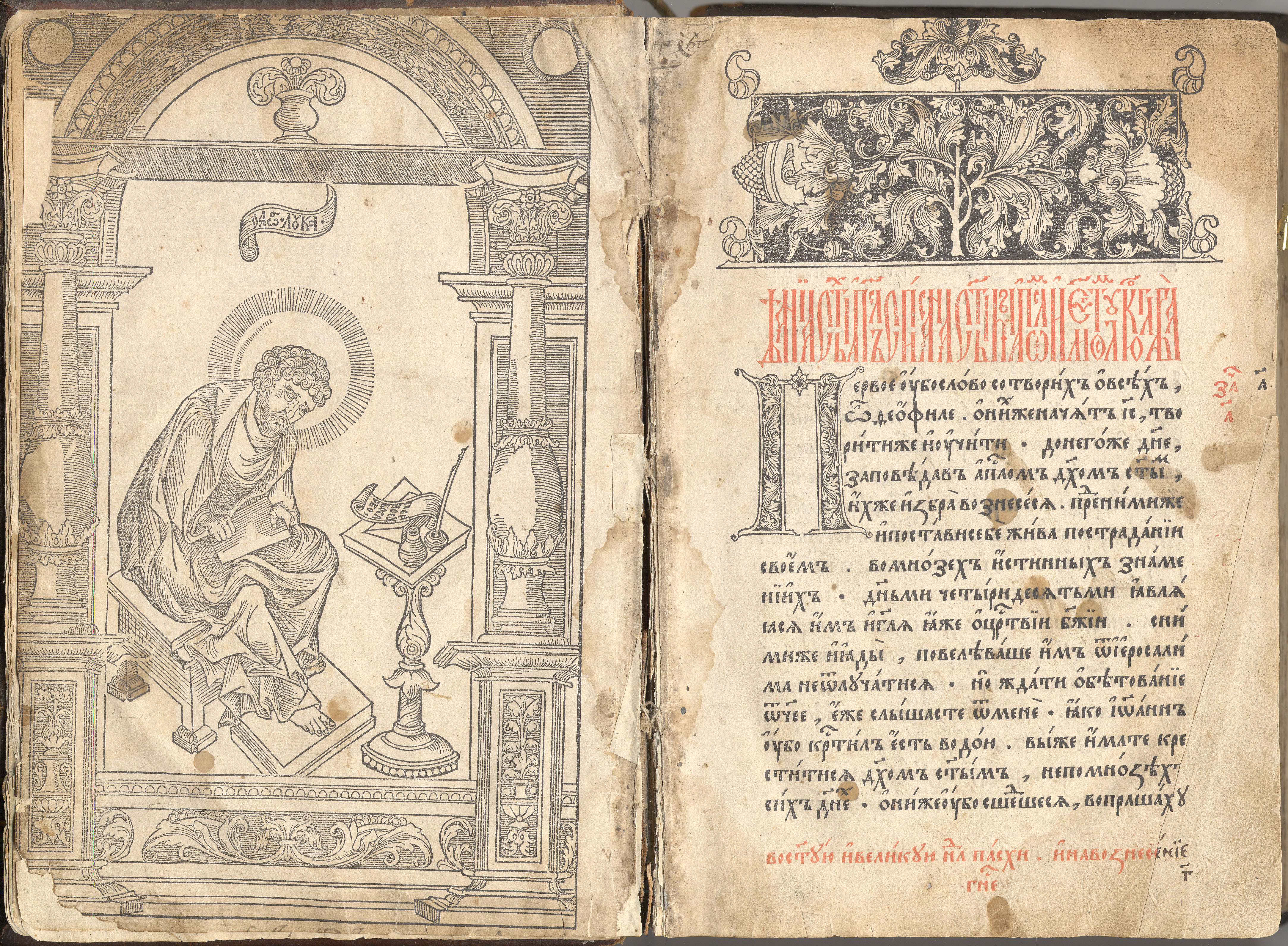
«Апостол» Івана Федорова, 1564 рік
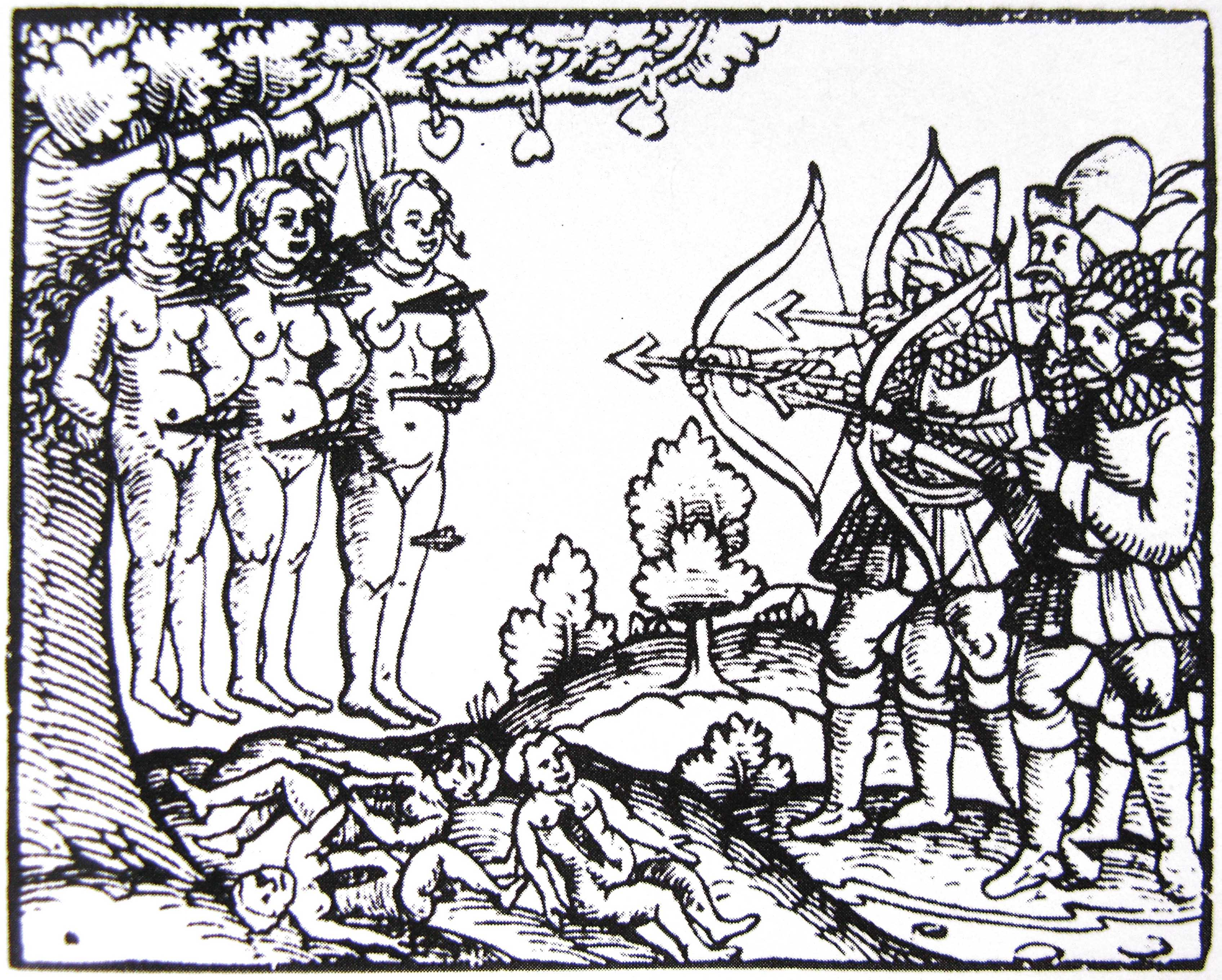
«Звірства московського війська під час Лівонської війни», Даріуш Купіш, 1581 рік
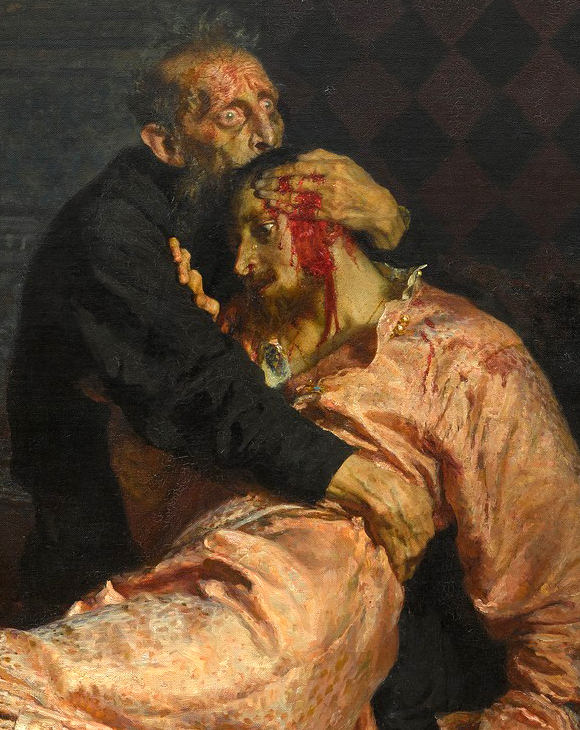
«Іван Грозний і син його Іван», Ілля Рєпін, 1885 рік

Іван Грозний зібрав багату колекцію книг, яка була втрачена. На його період правління припадає перша спроба книгодрукування в Московській державі, коли першопечатник Івана Федоровича спільно з Петром Мстиславцем видав 1564 року в Москві свою першу книгу — «Апостол». Невдовзі він був змушений втікати до Львова у Речі Посполитій, де 1574 року зумів видати перший східнослов'янський посібник «Буквар». Архітектура наслідувала традиційні місцеві форми попередніх часів; вершиною «шатрового стилю» став московський Собор Василія Блаженного, зведений впродовж 1555—1561 років. Драматичні події часів Івана IV Грозного сприяли активізації суспільної думки, щоправда, на «політичному рівні» єдиним критиком царя виступив князь-емігрант Андрій Курбський, що полемізував з царем у листуванні.
Невдала Лівонська війна за вихід до Балтійського моря вкрай виснажили країну і призвели до наростання незадоволення серед населення. За XVI століття територія Московської держави збільшилась до 5,5 млн км², а її населення сягнуло 9-10 млн чоловік, тобто збільшилось майже в 10 разів. Швидке територіальне зростання Московії зумовлене слабкістю сусідів та віддаленістю від основних центрів європейського політичного життя. Правління Івана IV Грозного визначило подальші події — встановлення кріпосного права в державному масштабі і так звані «смутні часи» на рубежі XVI—XVII століть.

### Смута (1598—1613)
На кінець XVI століття припадає Поруха, спричинена Лівонською війною. У боротьбі за спадок боярин з татарського роду Четів Борис Годунов (1598–1605) став спочатку 1588 року регентом, а через десять років, після загадкової смерті царевича Дмитра Івановича 1591 року і смерті сина Івана IV Федора I Івановича (1584—1598), був обраний царем. Зі смертю Федора завершилось правління у Московській державі династії Юрійовичів (молодша гілка роду Мономаховичів). Проте чутки про «чудовий порятунок» царевича Дмитра супроводжували правління Бориса Годунова і дестабілізували обстановку в країні. 1589 року Російська православна церква, полонивши Вселенського патріарха, отримала статус патріархату (Московський патріархат).
Московія внаслідок боротьби за владу між боярством і дворянством пережила глибоку соціально-економічну та політичну кризу, яку поглибили неврожаї наприкінці XVI — початку XVII століття. Впродовж 1601–1603 років в Московії відбулися великий голод і заворушення, що допомогли Дмитру Іоановичу (Лжедмитрію), який залучився військовою підтримкою Речі Посполитої і був визнаний родичами та деякими магнатами врятованим царевичем Дмитром, зайняти по смерті Бориса Годунова 1605 року Москву. Проте політична криза, спричинена сумнівною легітимністю нового царя, лише посилилася. Впродовж 1606–1607 років під приводом Івана Болотнікова вирує перше козацько-селянське повстання, завдяки якому вивищується Лжедмитрій II, так званий «Тушинський злодій». Лжедмитрій був убитий під час міського повстання, ініційованого ворожим боярським угрупованням. Новий московський цар Василь IV Шуйський (1606—1610), останній з династії Рюриковичів, що допоміг воцарись Лжедмитру, придушив повстання Болотнікова. 1609 року він уклав зі Швецією Виборзький мир, відмовившись від зазіхань на Лівонію.
Поразка військ Дмитра Шуйського під Клушиним від армії польського короля Сигізмунда 1610 року і повстання в Москві призвели до падіння Василя Шуйського через змову провінційного дворянства (Семибоярщина). Шляхта Речі Посполитої намагалась посадити на престол Лжедмитра II, а згодом королевича Владислава Ваза, сина короля Сигізмунда III, якому присягнула частина московської знаті. 1610 року польське короне військо під поводом київського воєводи Станіслава Жолкевського зайняли Москву. Однак восени 1612 року земське ополчення під проводом Костянтина Мініна і князя Дмитра Пожарського облягло їх у московському кремлі та примусило до капітуляції. 3 березня 1613 року Земський собор обрав на царство Михайла I Романова (1613—1645), який розпочав нову династію Романових і поклав край Смутним часам.

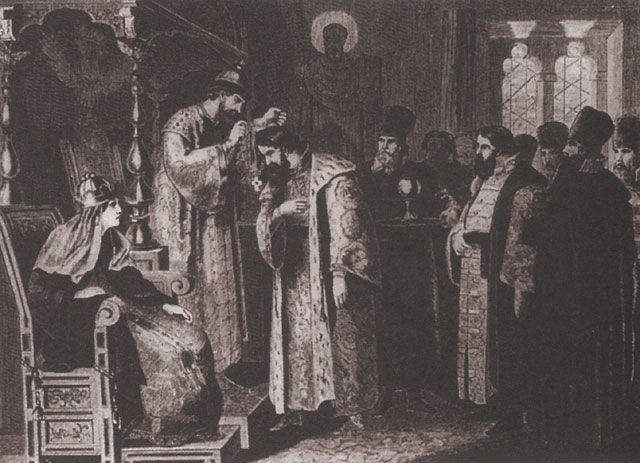
«Цар Федір Іоаннович надягає на Бориса Годунова золотий ланцюг», Олексій Ківшенко
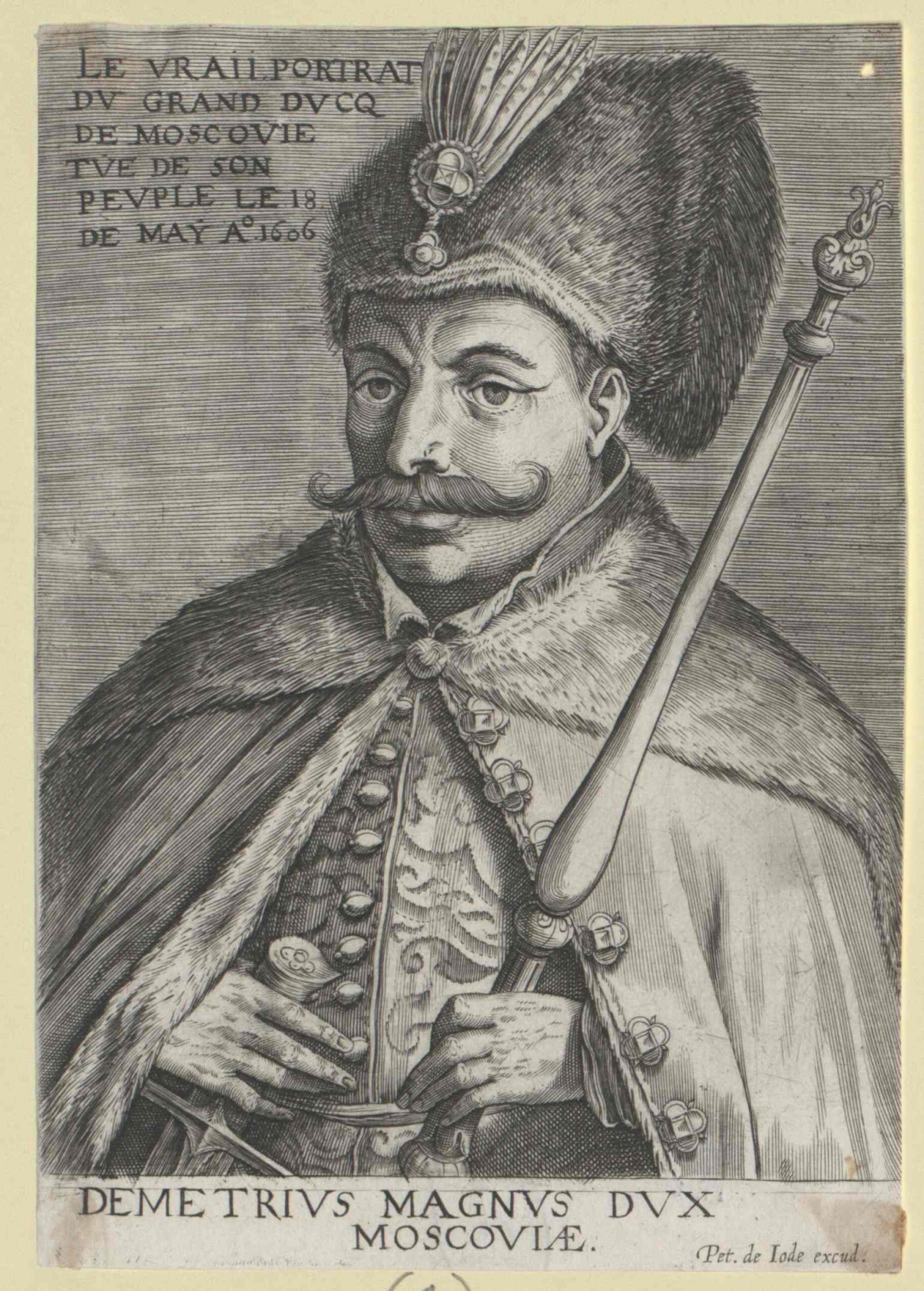
Лжедмитро I, портрет 1606 року
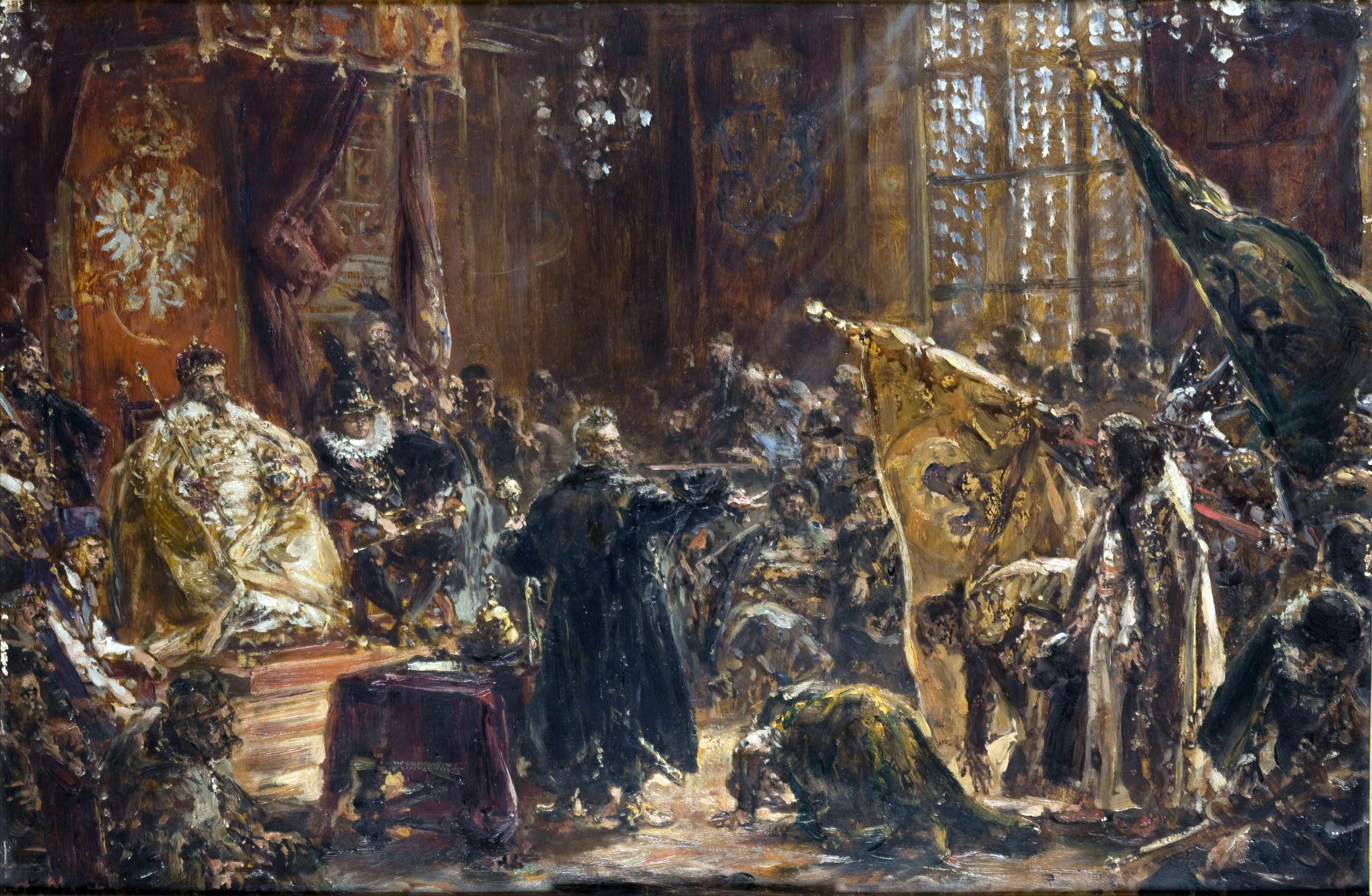
«Полонений російський цар Василь IV Шуйський перед польським королем Сигізмундом III Вазою», Ян Матейко, 1892 рік
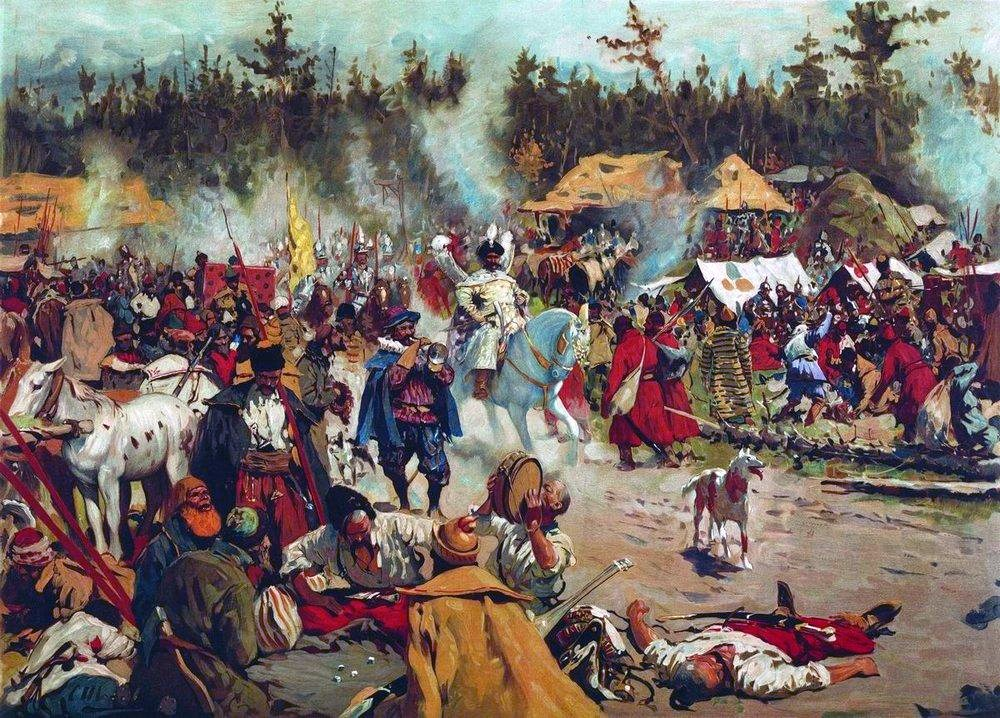
«Тушинський табір», Сергій Іванов, 1908 рік
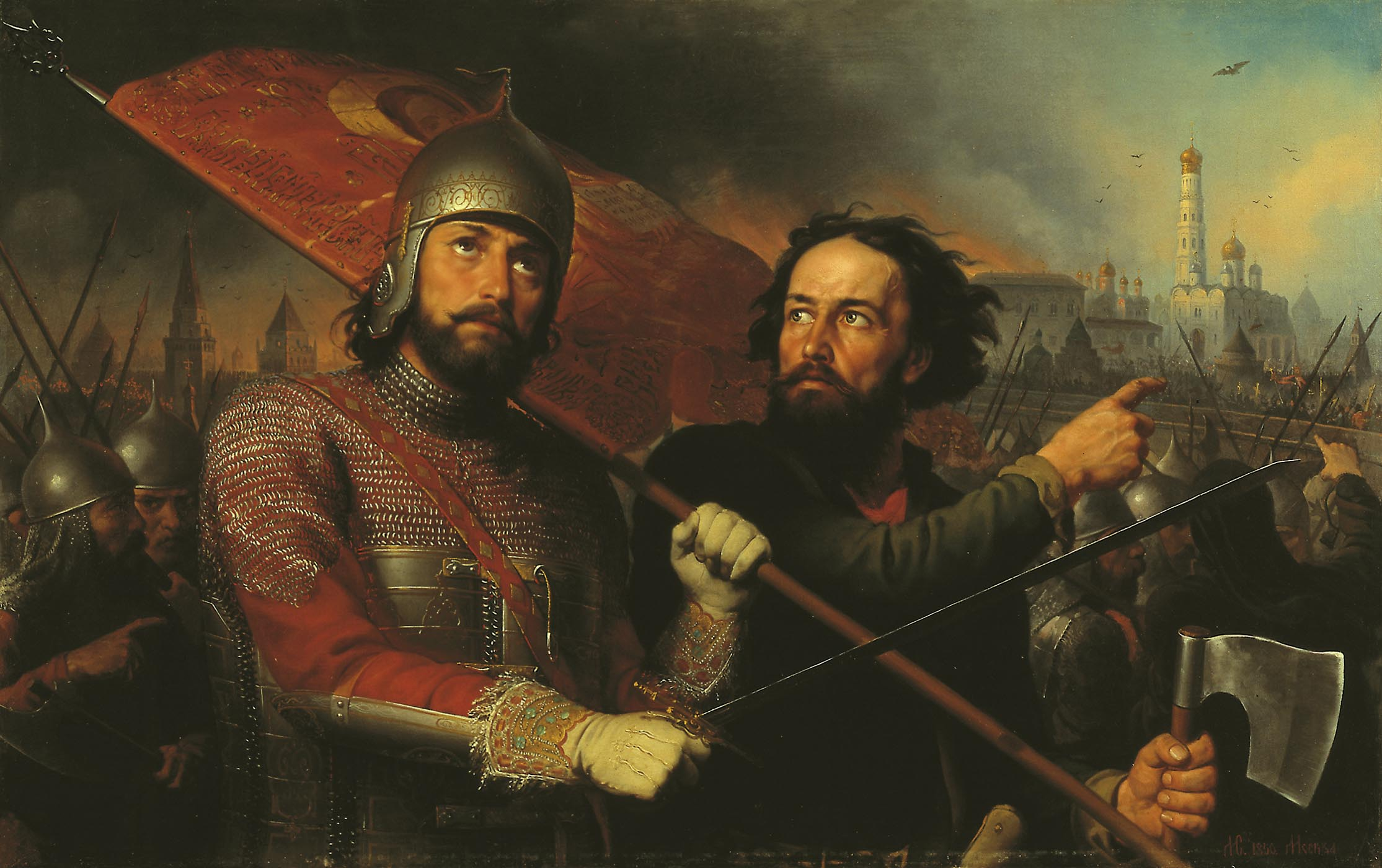
«Мінін і Пожарський», Михайло Скотті, 1850 рік
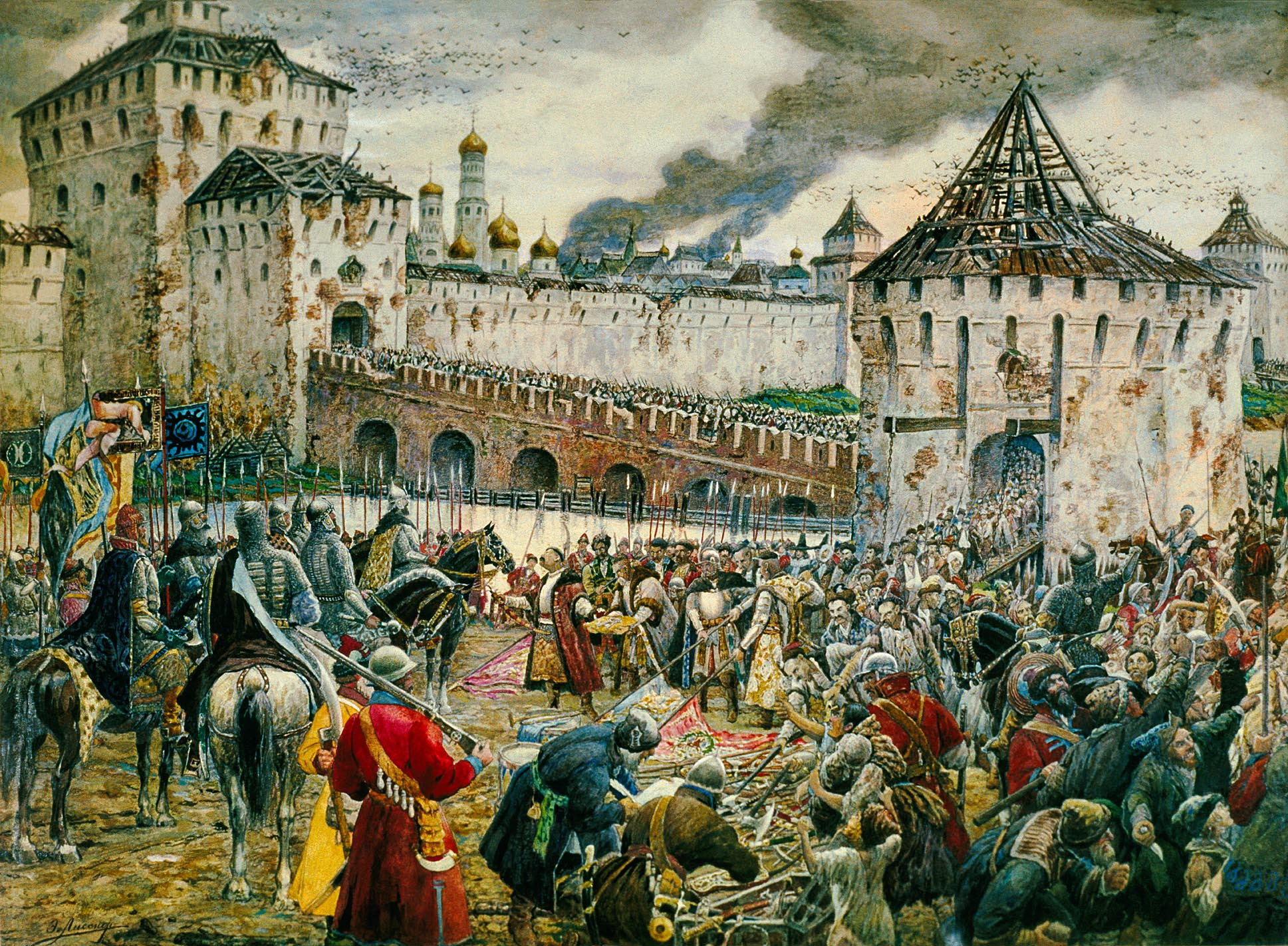
«Вигнання поляків з Кремля Пожарським», Ернст Лісснер, 1938 рік

Польсько-московська війна за участі українських козаків гетмана Петра Конашевича-Сагайдачного тривала до 1618 року (Деулінське перемир'я). За час Смути Росія зазнала значних людських та економічних втрат, часом держава як така просто переставала існувати, що й обумовило зовнішньополітичну слабкість до середини XVII століття. Уряд Московії був змушений відмовитись від захоплених раніше земель, балтійських на користь Швеції, а Смоленщини та Чернігово-Сіверщини на користь Речі Посполитої.

### Перші Романови (1613—1682)
Наступні роки після Земського собору в Москві 1613 року, що поклав кінець Смуті та початок для нової династії Романових, ознаменувалися відновленням економіки та державного управління. Під час невдалої Смоленської війни 1632—1634 років Михайло Федорович (1613—1645) намагався повернути Смоленськ. Війна закінчилась Поляновським миром. Експансія на схід, до Східного Сибіру та узбережжя Тихого океану була більш вдалою.
За правління Олексія Михайловича (1645—1676) внутрішнє становище в країні стабілізувалось, посилилось самодержавство, закріпилось кріпосне право — Соборне уложення 1649 року. 1648 року на подніпровських землях Речі Посполитої після спокійного золотого десятиліття спалахнула визвольна війна під проводом Богдана Хмельницького. Скрутним становищем повсталих козаків Війська Запорозького скористались в Москві, коли після рішення Переяславської ради 1654 року про перехід під московський протекторат Земський собор затвердив його (Березневі статті) і втрутився у війну проти Речі Посполитої. Гетьманщина і Московія спільно вели воєнні дії за звільнення білоруських та українських земель. Тривалий конфлікт завершився Андрусівським перемир'ям 1667 року.
За часів царя Федора Олексійовича (1676—1682) з Османською імперією в суперечці за Наддніпрянську Україну (події, пов'язані з діяльність Петра Дорошенка та Чигиринськими походами) вдалось замиритись підписанням Бахчисарайського миру 1681 року.
Під час адміністративної реформи на основі колишніх удільних князівств утворювались нові адміністративні одиниці централізованої держави — повіти (уїзди), які ділились на волості і стани. На середину XVII століття було утворено більше 250 повітів різного розміру та населеності. На прикордонних територіях почали створюватися великі військово-адміністративні райони — розряди. Першим став Українний розряд, який пізніше отримав назву Тульського. Росія долучається до планомірного освоєння родючих лісотепових і степових земель Дикого поля на своїх південних рубежах.
1686 року Київська митрополія була підпорядкована Московському патріархату, що суттєво посилило вплив московського православ'я на землях Західної Русі. Одночасно, приплив південноруських церковних діячів до Москви спричинив важливі зрушення в церковному житті та реформи патріарха Никона, що викликали опір серед великої частини населення і церковного розколу. Старовіри, що не прийняли реформи Никона, переслідувались за віру державою, багато з них мігрувало на Північ, колонізувало Сибір та Великий Степ, мігрувало до європейських держав. Бунти та втечі селян на окраїни держави, зокрема в приволзькі та придонські краї, призводили до таких значних соціальних конфліктів, як повстання Степана Разіна 1670—1671 років та інших подій «бунташного століття». XVII століття територія Московської держави значно розширилась за рахунок завоювання Сибіру та колонізації цих земель. Російські землепроходці дістались берегів Північного Льодовитого і Тихого океанів, річки Амур, а 1697 року заснували перше поселення на Камчатці. Культурний процес XVII століття в Руському царстві характеризується низкою поступових модернізаційних зрушень, які врешті привели до багатопланових реформ Петра I.

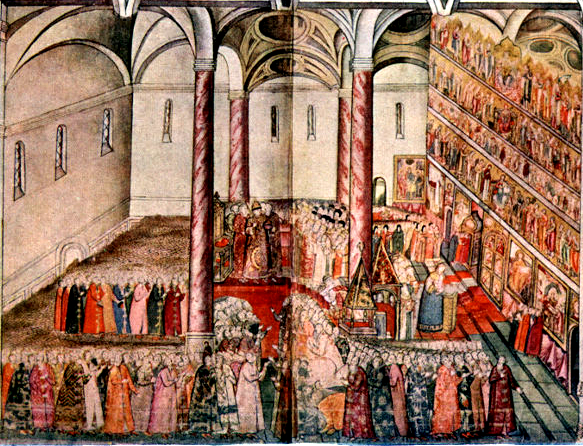
«Коронування царя Михайла Федоровича в Успенському соборі», літографія з гравюри XVII століття
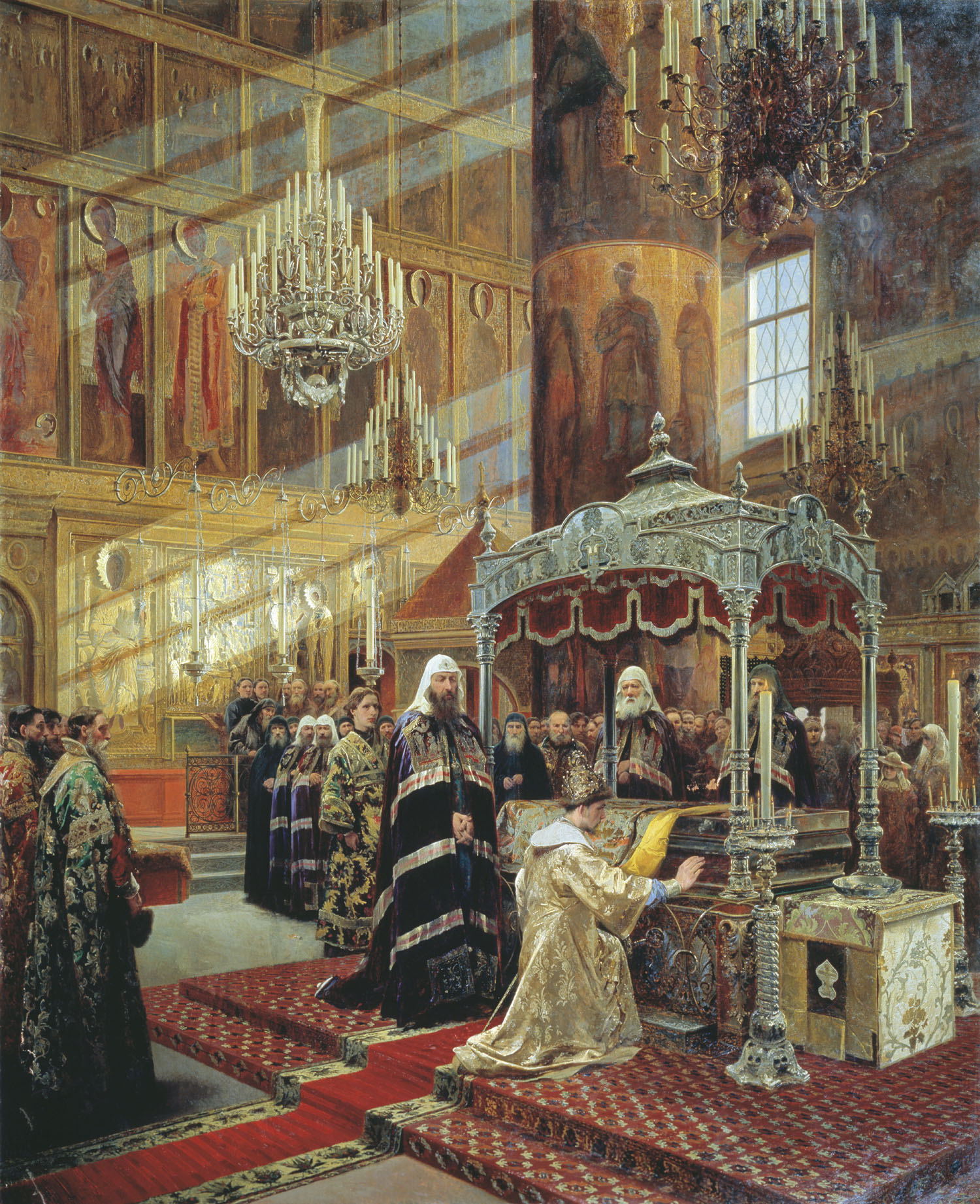
«Цар Олексій Михайлович і патріарх Никон біля труни святого Філіпа», Олександр Литовченко
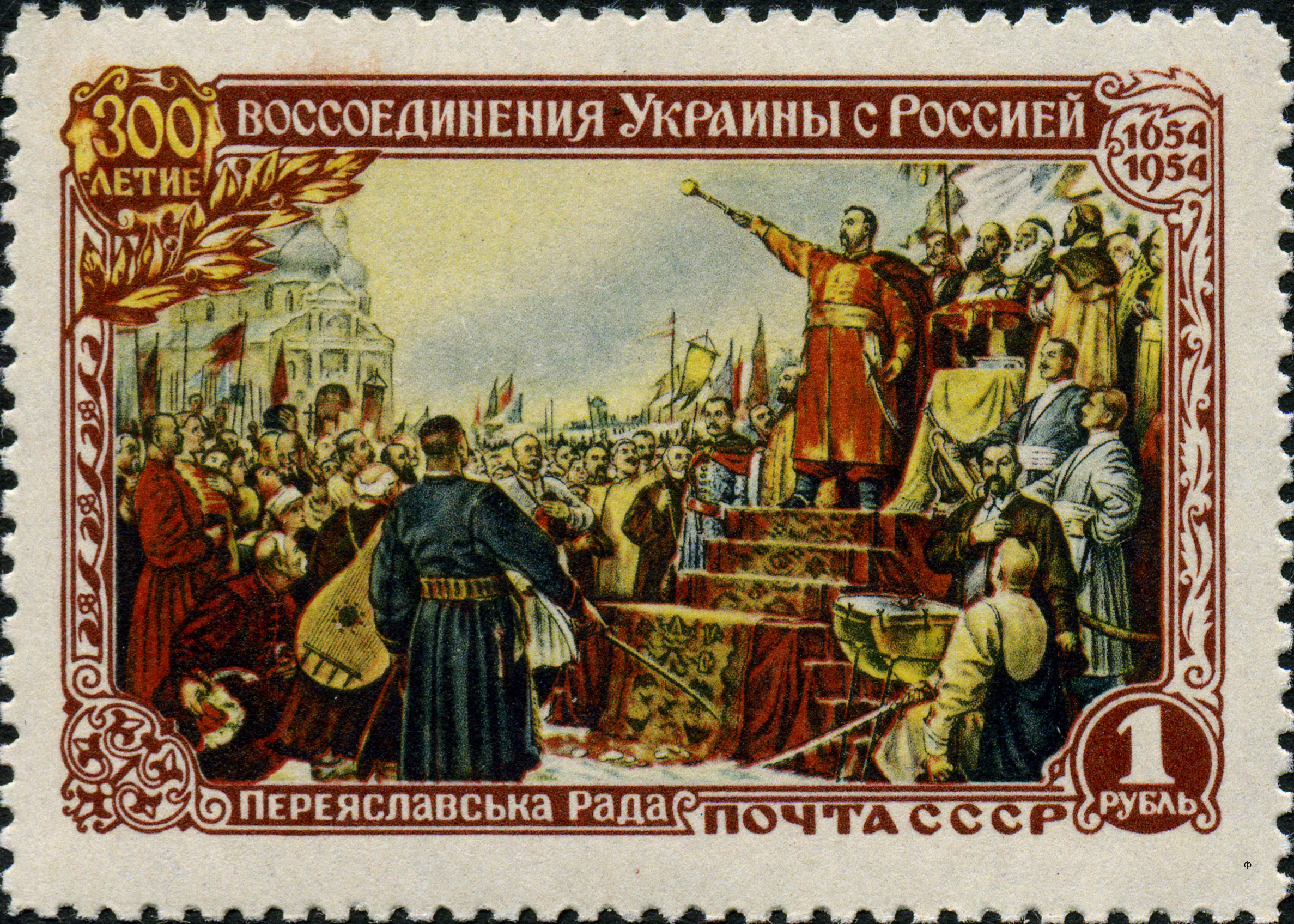
Поштова марка СРСР «300-річчя воз'єднання України з Росією», 1954 рік
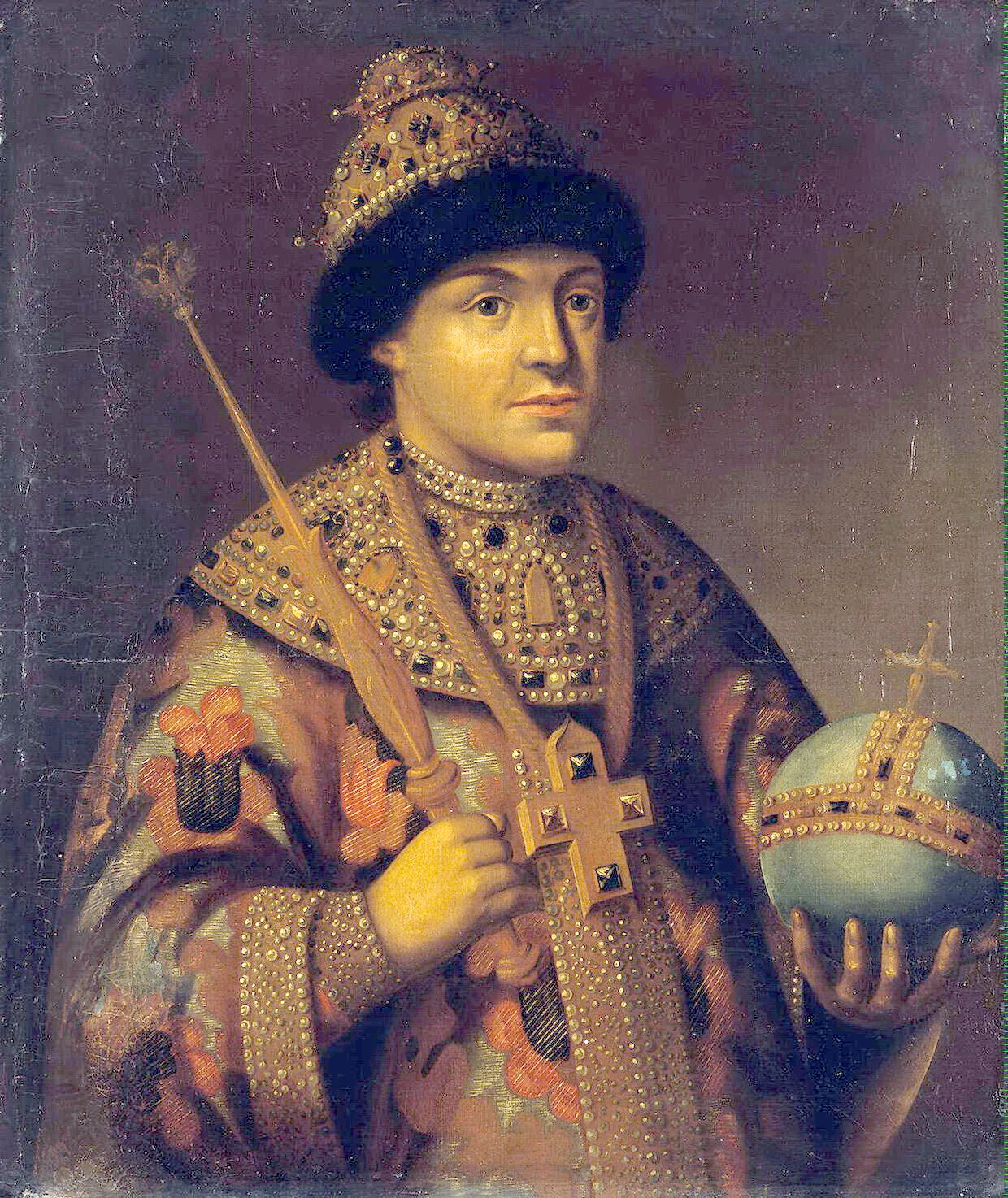
Цар Федір Олексійович
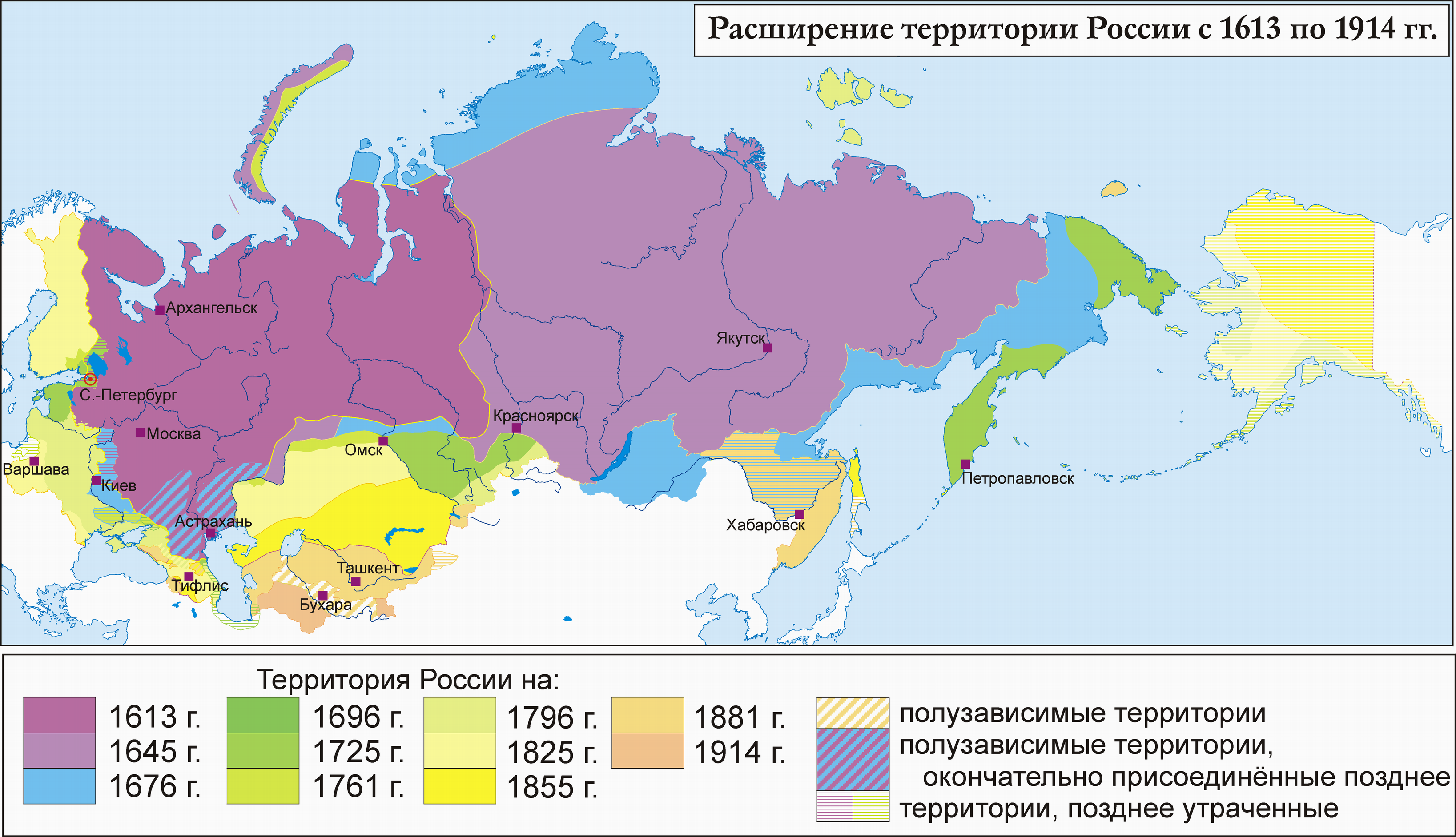
Розширення територій Російської держави за Романових
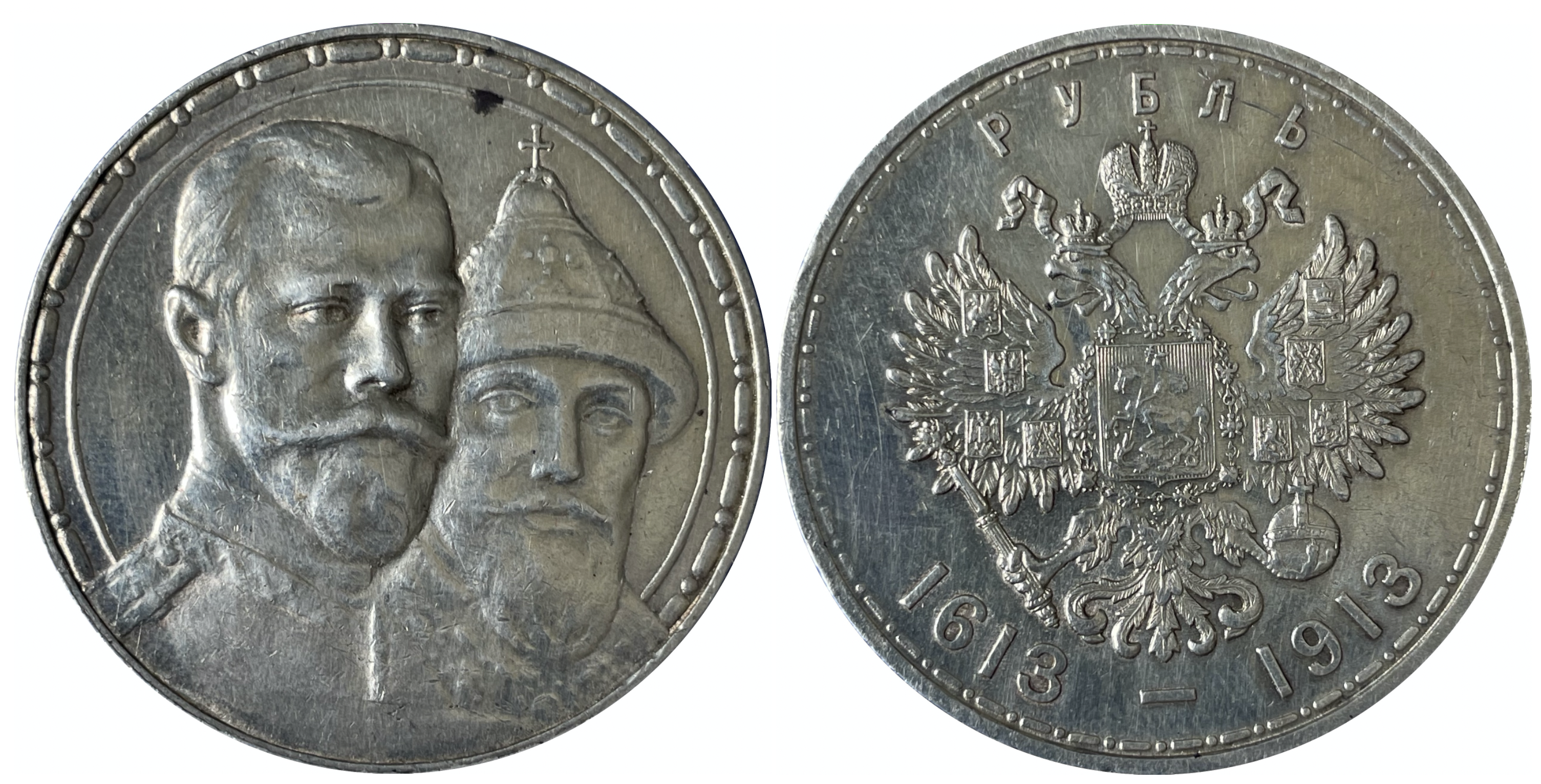
Сувенірний срібний карбованець до «Трьохсотліття царювання дому Романових»

Після смерті 1682 року царя Федора Олексійовича патріархом Іоакимом на царство були помазані Іван та Петро за регентства їхньої сестри Софії Олексіївни (1682—1689). З поляками було укладено «Вічний мир» 1686 року, за яким західний кордон Московського царства стабілізувався приблизно по Дніпру. За умовами «Вічного миру» Московщина приєдналася до «Священної ліги» — антиосманської коаліції європейських держав, що складалась під час розпочатої 1683 року Великої турецької війни. За цей період було здійснено два невдалих московсько-українських походи проти Кримського ханства 1687 і 1689 років, на згадку про які було викарбовано «угорські златники». 1689 року з китайською імперією Цін було укладено Нерчинський договір, який визначив кордон між двома державами по річці Аргун і далі Становим хребтом до берега Охотського моря. Того ж року Петро I перебрав на себе всю повноту влади а царівна Софія була відправлена спочатку до Святодухівського монастиря у Путивлі, пізніше переведена до Новодівичого монастиря в Москві. Після придушення повстання стрільців 1698 року, що мали намір покликати її на царство, пострижена в черниці.

## Російська імперія
Російська імперія — держава у Північній Євразії, що проіснувала з 1721 року до Лютневої революції 1917 року і проголошення Російської республіки. Її столицею був новозбудований на берегах Фінської затоки Санкт-Петербург, з короткочасним переведенням столиці до Москви у період 1728—1730 років. 1914 року, з початком війни з Німеччиною німецька назва столиці Петербург була русифікована як Петроград.
Російська імперія була третьою за площею з усіх держав, що коли-небудь існували в історії людства (після Британської і Монгольської). Російська держава простягалася на теренах Євразії від берегів Північного Льодовитого океану на півночі до Чорного моря на півдні, від Балтійського моря на заході до Тихого океану на сході, володіючи певний час і частиною північноамериканського континенту (Аляска і Алеутські острови, форти на Гаваях і в Каліфорнії). Російська імперія була яскравим прикладом абсолютистської монархії, очолюваної самодержцями імператорами всеросійськими, які користувалися нічим не обмеженою владою від 1721 по 1905 роки.

### Правління Петра І (1682—1725)
Після смерті 1682 року сина Олексія Михайловича Федора Олексійовича правили його брати Петро та Іван за регентства їхньої сестри Софії Олексіївни. Від 1689 року розпочалося одноосібне царювання Петра I. Який, після тривалої мандрівки країнами Західної Європи, 1698 року розпочав масштабні державницькі реформи, процес вестернізації Росії властивий і подальшим періодам правління Романових. Цей процес проявлявся як у зовнішніх формах зміни звичаїв та моди, так і в модернізації війська, державного управління та економіки, активізації зовнішньої експансії у бік європейських держав. Полярні оцінки діяльності неординарної особистості Петра I в суспільній думці та історіографії Росії пов'язані з тим, що зовнішні форми модернізації здійснювалися традиційними для Московщини архаїчними та деспотичними методами, зовнішньополітична та військова потуга досягалася за рахунок виснаження внутрішніх ресурсів суспільства. До кінця XVII століття Московське царство існувало фактично ізольовано від інших європейських країн, що негативно позначалося на її економічному, культурному і політичному розвитку. Розвиток промисловості та торгівлі, ініційований Петром I, не супроводжувався тими соціальними змінами, що відбувалися в країнах Західної Європі. Модернізація спиралася на кріпосницьку аграрну економіку, котра гальмувала соціальну мобільність населення і технологічні інновації.
У політичному сенсі реформи Петра I лише зміцнили абсолютну владу царя та прибрали останні рудименти станового представництва, знищили основні осередки політичного та ідеологічного впливу, які могли протистояти владі царя (боярська дума і патріаршество). Російський абсолютизм цієї доби становив собою мінливий, залежний від внутрішньо- та зовнішньополітичної кон'юнктури, симбіоз деяких західноєвропейських адміністративних інститутів, ідеологічної риторики, раціональних принципів організації державного управління, армії та територіального устрою, адаптованих до властивих Московщині архаїчних і своєрідних норм політико-правової культури, соціальної структури та характеру економіки. З огляду на цю особливість до сьогодні дискусійними в історіографії залишаються питання сутності та особливостей російського абсолютизму, характер його системності та об'єктивності, чи доречно взагалі вживати цей термін до тогочасної політичної системи Росії.

Основною опорою монархії стали дворяни, ієрархічно організовані відповідно до «Табеля про ранги» 1722 року. 1721 року Російська православна церква була поставлена під контроль державного Священного синоду. Впроваджувалася уніфікована система адміністрації, колегії як міністерства та Сенат як дорадчо-законодавчий орган, що заступила попередні строкаті владні органи й територіальні утворення. 1708 року країна була розділена на 8 губерній, що складалися з менших провінцій: Московську, Інгерманландську, Архангелогородську, Київську, Смоленську, Казанську, Азовську і Сибірську. Метою реформ Петра I культурній сфері стали модернізація і вестернізація Росії. 
|  | Приведение нашего Отечества в сравнение с прочими. |

 Це проявилося в низці кроків від створення світських освітніх та наукових установ до регламентації звичаїв при дворі та, навіть, зовнішнього вигляду росіян. Події Смути та церковного розколу, спричиненого реформами Никона, послабили авторитет православної церкви, а поява в Росії значного числа західноруських та грецьких ченців, священників, ієрархів, проникнення публікацій із київсько-могилянського культурного кола сприяли активізації західноєвропейських та світських впливів у церковному житті. Серед видатних мислителів петровської доби українські богослови і гуманісти Феофан Прокопович та Стефан Яворський. Створювались навчальні заклади європейської освітньої традиції, найвизначнішим з яких стала московська Слов'яно-греко-латинська академія, заснована 1687 року; технічні навчальні заклади, переважно для військових та гірничих фахів за німецьким взірцем. Було створено перший музей (Кунсткамера), заснована перша Академія наук і Академічний університет. Петро І надавав величезного значення розвиткові промисловості, металургії, суднобудуванню та торгівлі. Було запроваджено нове літочислення з 1700 року за юліанським календарем (новий рік якого починався не 1 вересня, а 1 січня), новий обрахунок годин доби, новий кириличний шрифт та арабські цифри. 1703 року стала виходити перша російська друкована газета «Ведомости».

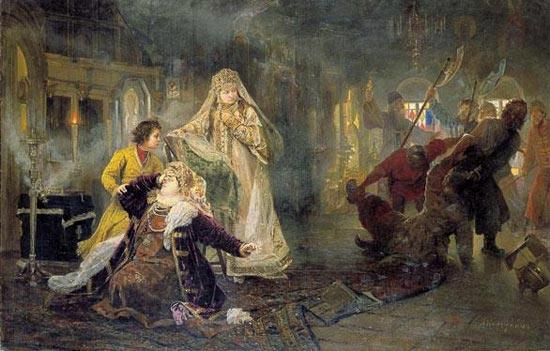
«Стрілецький бунт в Москві 1682 року», Олексій Корзухін, 1882 рік
«Петро I в Дептфорде 1698 року», Даніел Макліз, XVIII століття
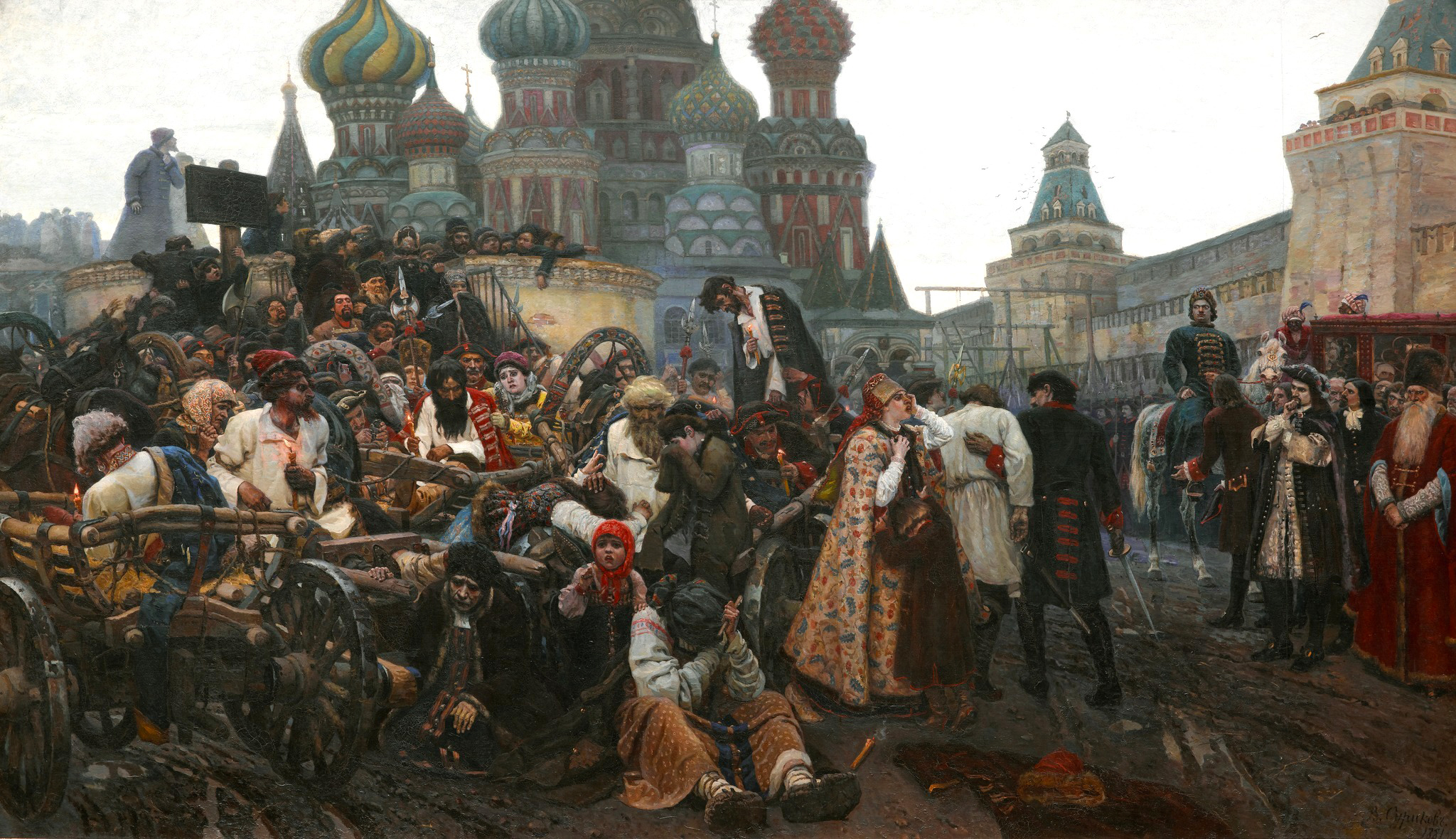
«Утро стрілецької страти», Василь Суриков, 1881 рік
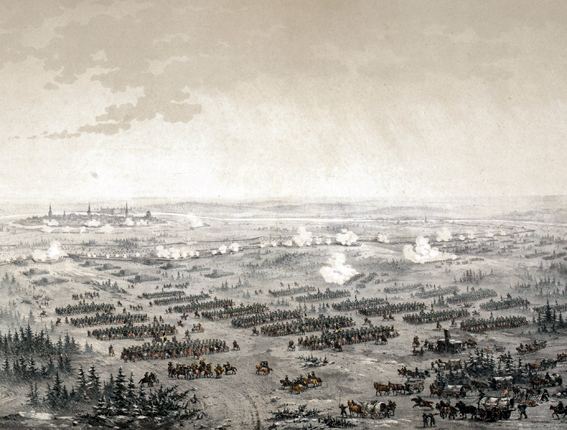
«Нарвська битва 1700 року», Отто Манкель
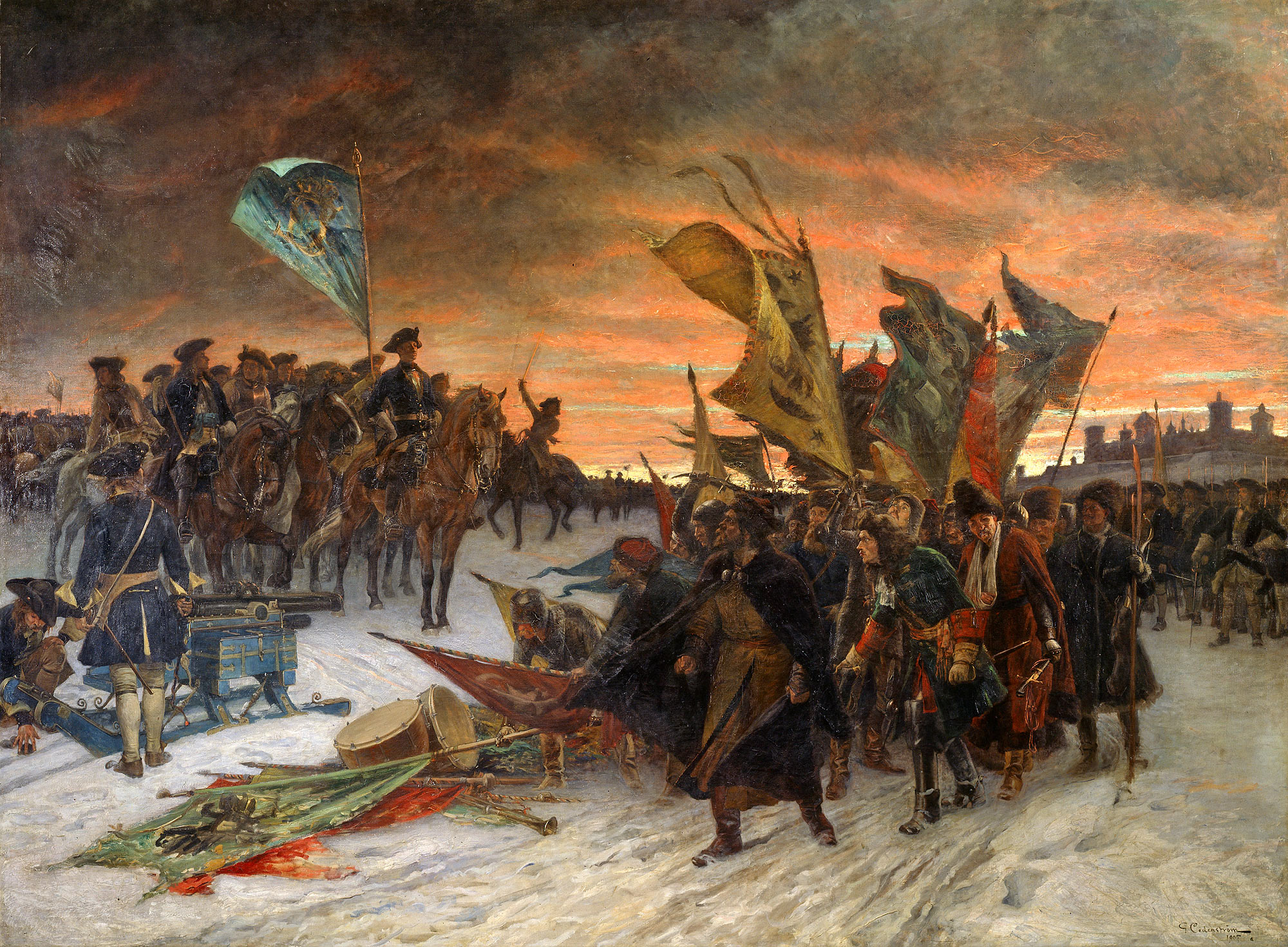
«Перемога (шведів) під Нарвою», Густав Цедерстрьом, 1905 рік
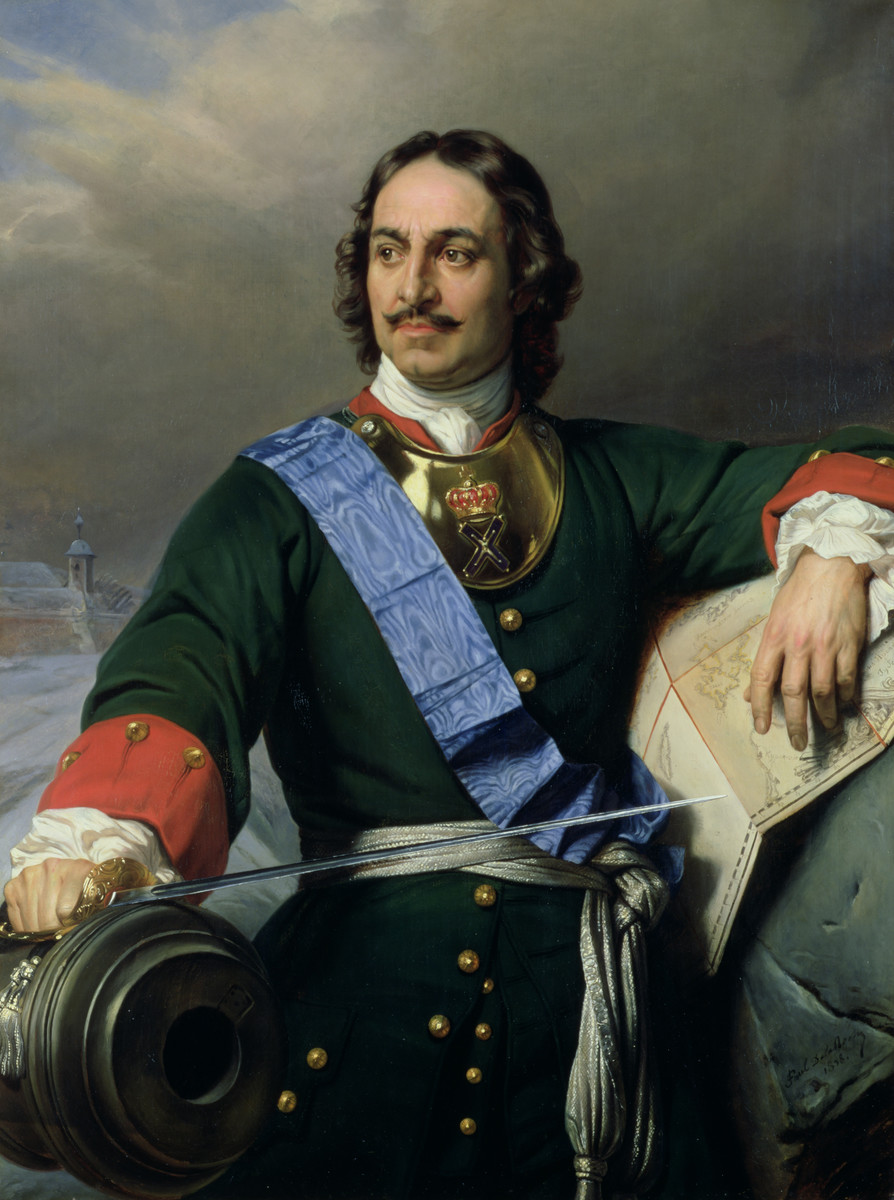
«Петро І», Поль Деларош, 1838 рік

У зовнішній політиці спочатку Петро I здійснив вдалу спробу під час Азовсько-Дніпровських походів 1695—1696 років завоювати вихід до Азовського моря (фортеця Азак в гирлі Дону), але потім його основна увага була сконцентрована на боротьбу зі Швецією заради здобуття виходу до Балтійського моря. Велика Північна війна 1700—1721 років стала тим зовнішньополітичним кроком, який врешті вивів Росію до числа провідних європейських великих держав. Невдачі початкового етапу війни мали наслідком створення регулярної армії і флоту, переорієнтацію всієї економіки країни на досягнення воєнних цілей та розвиток нової заснованої 1703 року на берегах Неви столиці — Санкт-Петербурга. 1708 року бойові дії перемістилися на українські землі, де гетьман Іван Мазепа перейшов на бік шведського короля Карла XII. Полтавська битва 1709 року принесла перемогу російським військам, але спричинила вступ у конфлікт Османської імперії. Прутський похід 1711 року виявився невдалим, через що усі приазовські завоювання були втрачені, відведені війська з Правобережної України. Проте дії союзників проти Швеції на півночі дали свій результат. Ништадтський мир 1721 року закріпив за Росією Інгерманландії (Іжори), Карелії, Естляндії, Ліфляндії, південної частини Фінляндії, дав можливість морського сполучення із західноєвропейськими державами.
По закінченні Великої Північної війни Московська держава була проголошена імперією. Перейменування «Руського царства» (рос. Русского царства) на «Російську імперію» (рос. Российскую империю) можна вважати вагомою декларативною формальністю, оскільки цей акт фіксував не якісь фундаментальні зміни державного устрою, а радше суттєве зростання зовнішньополітичних амбіцій російських монархії. Така зміна статусу мусила сприяти сприйняттю Росії європейськими державами не стереотипно, як периферійної «варварської» чи «азійської» країни, а як рівної іншим. Статус «імперії» надавався в європейській політичній традиції державам-претендентам на універсальну владу, оперту на римсько-візантійський спадок. Назва держави спиралась на грецький еквівалент етноніма «Росія» (грец. Ρωσία), поширений у православній традиції. Пруссія і Голландія майже відразу визнали новий титул російського царя, Швеція — 1723 року, Османська імперія — 1739 року, Велика Британія і Австрія — 1742 року, Франція та Іспанія — 1745 року, останньою з великих європейських держав його визнала Річ Посполита — 1764 року.

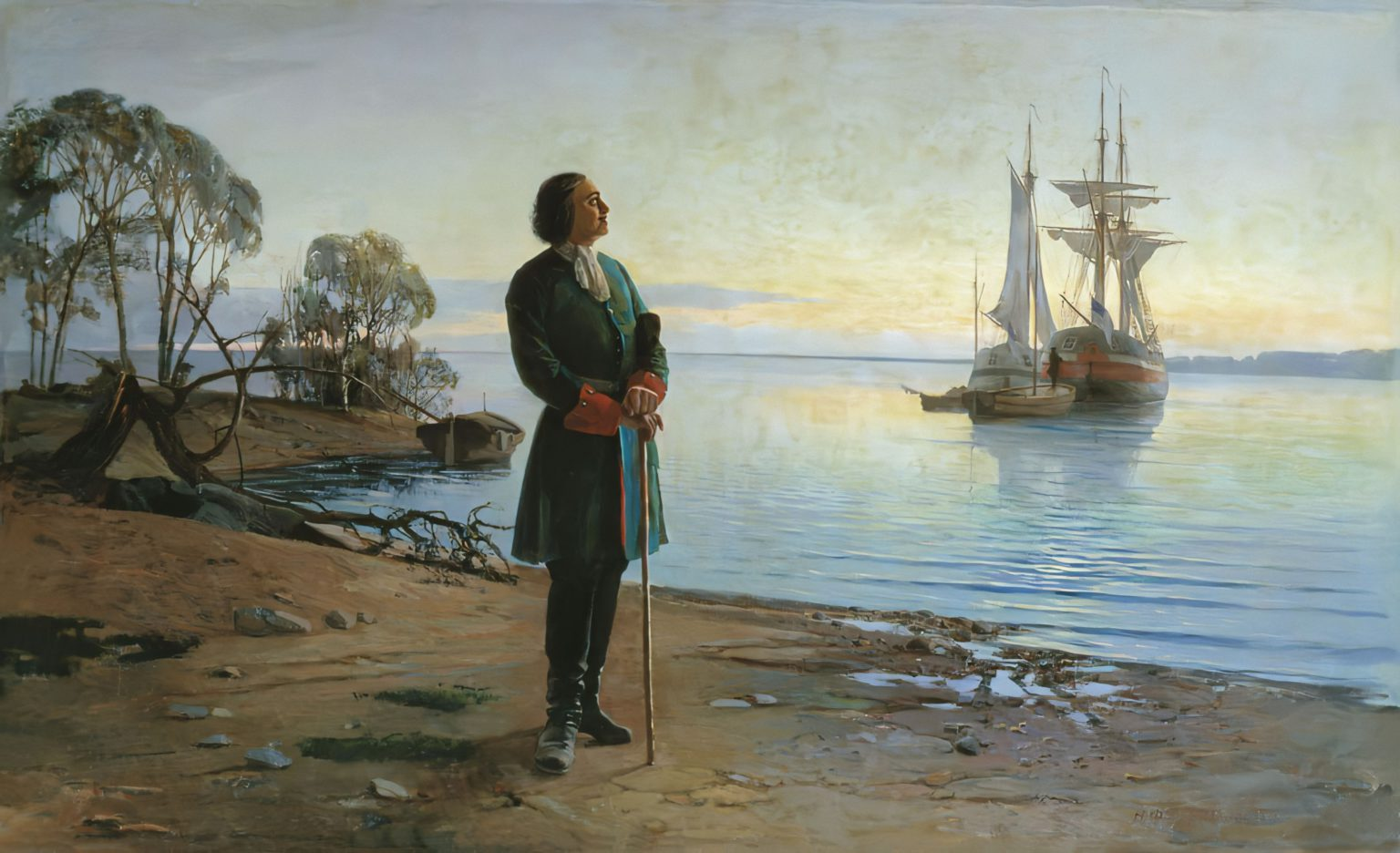
«Тут місто ми заложемо», Микола Добровольский, 1880 рік
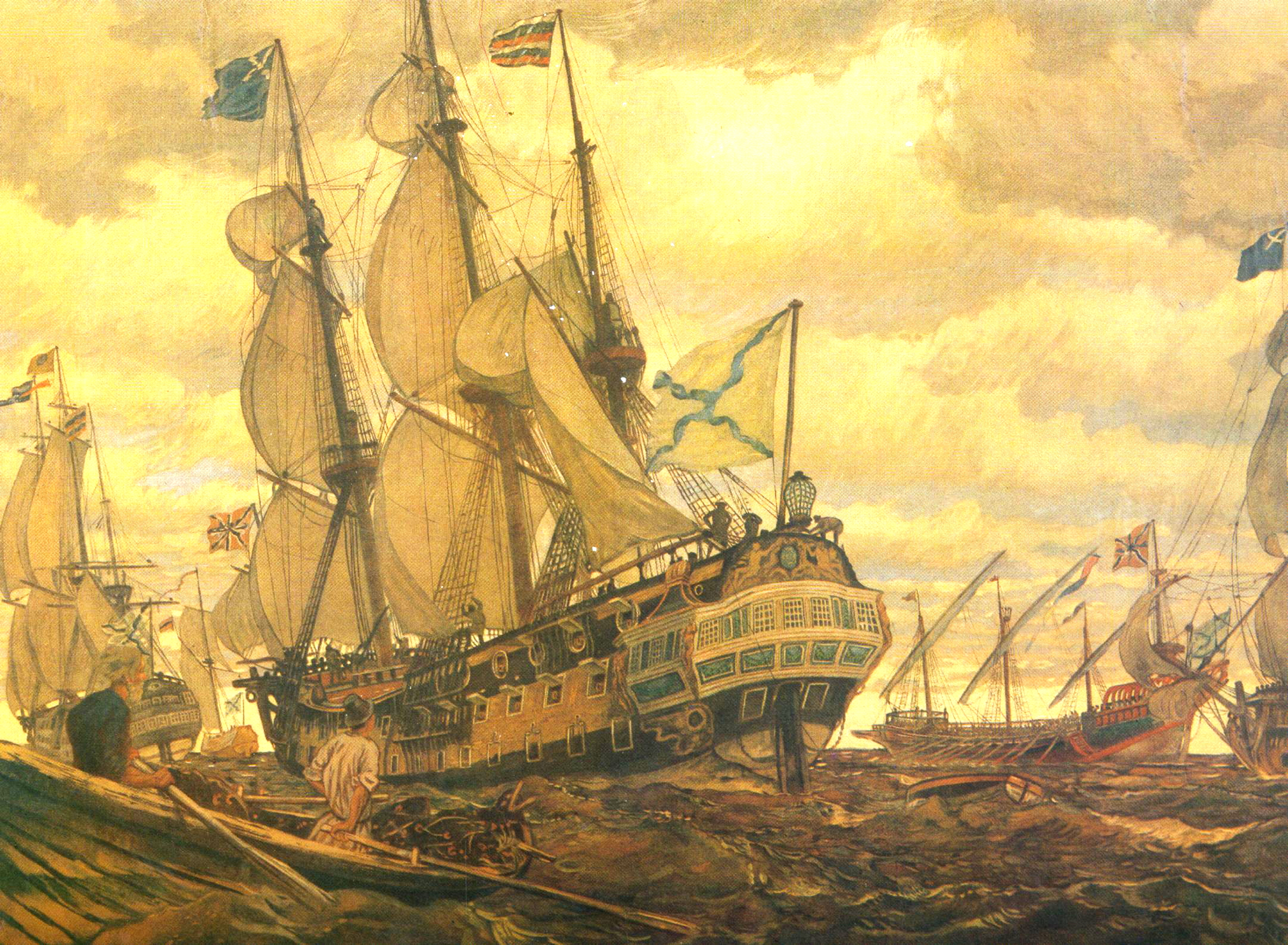
«Флот Петра Великого», Євген Лансере, 1909 рік
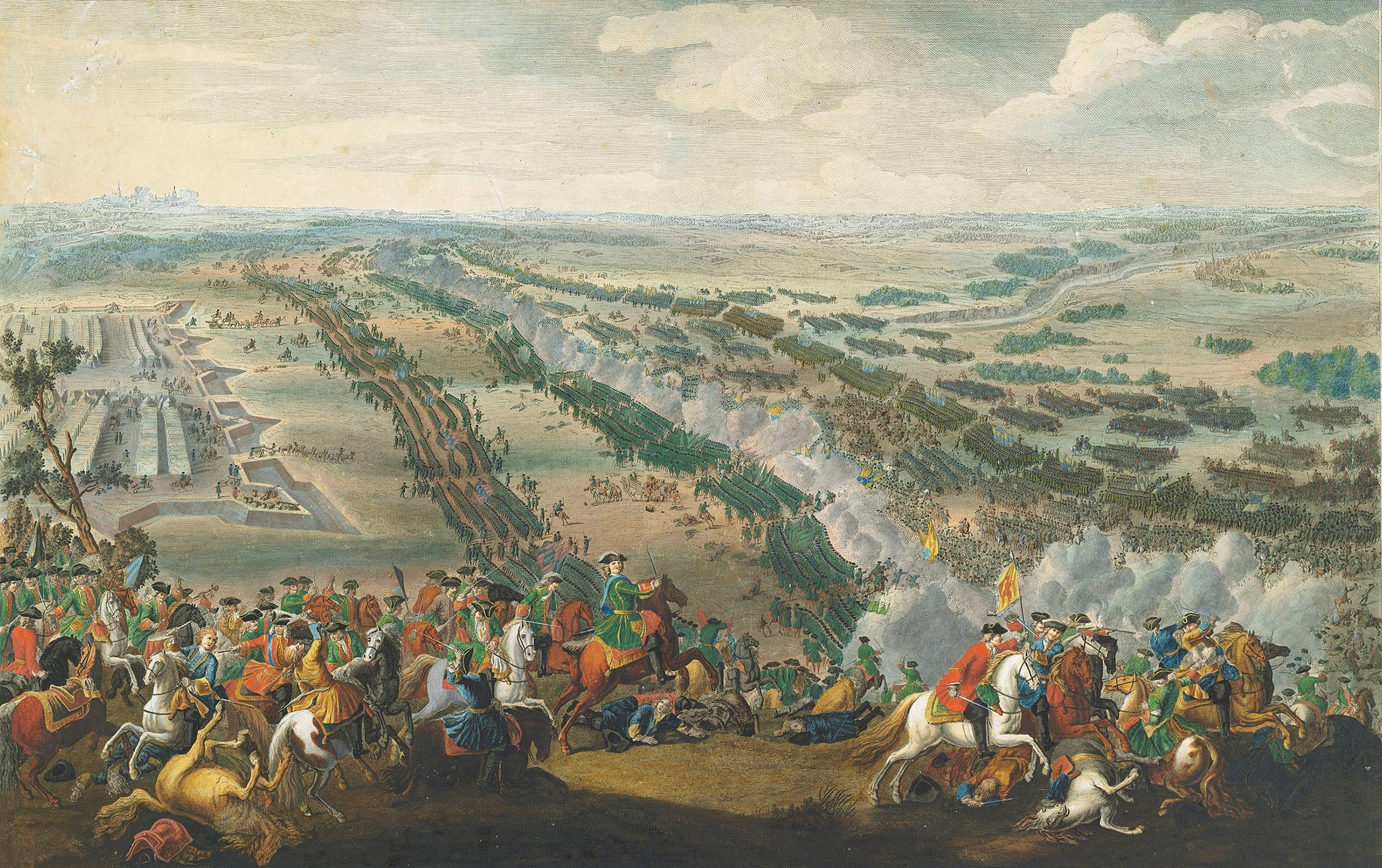
«Полтавська битва», П'єр-Дені Мартін, 1726 рік
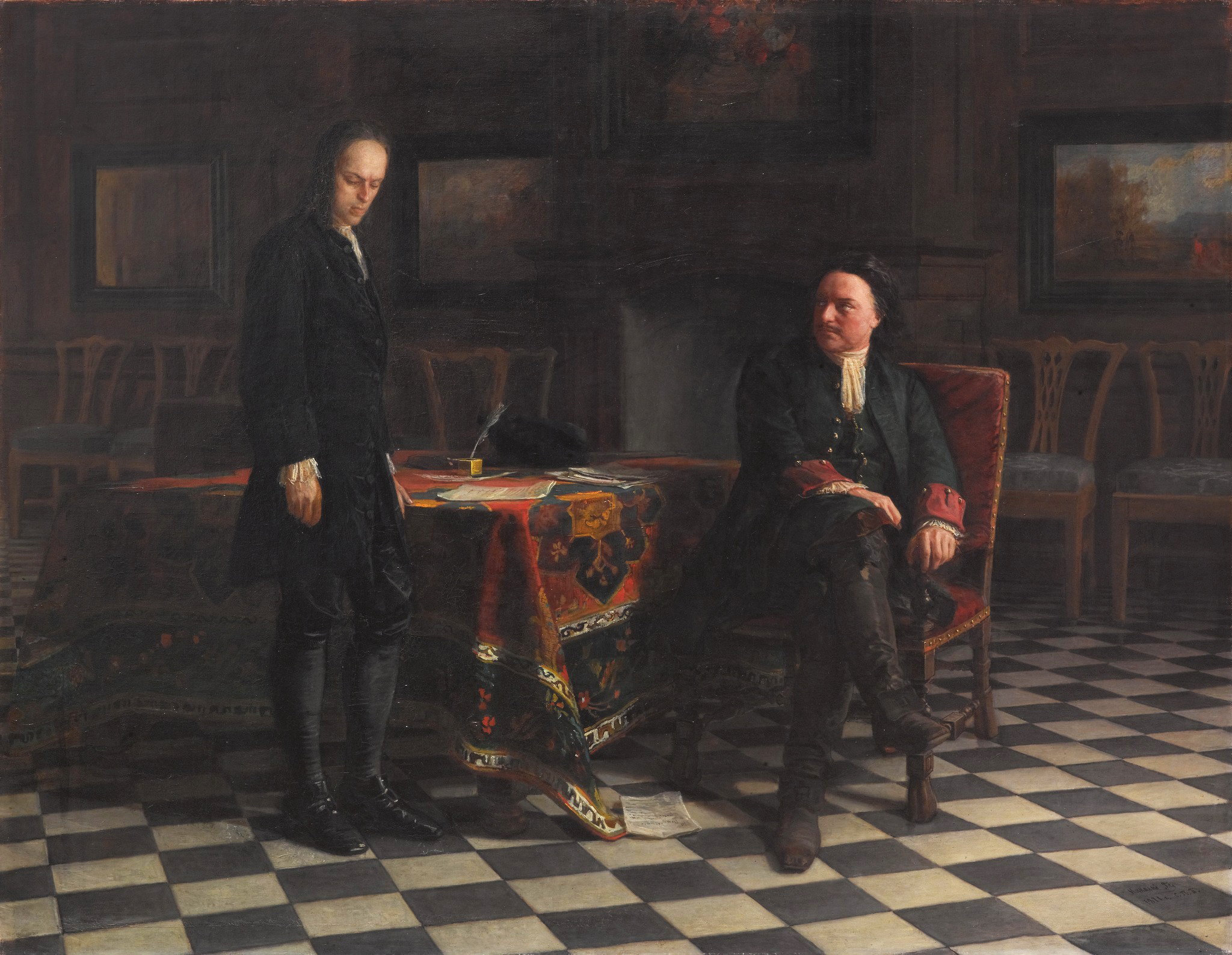
«Петро допитує свого сина, цесаревича Олексія у Петергофі», Микола Ґе, 1871 рік
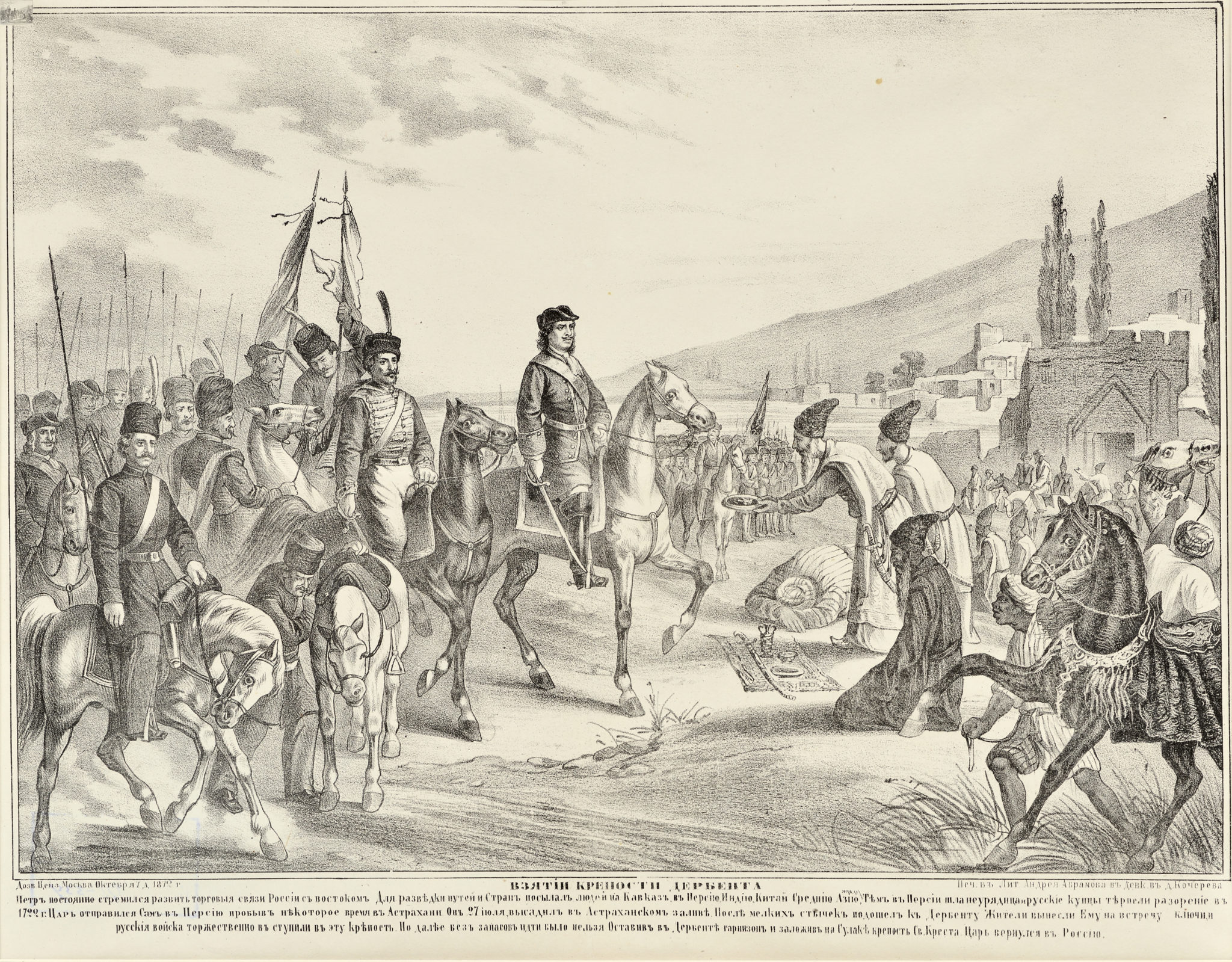
Сдача Дербента Петру I

Петро І продовжував проводити політику своїх попередників, спрямовану на гноблення неросійських народів. На початку XVIII століття територію Росії прокотився ряд соціальних і національно-визвольних повстань, які були жорстоко придушені урядовими військами: Астраханське повстання 1705—1706 років на Нижній Волзі, повстання Кіндрата Булавіна 1707—1708 років на півдні Росії, Башкирське повстання 1717—1718 років на південному Уралі. Після укладення Іваном Мазепою і Карлом XII військово-політичного союзу 1708 року політика Петра І щодо України набула колоніально-репресивного характеру. Вже у листопаді 1708 року було зруйновано гетьманську столицю Батурин, а всіх її жителів знищено; у травні розорено Запорозьку Січ. Для нагляду за новообраним гетьманом Іваном Скоропадським призначили царського резидента, а після його смерті не було дозволено обирати наступника. 1720 року було видано заборону друку українською мовою. 1723 року вчинено розправу над наказним гетьманом Павлом Полуботком та іншими представниками козацької старшини. Усіма державними справами в Україні з 1722 року здійснювала Малоросійська колегія. Проводилась відверта політична лінія на ліквідацію Української держави та її повну інкорпорацію до Російської; русифікацію і культурну асиміляцію українського народу.

### Правління імператриць (1725—1801)
Після смерті 1725 року Петра I в Росії почалася доба «палацових переворотів», коли всевладдя імператора поєднувалося зі збройним втручанням у «високу політику» елітних дворянських гвардійських полків та жорсткою конкуренцією палацових угруповань. Залежно від особистісних якостей чергового монарха та політичних і соціальних компромісів, на яких трималася його влада, внутрішній контроль держави та її зовнішня експансія періодично то скорочувалися, то активізувалися. Наслідком одного з них було встановлення під час правління племінниці Петра І Анни Іванівни (1730—1740) політичного режиму біронівщини (фаворита, курляндського дворянина Ернста Бірона), за якого панувало повсюдне шпигунство, доноси і переслідування незадоволених.
Низка зовнішніх чинників забезпечила стабільність тогочасної Російської імперії. Убезпеченню північно-західних кордонів сприяли припинення експансії Швеції, помітне послаблення Речі Посполитої, яка з середини XVIII століття перетворилася на суб'єкт політичних маніпуляцій та зазіхань з боку сусідніх імперій, австрійської, російської та прусської. На південно-західному напрямку Османська імперія та її васал Кримське ханство становили потенційну загрозу вже лише прикордонним регіонам. Відсутність небезпечних противників та відсутність колоніальних амбіцій в заморських напрямках зміцнила впливовий міжнародний статус та самодостатній характер внутрішньополітичного розвитку російської держави в XVIII столітті.

Коливання політичної ситуації та початок постійних російсько-турецьких війн позначався на статусі українських автономних утворень — Гетьманщини та вольностей Війська Запорозького низового, спричиняючи то відновлення інституту гетьманства за Данила Апостола та Кирила Розумовського за часів правління Єлизавети Петрівни (1741—1762), то його скасування і заміну на колегіальні органи — Правління гетьманського уряду та другу Малоросійську колегію. Запорозька Січ за одних обставин отримувала «вольності», за інших втрачала. 1764 року було остаточно скасовано інститут гетьманства, а 1781 року полково-сотенний устрій, козацькі полки були перетворені на гусарські. Після перемоги над Туреччиною, керуючись відповідним наказом Катерини II, князь Григорій Потьомкін у червні 1775 наказав генералу Петру Текелі знищити Запорозьку Січ. Частина козаків переселилась за Дунай (Задунайська Січ) під протекторат османського султана. Решта інтеґрована до російської армії у вигляді Чорноморського козачого війська, яке 1792 року було переселене за Азовське море на Кубань. 
|  | Мы восхотѣли чрезъ сіе объявить во всей Нашей Имперіи къ общему извѣстію Нашимъ всѣмъ вѣрноподданнымъ, что Сѣчь Запорожская въ конецъ уже разрушена, со истребленіемъ на будущее время и самаго названія Запорожскихъ Козаковъ… сочли Мы себя нынѣ обязянными предъ Богомъ, предъ Имперіею Нашею и предъ самымъ вообще человѣчествомъ разрушить Сѣчу Запорожскую и имя Козаковъ, отъ оной заимствованное [...] нѣтъ теперь болѣе Сѣчи Запорожской въ политическомъ ея уродствѣ, слѣдовательно же и Козаковъ сего имени. |

Систему кріпацтва було поширено на землі Лівобережної України 1783 року, а 1796 і на Південну (Новоросія, Таврида). Загальна політика щодо українських земель відповідала загальним імперським тенденціям щодо адміністративно-правової уніфікації земель. Така уніфікація ставала успішною завдяки інкорпорації еліти анексованих територій до російського дворянства з його значними привілеями і можливостями кар'єри. Тому, попри очевидне спирання на ідеологічну традицію моноетнічного Великого князівства Московського, внутрішньополітична стабільність Російської імперії ґрунтувалася на лояльності поліетнічної еліти всіх володінь до правлячої династії Романових. Завдяки цьому «повноправними розбудовниками» Російської імперії, окрім етнічних росіян і татар Російського царства, можна також вважати українців, остзейських німців, поляків, кавказьку знать та численних шляхетних емігрантів (німців, французів, італійців тощо), котрі несли цивільну та військову службу від столиці та вищих урядових посад до віддалених гарнізонів.

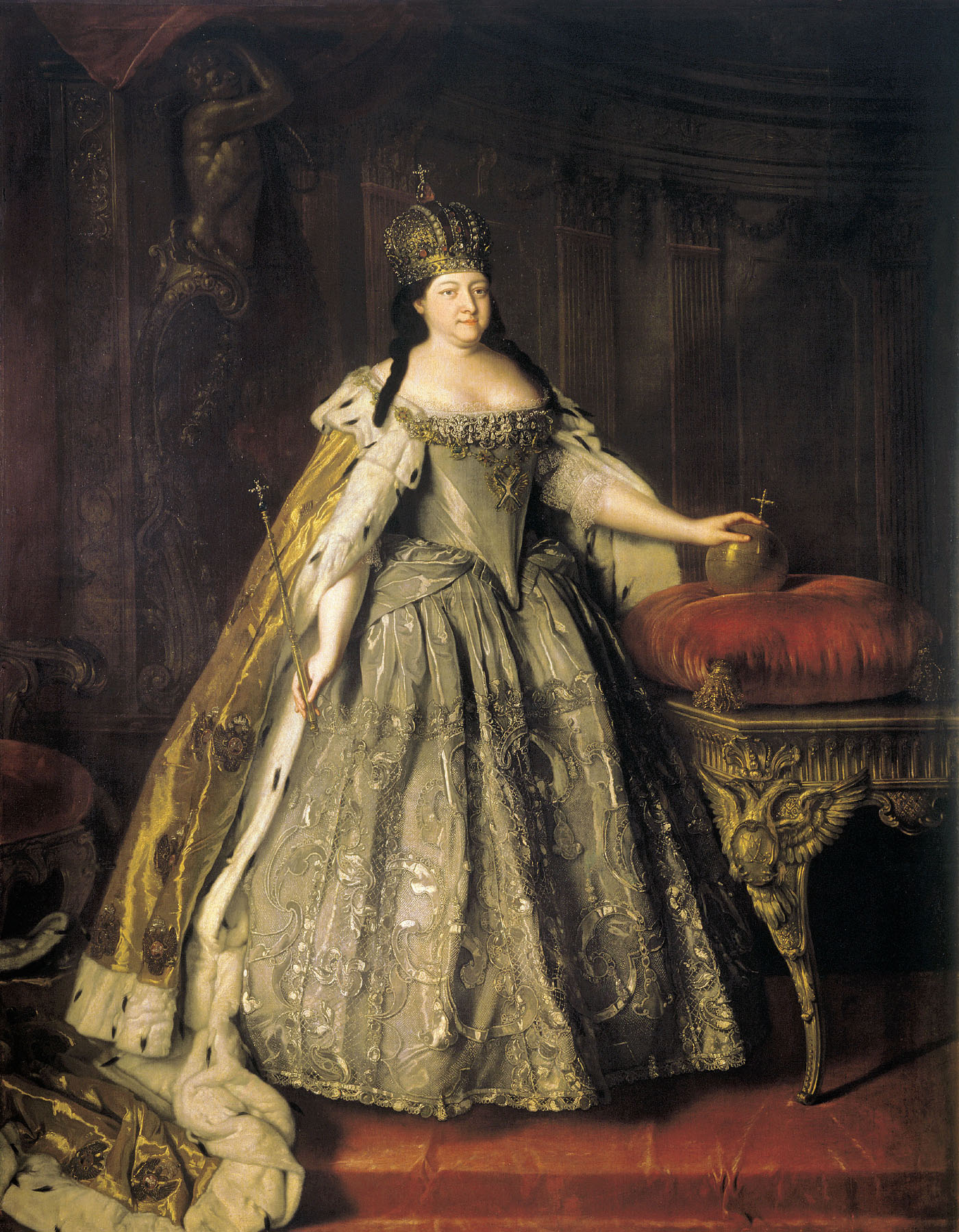
«Анна Іванівна», Луї Каравак, 1730 рік
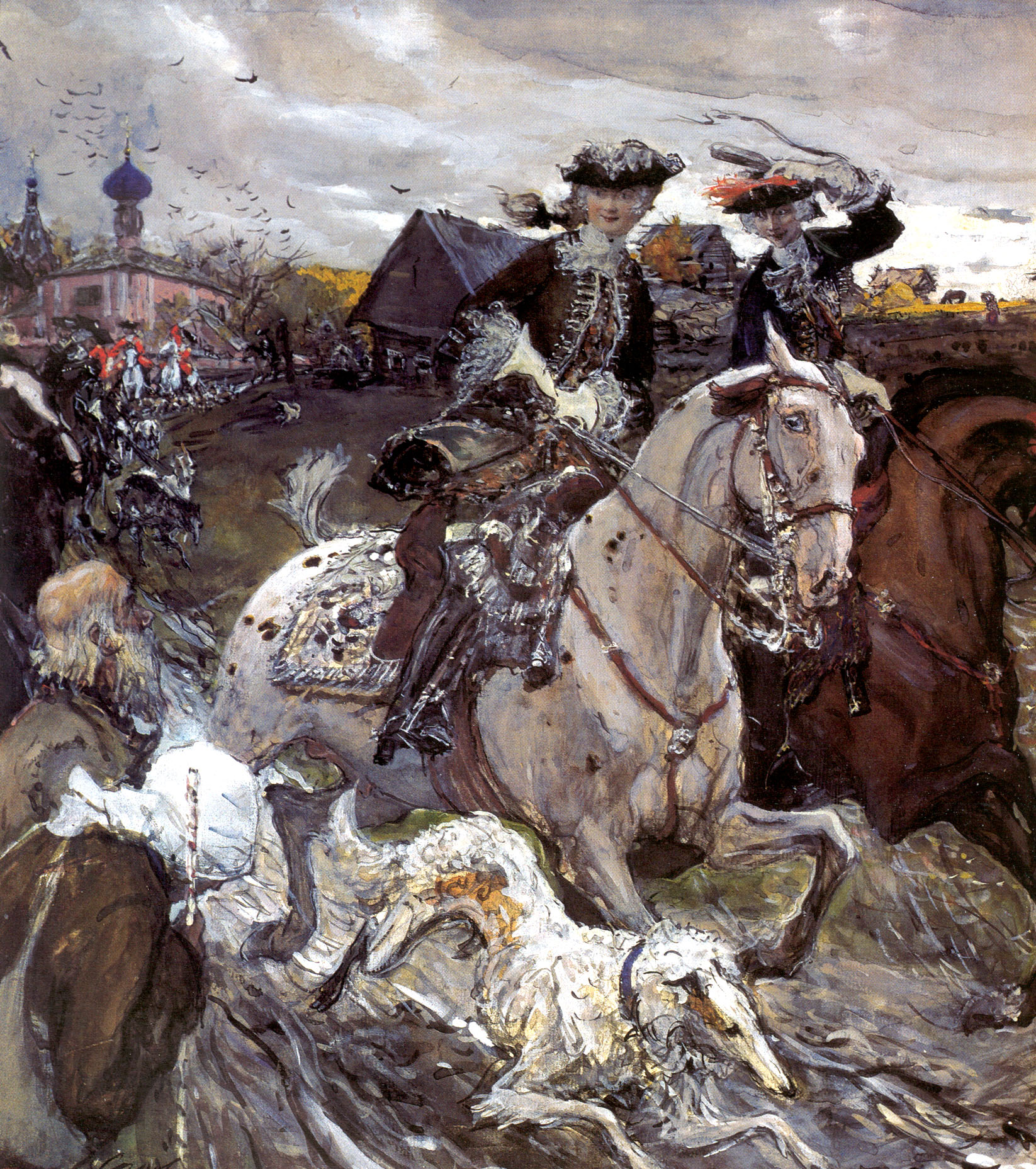
«Петро II та цесарівна Єлизавета на полюванні з хортами», Валентин Серов, 1900 рік
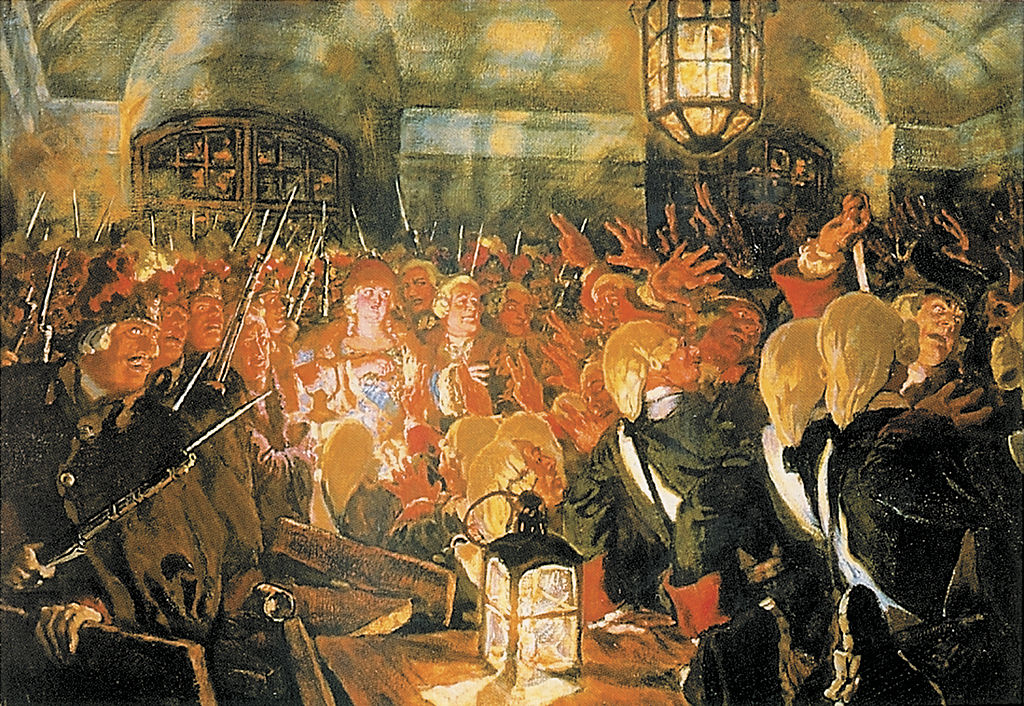
«Царевна Єлизавета Петрівна в кордегардії Зимового палацу», Євген Лансере, 1906 рік
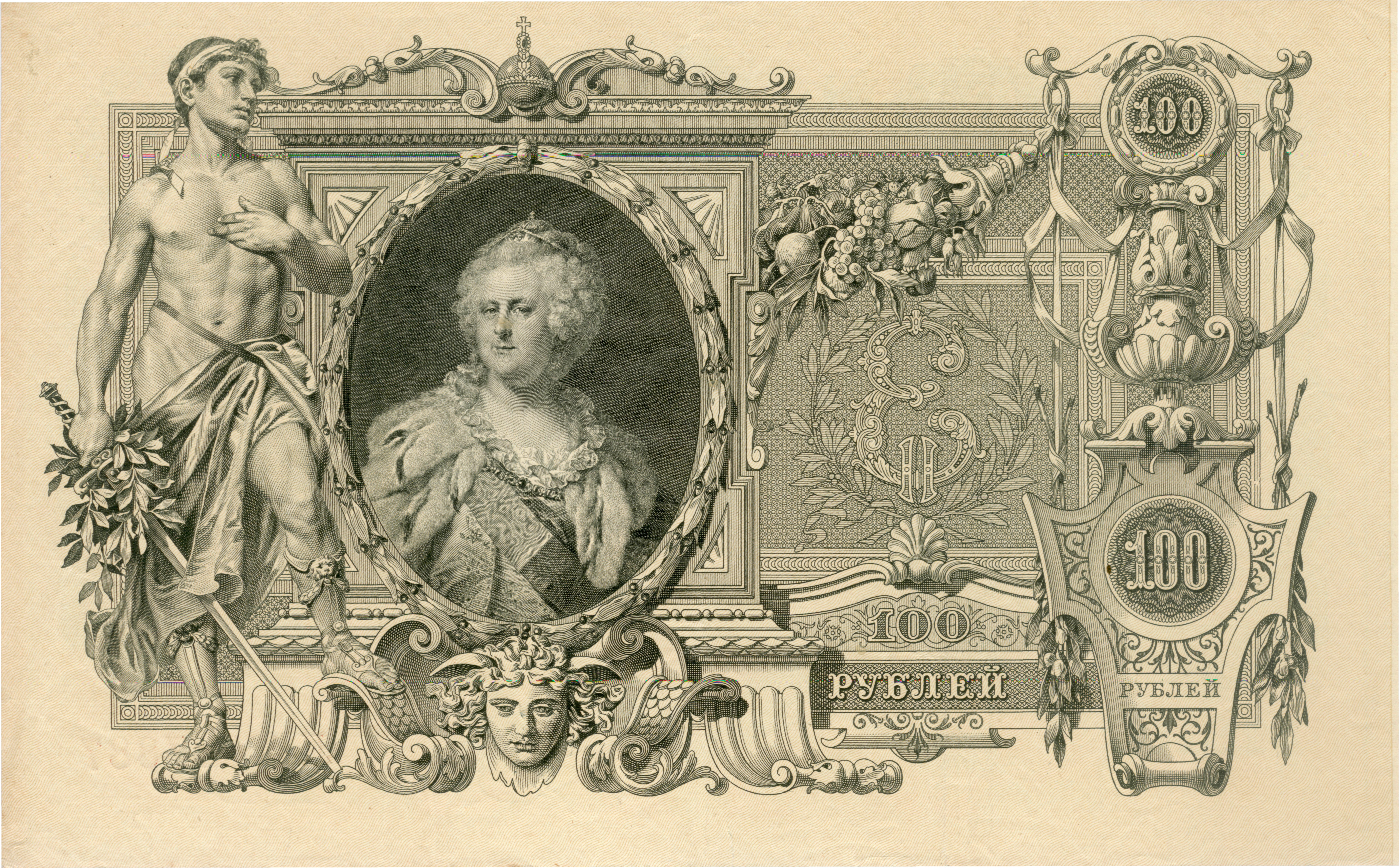
Портрет Катерини II на банкноті в 100 російських рублів
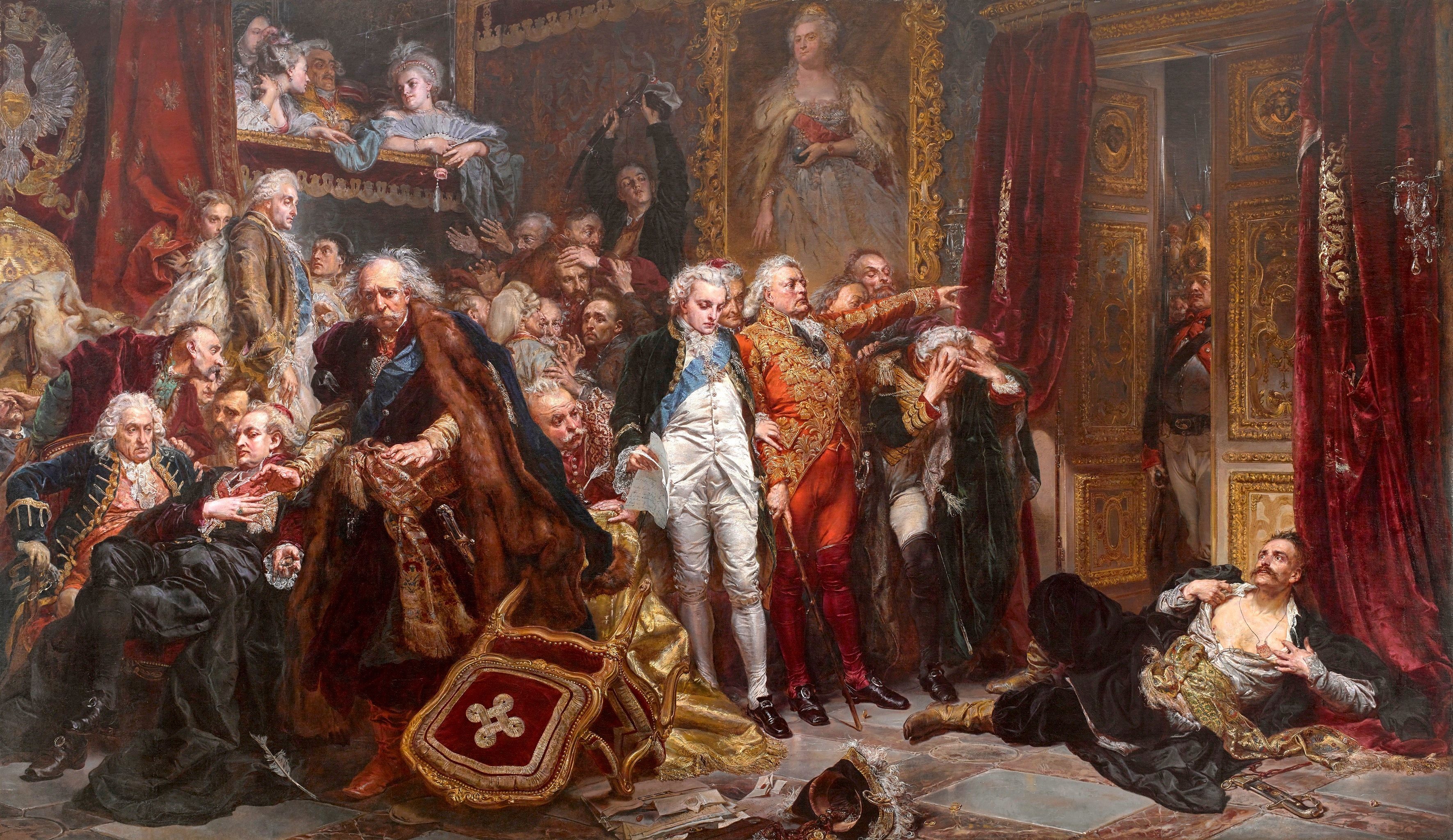
«Падіння Речі Посполитої», Ян Матейко, 1866 рік
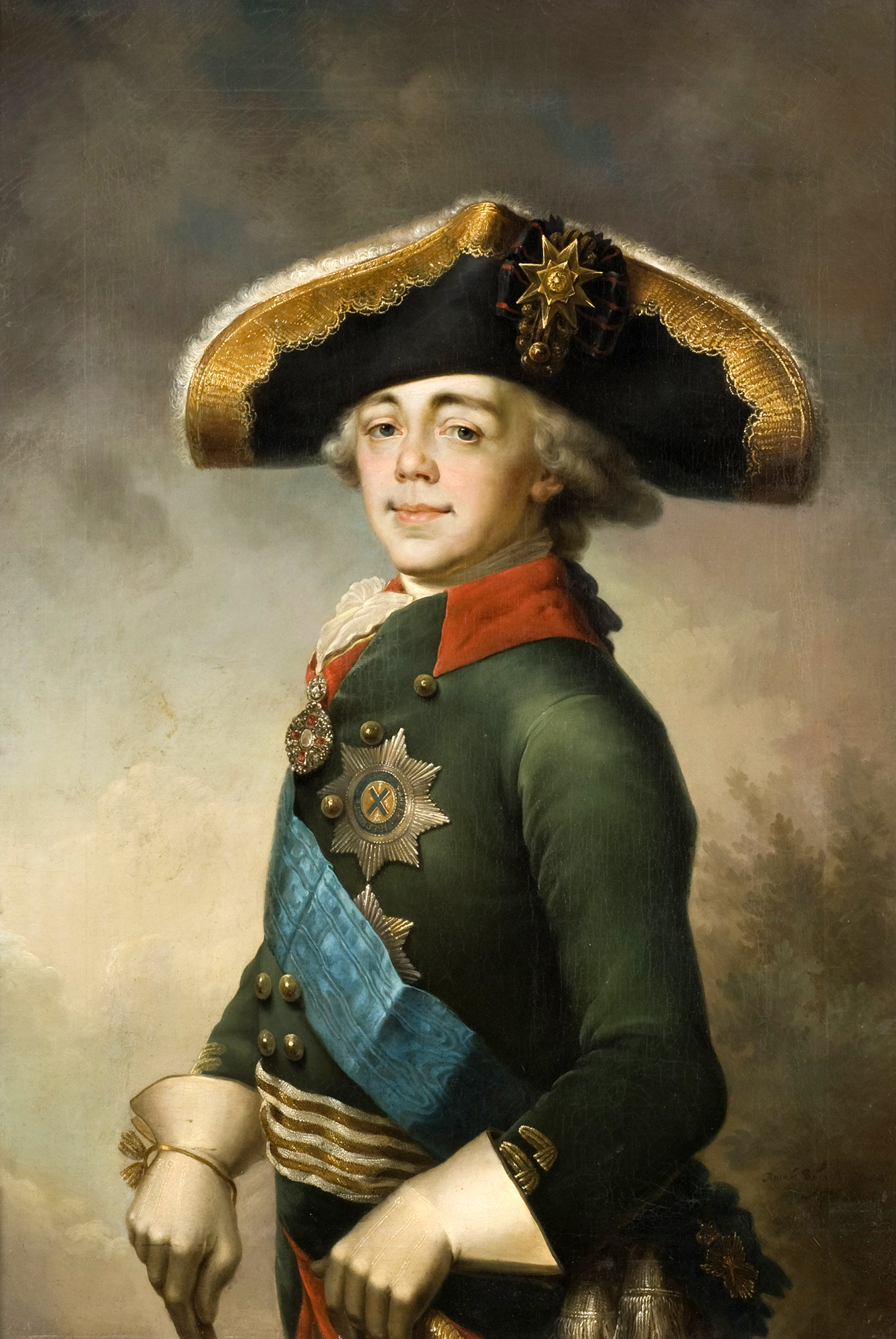
«Павло I», Володимир Боровиковський, 1796 рік

Після палацового перевороту й усуненні з престолу Івана VI на престол зійшла Єлизавета Петрівна (1741—1761). За її правління 1755 року в Москві було відкрито перший російський університет, наступного року почав діяти перший національний театр.
1762 року внаслідок чергового перевороту й усунення від влади (1761—1762) до влади прийшла його дружина Катерина II (1762—1796), на правління якої припав вагомий етап зміцнення і розширення Російської імперії. У результаті російсько-турецьких війн 1768—1791 років землі Кримського ханства у Північному Причорномор'ї до Дністра були анексовані Росією, а Кримське ханство 1783 року припинило своє існування. Внаслідок трьох поділів Речі Посполитої 1772, 1793 і 1795 років більша її частина (Литва, Білорусь, Правобережна Україна) дістались також Росії. У результаті цих поділів частина польської шляхти отримала привілеї російського дворянства, а населення імперії збагатилось значною кількістю євреїв, пересування яких обмежувалося «смугою осілості». Інтереси на Південному Кавказі зіткнулись з інтересами Персії та Османської імперії. 1783 року було підписано Георгіївський трактат, який розпочав тривалий процес окупації грузинської держави.
Впродовж 1773–1775 років на Поволжжі та Приураллі вирувало масштабне козацько-селянське повстання під проводом Омеляна Пугачова. До кінця XVII століття Московське царство існувало фактично ізольовано від інших європейських країн, що негативно позначалося на її економічному, культурному і політичному розвитку. Розвиток промисловості та торгівлі, ініційований Петром I, не супроводжувався тими соціальними змінами, що відбувалися в країнах Західної Європі. Модернізація спиралася на кріпосницьку аграрну економіку, котра гальмувала соціальну мобільність населення і технологічні інновації, який видавав себе за загиблого царя Петра III. Повстання стало приводом для посилення адміністративно-репресивних заходів. 1785 року були збільшені привілеї дворянства зі збереженням кріпацтва (Жалувана грамота дворянству) та проведена уніфікація станів міського населення, що обмежувала соціальну мобільність та перехід з одного до іншого (Жалувана грамота містам). Це стало одним із чинників економічного відставання Росії від європейських країн, зменшення військово-технологічного потенціалу імперії. В тім за цей час у Росії стали з'являтися елементи індустріального розвитку, що засвідчив ріст товарно-грошових відносин, виникнення мануфактур із використанням вільнонайманої праці тощо. Доба правління Катерини II в російській історіографії описується як «освічений абсолютизм», який своєрідно поєднував загальні гасла і риторику європейського Просвітництва щодо адміністративного раціоналізму, але без соціально-реформістської складової. Це принципова відмінність від «однойменної» політики австрійського імператора Йосифа II Габсбурга. У російському політичному житті було накладено своєрідне табу на соціальну критику, впровадження представницьких органів, соціально-політичну думку взагалі, особливо після Французької революції.
З другої половини XVIII століття спостерігалося піднесення російської культури, пов'язане у значній мірі з вихідцями з України. Середня та вища освіта мала вузький становий дворянський характер. Значною є роль Михайла Ломоносова в цьому питанні, як одного з фундаторів Московського університету для вихідців з різних станів. Важлива його роль і у формуванні сучасної російської мови, поряд з іншими класиками поетичного жанру того часу — Василем Тредіаковським, Василем Капністом, князем Антіохом Кантеміром. Тоді як помітний розвиток «менш високого мистецтва», прози припав уже на першу половину XIX століття — «золотий вік російської культури». У галузі літератури багато творили Гаврило Державін, Денис Фонвізін, Микола Карамзін, Олександр Радищев та інші. Водночас бурхливий розвиток у 1770–1780-х роках публіцистики, книгодрукування та перекладу обмежувався репресіями від влади. Найвизначнішими представниками нової російської історіографії цієї доби стали Михайло Ломоносов, Василь Татищев та згодом Микола Карамзін. Велику просвітницьку діяльність проводили видавець, письменник і журналіст Микола Новиков, юрист Семен Десницький, філософ Яків Козельський. Серед найвидатніших вчених того часу Михайло Ломоносов, Іван Ползунов, Іван Кулібін, Козьма Фролов та ін. У галузі скульптури творили — Федот Шубін та Михайло Козловський. Велике значення для розвитку російської музики у Росії мала діяльність видатних українських композиторів Максим Березовського і Дмитра Бортнянського. Образотворче мистецтво представляли Олексій Антропов, Антон Лосенко, Дмитро Левицький та Володимир Боровиковський. У царині архітектури до 1760-х років домінував стиль європейського бароко, видатним представником якого був Бартоломео Растреллі, який до середини XIX століття заступив класицизм. В останньому творили Василь Баженов, Матвій Казаков, Іван Старов, Карло ді Джованні Россі та інші. Свідоцтвом розвитку живопису, скульптури та архітектури стало утворення 1757 року Академії красних мистецтв.

### Правління Олександра I (1801—1825)
Після нетривалого правління і вбивства змовниками 1801 року імператора Павла I, який був схильним до авантюрних зовнішньополітичних планів (Індійський похід російських військ) та намагався скасувати наявні компроміси з дворянством, укладені його матір'ю Катериною II, імператором став Олександр I (1801—1825). Зовнішня експансія, зміцнення самодержавства і кріпосництва були основними тенденціями, які панували у державному житті Росії наприкінці XVII століття. Вони суперечили загальним процесам суспільної лібералізації і демократії, які складали зміст європейського Просвітництва і знайшли яскраве відображення у Великій Французькій революції.
Царювання Олександра I позначилося важливими успіхами в зовнішній політиці та суперечливими заходами у внутрішній. Більше ніж 10 років європейської політики Російської імперії пішли на участь в антифранцузьких коаліціях (1805, 1806—1807), що завершились поразкою і підписанням Тільзитського миру 1807 року. Виконуючи умови миру Олександр І розпочав війну зі Швецією 1808–1809 років, у результаті якої за Фрідріхсгамським миром до складу Російської імперії було включено Велике князівство Фінляндське, в якому було збережено станове представництво. Подальші дипломатичні інтриги завершилися нападом військ французького імператора Наполеона I Бонапарта на Росію 1812 року. Під час тієї війни, відомої в російській історіографії під назвою «Вітчизняної», французька армія, хоч і виграла всі битви та зайняла Москву, остаточно зазнала нищівної поразки через дії партизанських загонів та суворі зимові морози до яких вона не була готова. Впродовж кампанії 1813—1814 років російські війська дійшли до французької столиці — Парижа. Віденський конгрес 1814—1815 років встановив новий порядок в Європі, скасувавши попередню систему, засновану на домінуванні Франції. У Центральній та Східній Європі постало тривале домінування трьох абсолютистських багатонаціональних імперій «під проводом німецьких націй» — Росії, Австрії та Пруссії (Священний союз). Роль Російської імперії у вирішенні справ європейських держав суттєво зросла, вона стала одним із гарантів дотримання на континенті принципів легітимізму та опору революційним рухам. Територіальним надбанням Росії стала більша частина етнічної території поляків («Царство Польське»). Комплекс політичних прав жителів анексованих територій був помітно більшим, аніж у решти населення Російської імперії, а самі вони мали автономний статус.
Здобуті території в Закавказзі внаслідок війни з Персією 1804—1813 років і Османською імперією 1806—1812 років (Східна (1801) і Західна Грузія (1810), Північний Азербайджан) були відрізаними від Центральної Росії повсталими народами Північного Кавказу, що спричинило тривалу півстолітню Кавказьку війну 1817–1864 років. Антиосманську спрямованість мала підтримка першого (1805—1813) і другого (1815) сербських повстань, національно-визвольної боротьби грецького народу. На півдні Російська імперія набула максимального розширення в Причорномор'ї із набуттям 1812 року Бессарабії за результатами Бухарестського мирного договору, а Молдова і Валахія отримали певну автономію у складі Османської імперії. Надалі західні кордони держави суттєво не змінювалися до Першої світової війни.

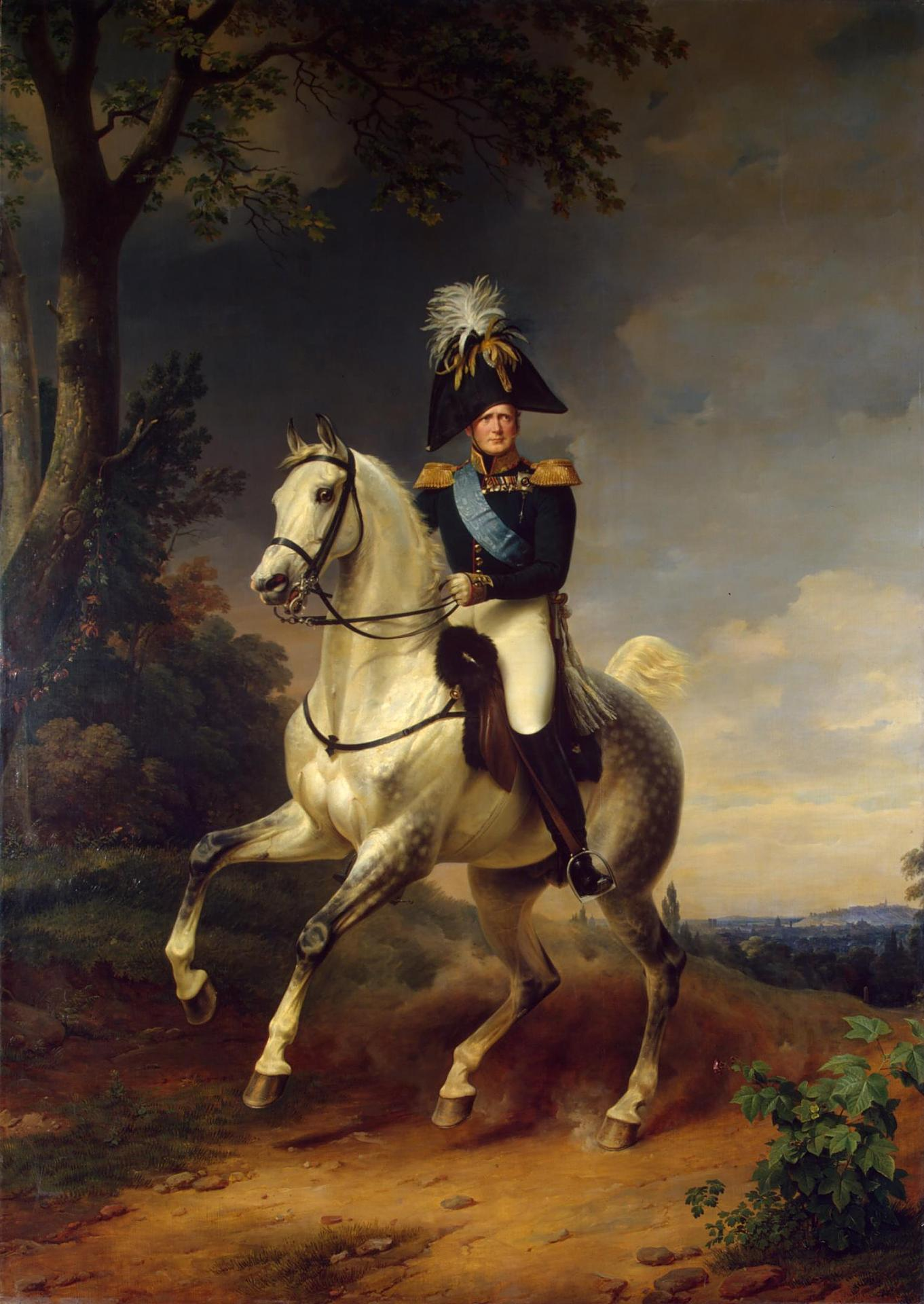
«Портрет Олександра I верхи на коні», Франц Крюгер, 1837 рік
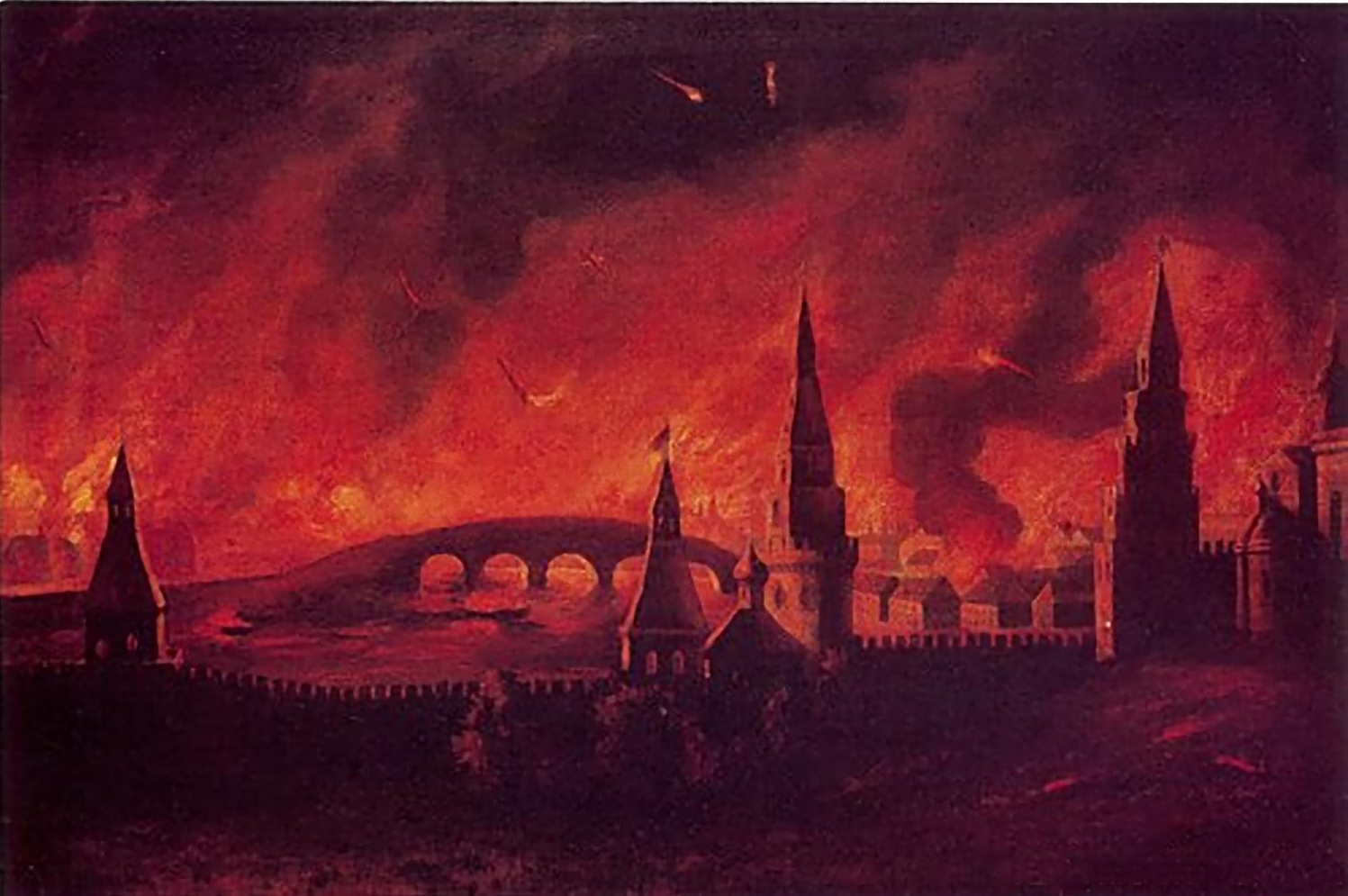
«Московський пожар 1812 року», Франческо Вендраміні, 1812 рік
«Втеча Наполеона з Москви», Адольф Нортен, 1851 рік
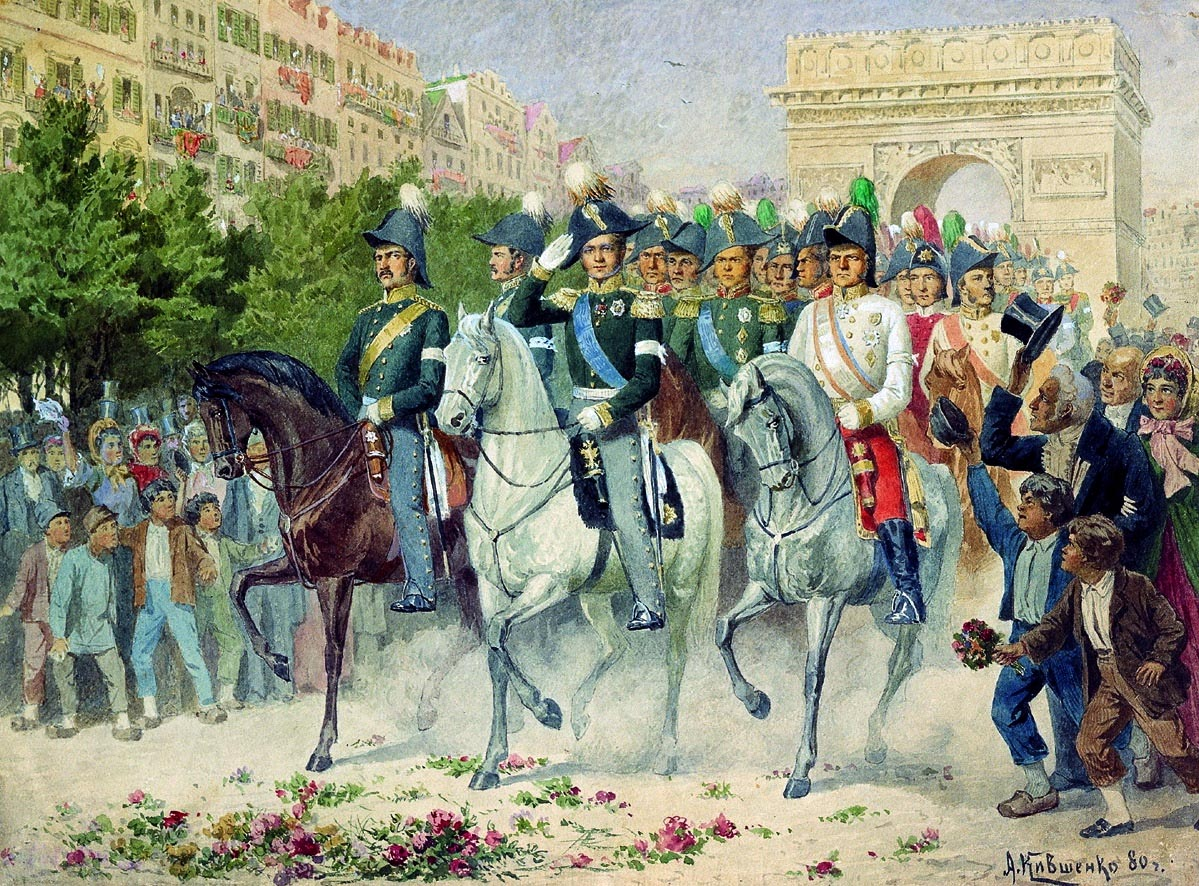
«Вступ російських військ до Парижа 1814 року», Олексій Ківшенко, 1880 рік
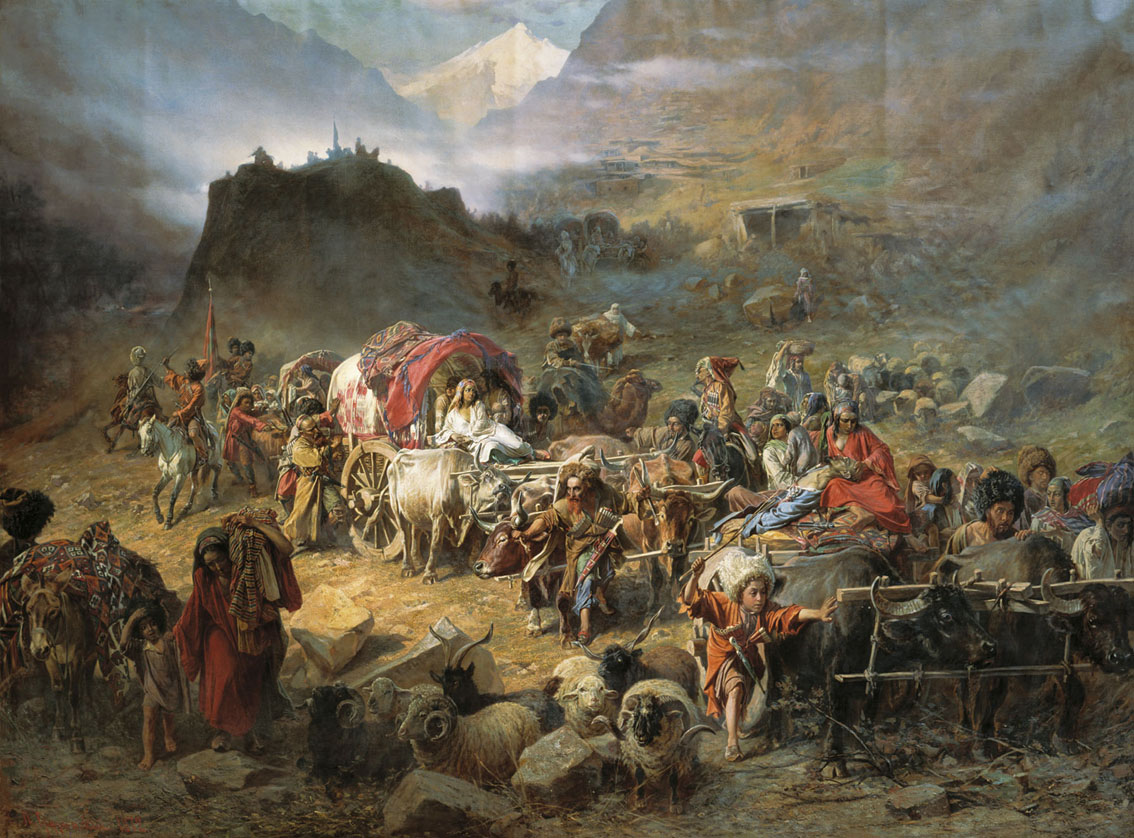
«Горці залишають аул з наближенням російських військ», Петро Грузинський, 1872 рік
«Сенатська площа 14 грудня 1825 року», Карл Кольман, 1830-ті роки

У внутрішній політиці Олександр I поєднував інтерес до ліберальних реформ і адміністративних реорганізацій, конституційних експериментів (у Польщі та Фінляндії) із половинчастістю втілення таких проєктів у самій Росії, часом відверто консервативними кроками. Так 1801 року він скасував практику роздачі казенних селян у приватне володіння; 1802 року замінив систему колегій на уряд з міністерствами; 1803 року видав «Указ про вільних хліборобів» — дозвіл поміщикам звільняти власних селян від кріпосництва; упродовж 1803—1811 років розглядав проєкти істотної лібералізації державного управління (Реформи Михайла Сперанського) і перетворення абсолютистської монархії на конституційну; 1818 року розглядалися, але не були реалізовані проєкти скасування кріпосного права. Під час реформ було створено шкільні округи, реорганізовано Сенат. Натомість у 1810—1817 роках розпочалася організація військових поселень під керівництвом Олексія Аракчеєва, які були скасовані лише 1857 року. Через жорстоке поводження з родинами поселенців у них упродовж 1819—1820 років відбувались масові бунти. Це призвело до посилення абсолютистських тенденцій. Майже одночасно розпочалися «бродіння» в армії, активізувалася діяльність таємних товариств у офіцерському середовищі. Драматичні події війни 1812 року та закордонного походу російської армії сприяли політичній активізації елітних прошарків російської гвардії, які сподівалися на конституційні реформи просвітницького характеру. 1816 року був створений таємний «Союз порятунку», 1818 року — «Союз благоденства», які переросли в Південне (1821) та Північне товариство (1822). Пізніше це буде назван рухом декабристів. За Олександра I їхня діяльність була відомою владі, але цілеспрямовано не переслідувалась. Раптова смерть імператора у грудні 1825 року в Таганрозі підштовхнула декабристів на непідготовлені збройні виступи у Санкт-Петербурзі та Чернігівського полку на Київщині, які були придушені, а провідники руху згодом страчені.

### Правління Миколи I (1825—1855)
На царюванні Миколи I (1825—1855) позначився його драматичний початок, і надалі цей самодержець украй стримано ставився до можливих суспільних перетворень. Проте, всупереч поширеним стереотипам, він не був антитезою «ліберальному» Олександрові I. Практичні політичні кроки обох монархів були обережними, вкрай поступовими, не налаштованими на діалог із суспільством і спрямованими передовсім на стабілізацію режиму самодержавної монархії. Подолання наслідків виступу декабристів спричинило утворення 1826 року Третього відділу Його Імператорської Величності канцелярії — таємної поліції, що мала на меті контроль суспільних настроїв. Загальною ідеологією царювання Миколи I вважається «теорія офіційної народності» міністра народної освіти Сергія Уварова — «православ'я, самодержавство, народність». У ній наголошувалося на одвічній вірності російського народу православній вірі та монархії, а «народність» була лише евфемізмом, який позначав самодостатність російського народу всупереч іноземним впливам.
Наступною помітною кризою стало польське повстання 1830—1831 років, яке було жорстоко придушене. Після чого було скасовано конституцію Царства Польського, також закриті Віленський університет та Кременецький ліцей, замість яких було засновано Київський університет Святого Володимира. Мужній опір гірських народів завойовникам змусив російський імперіалізм вести тривалу російсько-кавказьку війну впродовж 1817—1864 років, яка перетворилась на теренах Чечні і Дагестану в мусульманський національно-визвольний рух-мюридизм. Найбільшого розмаху боротьба гірських народів набула за імама Шаміля, котрому вдалось утворити міцну теократичну державу — Імамат і до 1859 року успішно відбивати наступ російської армії під командуванням генерала Олексія Єрмолова. Опір революційним та національним рухам не обмежувався кордонами держави. 1849 року російські війська відіграли провідну роль у придушенні угорського повстання проти правління Габсбургів. З іншого боку, низка адміністративних рішень щодо зміни становища державних селян, унормування відносин поміщиків і кріпаків, припинення процесу роздачі державних селян привела до помітного скорочення частки кріпаків у структурі населення Росії. У країні продовжувався розвиток мануфактурного і відбувалося зародження фабрично-заводського виробництва та створення багатогалузевої промисловості, тривало зростання обсягів внутрішньої і зовнішньої торгівлі — йшов процес становлення ринкових відносин. Однак ці процеси суттєво гальмувалися існуванням системи кріпосництва.

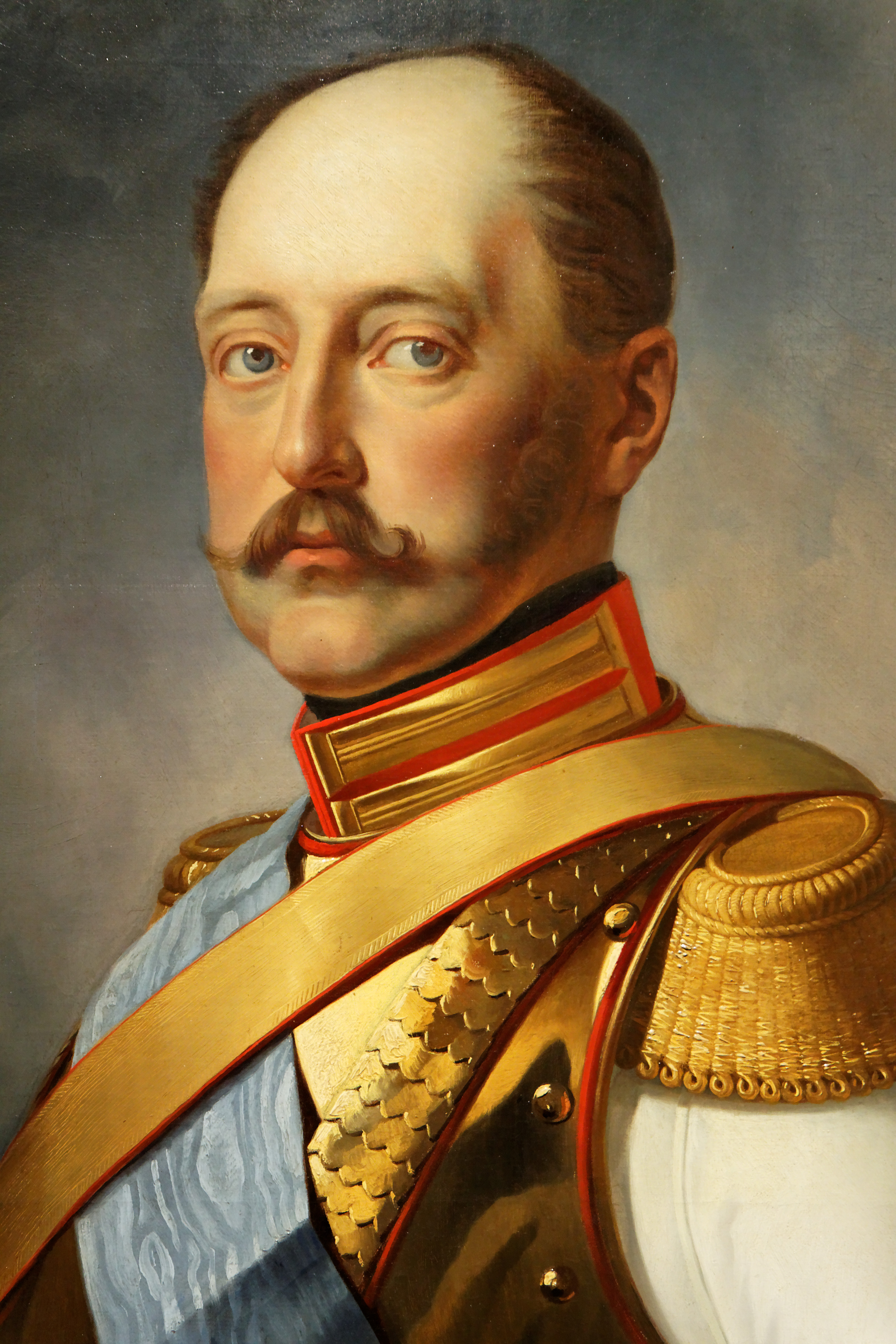
«Портрет Миколи I», Володимир Свєрчков, 1856 рік
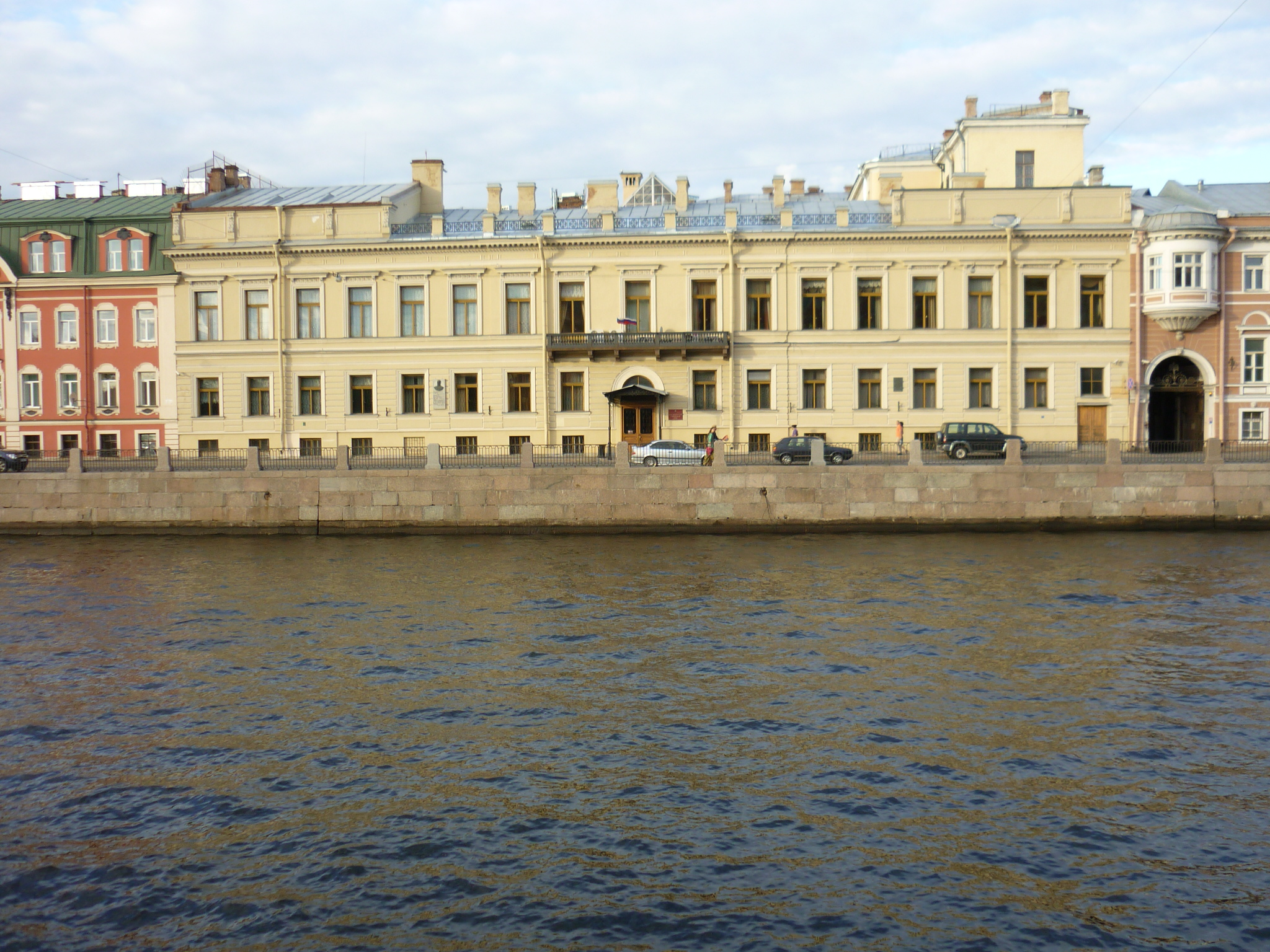
Будівля Третього відділу на Фонтанці в Санкт-Петербурзі
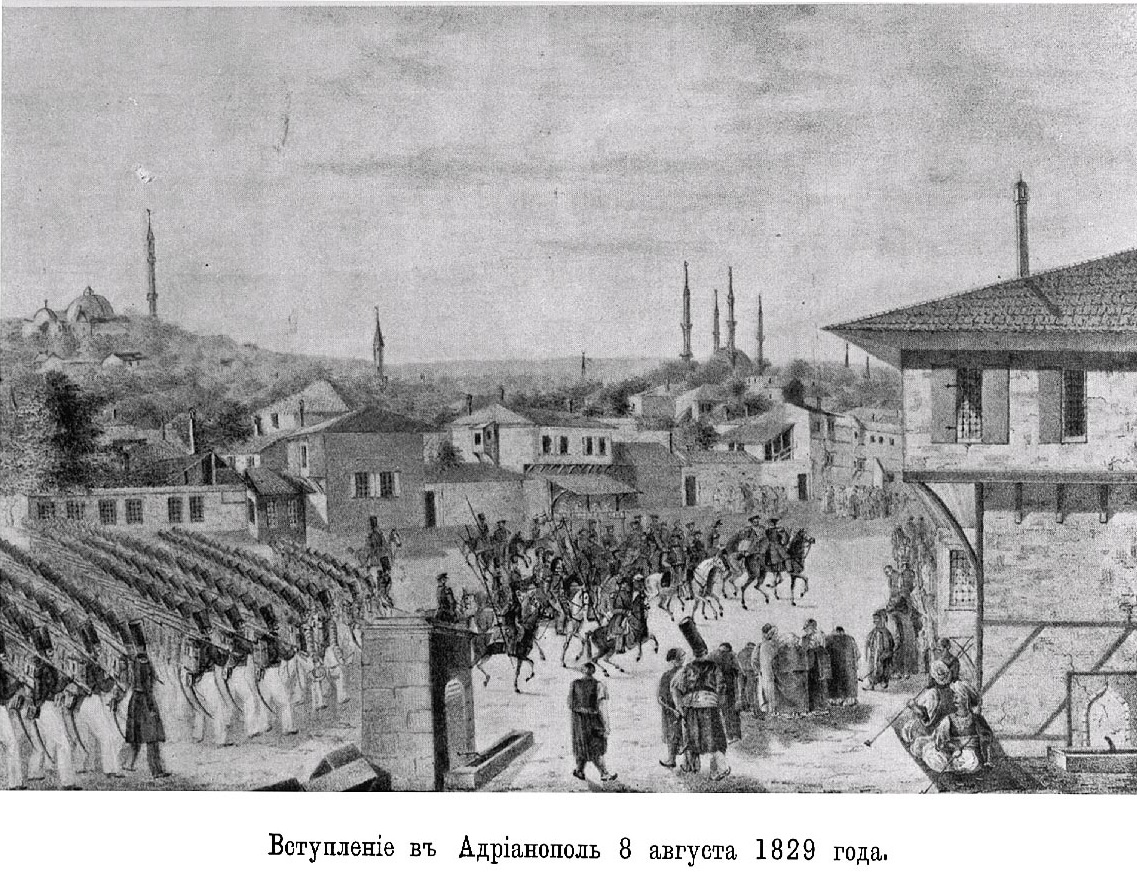
Російські війська в турецькому Адріанополі, 1829 рік
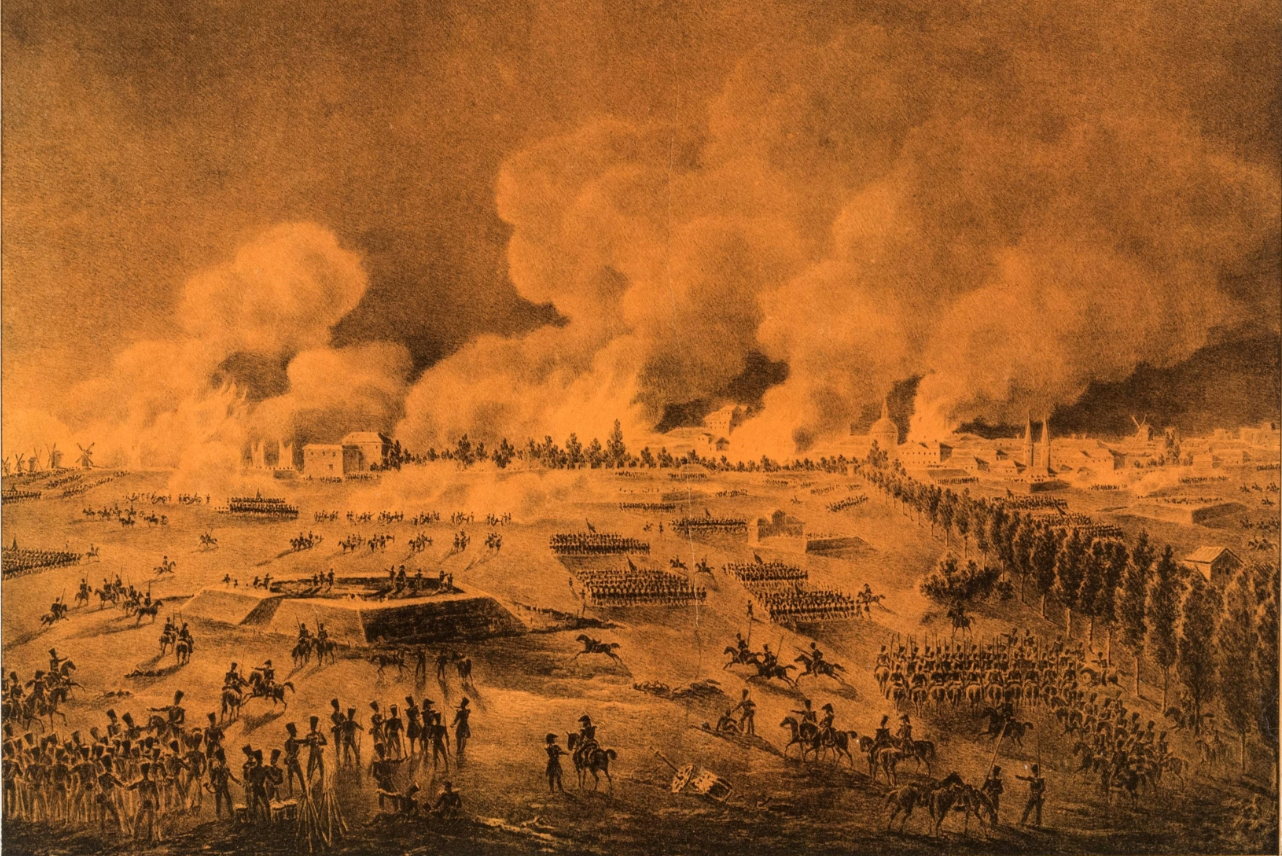
«Штурм Варшави російськими військами 1831 року», Валеріан Галямін, 1831 рік
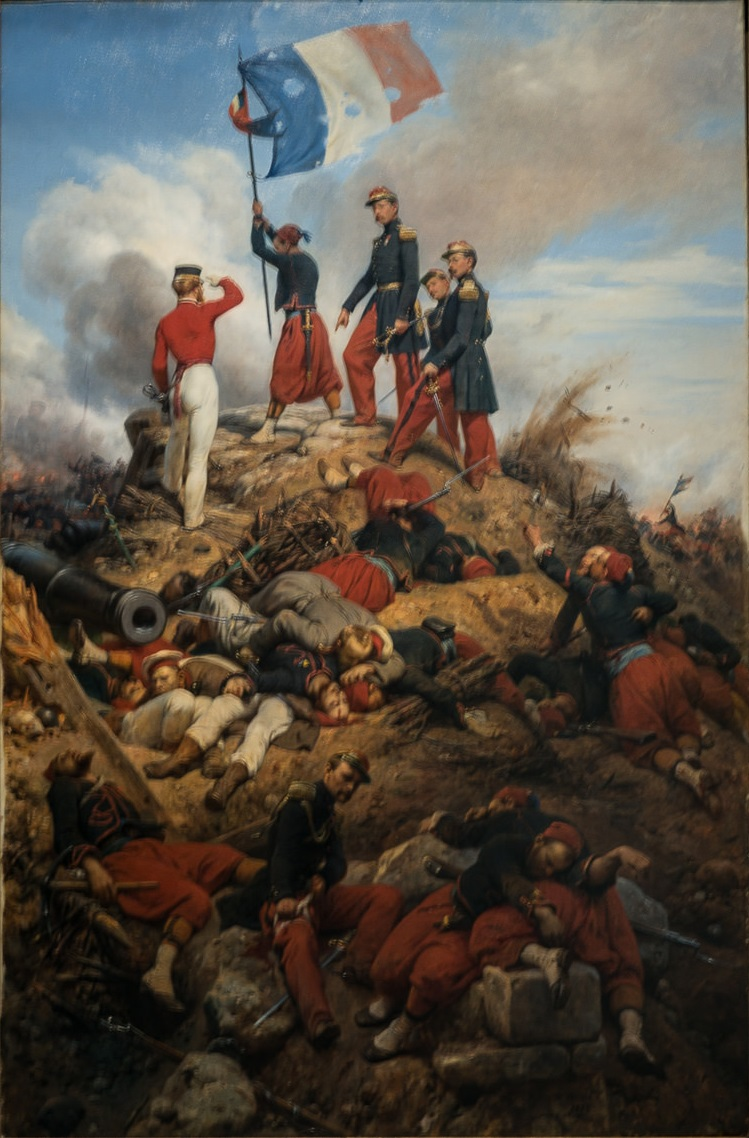
«Здобуття Малахового кургану», Орас Верне, 1858 рік
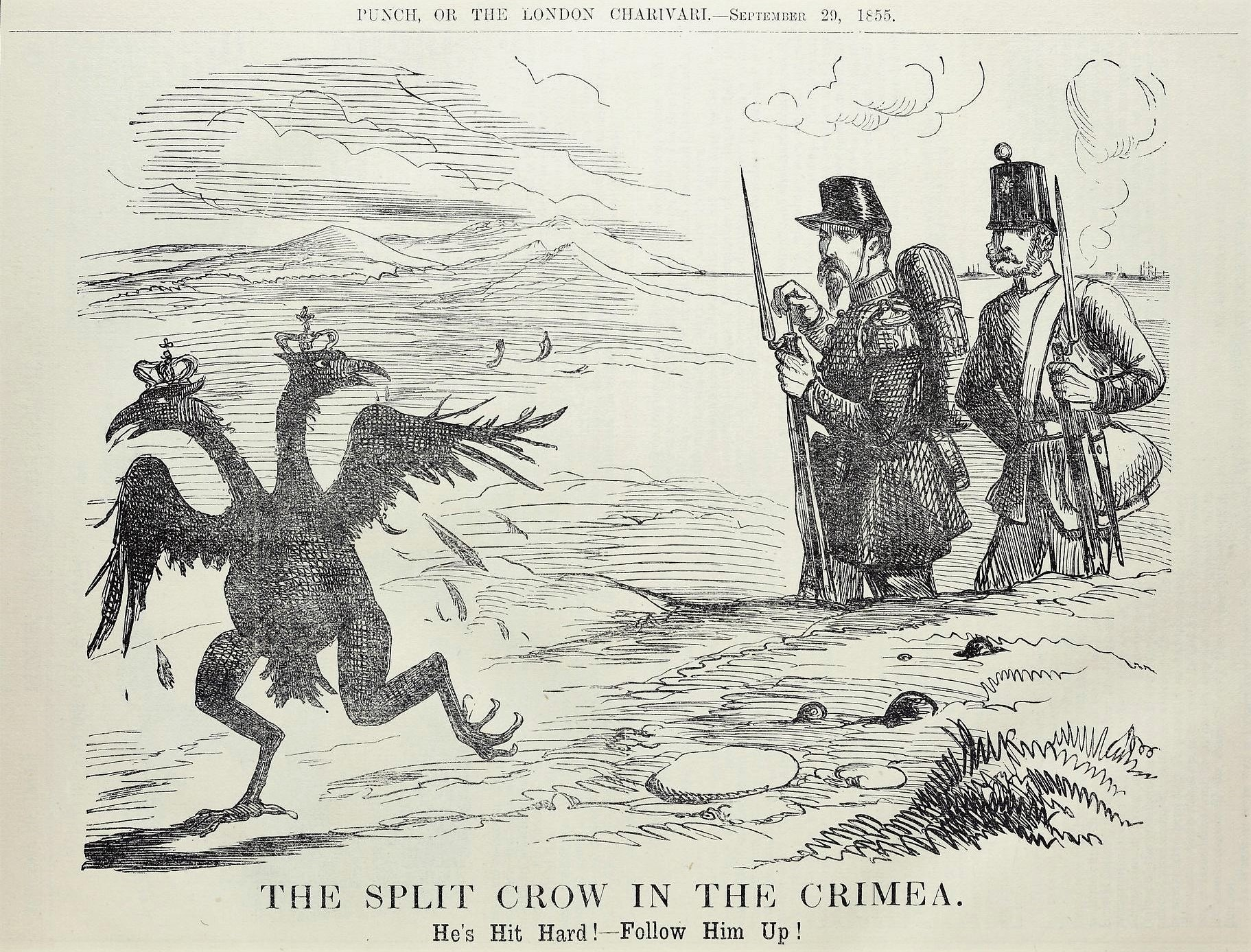
«Розсічена російська ворона в Криму», плакат 1855 року

Франко-російська війна 1812 року, внутрішня і зовнішня політика самодержавства, впливи просвітницьких ідей сприяли формуванню ново-часної російської нації, що знаходило відбиття у бурхливому розвитку національної культури (Микола Карамзін, Олександр Грибоедов, Віссаріон Бєлінський). У цей час висока російська культура стала однією з найбільш розвинутих у світі і здобула свого внутрішнього «споживача» у сформованому прошарку «європейської культури». Позначила завершення формування літературної російської мови творчість Олександра Пушкіна, Михайла Лермонтова та Миколи Гоголя. Суспільні суперечності відобразились в ідейно-політичній боротьбі, що охопила освічені верстви і вилилась у широку літературну полеміку, обмежену жорсткою цензурою і утисками. Прихильники послідовної демократії (Олександр Герцен, Микола Огарьов, Віссаріон Бєлінський, петрашевці) змушені були емігрувати або висловлювати свої думки у завуальованій формі. Ліберальна інтелігенція виступала за проведення поміркованих реформ зверху, поділившись на два табори: «західників», які відстоювали необхідність розвитку країни західноєвропейським капіталістичним шляхом (Петро Чаадаєв, Михайло Катков, Іван Тургенєв, Микола Мельгунов, Сергій Соловйов, Костянтин Кавелін), і «слов'янофілів», що обґрунтовували особливий, відмінний шлях розвитку для Росії (Олексій Хом'яков, Іван Кірієвський, Іван Аксаков). Слов'янофільські ідеї послужили ґрунтом для формування і поширення офіційної великодержавної ідеології російського імперіалізму, головними засадами якої були «самодержавство, православ'я, народність».
У зовнішній політиці чергові здобутки Росії в південних і східних напрямках (російсько-турецька війна 1828—1829 років, зростання впливу на Балканах через визнання Портою за Адріанопольським миром 1829 року автономії Греції, Сербії і Дунайських князівств) виявили очевидне послаблення Османської імперії. «Східне питання» загострило суперечності між Росією та провідними державами Західної Європи — Великою Британією та Францією. Наслідком конфлікту стала невдала Кримська війна 1853—1856 років, в якій на боці Османської імперії проти Росії виступили британські, сардинські та французькі війська і яка засвідчила військове та технологічне відставання Російської імперії. Попри героїчні зусилля захисників Севастополя, успішні дії на кавказькому фронті, Росія зазнала поразки і за Паризьким миром 1856 року втратила вплив у Чорноморському басейні. Поразка стала приводом для здійснення масштабних внутрішніх реформ сина Миколи I — «царя-визволителя» Олександра II.

### Правління Олександра II (1855—1881)
За правління «царя-визволителя» Олександра II (1855—1881) сина Миколи I відбулись важливі державні соціально-економічні реформи. Поразка у Кримській війні з Османською, Британською і Французькою імперіями змусила самодержавство шукати нових шляхів для модернізації країни, подолання економічної та соціальної відсталості від західноєвропейських країн. «Велика реформа» 1861 року запускала механізм поступового відходу від кріпацтва і мала свої відмінності у різних регіонах. Реформа проводилась поступово, протягом кількох років поміщицьких селян переводили спочатку в становище «тимчасовозобов'язаних», а потім «викупних». Селяни отримували особисту свободу та громадянські права. Земельний наділ, яким вони користувались, ставав їхньою власністю лише після завершення викупної операції, що проводилась в інтересах поміщиків. Порядок здійснення викупної операції, збереження численних переваг за поміщиками (відрізки, відробки) розтягнули процес скасування кріпацтва на десятиліття (стягнення викупних платежів було припинено лише 1907 року після першої російської революції), зумовили зубожіння основної маси селянського населення і спричинили численні селянські виступи і заворушення.
1864 року була проведена судова реформа, що зрівняла перед законом всі верстви населення. Того ж року була проведена освітня реформа та земська реформа місцевого самоуправління. 1870 року було проведено міську реформу. Земська і міська реформи переслідували ціль децентралізації управління на локальному рівні через створення виборних органів та передачі їм питань оподаткування, інфраструктури і просвіти; ієрархія виборних органів не піднімалася вище губернії. Але реально земства залишались лише осередками громадської активності. Військові реформи 1860–1870-х років торкалися комплектування, організації та озброєння армії.
Активізація суспільної полеміки за загальної лібералізації привела до активізації публіцистики, формування суспільно-політичних течій, проникнення з Європи модерних, зокрема радикальних, політичних ідеологій. Утворюються протестні та революційні групи (народники, анархісти, марксисти), які прагнули радикальної зміни суспільного устрою. Вони сформували російську революційну традицію. Із середини 1860-х років поширюється терористична діяльність проти вищих урядовців та чиновників, монарха. Парадокс соціально-політичного розвитку імперії полягав у тому, що підтримання стабільності та статусу великої держави вимагало навздогінної модернізації за зразком провідних західних держав. Одночасно такі трансформації вимагали від держави ініціювати такі соціальні зміни, які об'єктивно змінювали своєрідну соціальну структуру російського суспільства.

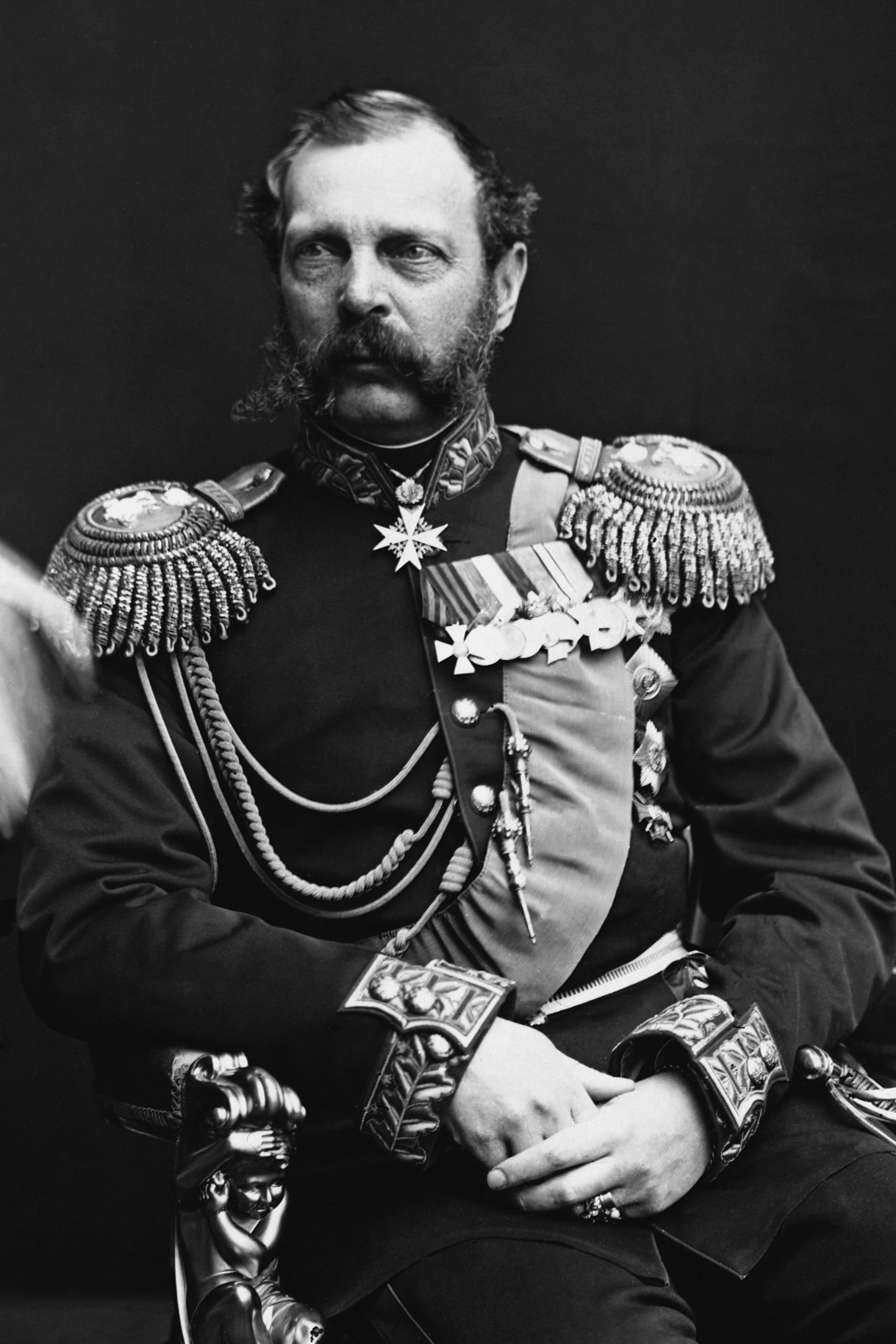
Олександр II
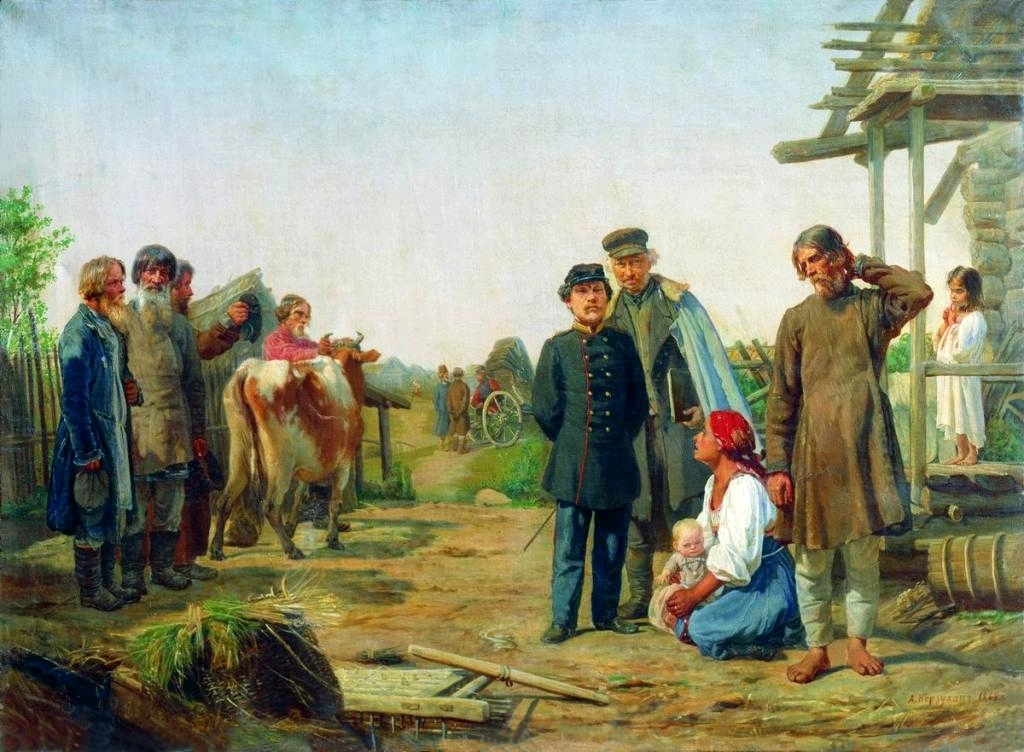
«Збір недоїмок на селі», Олексій Корзухін, 1868 рік
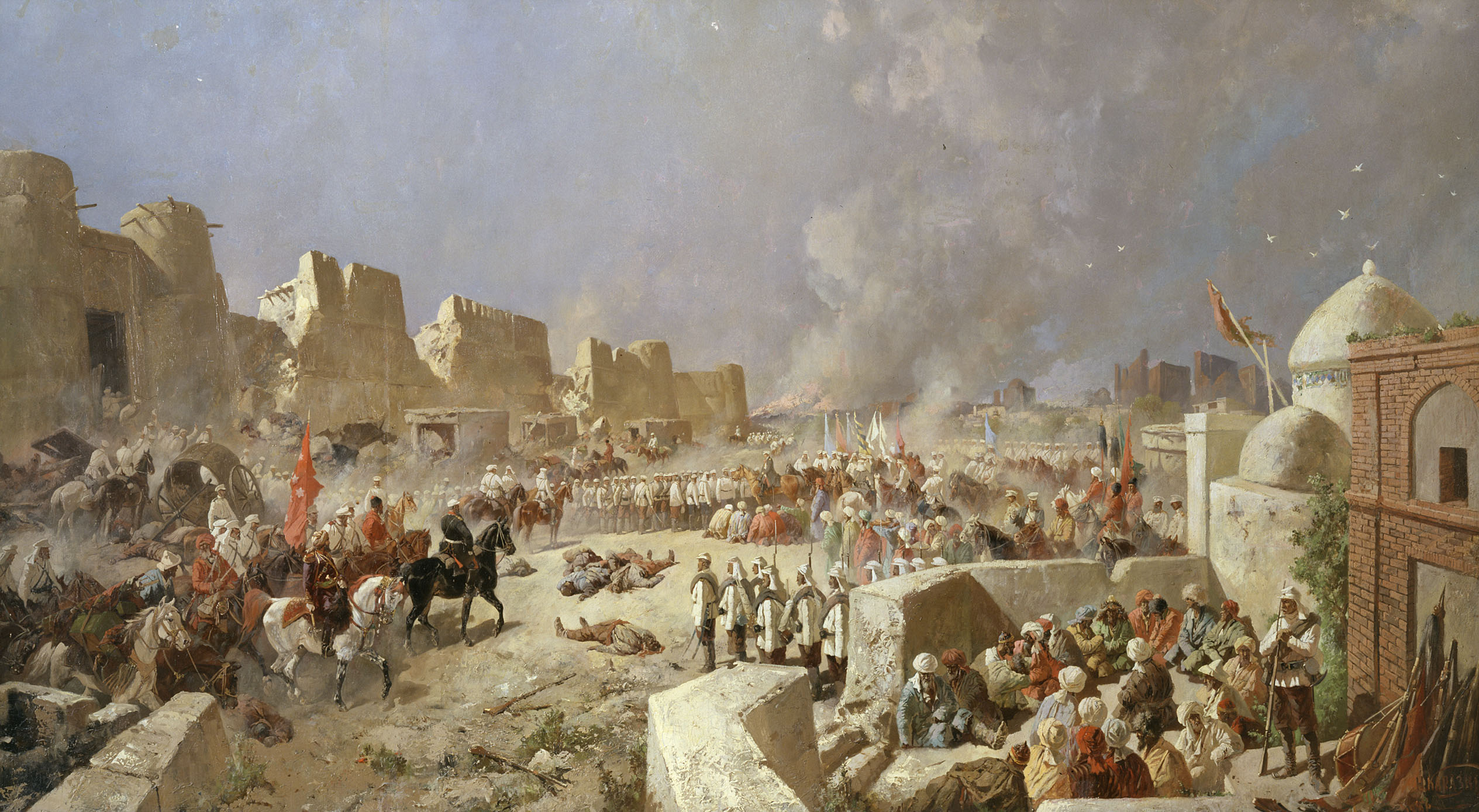
«Російські війська здобувають Самарканд», Микола Каразін, 1868 рік
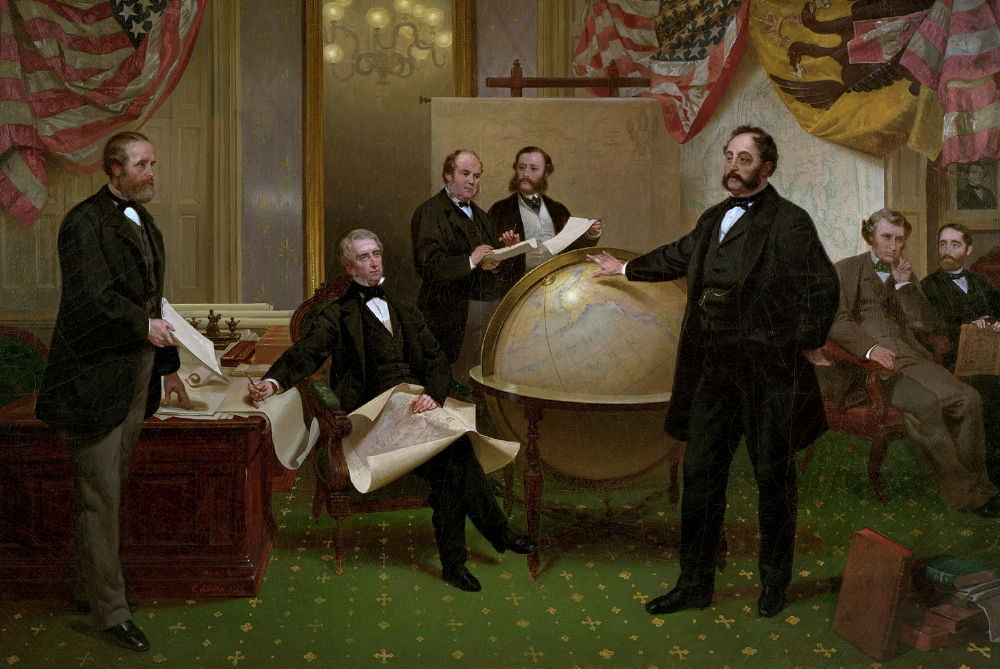
«Придбання Аляски», Емануель Лойце, 1868 рік
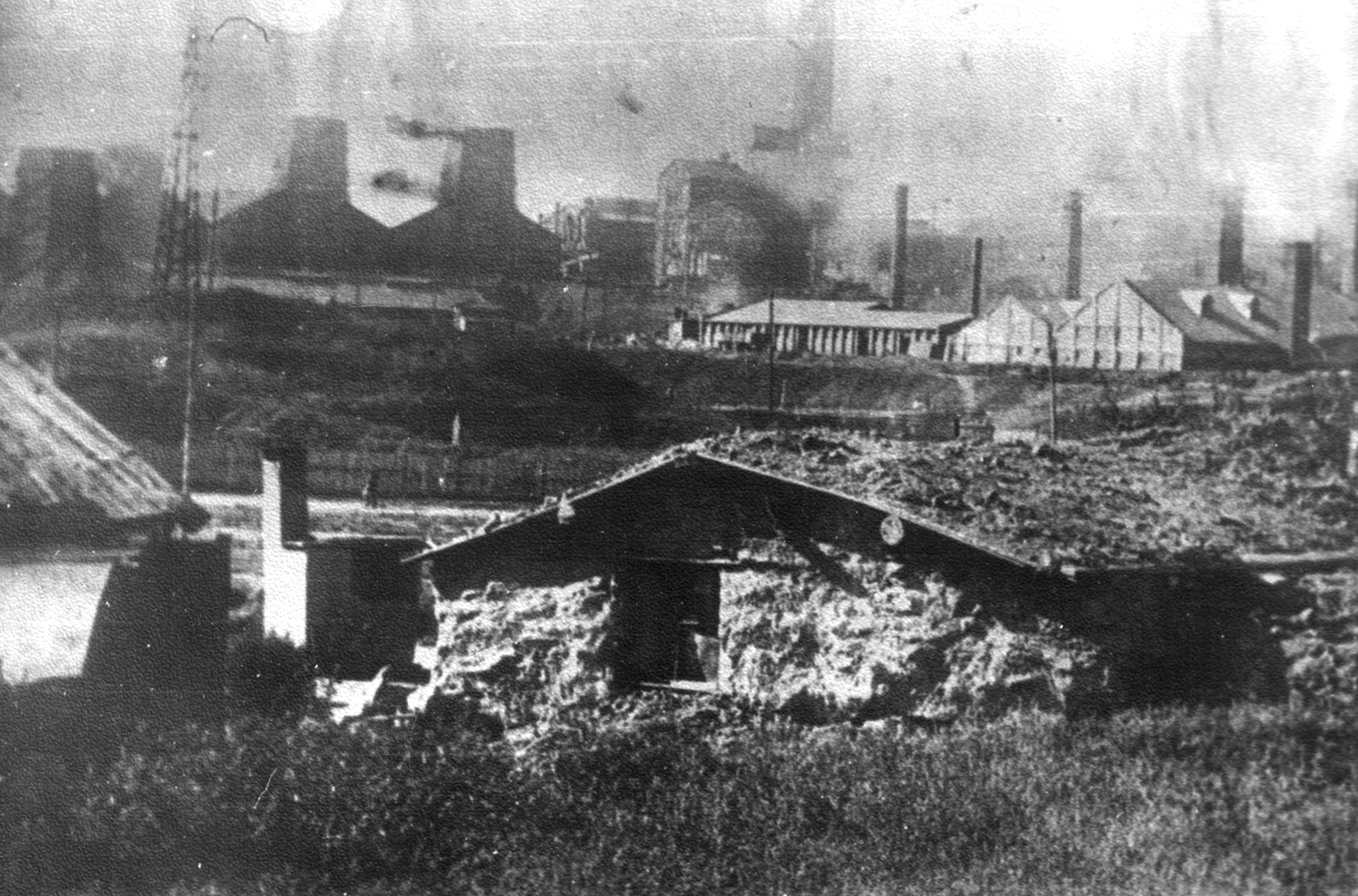
Донецький металургійний завод, заснований Джоном Юзом 1872 року
Храм «Спаса на крові» на місці вбивства Олександра II

Внаслідок ізоляції на Заході, Росія спрямувала свою експансію на південному та східному напрямках: 1864 року було остаточно придушено тривалий опір північнокавказьких народів; до 1865 року була завойована більша частина Туркестану (Кокандське та Хівинське ханства, Бухарський емірат). 1867 року Олександр II через нездатність контролювати і захищати надто віддалену територію продав північноамериканські володіння народові США. Це був єдиний приклад в історії свідомого скорочення території Російської держави. Після зміни політичної ситуації в Європі внаслідок утворення Німецької імперії 1871 року Росія відновила воєнно-політичну активність в Європі. Діяльність Росії була спрямована на перегляд рішень Паризького договору 1856 року. Обережна і вміла політика міністра закордонних справ Олександра Горчакова дозволила Росія вийти з політичної ізоляції і посилити свій вплив на Балканах. Успішна російсько-турецька війна 1877—1878 років відновила впливову роль Російської імперії в міжнародних відносинах. Османська імперія визнала незалежність Румунії, Сербії, Чорногорії та надала автономію Болгарії. Однак Берлінський трактат 1878 року обмежив вплив Росії на Балканах, а зближення Австро-Угорщини з Німеччиною спонукало шукати союзу з Францією та Великою Британією.
У середині країні відбувалось розширення мережі освіти, формування різночинної інтелігенції, «вільних професій» та технічних фахівців, розпочалась урбанізація, зростання буржуазних прошарків, активізація внутрішньої міграцій населення. Усе це піддавало випробуванню інститути традиційного суспільства — самодержавство, дворянсько-чиновничу систему і Російську православну церкву. За часів Олександра II культурно-мовні прояви українскості були обмежені Валуєвським циркуляром 1863 року та Емським актом 1876 року. Основна загроза українського національного руху полягала в запереченні концепції триєдинства панівної нації. Спираючись на державну підтримку і приплив іноземного капіталу, високими темпами розвивалась промисловість, формувались нові промислові райони на півдні (Донбас, Кривбас), створювались передові галузі металургії, машинобудування, хімічної промисловості, швидко зростала мережа залізниць та розвивались морські порти. Економічне піднесення призвело до початку формування системи російського капіталізму, особливостями якого були співіснування передової промисловості і монопольних об'єднань з напівфеодальними відносинами на селі та самодержавною політичною системою, що позбавляла 170 млн громадян величезної імперії демократичних прав.
У цей час літературні твори Льва Толстого і Федора Достоєвського отримують міжнародне визнання. У центрі суспільно-політичного руху стояли найболючіші питання «землі і волі». Невирішеність яких викликали поляризацію у середовищі різночинної інтелігенції. Серед студентства ширились радикально-демократичні ідеї, які пропонували розв'язувати суспільно-політичні проблеми шляхом народного повстання. Ідеологами цього напряму були Микола Чернишевський, Микола Добролюбов, Олександр Герцен, Микола Огарьов та інші. Виникали таємні організації, серед яких найвпливовішою була «Земля і воля». Сприйнявши із Заходу соціалістичні ідеї, російські ідеологи організації «Народна воля» (народовольці) створили власну теорію переходу до соціалізму через народне повстання, селянську общину і просвіту через «ходіння в народ». Його теоретиками стали Михайло Бакунін, Петро Лавров та інші.
Олександр II загинув 1 березня 1881 року у Санкт-Петербурзі внаслідок вдалого теракту організації «Народна воля».

### Правління Олександра III (1881—1894)
Загибель Олександра II дала привід його спадкоємцю Олександру III (1881—1894) та консервативній частині вищого чиновництва припинити процес реформ, частину впроваджених суттєво обмежити. Уряд посилював поліцейський контроль і цензуру, збільшував дворянські привілеї, провадив протекціоністський захист внутрішнього ринку. Було закрито ліберальні видання, обмежено доступ до освіти дітей з нижчих верств (циркуляри 1887 року про «кухарчиних дітей»), посилено адміністративний контроль за земствами і міським самоуправлінням. Відбувається посилення консервативних тенденцій, активізація релігійної православної політики, загострення національного питання (зокрема єврейського), з одночасним послабленням протестних настроїв і припиненням терористичної активності до початку XX століття.
Зіткнувшись у Центральній Азії з інтересами Британської імперія, Російська імперія змушена була 1887 року підписати протокол про російсько-британське розмежування, який зупинив подальше просування на південь. Олександра III було прозвано Миротворцем, бо за його правління Росія не вела жодної війни, сконцентрувавшись на русифікації національних окраїн та укладанні двосторонніх угод (франко-російський союз). За його правління було розпочато будівництво Транссибірської залізниці, що поєднала Москву з Владивостоком.

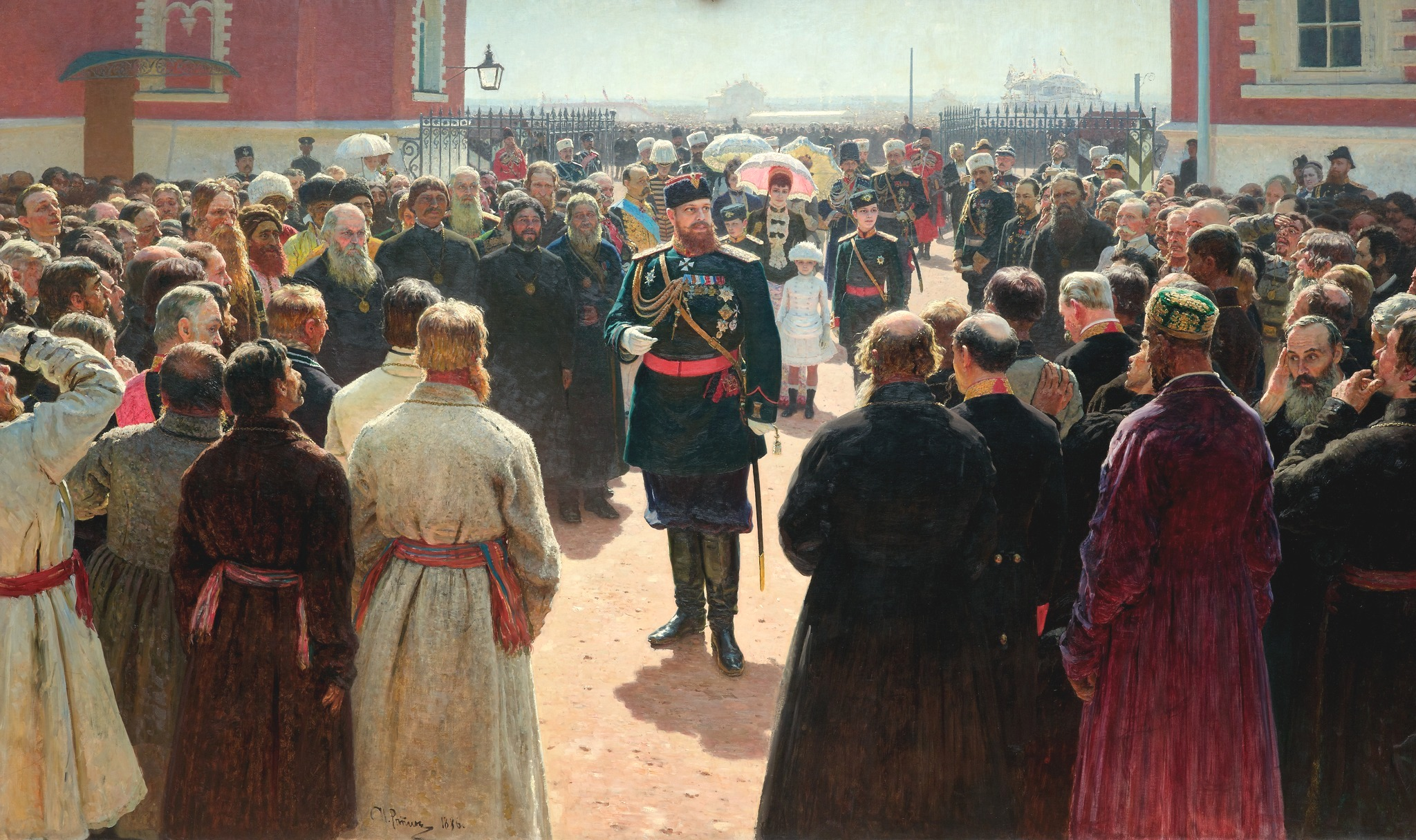
«Прийом волосних старшин Олександром III», Ілля Рєпін, 1885 рік
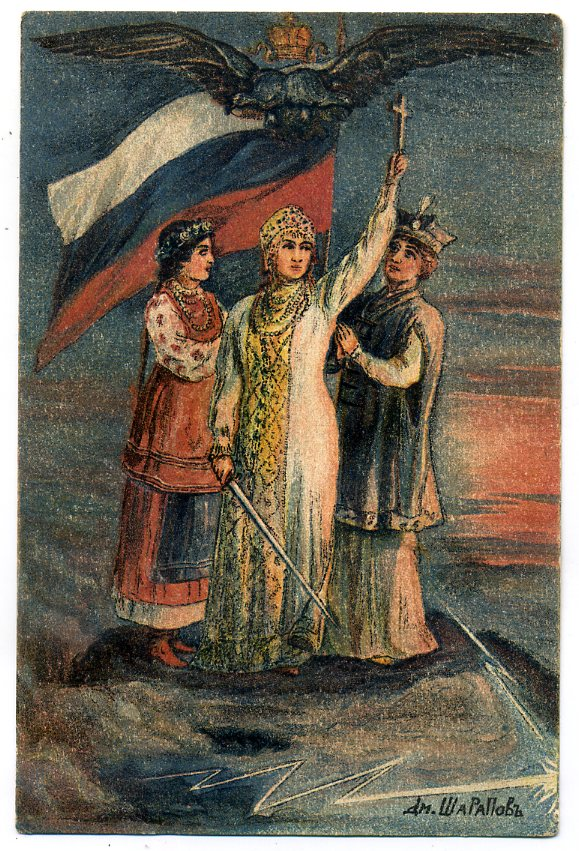
Алегорія Триєдиної Росії
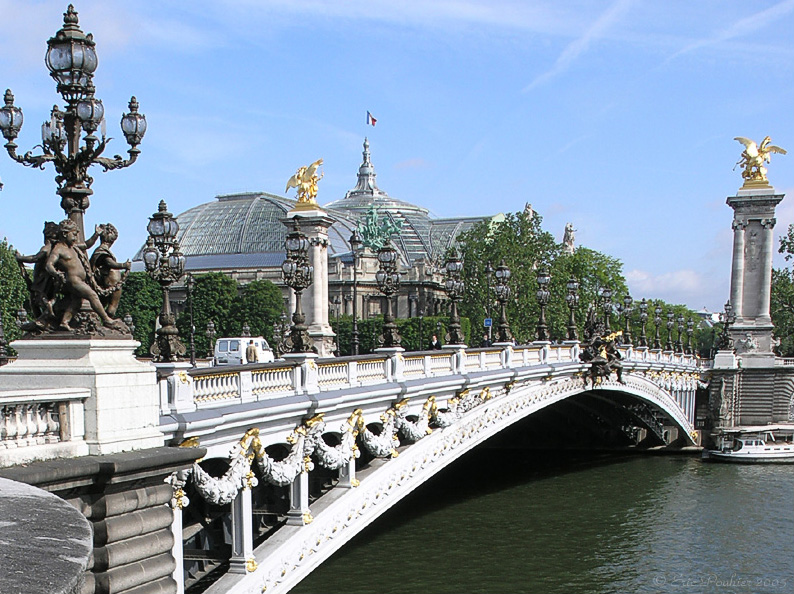
Міст Александра III через Сену в Парижі
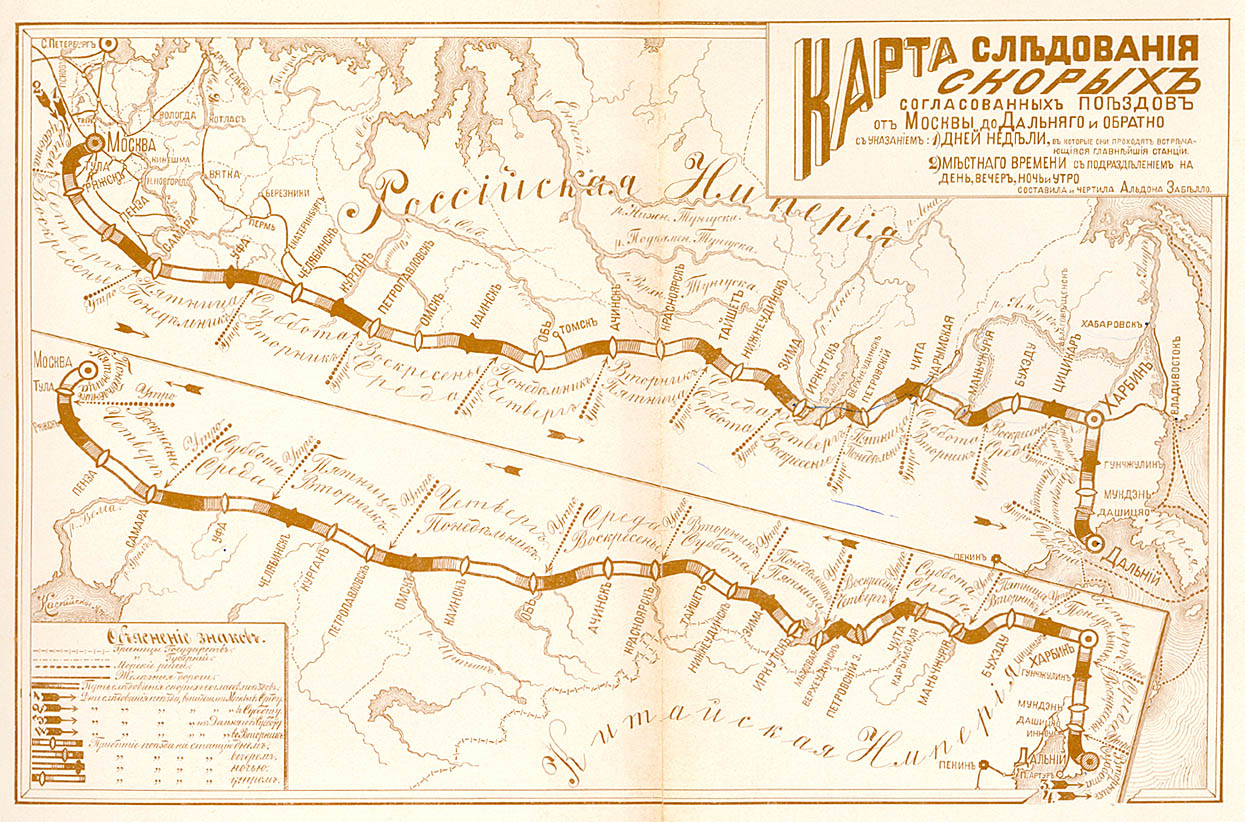
Карта Транссибірської магістралі 1903 року
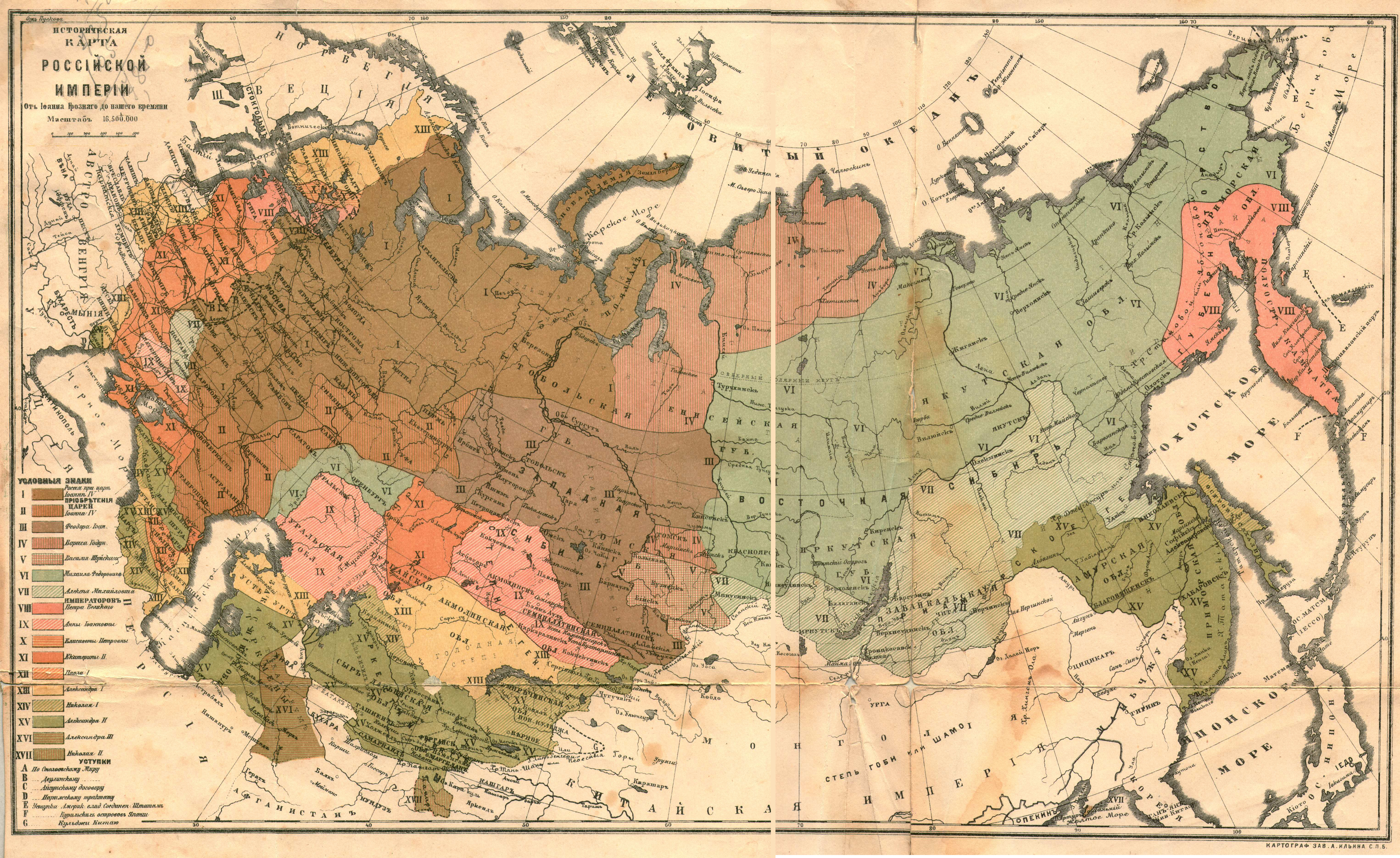
Територіальне зростання Російської держави від Івана Грозного до Олександра III

Упродовж 1860–1870-х років одним із чинників, що потенційно дестабілізували імперію, разом із зростанням радикалізму, стало поширення модерного етнічного націоналізму, відбувалась активізація «національного питання». Таким системно нерозв'язним для Росії було «польське питання», коли інкорпорація частини країни з історичною державністю, попри всі можливі поступки для її еліти, не принесла очікуваної лояльності та призвела до двох масштабних повстань (1830–1831 і 1863–1864 років). Розвиток польського сепаратизму був прикладом для наслідування іншим народам (фінам, українцям, литовцям, латишам, естонцям, грузинам, вірменам, кримським і волзьким татарам) в процесі їхнього широкого національно-визвольного руху. Національний принцип ламав звичну станову структуру, на яку спирався імперський консенсус Романових, заперечував адміністративні межі губерній. Конфесійна та традиційно-звичаєва ідентичність для багатьох народів Кавказу, Поволжя та Середньої Азії заміняли принципи європейського націоналізму. Специфічне положення євреїв у «смузі осілості» та поза нею спричиняла чимало міжетнічних конфліктів. Дисперсний характер розселення робив євреїв меншиною за будь-яких обставин, зручним об'єктом для проявів ксенофобії та антисемітизму, яскравим образом становлення російського шовінізму та ставлення до «інородців» за правління Романових. Саме в цю добу зароджується ідеологія етнічності російського самодержавства як протиставлення національним рухам етнічних меншин, як спроба заміни поліетнічної династичної феодальної держави на модерну національну державу триєдиного «російського народу» (великоросів, малоросів та білорусів). Ось як характеризував національні особливості Росії Володимир Ульянов: 
|  | …Чи є у нас тяжіння «інородців» до об'єднання з великорусами під загрозою гіршого національного гніту? [...] Росія — держава з єдиним національним центром, великоруським. Великоруси займають гігантську суцільну територію, досягаючи за чисельністю приблизно 70 мільйонів чоловік. Особливість цієї національної держави, - по-перше, та, що «інородці» (які становлять у цілому більшість населення — 57 %) населяють саме окраїни; - по-друге, та, що пригноблення цих інородців значно сильніше, ніж у сусідніх державах (і навіть не тільки в європейських); - по-третє, та, що в цілому ряді випадків пригноблені народності, які живуть на окраїнах, мають своїх сородичів по той бік кордону, які користуються більшою національною незалежністю (досить згадати хоча б по західному і південному кордону держави — фінів, шведів, поляків, українців, румунів); - по-четверте, та, що розвиток капіталізму і загальний рівень культури нерідко вищі в «інородницьких» окраїнах, ніж в центрі держави. |

У суспільній думці розгорталась полеміка між консерватизмом і реформаторством, «почвенничеством» и «западничеством», коли активізувалася конкуренція між європейськими великими державами-імперіями. Ідеологічний клімат доби імперіалізму лише сприяв підживленню націоналістичних рухів. Своєрідністю Російської та Австро-Угорської імперій була відсутність заморських колоній і цільність їхніх територій, що ускладнювало локалізацію «метрополії» в них. Ця ситуація пояснює, наприклад, ставлення до «українського питання», яке через вузьку соціальну базу українського національного руху до часу не несло помітної загрози.

### Правління Миколи II (1894—1917)
1894 року імператорський престол посів Микола II (1894—1917) — останній представник династії Романових. Його уряд продовжував політику зміцнення самодержавства. На початку XX століття Росія все ще залишалася переважно традиційною, аграрною, селянською країною. 1901—1903 року соціальна стабільність в державі порушилась внаслідок економічної кризи, активізувався робітничий рух, поширилися селянські заворушення. Поступово провідні позиції здобула радикально-політична течія, що ставила своїм завданням революційне захоплення влади і створення соціалістичного суспільства з допомогою державних важелів. Теоретиком російського пролетарського руху виступив Володимир Ульянов-Ленін (1870—1924). За його ініціативою 1898 року була створена нелегальна Російська соціал-демократична робітнича партія (РСДРП). На її другому з'їзді 1903 року відбувся розкол на фракцію прихильників радикальних заходів (більшовики) і прибічників реформістського шляху розбудови соціалістичної держави (меншовики). 1901 року за кордоном утворюється політична партія соціалістів-революціонерів (есери), яка взяла на озброєння народницьку ідеологію. Ліберальний земський рух, що виступав за встановлення конституційного устрою, оформився 1905 року в Конституційно-демократичну партію (кадети).
Експансія на Далекому Сході та в китайській Манчжурії призвела до невдалої для Росії російсько-японської війни 1904—1905 років. За умовами Портсмутського миру були втрачені Курильські острови та південна частина Сахаліну. Це призвело до Першої російської революції 1905—1907 років. Революція почалась розстрілом мирної демонстрації робітників Санкт-Петербурга 9 січня і вилилась у бурхливі виступи по всій країні. 14 червня в одеському порту вибухнуло повстання на панцернику «Потьомкін». У жовтні відбувся всеросійський страйк. 17 жовтня Микола II був змушений проголосити своїм «Маніфестом» запровадження конституційної монархії, дозволити політичні партії та скликати перший парламент — Державну думу. Стихійно почали виникати Ради робітничих депутатів, проводились численні мітинги і демонстрації, виходили демократичні періодичні видання, утворювались політичні партії, профспілки, громадські організації. Більшовики, які намагались шляхом радикалізації соціального руху захопити владу, у листопаді-грудні вони підняли збройні повстання в Москві, Харкові, Катеринославі та Горлівці та інших містах, які було придушене урядовими військами. Державна дума першого скликання пропрацювала 72 дні, з 27 квітня по 9 липня 1906 року, і була розпущена Миколою ІІ за наміри скасувати приватне землеволодіння. Дума другого скликання працювала з 20 лютого по 2 червня 1907 року лише одну сесію і була також розпущена імператорським указом після звинувачень глави уряду Петра Столипіна в змові 55 депутатів проти царської сім'ї. Дума третього скликання працювала з 1 листопада 1907 по червень 1912 року. Дума четвертого скликання працювала до 25 лютого 1917 року, коли її засідання були тимчасово призупинені імператорським указом.
Поразка революції викликала ідейну кризу в суспільно-політичному русі, наслідком якої було посилення великоруського шовінізму (виникнення чорносотенних організацій) і відмова від радикальних форм суспільних змін. Восени 1912 року під контролем уряду була обрана IV Державна дума. Попри перевагу в ній консервативних сил, під час своїх засідань вона зуміла поставити (за ініціативи кадетів) на розгляд ряд питань щодо оновлення суспільного життя. З метою подолати аграрне перенаселення, малоземелля та сприяти капіталістичним перетворенням на селі 1906 року була започаткована Столипінська аграрна реформа. Реформа сприяла виходу селян із общини, закріпленню землі у приватну власність, чим значно прискорила капіталістичний розвиток села. На вільні землі у Сибір (Сірий) і на Далекий Схід (Зелений клин) в наступні роки виїхало 2,5 млн переселенців, серед яких було 1 млн українців. Через невміло організоване переселення, відсутність продуктів і медичного обслуговування та непідготовленість місць для переселенців частина з них померла, а частина (до 70 %) повернулась.

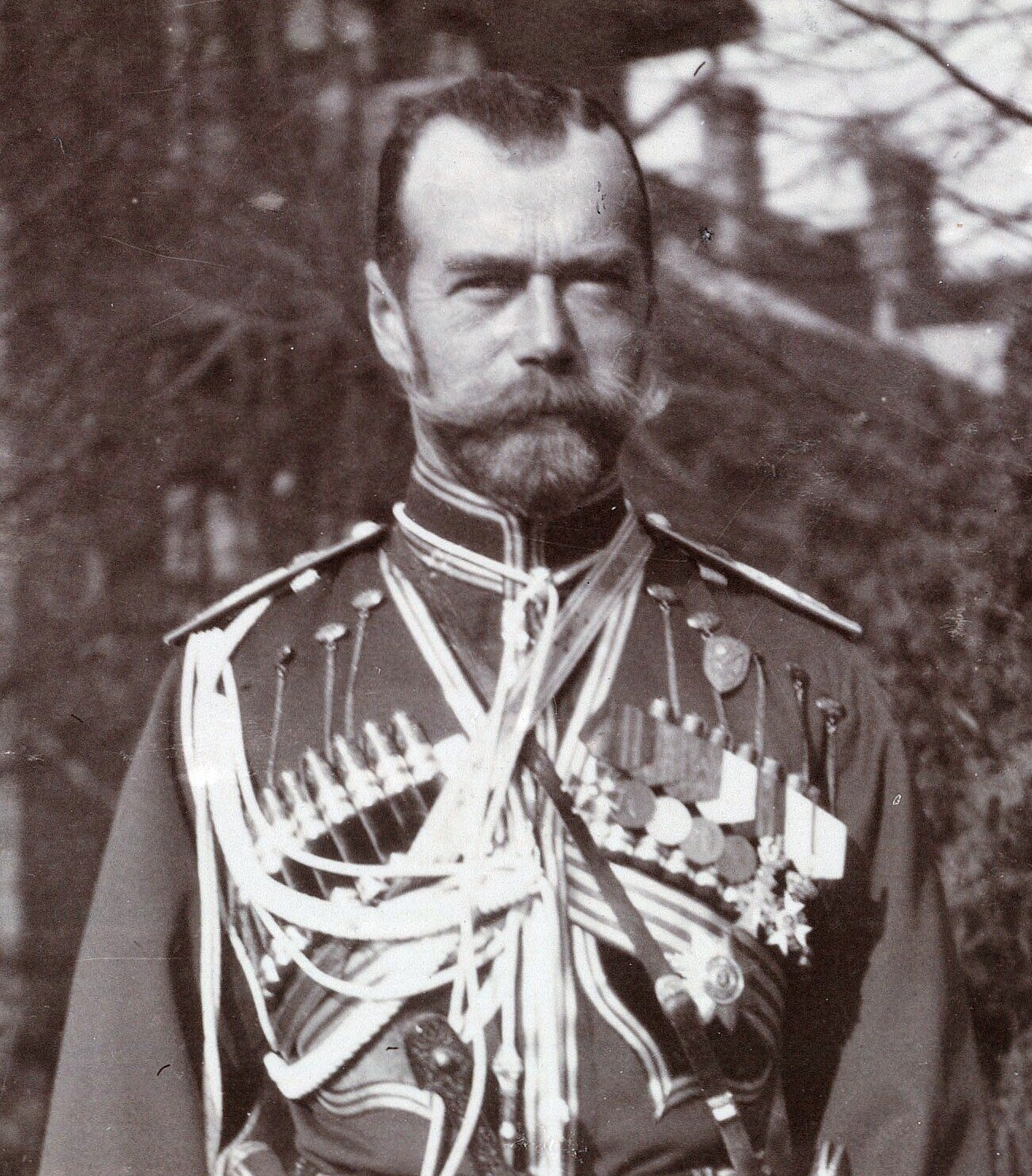
Микола II, 1898 рік
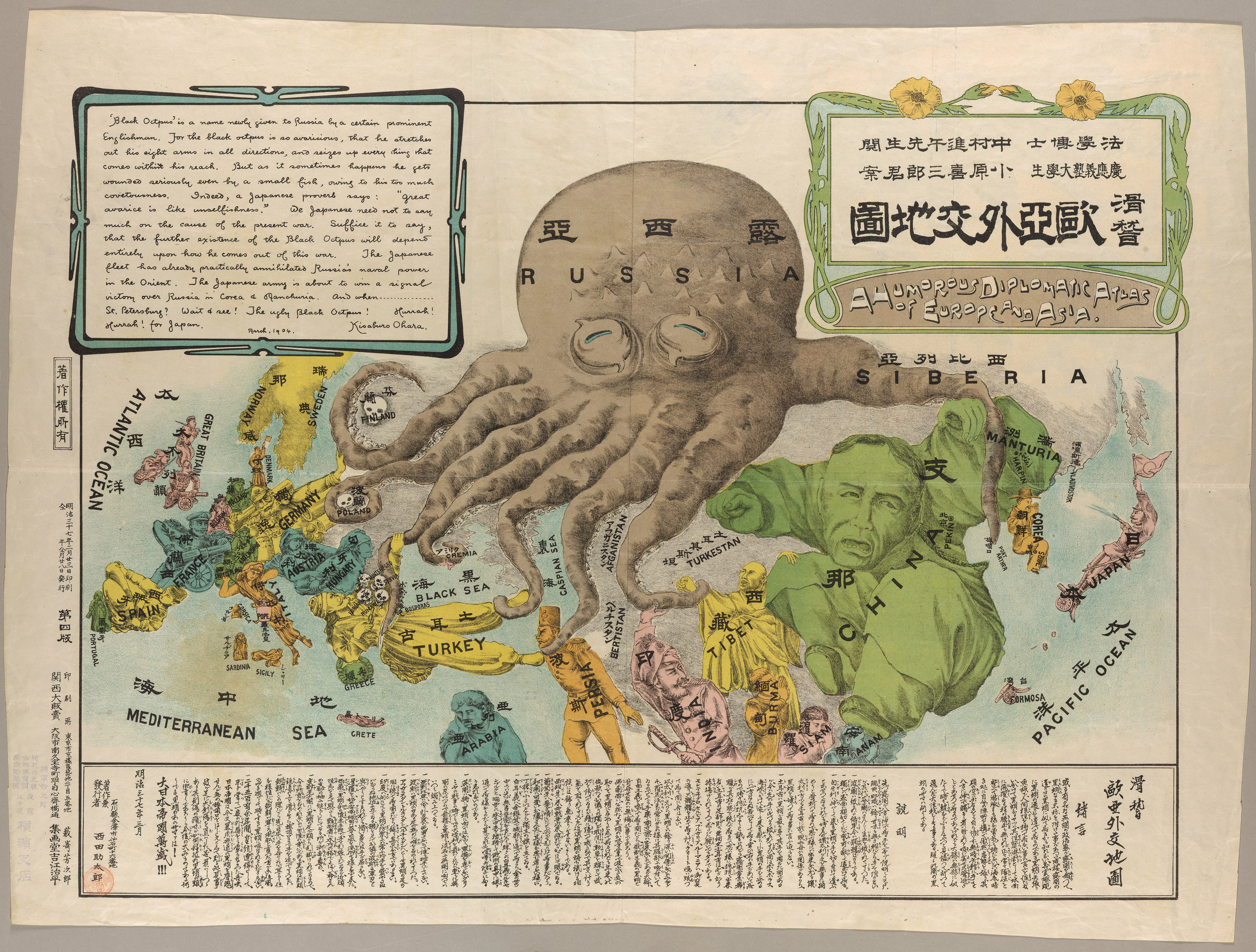
Японська політична карикатура часів японсько-російської війни
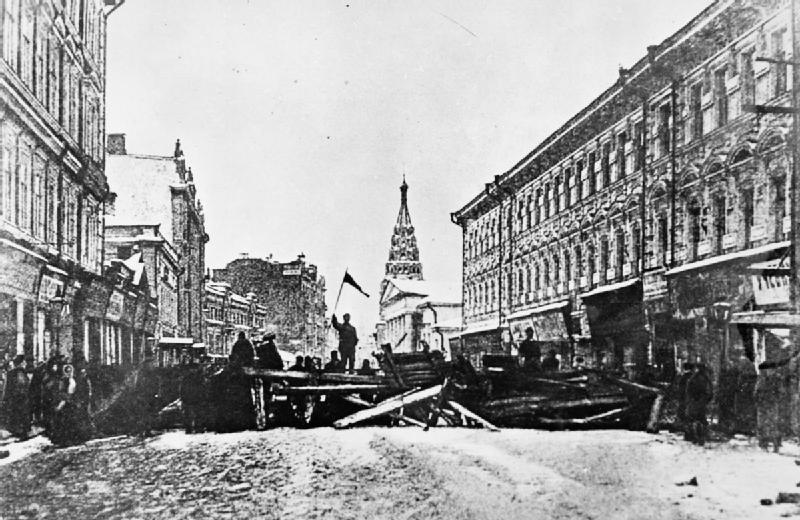
Барикади на вулицях Москви 1905 року
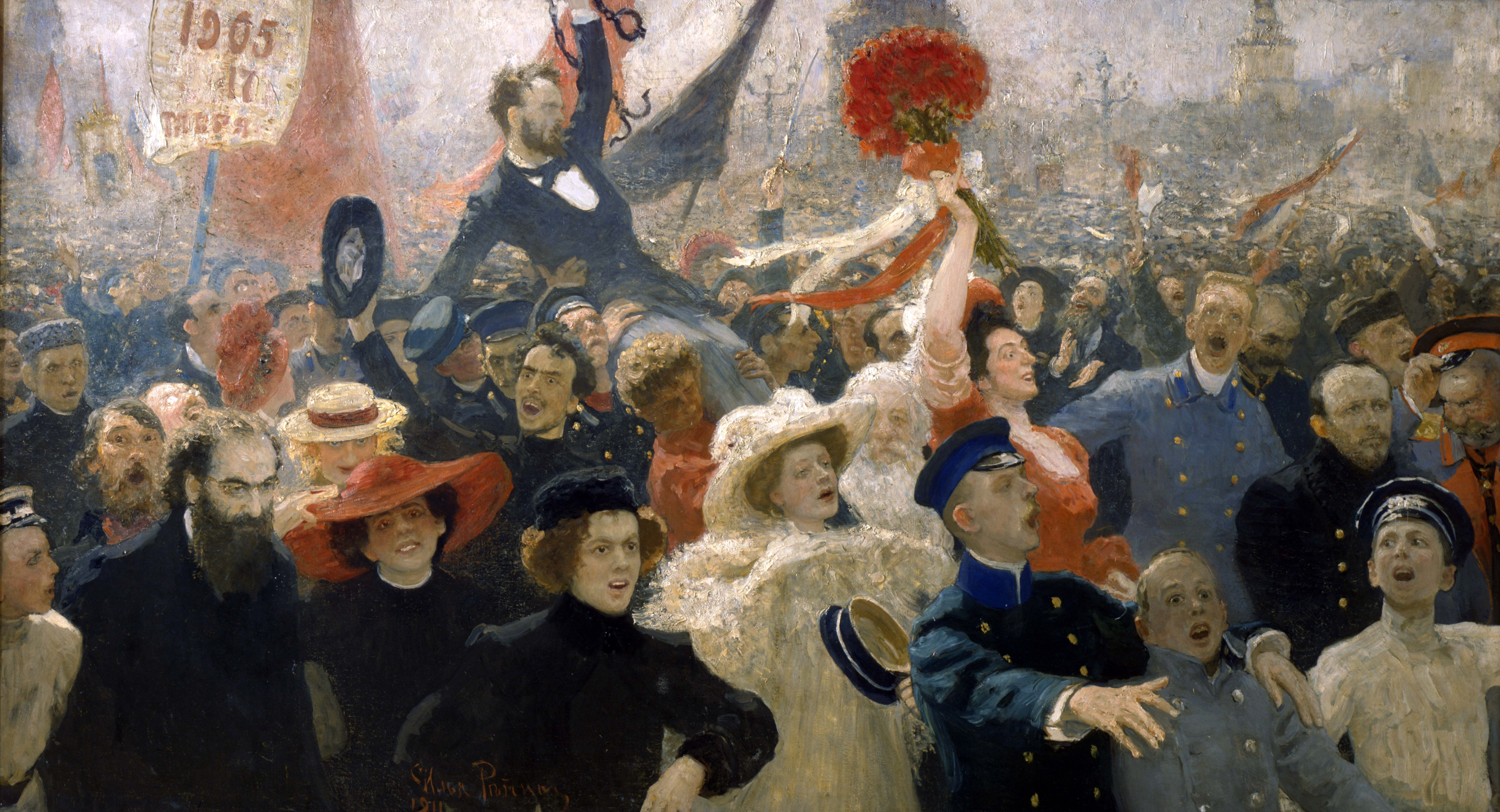
«Маніфестація 17 жовтня 1905 року», Ілля Рєпін, 1907 рік
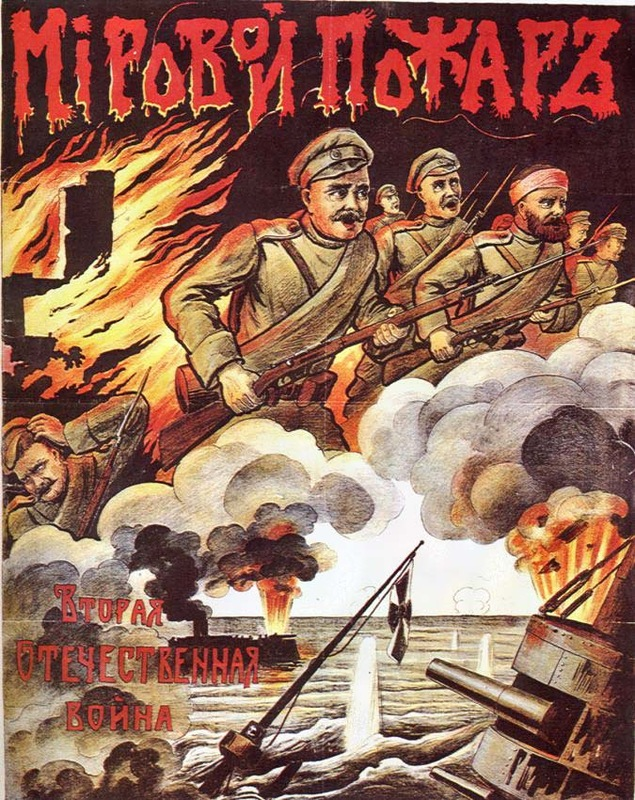
Перша світова війна як Друга вітчизняна на російських плакатах, 1914 рік
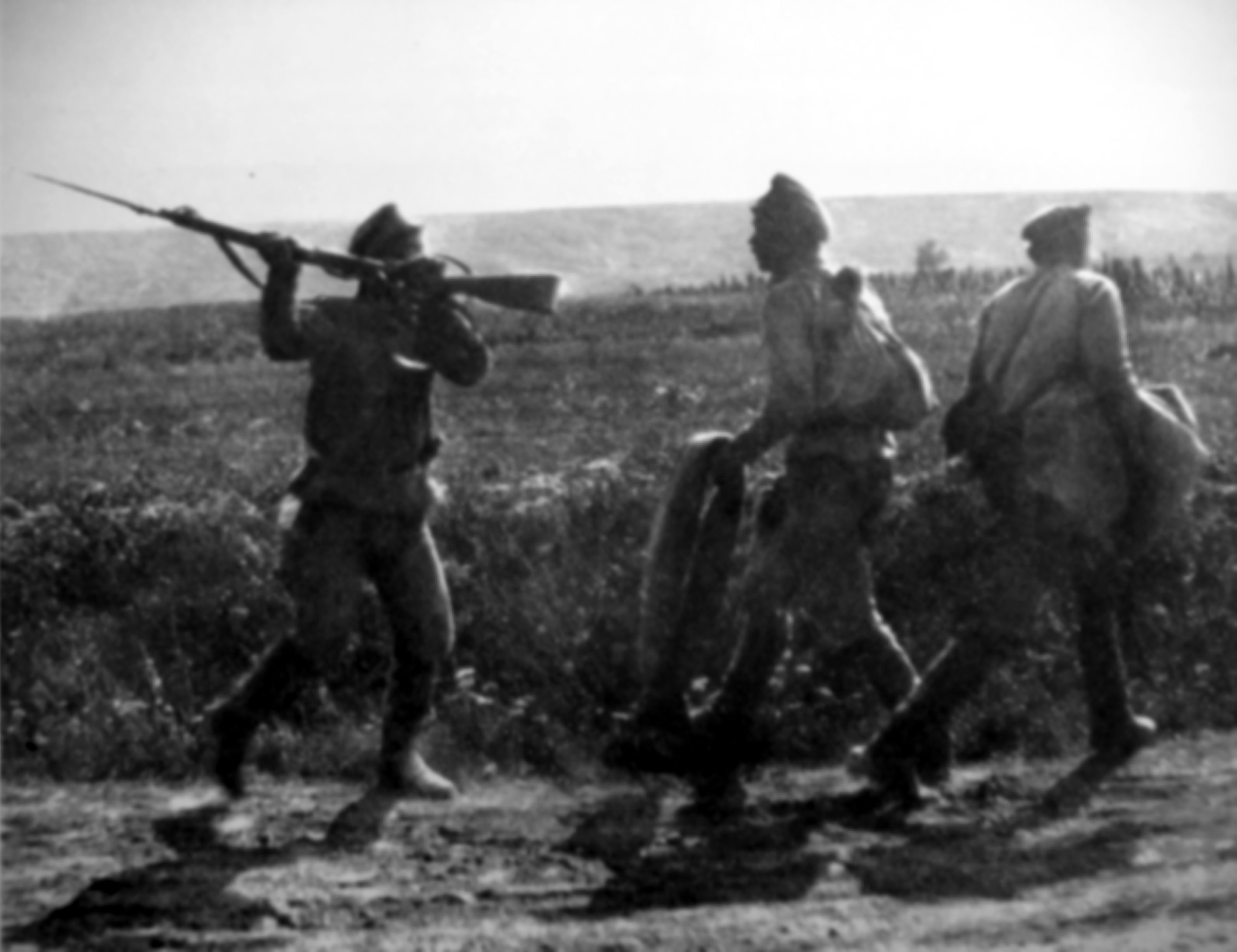
Спроба зупинити російських дезертирів на фронті, літо 1917 року

1914 року відбулось останнє територіальне розширення Російської імперії — протекторатом став Урянхайський край.
У зовнішній політиці упродовж 1904—1907 років відбулось оформлення європейських коаліцій — Росія, Франція та Велика Британія утворили воєнно-політичний союз Антанту, аби протистояти Троїстому союзу Німеччини, Австро-Угорщини та Італії, утвореному 1882 року. 1914 року розпочався військовий конфлікт між ними — Перша світова війна. Росія мала плани анексії етнічних земель поляків та українців, що перебували поза її юрисдикцією; встановити своє домінування на Балканах; завоювати Чорноморські протоки. Перебіг воєнних дій засвідчив обмеженість російського воєнного потенціалу. Після перемоги в Галицькій битві і одночасної поразки у Східнопрусському прориві 1914 року, поразка у Горлицькій битві 1915 року, частково успішний Брусиловський прорив 1916 року стабілізував Східний фронт. Російські війська тимчасово на території зайнятих австро-угорських земель Галичини і Буковини створили Галицько-Буковинське генерал-губернаторство. Війна призвела до крайнього напруження сил усіх воюючих держав. До кінця 1916 року внаслідок величезних військових витрат і мобілізації мільйонів селян до армії в Росії різко загострилося продовольче питання, особливо в столиці. Микола II невдало намагався стабілізувати ситуацію частою зміною міністрів. Хлібні бунти і невдоволення всіх верств населення призвели до подій революційного 1917 року і припиненню 300-річного династичного правління дому Романових. Микола II зрікся престолу, влада перейшла до створеного Державною Думою 3 березня 1917 року Тимчасового уряду на чолі з князем Георгієм Львовим.
Російська наука XIX — початку XX століття позначилася низкою фундаментальних здобутків у хімії (Олександр Бутлеров та Дмитро Менделєєв, що став першим російським Нобелевським лауреатом), медицині та фізіології (Сергій Боткін, Микола Пирогов, Іван Павлов), фізиці (Олександр Столєтов), інженерії та електротехніці (Павло Яблочков, Олександр Можайський, Олександр Попов).

## Громадянська війна (1918—1920)
Після зречення імператора Миколи II 2 березня (15 березня за новим стилем) 1917 року Росія де-факто стала республікою, в якій Лютнева революція поклала край самодержавній багатонаціональній імперії, пробудивши до політичної активності поневолені народи та найширші верстви суспільства. Де-юре Російську республіку було проголошено постановою Тимчасового уряду від 14 (1) вересня. Тимчасовий уряд, як вищий орган виконавчої та законодавчої влади на той час, до складу новоутвореного уряду увійшли представники кадетів, октябристів, прогресистів і есерів, був покликаний керувати країною до скликання Всеросійських Установчих зборів. Уряд спочатку був сформований князем Георгієм Львовим, пізніше його очолив Олександр Керенський. Його представниками на місцях були комісари. Тимчасовим урядом було утворено окремий тимчасовий парламент (передпарламент) — Тимчасова рада, який фактично виконував функції дорадчого органу. Ця рада була розпущена Радою народних комісарів. Одночасно відбувалось формування представницьких органів багатьох поневолених народів, які відстоювали свої національні та демократичні права. В Україні з березня таким представницьким органом стала новоутворена Українська Центральна Рада, що відстоювала принцип національно-територіальної автономії.
Нестабільність Тимчасового уряду в столиці обумовлювалася «двовладдям», або паралельною активністю Петроградської ради робітничих і солдатських депутатів, яка перепідпорядкувала собі війська петроградського гарнізону. На місцях паралельно комісарам тимчасового уряду на місцях розгортали свою діяльність ради, утворені радикальними лівими партіями. Загальна демократизація, амністія і спалах злочинності, через скасування поліції спричинили бурхливу громадянську активність, радикалізацію суспільних настроїв, занепад дисципліни в армії і масове дезертирство, утворення локальних осередків влади та крайового представництва, зокрема на «національних окраїнах», серед яких була і Українська Центральна Рада. Відбулася швидка політична поляризація, яка спричинила низку криз: у квітні, внаслідок урядової кризи, відбулось утворення коаліції меншовиків та есерів; у червні спалахнув конфлікт з анархістами в Петрограді; у липні відбувся збройний виступ більшовиків, в Україні підіймались питання про автономію та українізацію в армії (Універсали ЦР); у серпні–вересні відбувся збройний виступ генерала Лавра Корнілова та чергова зміна урядової коаліції з утворенням так званої «Директорії». Тимчасовий уряд виявився неспроможним контролювати ситуацію в країні.
Після осінньої «більшовизації рад» у столиці та найбільших містах для представників РСДРП(б) на чолі з Володимиром Леніним склались сприятливі обставни. Якими вони скористались 25 жовтня (7 листопада) 1917 року і здійснили в Петрограді Жовтневий переворот («Велика Жовтнева соціалістична революція»), в результаті якого Тимчасовий уряд було повалено. Відразу на II Всеросійському з'їзді Рад робітничих і солдатських депутатів було створено новий уряд — Раду народних комісарів (РНК) на чолі з Леніним. З'їзд схвалив ряд декларативних революційних документів: Декрет про мир, Декрет про землю, Декларація прав народів Росії та інші. Не здобувши більшості на Всеросійських установчих зборах, більшовики розпустили їх та в тому ж січні 1918 року провели III Всеросійський з'їзд Рад, на якому була схвалено «Декларацію прав трудящого і експлуатованого народу». Було проголошено Російську Радянську Республіку, від липня 1918 року РСФРР. Це була перша у світі спроба реалізації проєкту побудови комуністичного суспільства в масштабах цілої країни.
У період до лютого–березня 1918 радянську владу було встановлено на більшій частині території колишньої імперії. До 12 березня 1918 року столицею був Петроград, потім уряд було переведено вглиб країни до Москви. Уряд більшовиків провів націоналізацію промисловості, фінансів, транспорту, земель, які перейшли під контроль держави. РСДРП(б) була перейменована на Російську комуністичну партію (більшовиків), проголошено гасло утвердження диктатури пролетаріату як головної умови перемоги соціалістичної революції. 3 березня 1918 року з країнами Четвертного союзу було укладено сепаратний Брестський мирний договір, за яким під контроль німецьких і австро-угорських військ переходили території на захід приблизно від умовної лінії Рига — Ростов-на-Дону. Лише після того більшовики взялись за розбудову власної держави. 20 квітня 1918 року було затверджено державний прапор, влітку конституцію і державний герб. За Конституцією 19 липня 1918 року Росія з унітарної держави перетворювалась на федеративну. Посилився національний рух, окремі губернії чи національні області проголошували себе незалежними «радянськими республіками». У ніч з 16 на 17 липня 1918 року в Єкатеринбурзі більшовики Уральської обласної ради розстріляли родину останнього російського імператора Миколи II. Ці події посилили розгортання опору більшовицькому режиму і призвели до початку Громадянської війни.

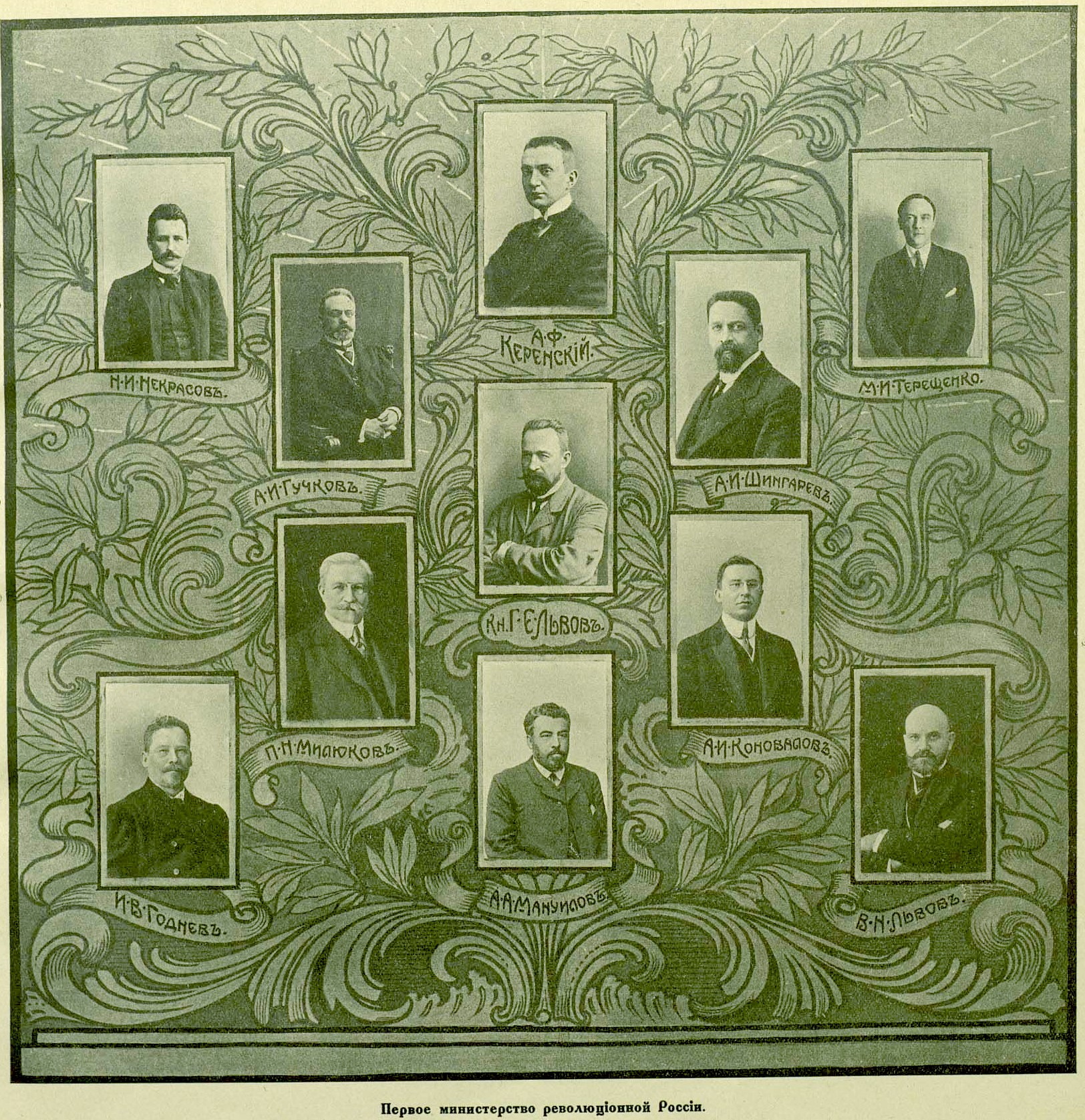
Перший склад Тимчасового уряду Росії
Ленін на мітингу
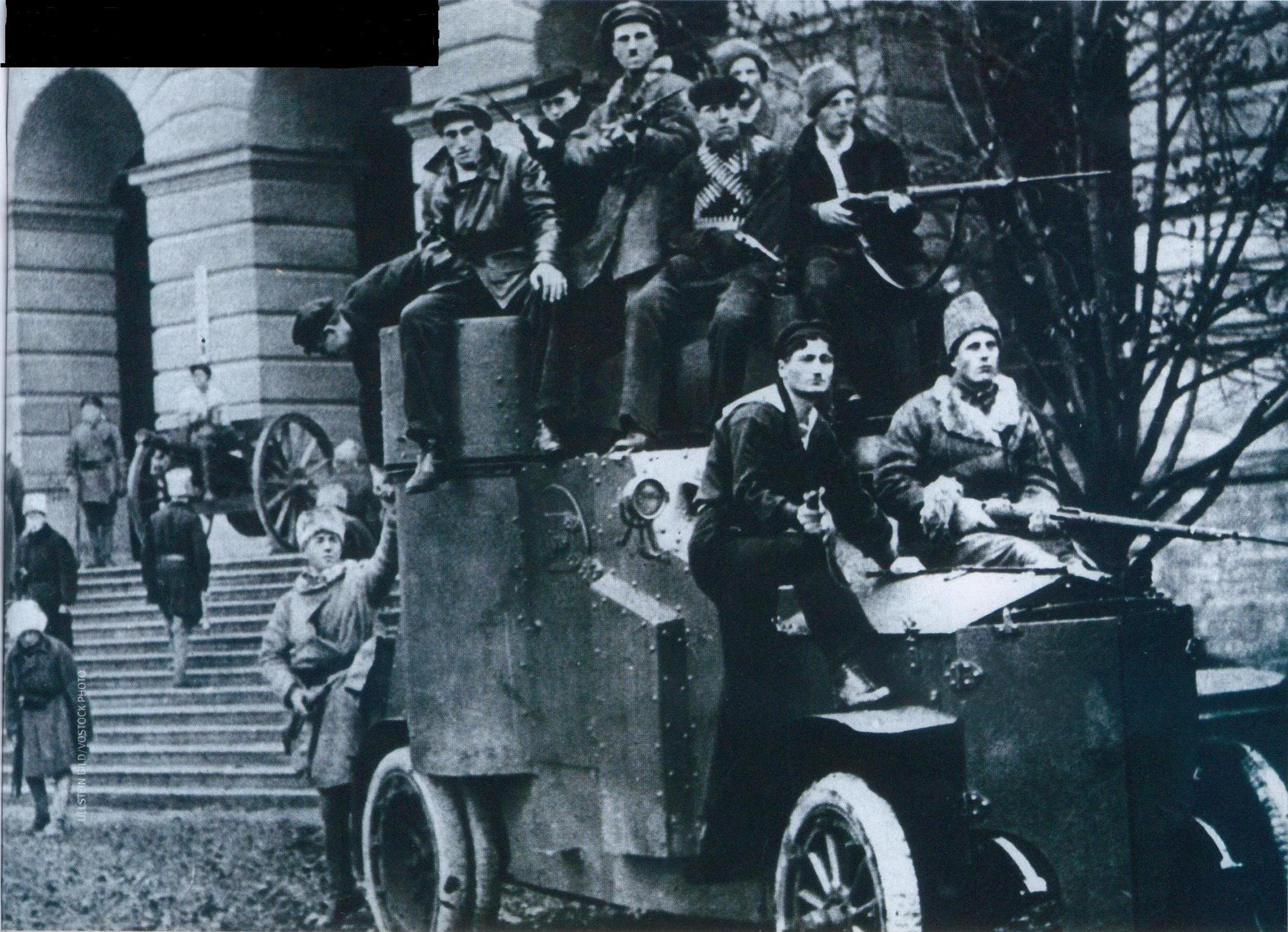
Більшовики на броневику поблизу Смольного в Петрограді
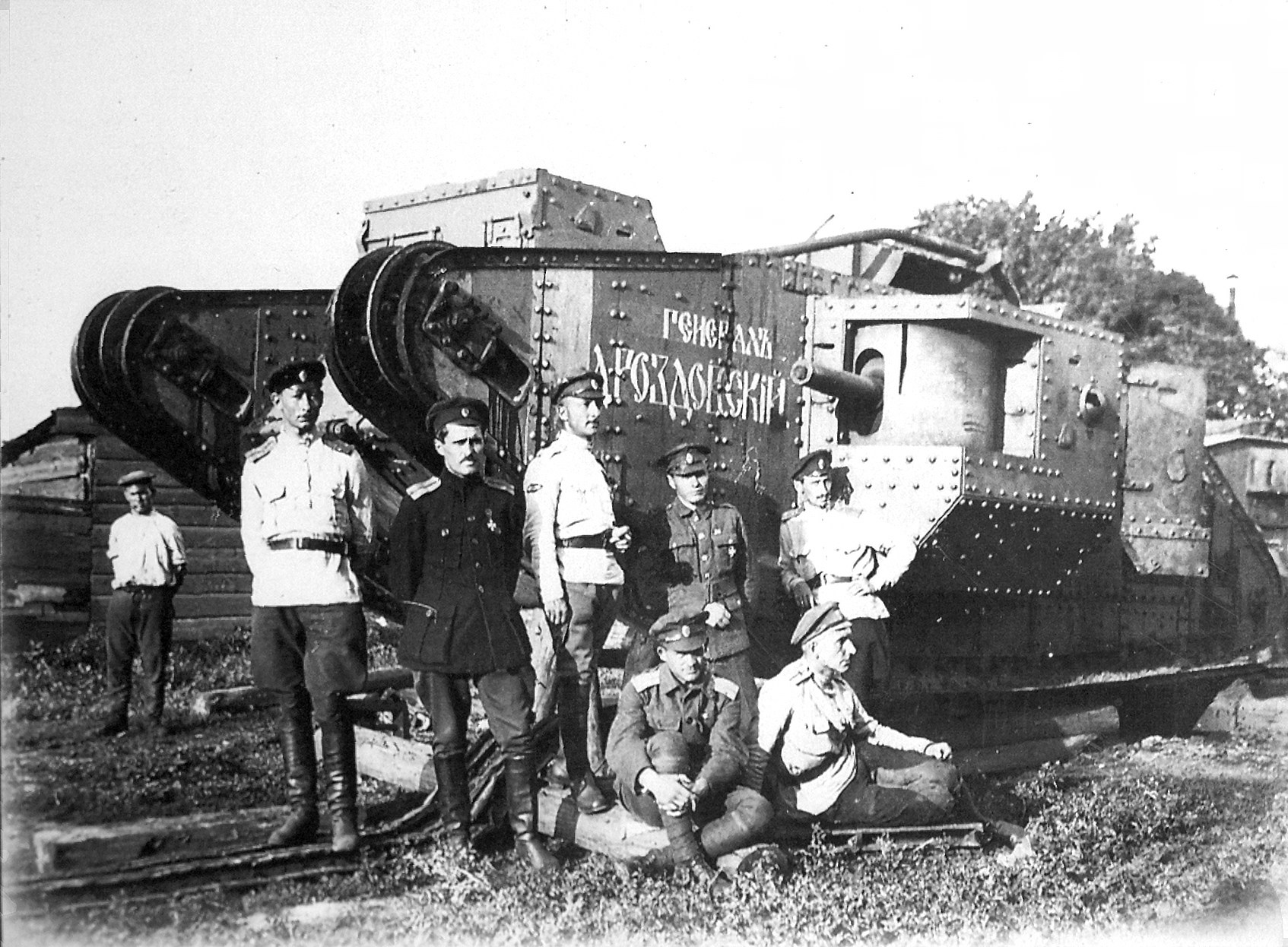
Солдати Добровольчої армії поруч з англійським танком Mark V
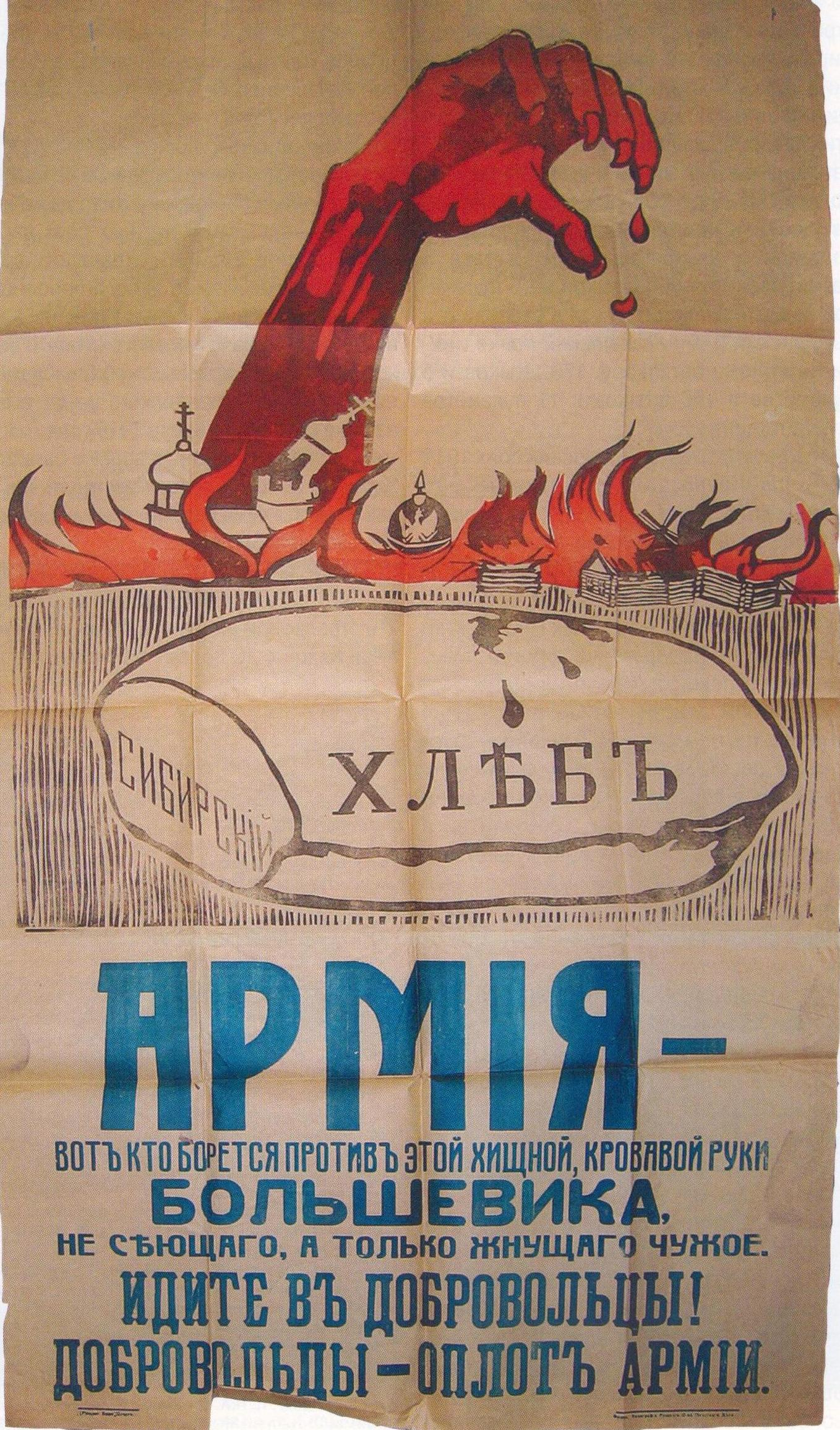
Антибільшовицький агітаційний плакат
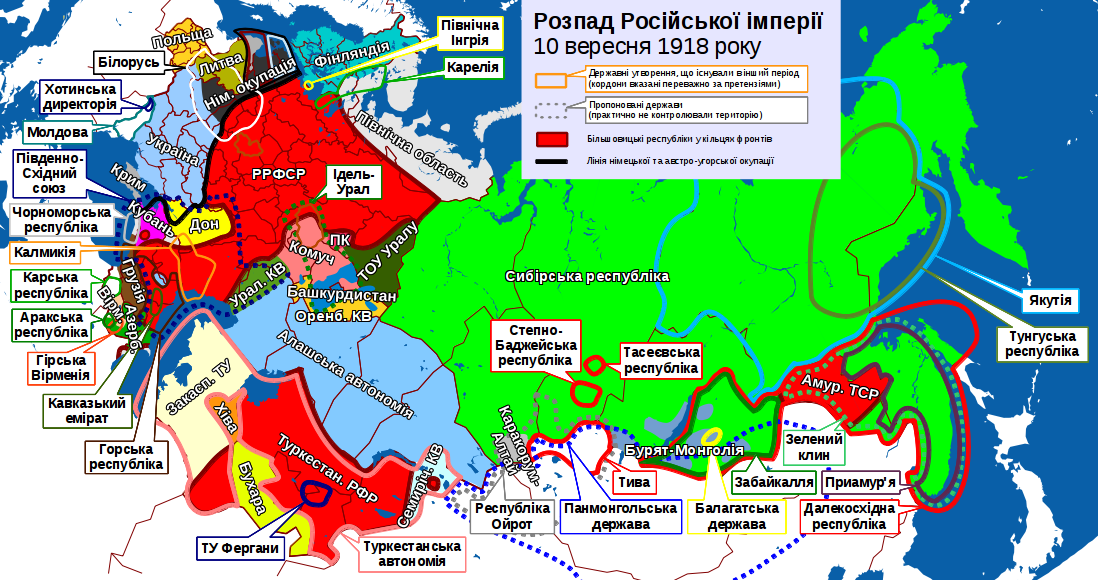
Політична ситуація на теренах колишньої Російської імперії у вересні 1918 року

Основна збройна боротьба за владу в період Громадянської війни велася між Робітничо-селянською Червоною армією більшовиків («червоними») і збройними силами Білого руху («білими»). Обидві сторони здійснювали політичну владу через диктатуру (Воєнний комунізм) і терор (білий, червоний). Червоні ставили собі за мету розбудову комуністичного суспільства в Росії та поза нею (пожежа «Світової революції»). Білі переслідували цілі скликання нових Установчих зборів, з передачею на їхній розсуд вирішення питання про політичний устрій Росії. Складовою частиною загальної Громадянської війни були збройна боротьба національних менших за свою незалежність, серед яких були й українці. Такі спроби викликали рішучу відсіч як з боку «білих» генералів Михайла Алексєєва, Олександра Колчака, Антона Денікіна і Петра Врангеля, які воювали за «єдину і неділиму Росію», так і з боку «червоних», що бачили в зростанні націоналізму загрозу завоюванням революції. Внутрішня боротьба супроводжувалася військовою інтервенцією не лише країн Четверного союзу 1918 року, але й військ Антанти, які з 1919 року допомагали відстояти легітимність переходу влади.
Війна велася і на територіях сусідніх держав, відновлених Фінляндії та Польщі (Польсько-радянська війна), Ірану, Монголії та Китаю. Користуючись прийомами соціальної демагогії, більшовики зуміли залучити на свій бік найбідніші прошарки населення міст і сел. Застосовуючи систему надзвичайних заходів, терор і репресії проти реальних і потенційних політичних противників (середнє селянство, великі землевласники, інтелігенція, духовенство), найжорстокіші засоби боротьби проти відкритих ворогів, розгромивши опір внутрішньої воєнно-політичної опозиції та ліквідувавши зовнішню загрозу своїй владі, вони утвердили в країні свій тоталітарний режим. За підсумками війни більшовики захопили владу на більшості земель колишньої Російської імперії, визнали незалежність Польщі, Литви, Латвії, Естонії та Фінляндії, втратили Карську область у Вірменії та Бессарабію, які повернули собі Туреччина та Румунія, відповідно. На окремих територіях були створені національні радянські республіки Далекосхідна, Українська, Білоруська та Закавказька, що утворили військово-політичний союз. У складі РСФРР нараховувалось 9 автономних республік (Башкирська, Татарська, Карельська, Киргизька, Горська, Дагестанська, Кримська, Бурят-Монгольська, Якутська) і 9 автономних областей.

## СРСР (1922—1991)
Російська Радянська Федеративна Соціалістична Республіка від 1918 по 1991 рік входила спочатку до складу воєнно-політичного союзу радянських республік, який досить швидко 1922 року було перетворено на федеративне державно-політичне утворення на міжнародній арені — Союз Радянських Соціалістичних Республік (Радянський Союз, СРСР), що за десяток років завоював міжнародне визнання як суверенна держава. Росія, маючи статус однієї з союзних республік, була найбільшою за площею (¾ території Союзу), населенням (більше половини) та економічною потужністю (⅔ промислового та близько ½ сільськогосподарського потенціалу) серед усіх інших радянських республік, перевершуючи їх навіть сукупно за більшістю статистичних показників.

### Утворення і формування
«Національні радянські республіки» проголошувалися під впливом політичної кон'юнктури на територіях, зайнятих Червоною армією, згідно рішень керівництва РКП(б). Так само утворювались і «національні компартії». «Воєнно-політичний союз радянських республік» можна вважати юридичною формальністю, необхідність дотримання якої вичерпала себе внаслідок завершення Громадянської війни й іноземної інтервенції та стабілізації більшовицького режиму. Дискусія серед партійного керівництва стосовно подальшого існування у вигляді «союзної держави» чи звичайної федерації, заради наочного засвідчення розв'язання «національного питання» завершилась на користь першої. Однак сама РРФСР не отримала окремої партійної організації на зразок тих, що були створені в союзних республіках, підпорядковуючись безпосередньо центральним органам РКП(б), з 1925 року Всеросійській комуністичній партії (ВКП(б)). Тому «національні республіки» можна розглядати як декоративні утворення в завуальованій колоніальній політиці Москви. Яка на свій розсуд перекроювала їхні території, утворювала, або й повністю скасовувала. Суто формальні чинники обумовлювали й адміністративно незручні кордони між республіками, наявність «напіванклаів» і «ексклавів» (переважно в Середній Азії та на Кавказі). Російськими ексклавами були Крим і Калінінградська область. Упродовж 1924—1925 років було проведено «національно-державне розмежування» в Середній Азії, в результаті якого з Туркестанської АСРР РСФРР, Бухарської і Хорезмської СРР були утворені Узбецька і Туркменська СРР, Таджицька (1937 року отримала союзний статус) і Кара-Калпакська АСРР у складі РСФРР (1937 року отримала автономний статус у складі Узбецької РСР). Згодом були утворені Казакська і Киргизька АСРР (1936 року отримали статус союзних республік) і сформувався сучасний південний кордон Росії в Азії. Під час численних змін кількості суб'єктів Російської федерації, ієрархії звичайних та національних адміністративних одиниць усталилися: автономні республіки (АСРР) — Кримська, Якутська, Німців Поволжя, Чуваська, Карельська, Татарська, Башкирська, Дагестанська, Калмицька, Бурят-Монгольська, Казакська; краї — Нижньогородський, Середньоволзький, Нижньоволзький, Північнокавказький, Сибірський, Північний, Далекосхідний; 6 звичайних областей; 14 автономних; 3 національні округи. Автономні області та нацокруги входили до складу країв та областей. Упродовж 1930–х років відбулось «розукрупнення» регіонів, чимало країв було перетворено на області, утворено нові АРСР.

Територія РСФРР 1922 року
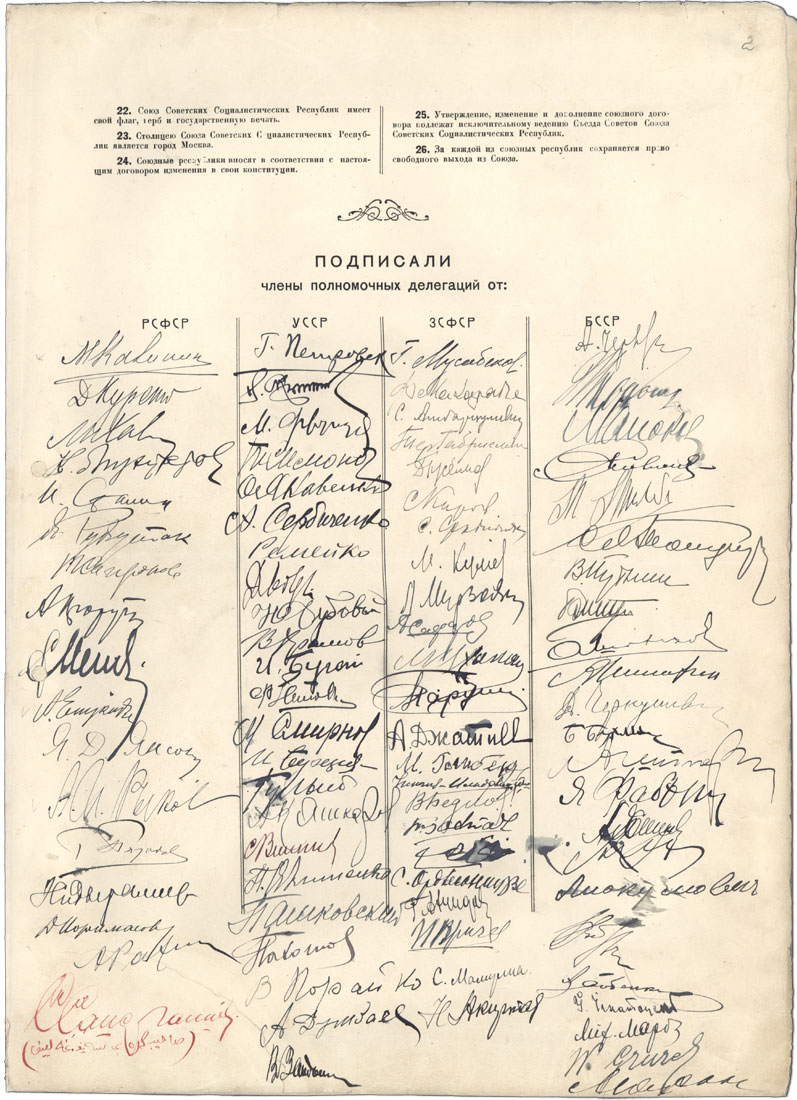
Підписи під декларацією про утворення Радянського Союзу
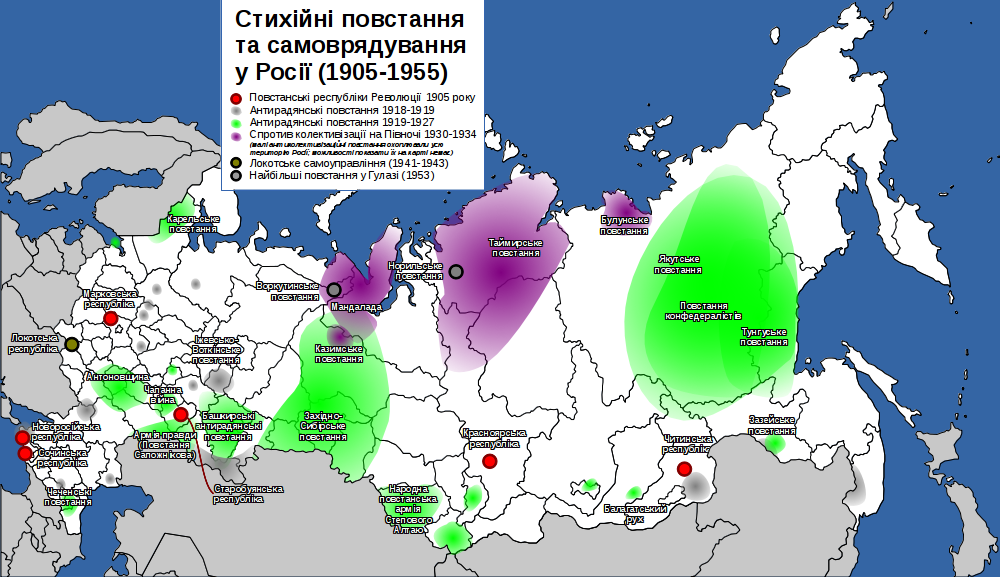
Стихійні повстання в Росії у першій половині ХХ століття
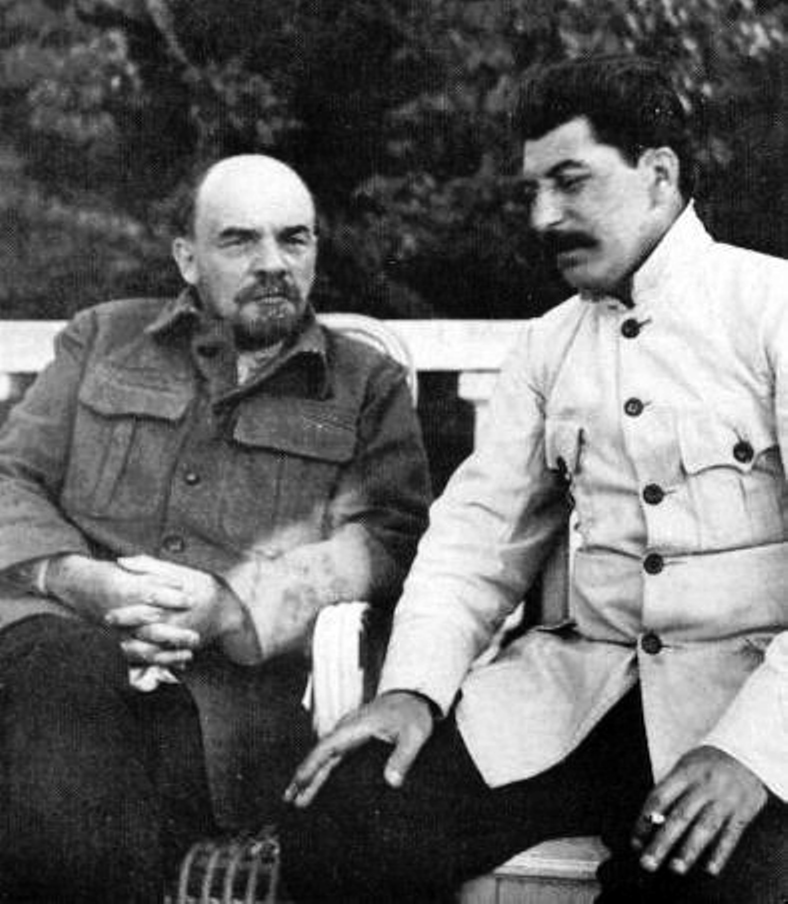
Ленін і Сталін, 1922 рік
Територія РРФСР 1956 року

### Правління Сталіна (1922—1953)
Після завершення Громадянської війни керівництво РКП(б) зосередилось на відновленні економіки. Для цього воно відмовилось від політики «воєнного комунізму» і з 1921 року запровадило елементи ринкової Нової економічної політики (НЕП), що дало певні результати. Після смерті Володимира Леніна 1924 року розгорнулася гостра політична боротьба за владу. Утверджувались авторитарні методи керівництва, які використав Йосип Сталін (1922—1953) для встановлення режиму одноосібної влади. З середини 1920-х років почалося згортання НЕПу і розпочалось проведення сталінської модернізації у формі форсованої індустріалізації і колективізації сільського господарства. Жорстокі соціальні експерименти призвели до подій Голодомору 1932—1933 років. До початку 1920-х років у країні було встановлено тоталітарний, суворо централізований політичний режим (сталінізм), який здійснював політику жорсткого ідеологічного контролю та масових репресій 1930-х років, насаджував ідеологічні стереотипи у свідомості народів. Особливо масовими вони стали після вбивства 1 грудня 1934 року Сергія Кірова. У суспільстві нагнітався масовий психоз навколо пошуку «ворогів народу» та «шкідників». Жертвами політичних репресій ставали партійні, державні та військові діячі, керівники союзних республік, інтелігенція, службовці, робітники і селяни. Сотні тисяч людей загинули у катівнях НКВС, а дармова праця мільйонів, кинутих у розгалужену систему таборів ГУЛАГу за найменшу провину або просто за підозрою, використовувалась для розбудови комунізму.
У культурному сенсі союзне керівництво спочатку вдалось до політики розвитку етнічної самосвідомості (коренізація), після чого змінила вектор у бік жорстких репресій проти національних інтелігенцій і стратегії всебічної русифікації. Свободу творчості, властиву післяреволюційним рокам (бурхливий розвиток різних форм художньої творчості, модерністських напрямів, вільних творчих об'єднань), заступили цензура і прагнення контролювати митців через мережу творчих спілок, догматизація культурної сфери через просування панівного стилю «соціалістичного реалізму» та придушенні альтернативних форм творчості.

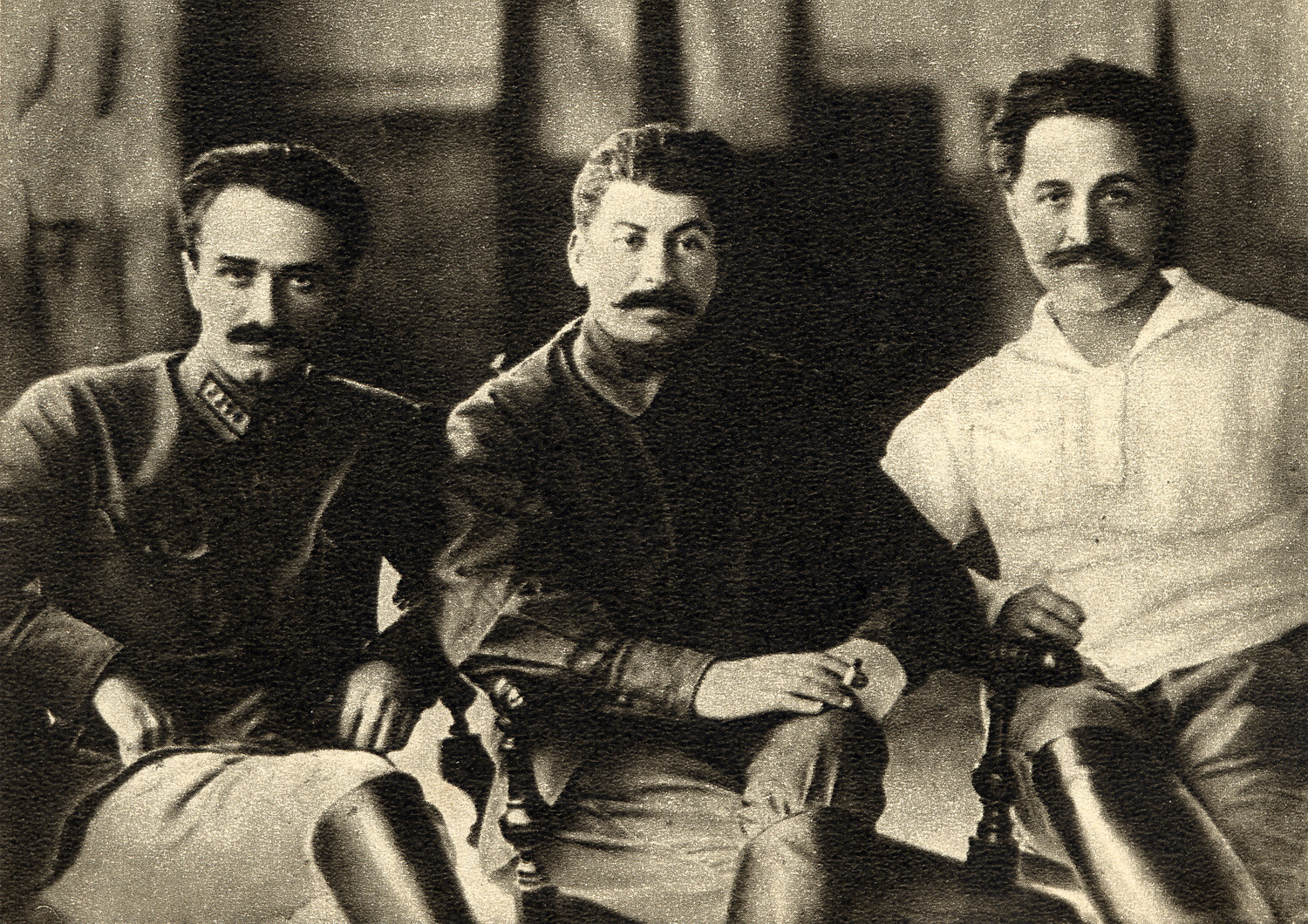
Серго Орджонікідзе, Йосип Сталін та Анастас Мікоян, 1925 рік
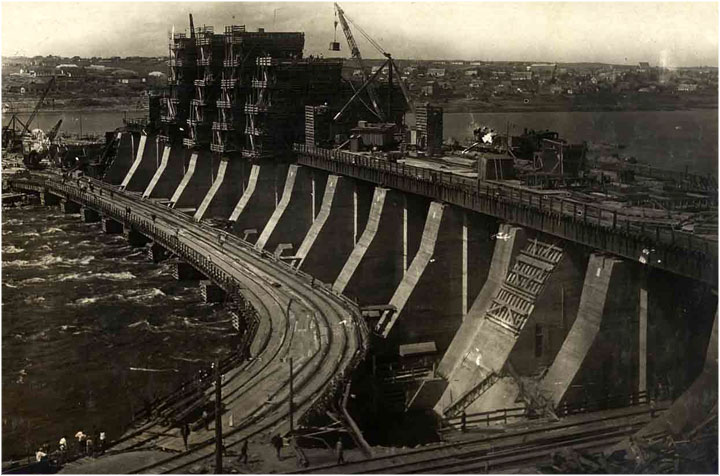
Будівництво Дніпрогесу, 1930 рік
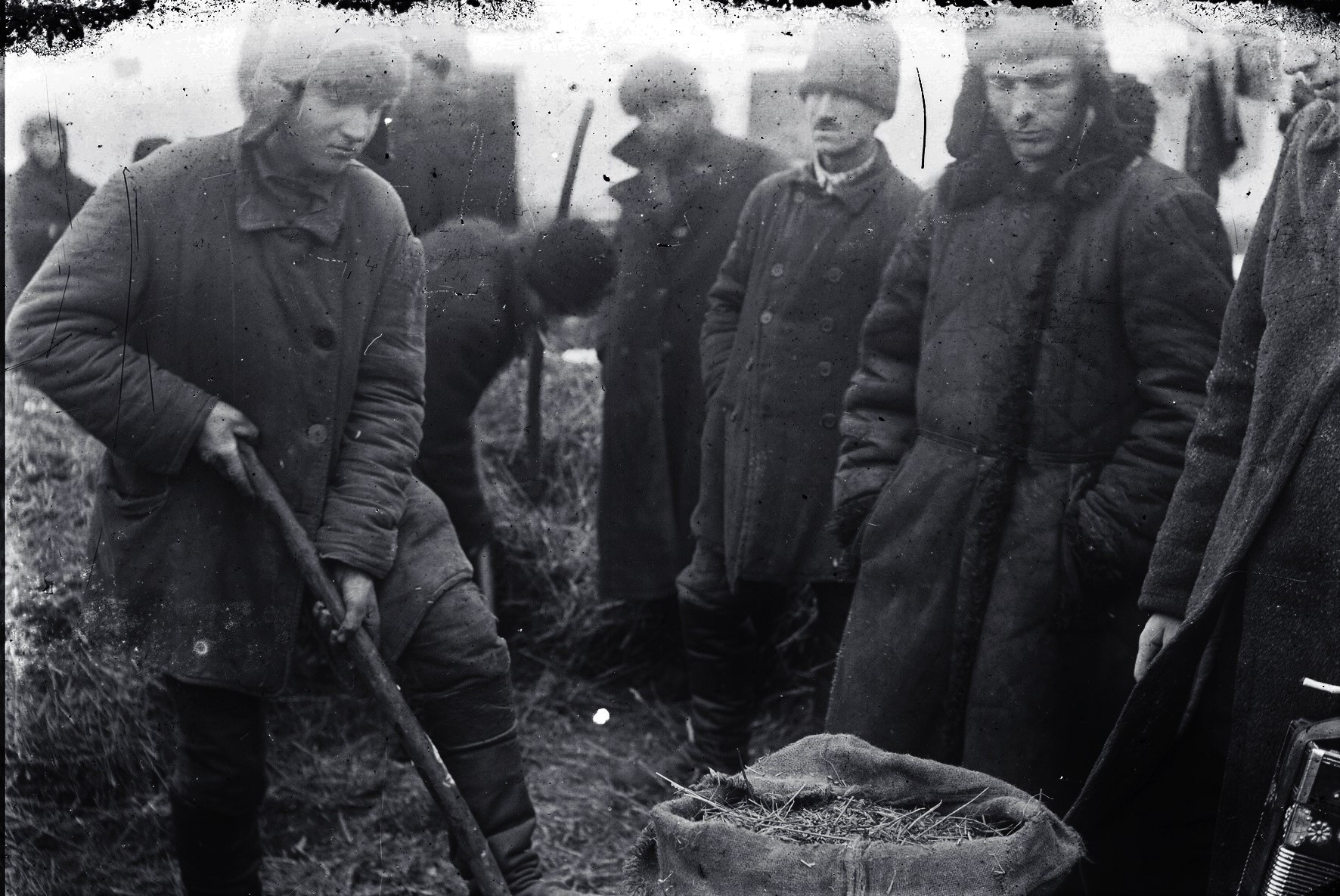
Пошуки зерна на селянському подвір'ї під час колективізації, Донецька область
Жертви Голодомору 1932—1933 років на вулицях «квітучого» Харкова
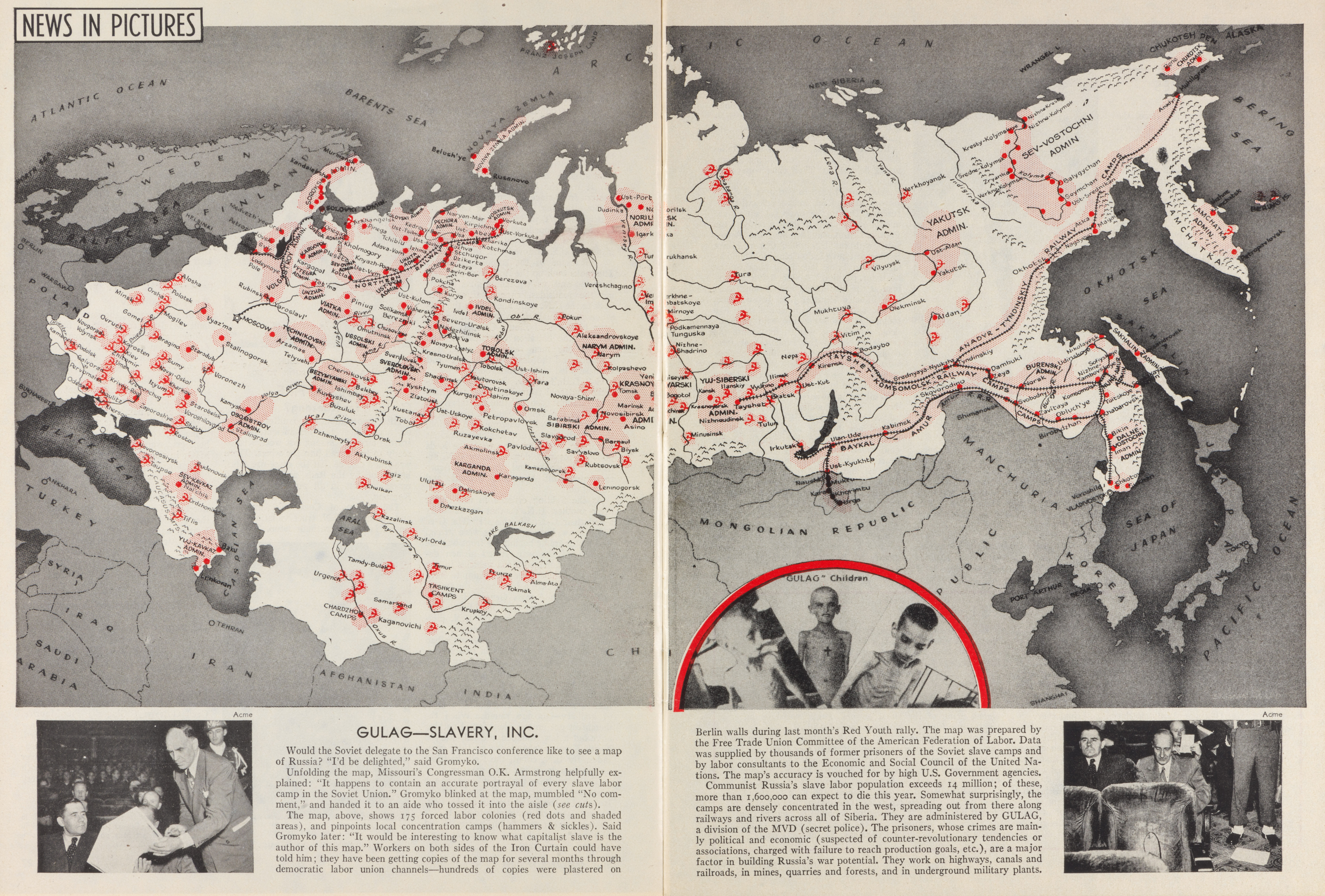
Мережа таборів ГУЛАГу як «будмайданчиків комунізму» (англ.)
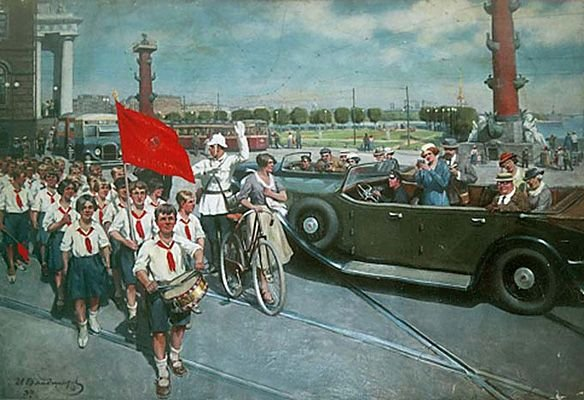
«Іноземці в Ленінграді», Іван Владимиров, 1937 рік

У зовнішній політиці СРСР скористався з кризи Версальської системи міжнародних відносин після поділу Чехословаччини 1938 року, і взяв активну участь у перерозподілі сфер впливу в Європі. 1939 року були укладені радянсько-німецькі договори (серед яких Пакт Молотова — Ріббентропа про перерозподіл сфер впливу у Східній Європі). Друга світова війна восени 1939 року розпочалась з розділу території Польщі між нацистським Третім Рейхом і комуністичним СРСР, внаслідок якого останньому відійшли західні частини сучасних України і Білорусі. Розв'язана СРСР невдала радянсько-фінляндська війна взимку 1939 року викреслила СРСР з країн-членів Ліги Націй. 31 березня 1940 року з Карельської АРСР і анексованих у Фінляндії територій була утворена Карело-Фінська РСР, шістнадцятий і останній член Радянського Союзу (союзний статус ліквідований 1956 року, територію приєднано до РРФСР знов на правах автономії). 1940 року СРСР анексував Естонію, Латвію та Литву через «проголошенням радянської влади», румунські Бессарабію та Північну Буковину як «добровільне входження». Були створені відповідні радянські республіки: Естонська, Латвійська, Литовська і Молдавська. До останньої приєднано територію української автономії — Молдавську АРСР (сучасне Придністров'я).
22 червня 1941 року Німеччина, порушивши договір про ненапад, розпочала війну проти СРСР. Ця німецько-радянська війна в російській історіографії отримала назву Великої вітчизняної. Наприкінці осені 1941 року радянським військам за підтримки нових союзників по антигітлерівській коаліції і суворих морозів вдалося зупинити вторгнення та вже в грудні перейти у контрнаступ (Битва за Москву). Мільйони людей і тисячі промислових підприємств були евакуйовані у центральні та східні регіони країни, де була створена нова могутня індустріальна база і зосереджені кадри з усіх європейських республік СРСР. Після невдалих спроб бездарного керівництва розгорнути контрнаступ «на всіх фронтах», що обернувся новими численними втратами, німецькі війська влітку 1942 року розгорнули масштабний наступ до Волги і Кавказьких гір. У грудні 1942 року під час Сталінградської битви стався корінний перелом у війні, який був закріплений наступного року під час найбільшої танкової битви в історії — Курської. До травня 1945 року радянські війська звільнили від німців всю окуповану територію СРСР та країн Центрально-Східної Європи. Війна в Європі завершилася 7 травня підписанням Акта про капітуляцію Німеччини. Війна завдала величезних матеріальних та людських втрат, лише в СРСР 26,6 млн громадян. Під час війни комуністична влада вдавалась до репресій та депортацій цілих народів та етнічних груп, представники яких були помічені в масовому колабораціонізмі, або підозрювались в неблагонадійності (німці, кримські татари, греки, чеченці та інгуші, калмики, балкарці, карачаївці та інші). У серпні 1945 року СРСР, згідно зобов'язань перед антигітлерівською коаліцією, розірвав договір про нейтралітет і об'явив війну Японії. Було розгромлене найбільше угруповання Японії в Манчжурії — Квантунська армія. За результатами війни територія СРСР доповнилась землями Тувинської Народної Республіки (1944 року утворено Тувинську АРСР), частиною Східної Пруссії (Калінінградська область), Печенгою (увійшла до складу Мурманської області), Південним Сахаліном і Курильськими островами (утворили Южносахалінську область у складі Хабаровського краю), Закарпаттям (Закарпатська область УРСР). Одночасно Бєлостоцька, частини Гродненської та Брестської областей Білоруської РСР, а також частини Львівської та Дрогобицької областей Української РСР були передані новоствореній Польській Народній Республіці. З 1944 року українське населення переселялось до східних областей України, а 1947 року зі східних регіонів Польщі до її західних кордонів (операція «Вісла»).

Німецько-радянський перерозподіл країн Східної Європи на початку Другої світової війни (англ.)
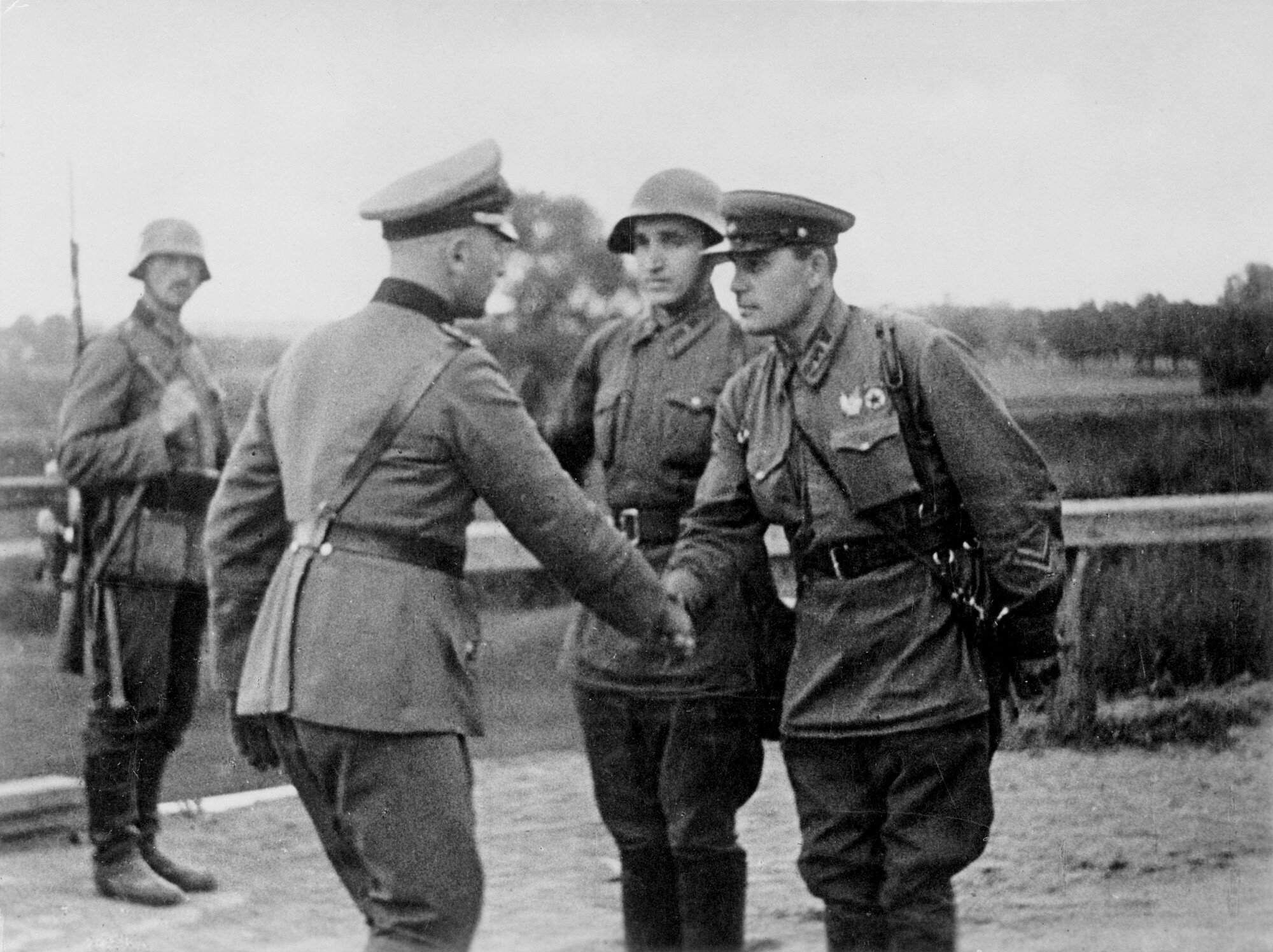
Зустріч німецьких і радянських союзних військ у Польщі, 1939 рік
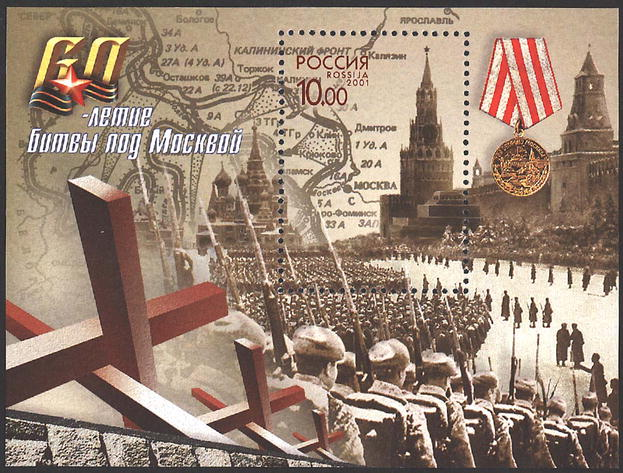
Російський поштовий блок присвячений 60-річчю битві під Москвою
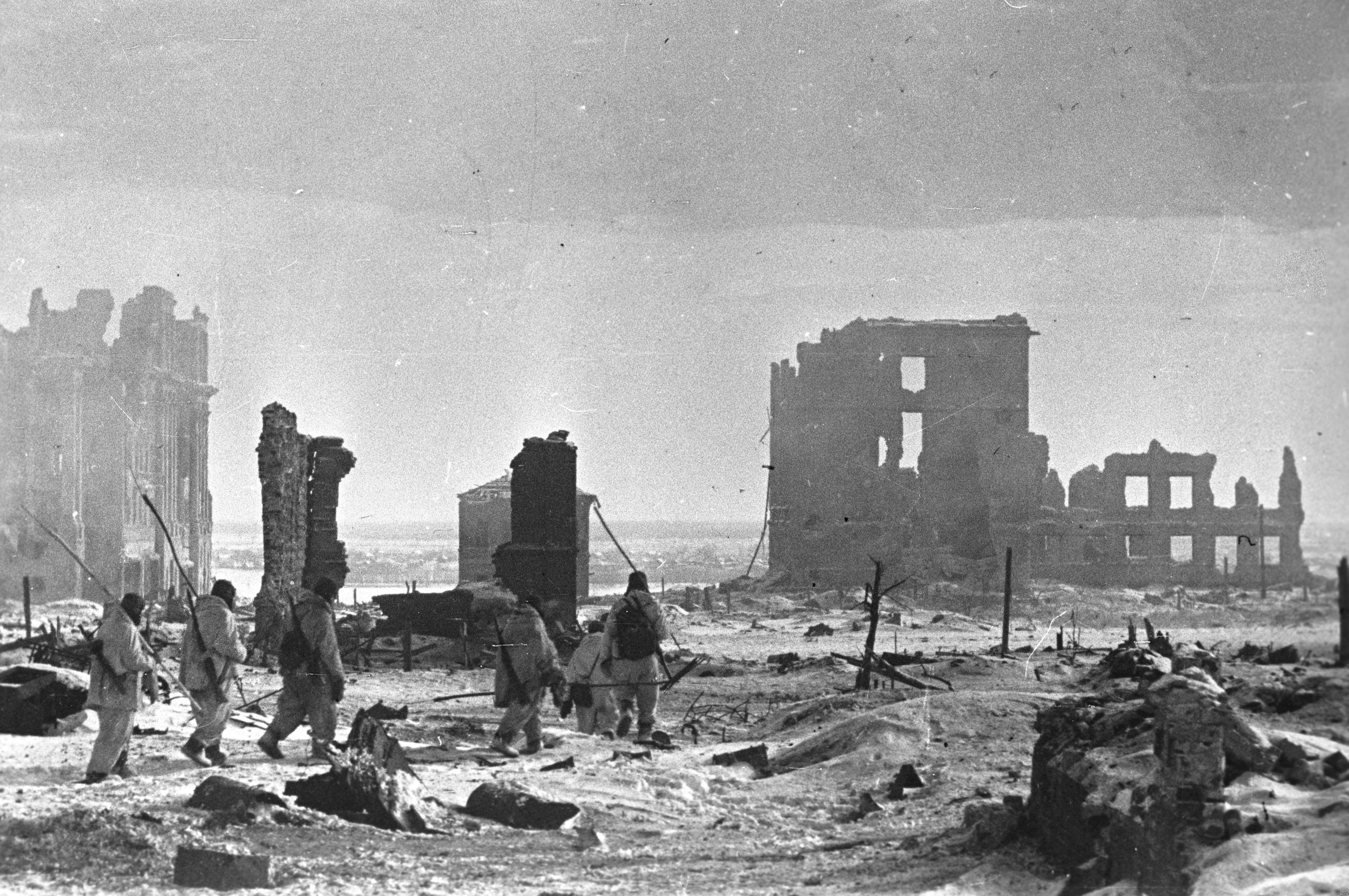
Руїна Сталінграда після Сталінградської битви
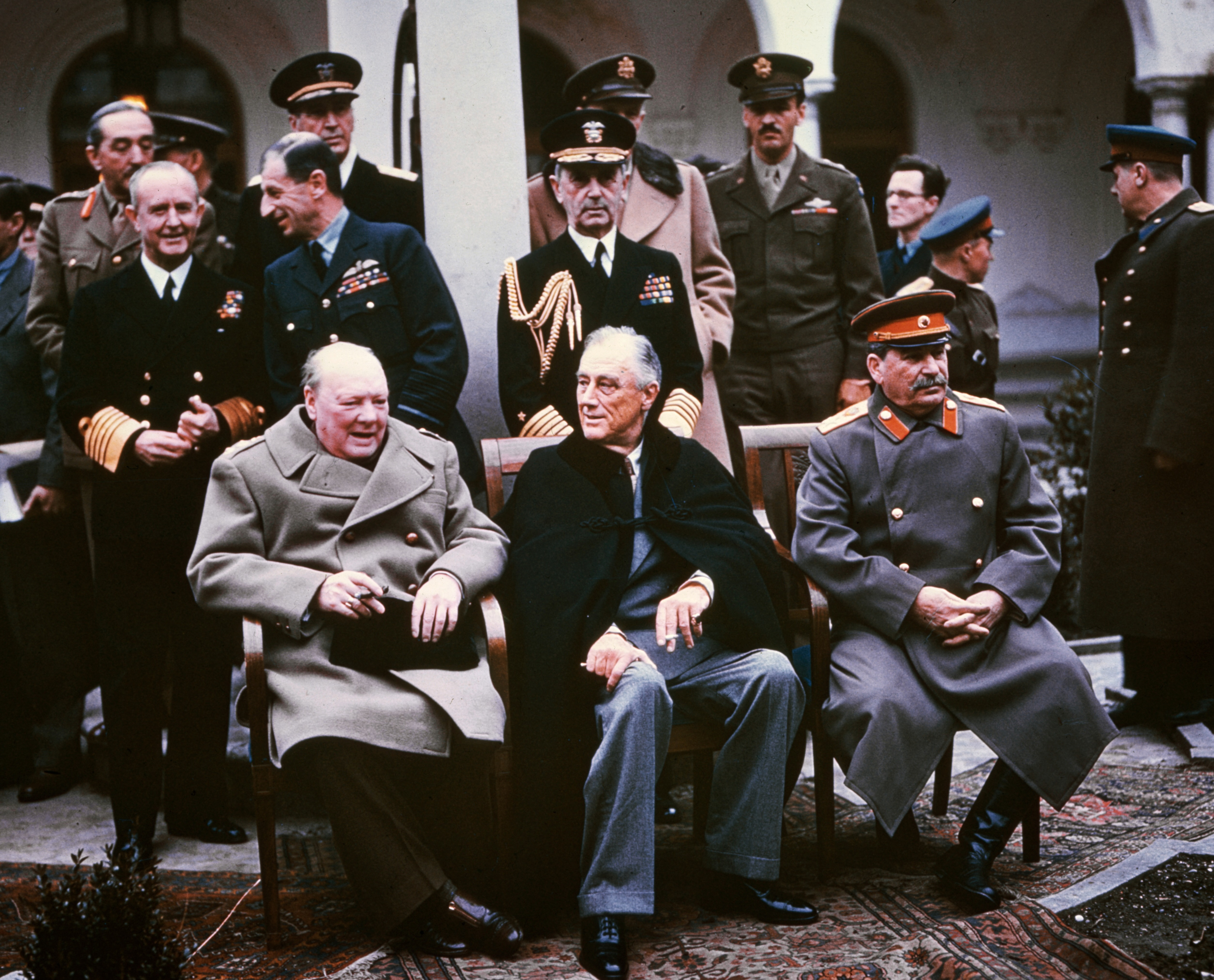
Вінстон Черчиль, Франклін Рузвельт і Йосип Сталін на Ялтинській конференції, 1945 рік
Повоєнні радянські сателіти в Європі (англ.)

Після перемоги у війні була здійснена демілітаризація та відновлення економіки СРСР, до 1950 року промислове виробництво збільшилося на 73 % у порівнянні з довоєнним. Сільське господарство відновлювалося повільнішими темпами, з величезними прорахунками (Голодомор 1946—1947 років). Проте вже 1947 року ситуація поліпшилася, були скасовані картки, проведена грошова реформа. Паралельно продовжувалася практика масових репресій, депортацій, ідеологічних кампаній («ждановщина», «лисенківщина», боротьба з «космополітизмом»), придушення повстанського руху в Західній Україні (УПА) та Прибалтиці (Лісові брати). Доба сталінізму проявилася в репресіях щодо науковців гуманітарної та природничої сфери, що призводило до знищення цілих перспективних наукових напрямів (генетика, кібернетика) та стагнації (філософія, економіка, історія, мовознавство). Пріоритет надавався підтримці прикладних, технологічних напрямів, зорієнтованих на підтримку обороноспроможності та ВПК (техніка, космонавтика, фізика, хімія). Подальше впровадження досягнень науково-технічної революції було повільним і не відповідало потребам суспільства, що проявлялось у неспроможності наздогнати передові країни Заходу.
Після закінчення Другої світової війни, попри створення глобальної політичної Організації Об'єднаних Націй (ООН) почався період глобальної політичної та ідеологічної конфронтації між країнами соціалістичного табору і країнами Заходу, що супроводжувався гонкою озброєнь і локальними збройними конфліктами — Холодна війна. Відповідно до рішень Ялтинської та Потсдамської конференцій 1945 року СРСР установив контроль над відповідними окупаційними зонами в Німеччині та Австрії. У ряді країн Центрально-Східної Європи були встановлені маріонеткові комуністичні режими, у відповідь на створення військово-політичного блоку НАТО, 1955 року країнами соціалістичного табору було укладено Варшавський договір.

### Правління Хрущова (1953—1964)
Після смерті Сталіна внаслідок боротьби угруповань партійного керівництва до влади прийшов Микита Хрущов (1953—1964). 1956 року на XX з'їзді КПРС він виступив із критикою культу особи Сталіна, розпочалась реабілітація жертв репресій, процес повернення депортованих народів на батьківщину, ліквідація системи ГУЛАГу. У цей час стали більше приділяти уваги соціальній сфері, розвиткові сільського господарства, щоб «наздогнати і перегнати Америку» (освоєння цілинних земель Казахстану). Проте відверті афери в продовольчій політиці обернулось зривами планів, підвищенням цін «голодними бунтами» (Новочеркаськ). Відносна лібералізація («відлига») активізувала творчий процес в усіх сферах мистецтва (доба «шістдесятництва»), з'явився «самвидав», виникали дисидентські рухи. Концентрація ресурсів на окремих напрямах науки і техніки дала змогу досягти значних успіхів: 1954 рік — перша у світі Обнінська АЕС, 1957 рік — перший штучний супутник Землі, 1961 рік — Юрій Гагарін, перша людина в космосі.
У цей період територія Росії сформувалась в сьогоднішньому вигляді. 1954 року Кримську область РРФСР передали до складу УРСР без уточнення статусу Севастополя, який був закріплений в Конституції УРСР 1978 року як місто республіканського підпорядкування. Наступного 1955 року до складу РРФСР повернули Клухорський район Грузії; 1956 року південну частину Джанібецького району Західноказахстанської області Казахстану, того ж року відновлено Карельську АРСР; 1957 року відновлено Чечено-Інгушську АРСР з поверненням гірських територій, переданих під час її розформування 1944 року до складу Грузії, а від Естонії передано Печорський залізничний вузол в обмін на 2 села Псковської області. Того ж року було розформовано кілька областей, після чого у складі РРФСР залишилось 16 АРСР, 5 автономних областей, 49 областей, 6 країв і 10 автономних округів.

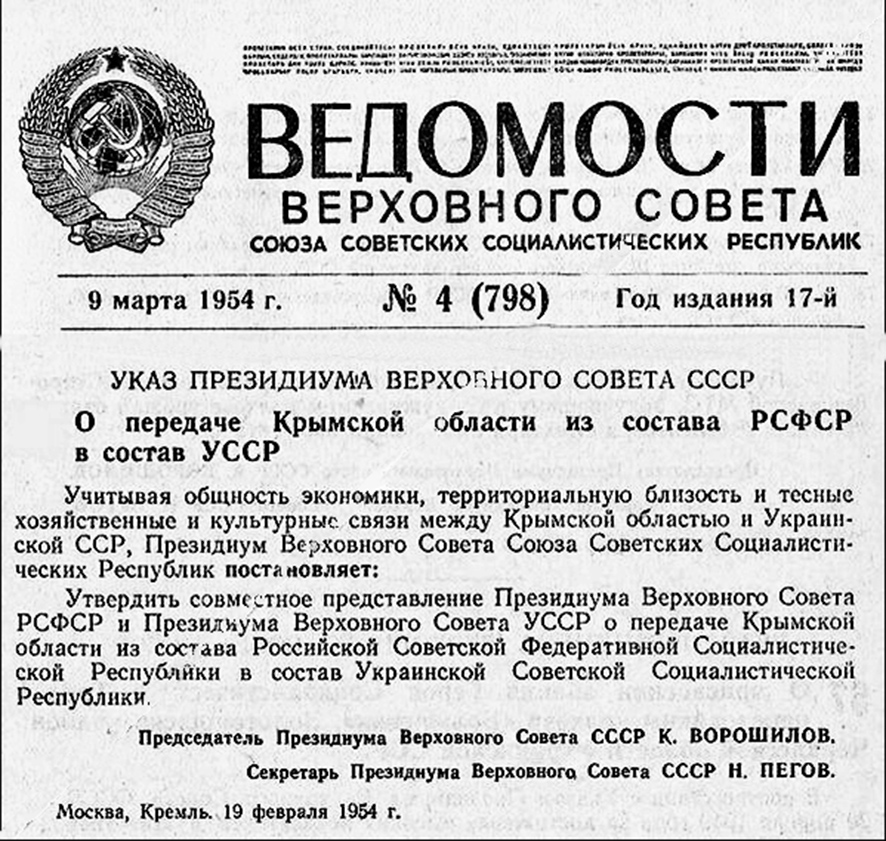
Указ про передачу Криму, 1954 рік
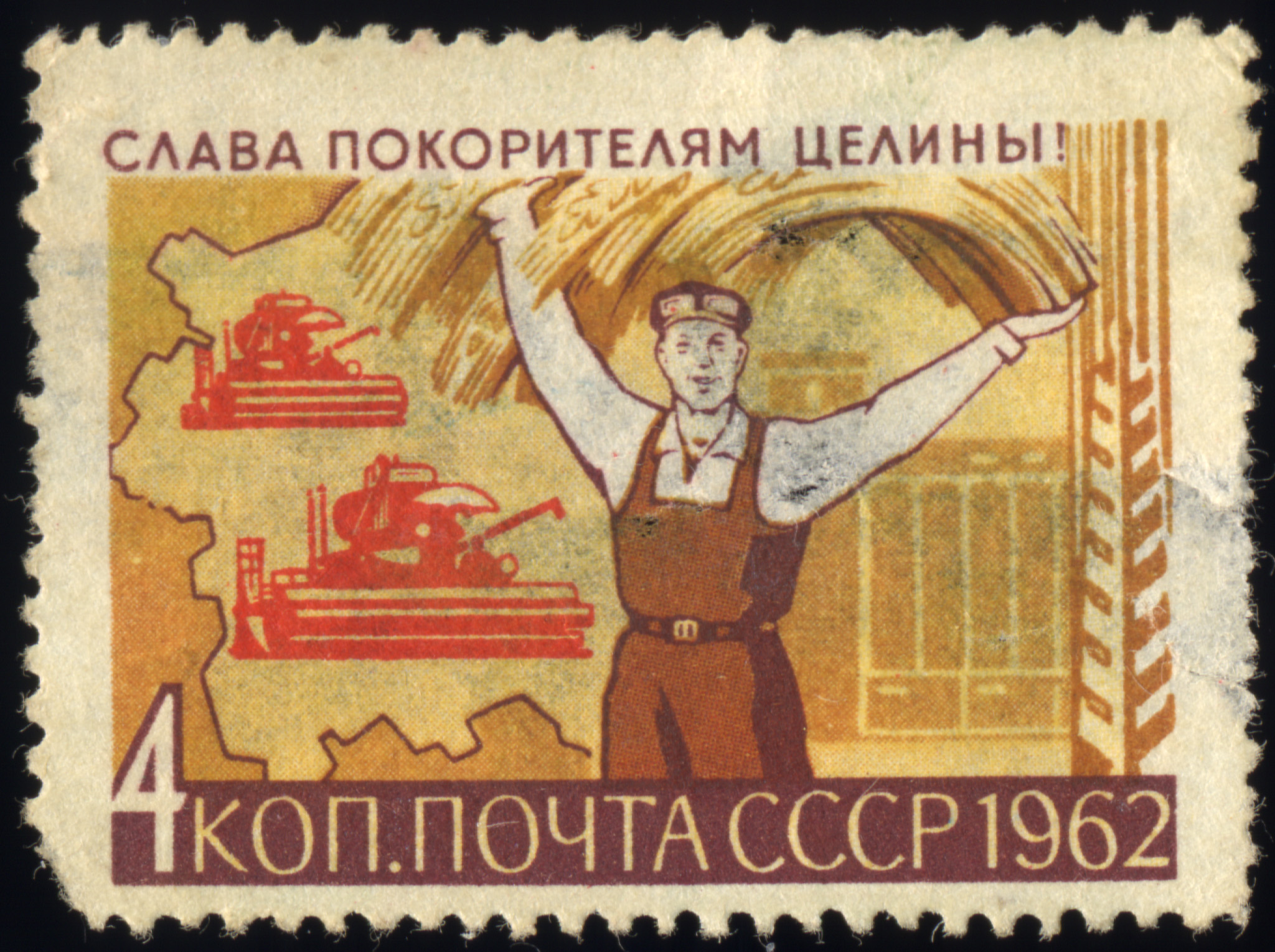
«Підкорювачам цілини», поштова марка СРСР
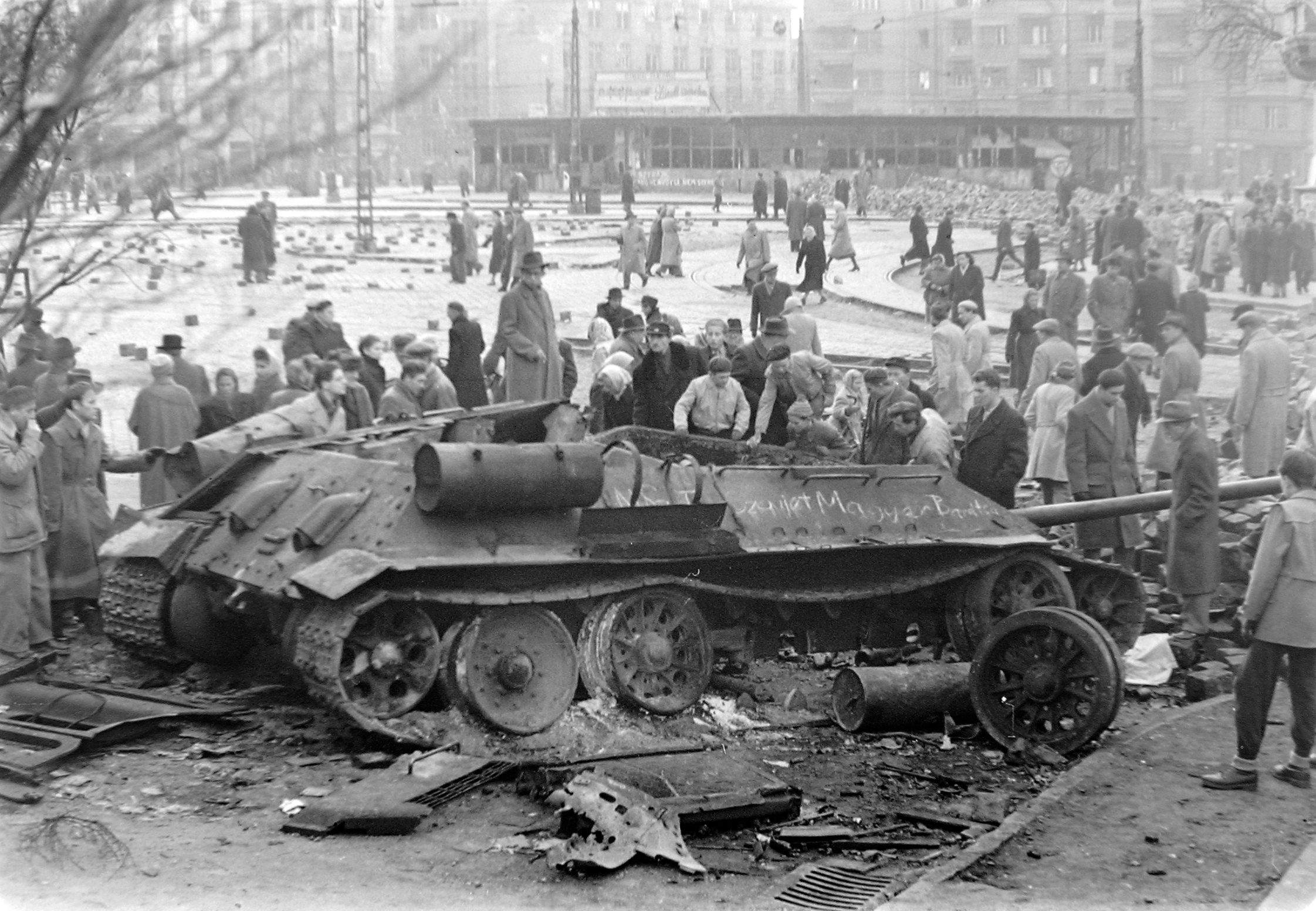
Угорське повстання 1956 року
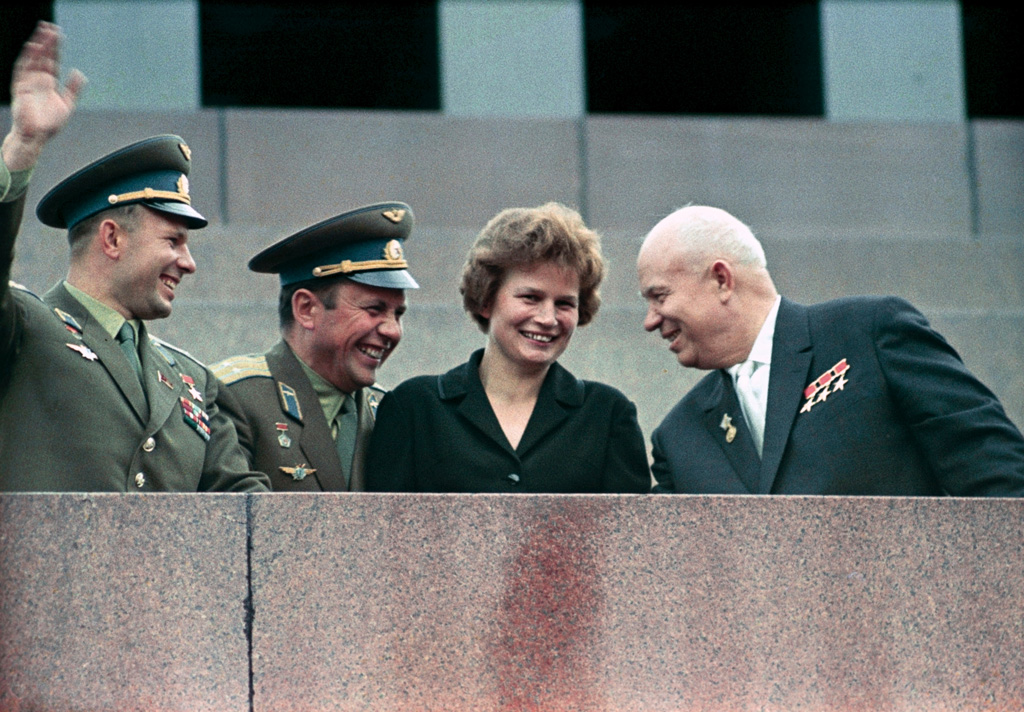
Радянські космонавти Гагарін, Попович, Терешкова разом з Хрущовим на трибуні Мавзолею
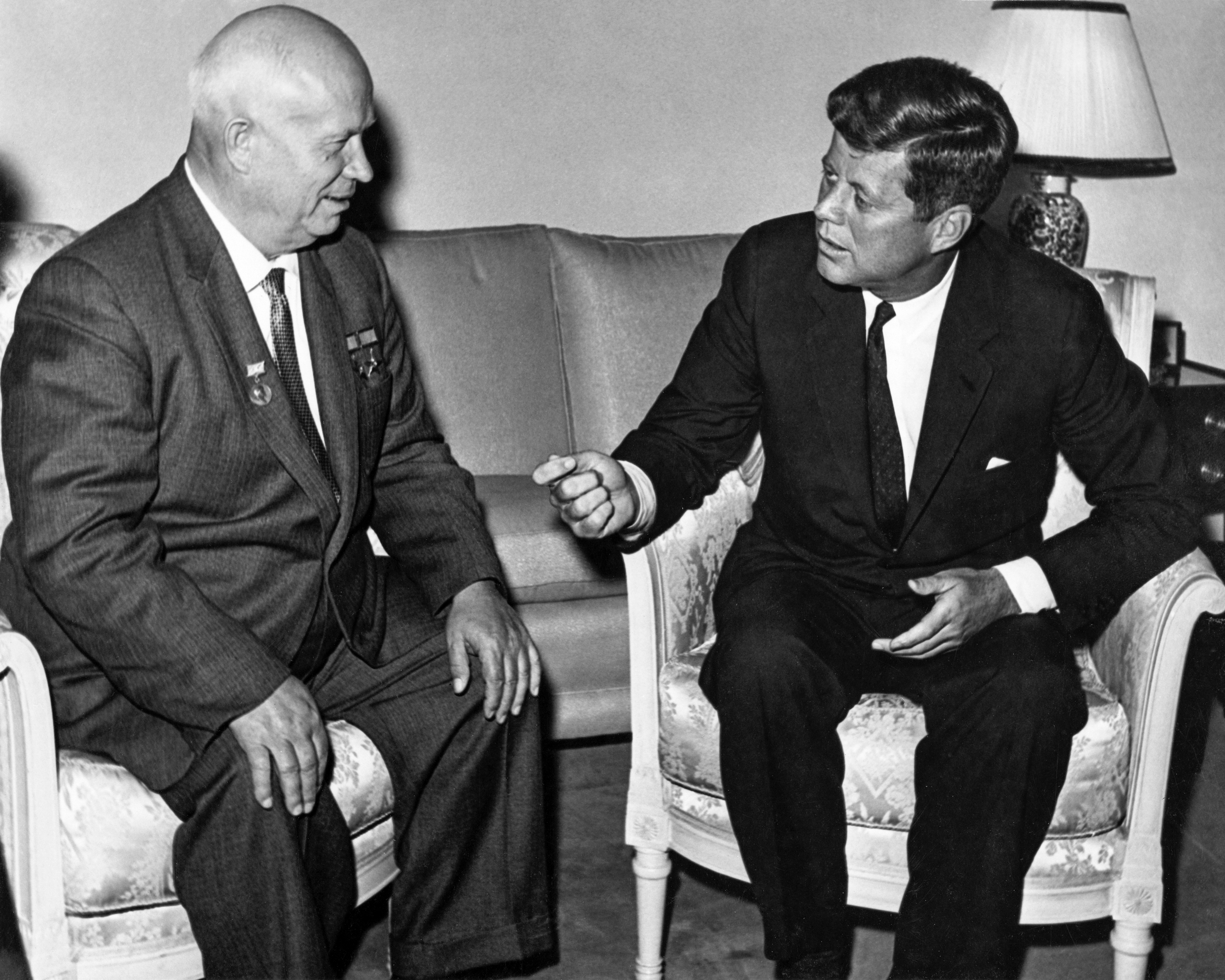
Микита Хрущов і Джон Кеннеді, 1961 рік
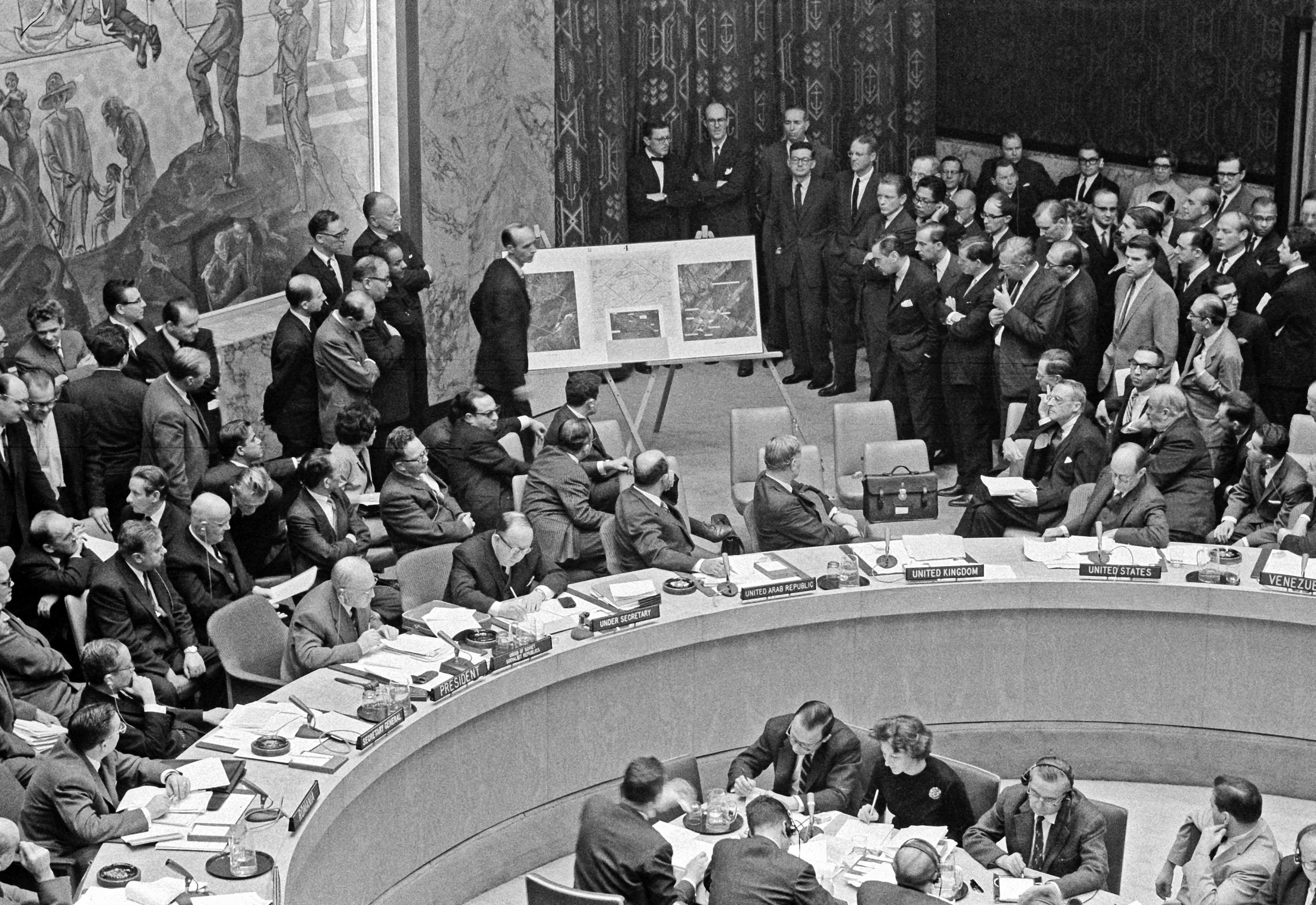
Засідання Ради безпеки ООН з приводу Карибської кризи, 1962 рік

У зовнішній політиці СРСР підтримував вигідні йому політичні режими в різних країнах. 1956 року війська СРСР взяли участь у придушенні антикомуністичного повстання в Угорщині. 1960 року через конфронтацію з маоїстським керівництвом КНР комуністичний табір розколовся навпіл. 1962 року між СРСР і США через розміщення радянських ядерних ракет на Кубі ледь не розпочалася ядерна війна (Карибська криза).

### Правління Брежнєва (1964—1983)
1964 року Хрущова, звинуваченого у «волюнтаризмі», було усунуто від влади, і КПРС очолив Леонід Брежнєв (1964—1983). Доба його урядування традиційно характеризується як «доба застою», тоді як сучасна ідеологія називала його епохою «розвинутого соціалізму». У цей час активізувалося освоєння Сибіру, Крайньої Півночі та Далекого Сходу (будівництво Байкало-Амурської магістралі, розробка великих покладів нафти і газу у Західному Сибіру), в обмін на труби та залучення німецьких технологій, співробітництво з країнами Ради економічної взаємодопомоги, розпочався активний експорт енергоресурсів до Європи. Були збудовані турбопроводи («Дружба», Уренгой — Ужгород та інші). Успіхи в освоєнні космосу, розвитку авіації, атомної енергетики, фундаментальних і прикладних наук, в системі соціального забезпечення, культурі та спорті відбувалися на тлі уповільнення темпів розвитку економіки екстенсивного характеру, превалювання галузей ВПК. Неефективна модель командної економіки призвела до очевидного відставання у високотехнологічних і науковомістких галузях від провідних країн Заходу. У внутрішній політиці відбувся рішучий розворот і згортання залишків «відлиги». Органи державної безпеки посилили боротьбу з інакомисленням та дисидентством. Унітаризація і бюрократизація всіх ділянок життя СРСР мали на меті прискорити процеси інтеграції республік в єдину державу і на основі російської мови і культури витворити нову «історичну спільність людей — радянський народ». Масова пропаганда формувала і небезуспішно утверджувала у суспільній свідомості всіх народів СРСР, а передусім російського, вищість російської культури над культурами інших народів. 1977 року було прийнято нову Конституцію СРСР (через рік Конституцію РРФСР), яка мала стати парадним фасадом суспільства «розвинутого соціалізму».

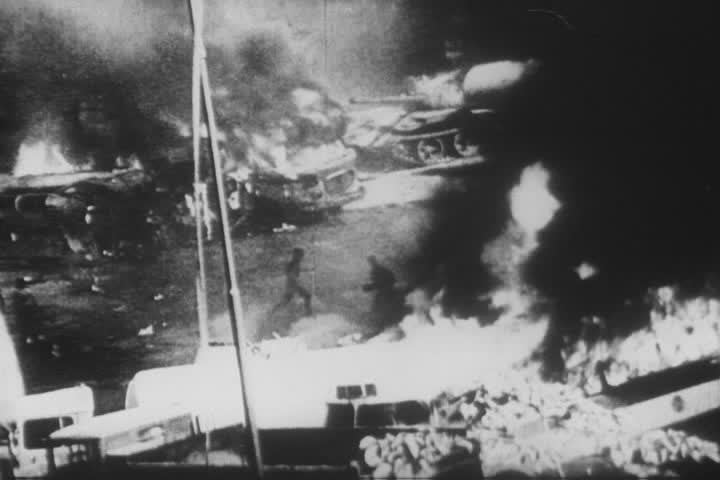
Празькі барикади у полум'ї серпня 1968 року
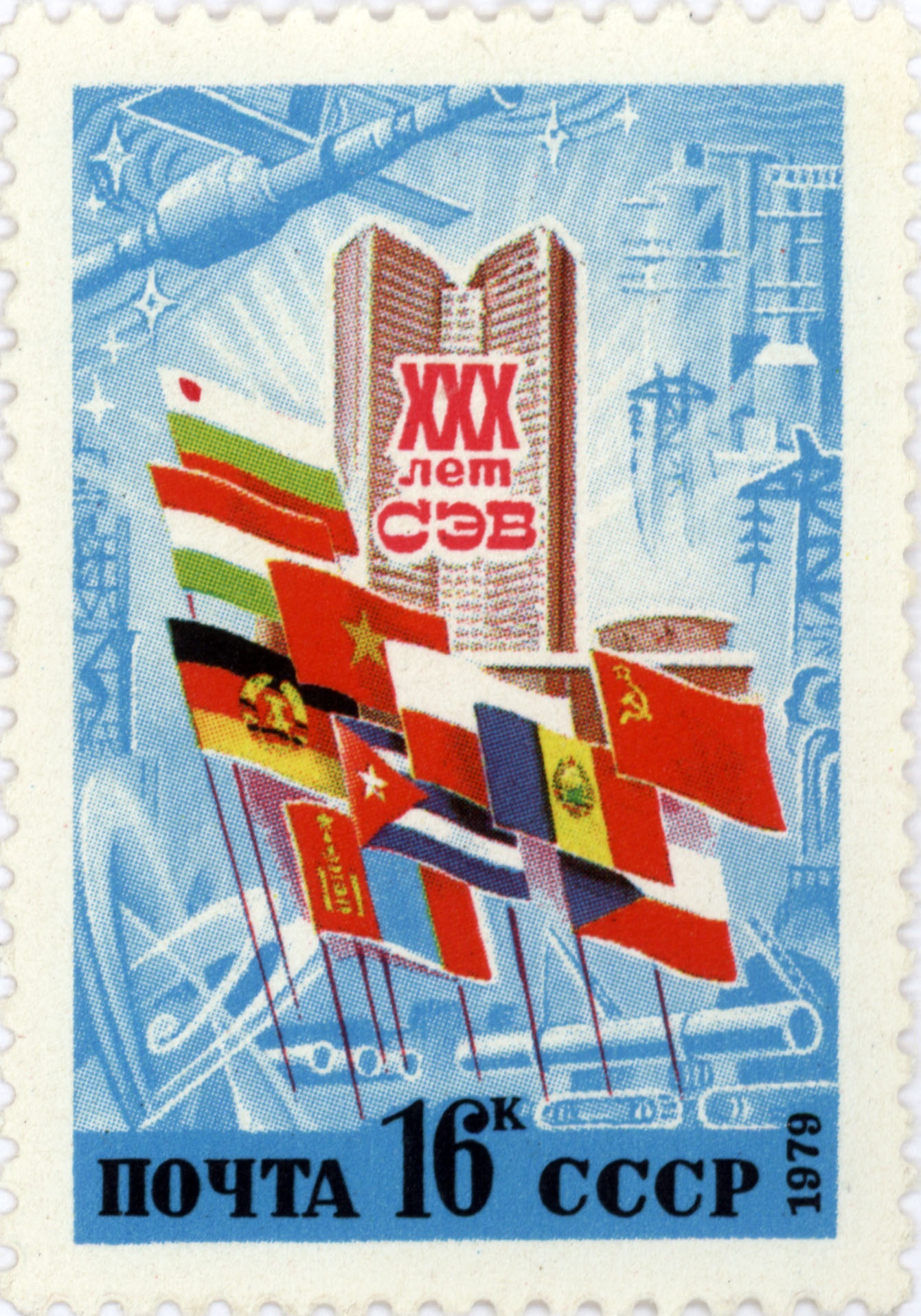
Поштова марка СРСР присвячена організації РЕВ
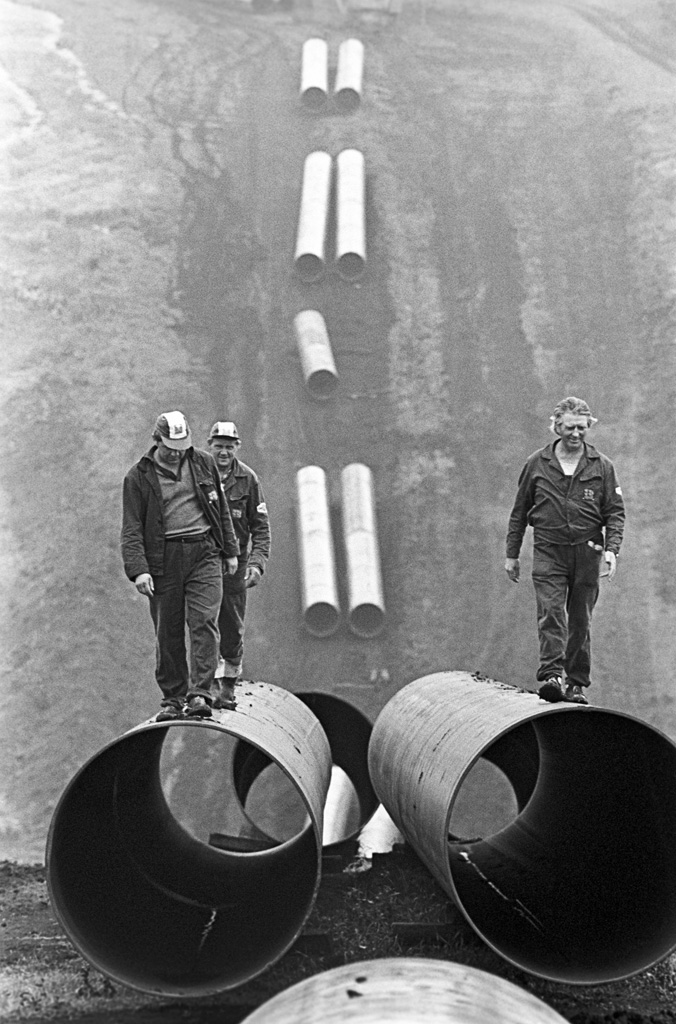
Будівництво нафто- й газогонів до Європи
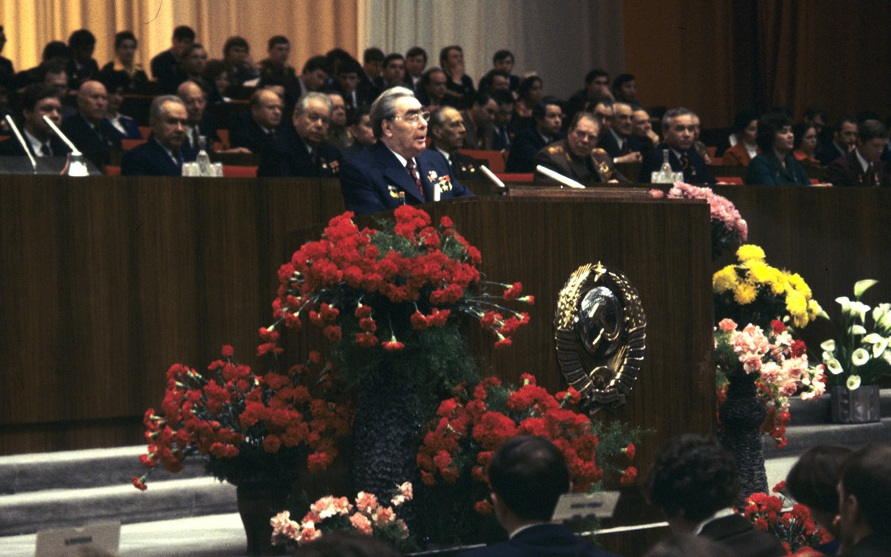
Відкриття XVIII з'їзду ВЛКСМ 1978 року
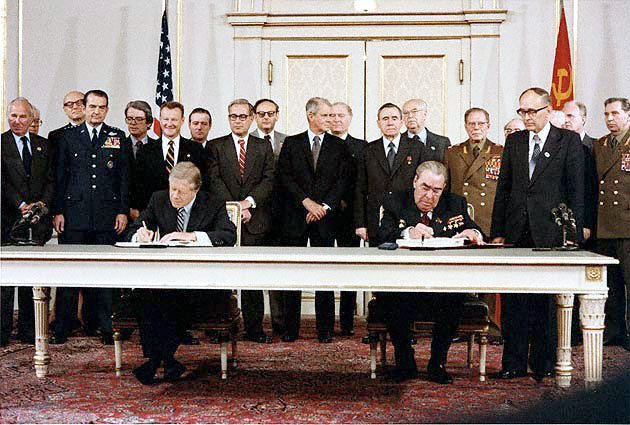
Леонід Брежнєв і Джиммі Картер підписують договір ОСО-2, 1979 рік
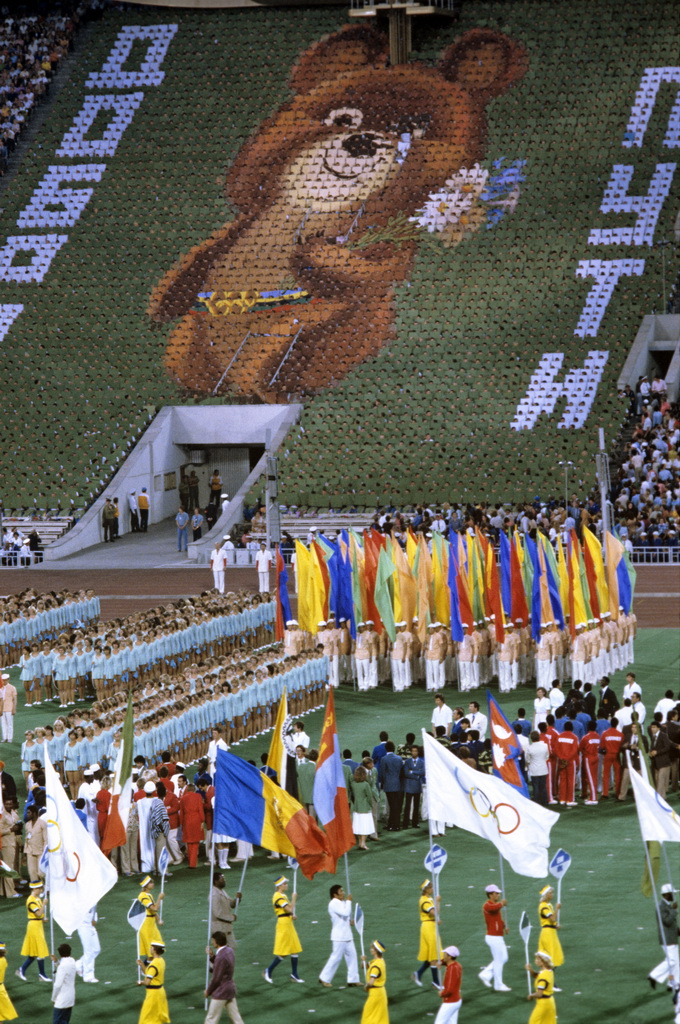
Московська літня олімпіада 1980 року

1968 року радянські війська придушили ліберальні політичні реформи в Чехословаччині (операція «Дунай»). Втім наступного десятиліття відбулось значне поліпшення у міжнародних відносинах, внутрішньонімецьких, американсько-китайських, американсько-радянських (договори про обмеження стратегічних наступальних озброєнь). 1975 року в Гельсінкі було підписано Заключний акт Наради з безпеки і співробітництва в Європі. Край «політиці розрядки напруження» поклав СРСР 1979 року, коли здійснив військовий переворот в Афганістані й увів війська на підтримку маріонеткового уряду Бабрака Кармаля, що призвело до тривалого збройного протистояння і відновлення «Холодної війни», яку президент США Рональд Рейган вивів на новий рівень «Зоряних війн». Країна опиняється в міжнародній ізоляції на фоні падіння світових цін на вуглеводні, дохід від продажу яких дозволяв покривати проблеми в неефективній економіці впав на половину, що яскраво засвідчив бойкот Олімпійських ігор 1980 року з боку провідних західних країн.

### Правління Горбачова (1985—1991)
Після нетривалого керівництва Юрія Андропова (1983—1984) та Костянтина Черненка (1984—1985), 1985 року генеральним секретарем ЦК КПРС став Михайло Горбачов (1985—1991). Він розпочав політику прискорення соціально-економічного розвитку, провів антиалкогольну кампанію, «боротьбу з нетрудовими доходами», впровадив держприйомку, як механізм боротьби з масовим браком. 1987 року розпочались масштабніші перетворення — «Перебудова», яка дуже швидко зайшла в глухий кут. Втім відбулась лібералізація суспільно-політичного життя, запроваджувались принципи свободи слова, відбувались спроби демократизації КПРС (плюралізм думок, гласність). Послаблення політичного та ідеологічного диктату КПРС призвело до виникнення політичних партій, організацій і рухів, які виступили проти тоталітарного режиму та унітарної держави. Після I з'їзду народних депутатів СРСР 1989 року різко загострилося протистояння політичних сил, розпочалися суперечки з питань майбутнього устрою держави, у союзних республіках виникли і ширились національно-демократичні рухи, в Прибалтиці розпочались виступи за вихід зі складу СРСР та відновлення незалежності. Табір російських реформаторів очолив один з колишніх керівників КПРС Борис Єльцин. 11 березня 1990 року Литва першою з радянських республік проголосила про свою незалежність, спроба придушити яку вилилась в кроваві події січня 1991 року у Вільнюсі. Литву наслідували Латвія й Естонія. На Кавказі та в Середній Азії спалахнули збройні міжнаціональні конфлікти.

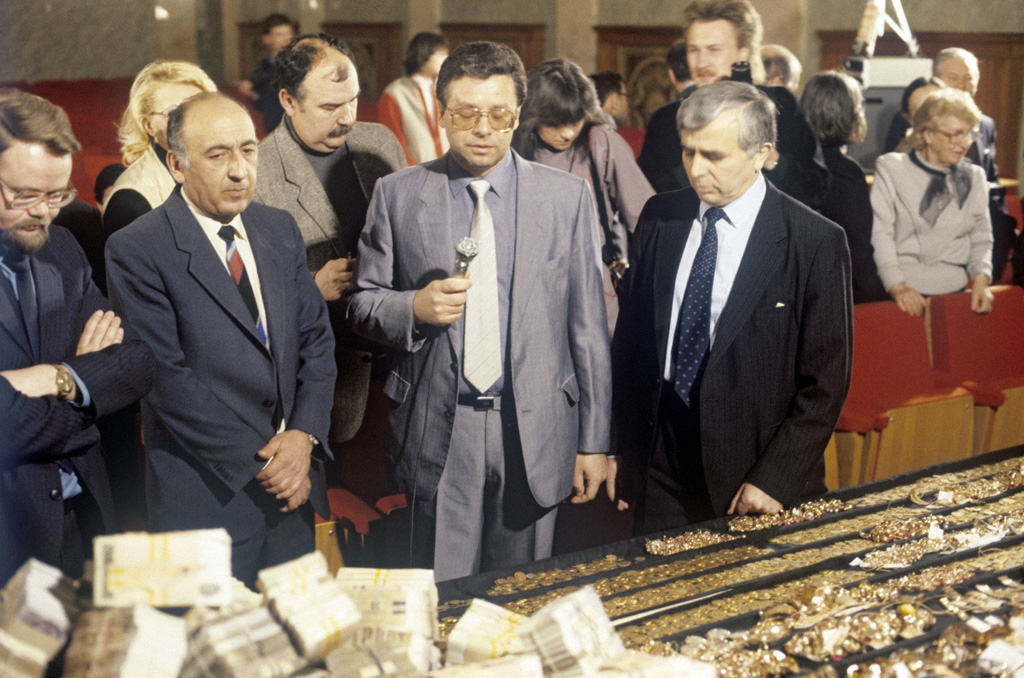
Коштовності, вилучені в узбецьких держслужбовців-хабарників
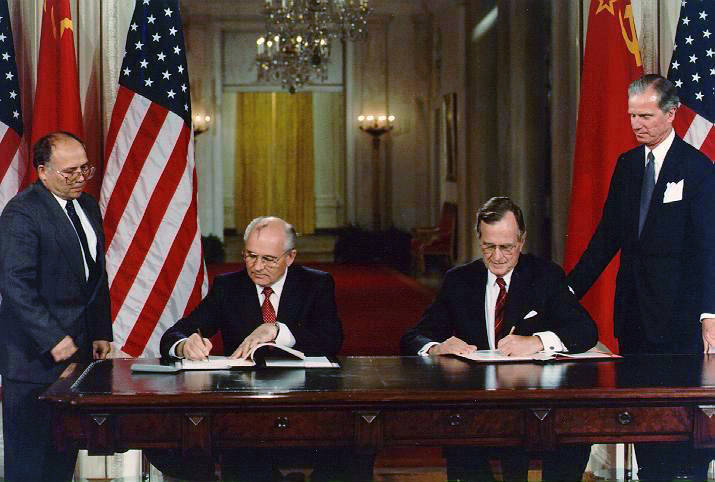
Михайло Горбачов і Джордж Буш
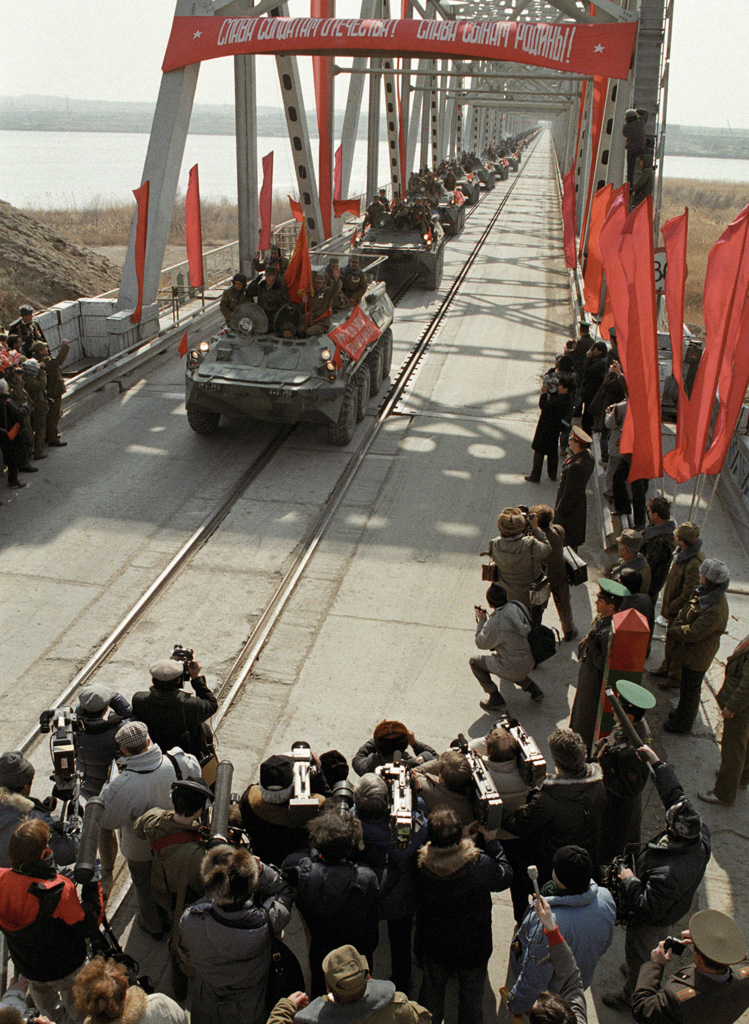
Вивід радянських військ з Афганістану, 1989 рік
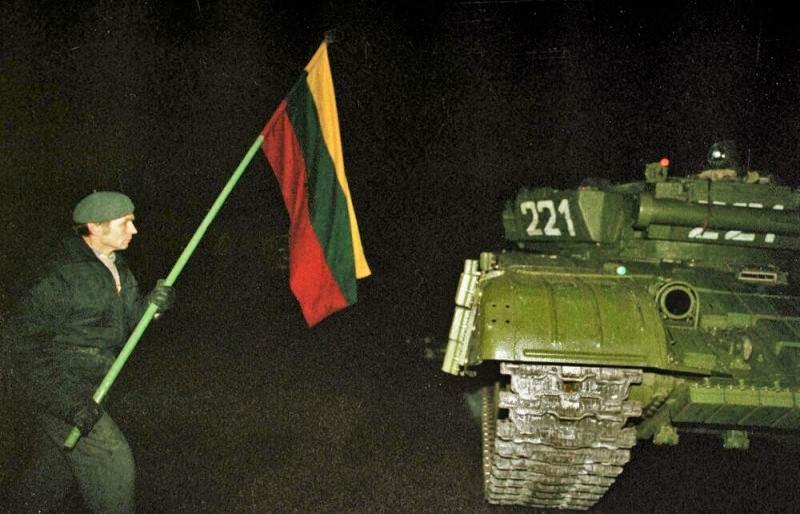
Січневі події 1991 року у Вільнюсі
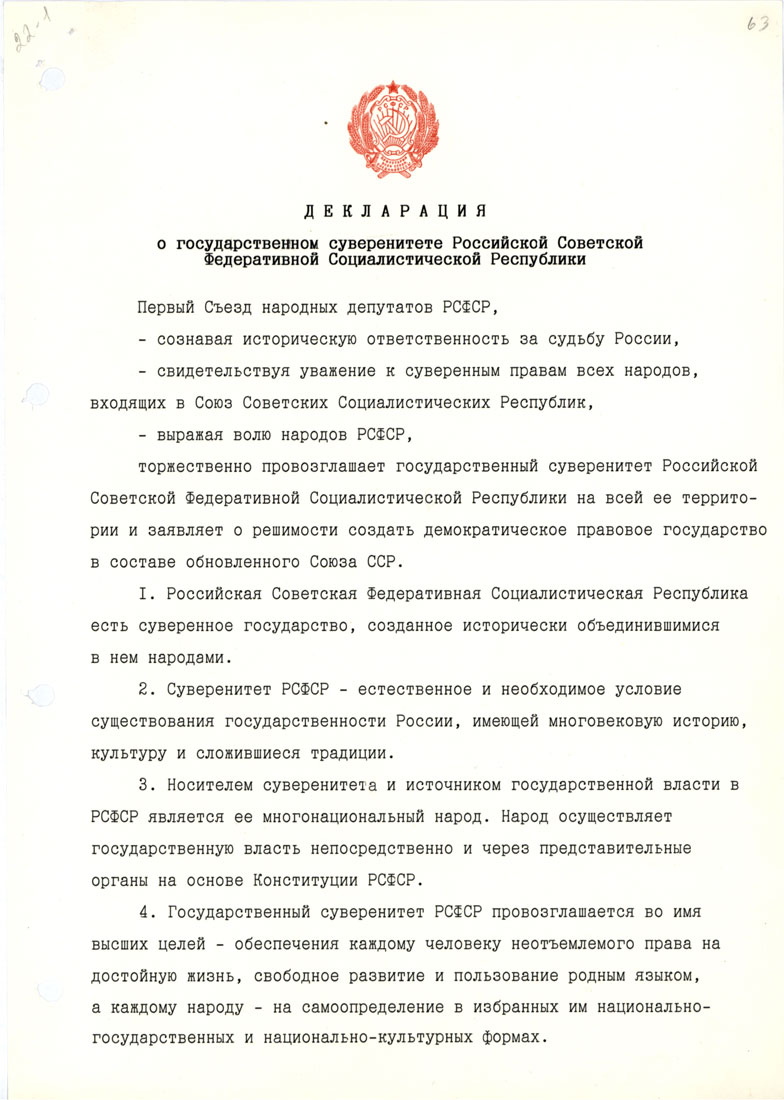
Декларація про державний суверенітет Росії
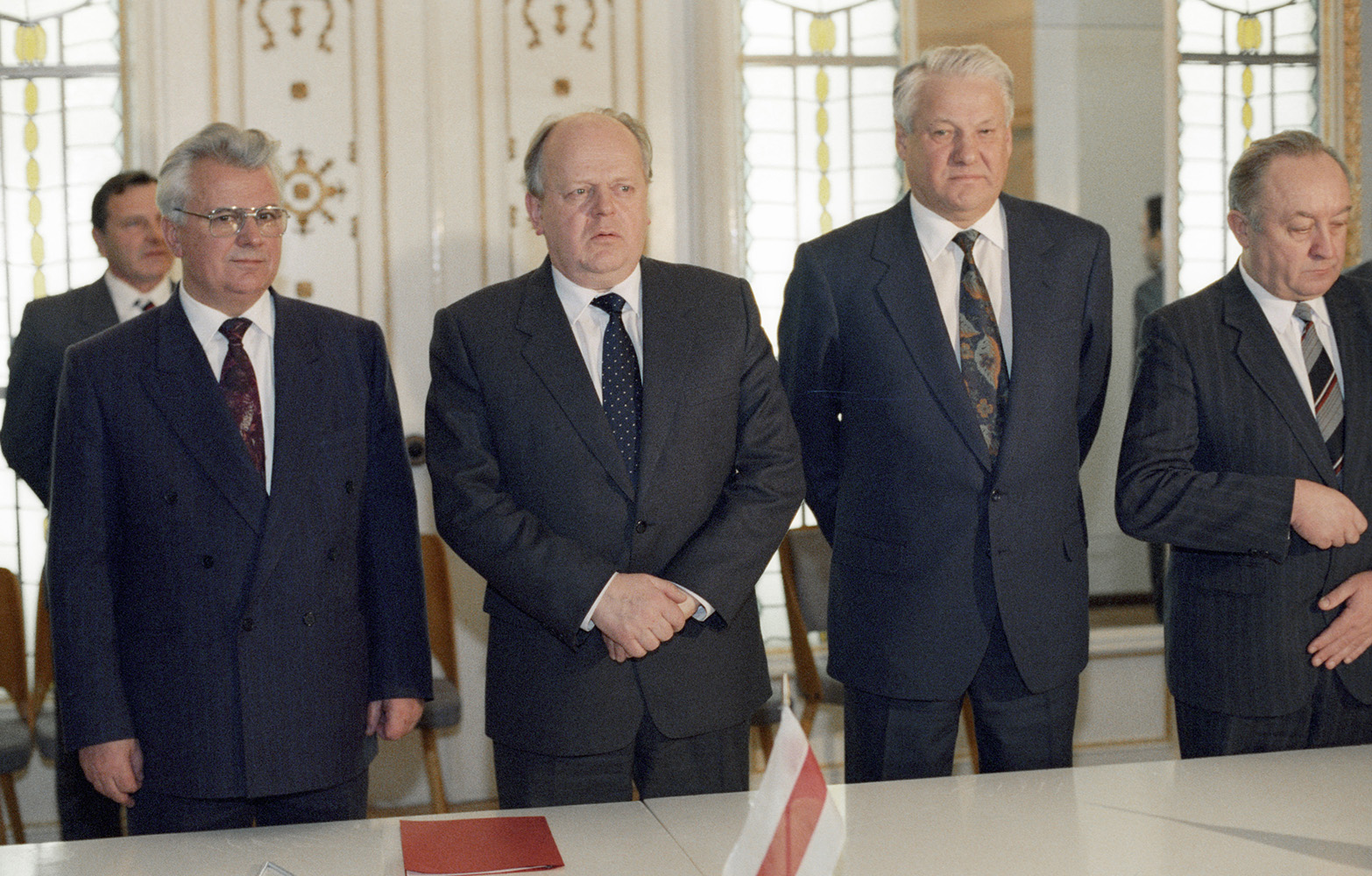
Підписання Біловезьких угод

12 червня 1990 року Верховна Рада РРФСР на чолі з Борисом Єльциним, за прикладом прибалтійських республік, видала Декларацію про державний суверенітет РРФСР, яка спричинила ефект доміно і аналогічні декларації були прийняті в інших республіках. 12 червня 1991 року на перших всенародних виборах президентом РРФСР було обрано Бориса Єльцина (1991—1999). 19–21 серпня 1991 року в Москві відбулась невдала спроба військового заколоту, який фактично позбавив Горбачова важелів влади, які перехопили союзні республіки. 24 серпня 1991 року Верховна Рада УРСР, другого за політичною вагою члена Радянського Союзу, ухвалила Акт проголошення незалежності, підтверджений всенародним референдумом 1 грудня того ж року. 8 грудня 1991 року лідери Росії (Борис Єльцин), України (Леонід Кравчук) та Білорусі (Станіслав Шушкевич) підписали Біловезькі угоди про припинення існування СРСР, як суб'єкта міжнародного права, та домовились про утворення Співдружності Незалежних Держав. 12 грудня 1991 року Верховна Рада РРФСР ратифікувала цю угоду і денонсувала Договір про утворення СРСР. 25 грудня 1991 року Михайло Горбачов оголосив про свою відставку з посади президента СРСР, усю повноту влади в Росії отримав Борис Єльцин. 26 грудня Рада Союзу Верховної ради СРСР визнала, що СРСР припинив існування.

## Російська Федерація

### Правління Єльцина (1991—1999)
Самостійний розвиток Російської Федерації на політичній арені розпочався з утвердження правонаступництва СРСР як суб'єкта міжнародного права. Таким чином Росія автоматично перебрала на себе членство в усіх міжнародних організаціях в яких перебував СРСР на момент його розпаду, у тому числі і місце постійного члена Ради Безпеки ООН. У внутрішній політиці відразу розпочалось узгодження конституційних засад федеративного устрою держави. 31 березня 1992 року всі республіки та інші автономні й адміністративні утворення (надалі суб'єкти федераціі), за винятком Татарстану, Ічкерії (Чечня) та Інгушетії, для врегулювання конфліктів між загальноросійським законодавством і місцевими деклараціями про державний суверенітет, підписали «Федеративний договір», що запровадив основні принципи федералізму в Росії.
Перехід від командної до ринкової економіки відзначився радикальними економічними реформами, що незабаром дали свої плоди. Новосформований уряд Росії, що складався з радикально настроєних учених-реформаторів на чолі з Єгором Гайдаром, проголосив курс на проведення глибоких економічних перетворень з метою створення у країні ринкової економіки. 1 січня 1992 року було скасовано державне регулювання цін, внаслідок чого було подолано дефіцит споживчих товарів із одночасним запуском гіперінфляції та падіння життєвого рівня населення. Впродовж 1990-х років відбувалось масштабне роздержавлення (приватизація) і перерозподіл засобів виробництва, різка поляризація доходів; 1993 року проведена конфіскаційна грошова реформа, радянські карбованці були замінені на російські рублі.
Безкомпромісні ринкові реформи, які почав здійснювати уряд, зумовили значне погіршення матеріального становища основної маси населення та зростання соціальної напруженості у російському суспільстві. Проти радикальних економічних змін виступили ліві сили та стара номенклатура, які, використовуючи лозунг захисту інтересів «трудящих мас», піддали різкій критиці політику президента і уряду. Це було використано консервативною більшістю Верховної Ради, до якої приєднались численні національно-патріотичні групи, що мріяли про відродження «великої Росії». Парламент блокував реформи уряду, який після вимушеної відставки Єгора Гайдара очолив Віктор Черномирдін. У жовтні 1993 року відбувся конституційний конфлікт між президентом та керівництвом Верховної Ради на чолі з Русланом Хасбулатовим за підтримки віце-президента Олександра Руцького. Парламент був розпущений із застосуванням військ, ради народних депутатів були розпущені або перетворені на регіональні та муніципальні парламенти. 12 грудня 1993 року прийнято чинну Конституцію РФ, відбувся остаточний демонтаж радянської політичної системи і централізація влади. На нових парламентських виборах демократичні партії не змогли домовитись і виступити єдиним виборчим блоком, тож зазнали відчутної поразки.
Аби змусити владу Ічкерії на чолі з генералом Джохаром Дудаєвим приєднатись до федеративного договору у грудні 1994 року на територію республіки було уведено війська, розпочалась Перша російсько-чеченська війна. Воєнні дії забрали десятки тисяч жертв мирного населення (лише за офіційними даними загинуло 6 тис. російських військовослужбовців), засвідчили слабку легітимність столичної влади серед мусульманських громад Північного Кавказу, підживили релігійний екстремізм та застосування терористичних актів поза зоною бойових дій. 1996 року передвиборча президентська кампанія і невдалі дії федеральних військ змусили за посередництва ОБСЄ вдатись до підписання тимчасових Хасав'юртівських угод і фактичного визнання влади Ічкерії.

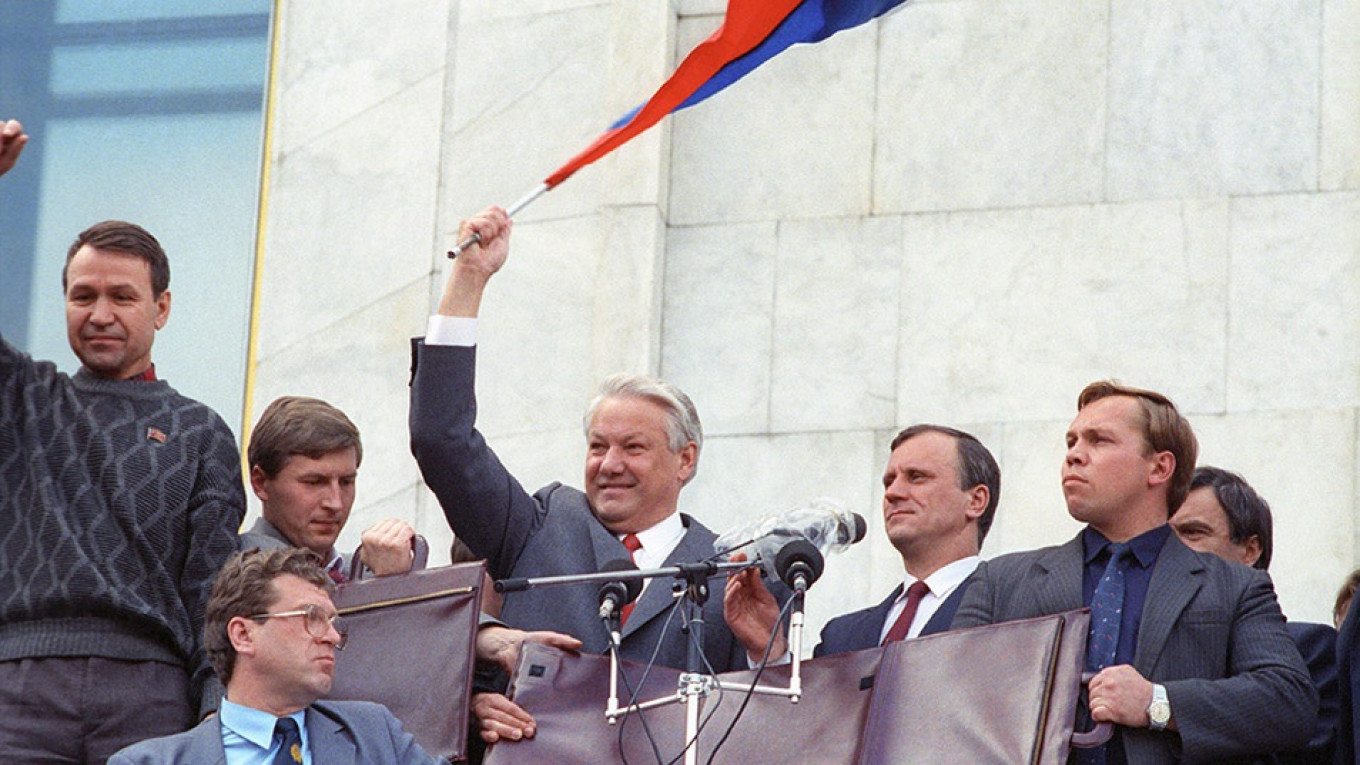
Борис Єльцин у серпні 1991 року
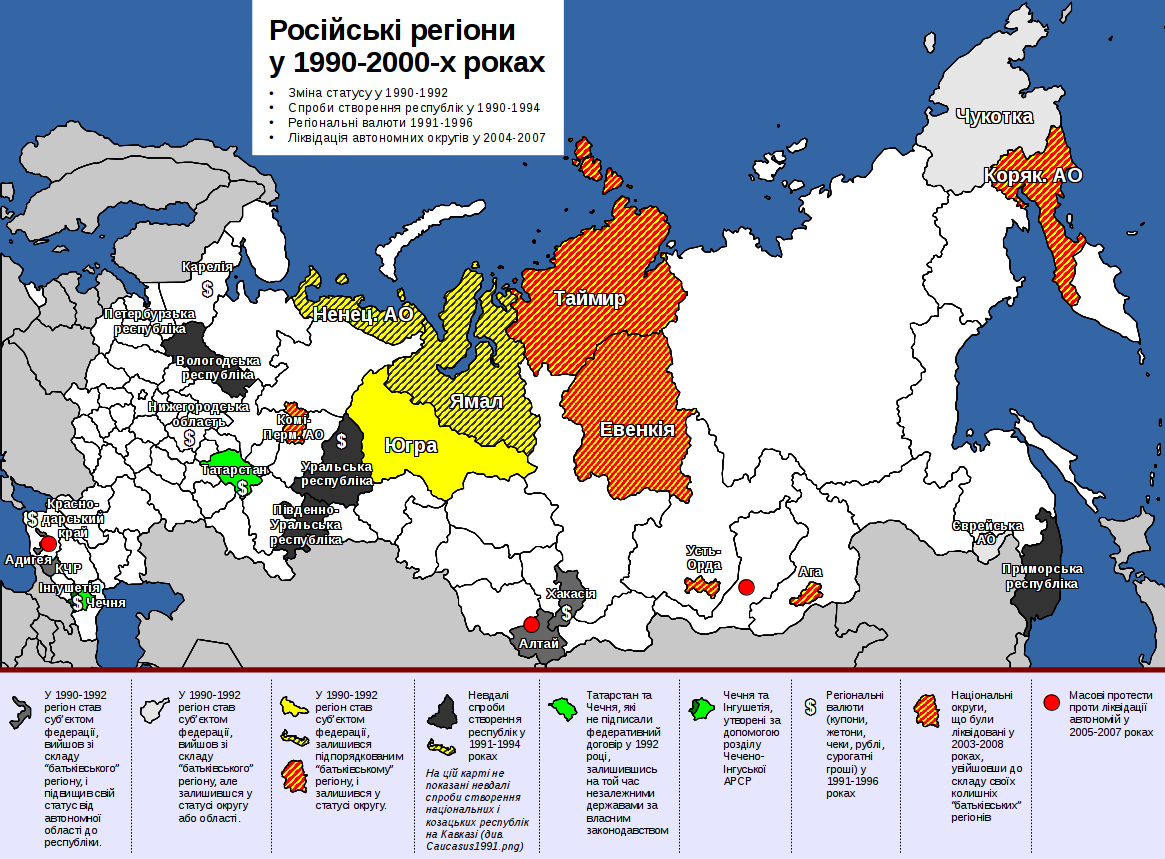
Російські регіони, 1990-ті роки
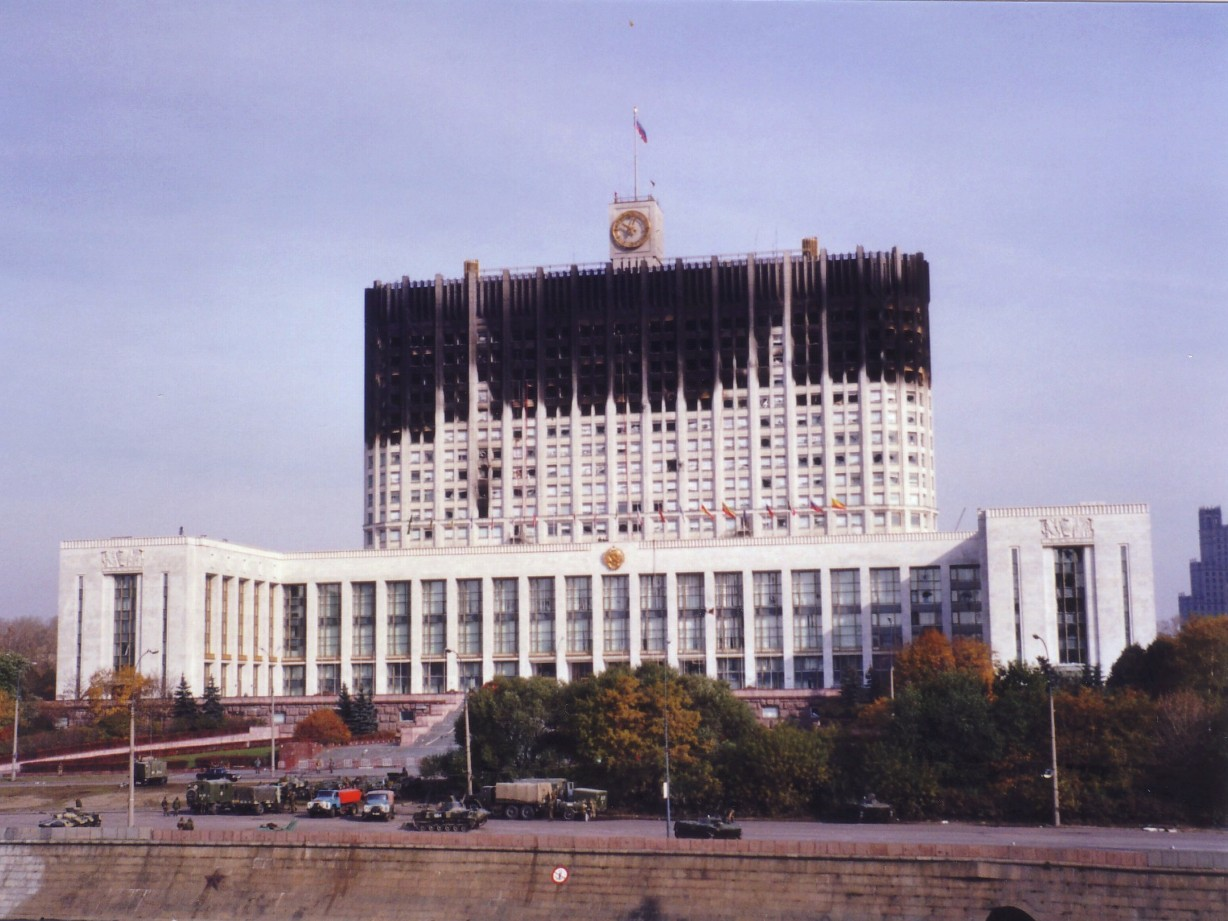
Будівля Верховної Ради РФ («Білий дім») після штурму у жовтні 1993 року
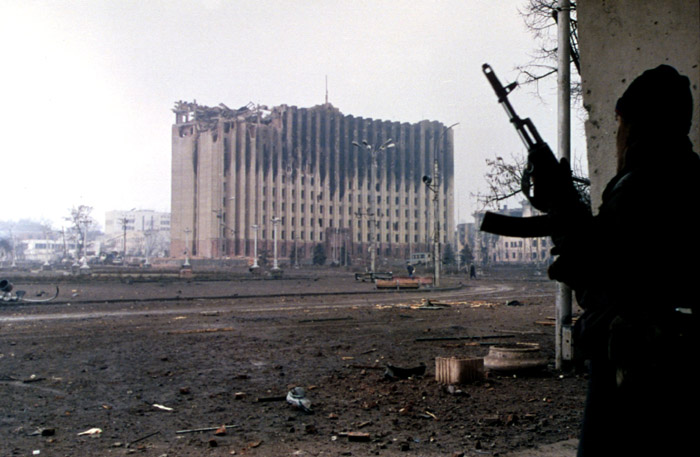
Бої за президентський палац у Грозному, грудень 1995 року
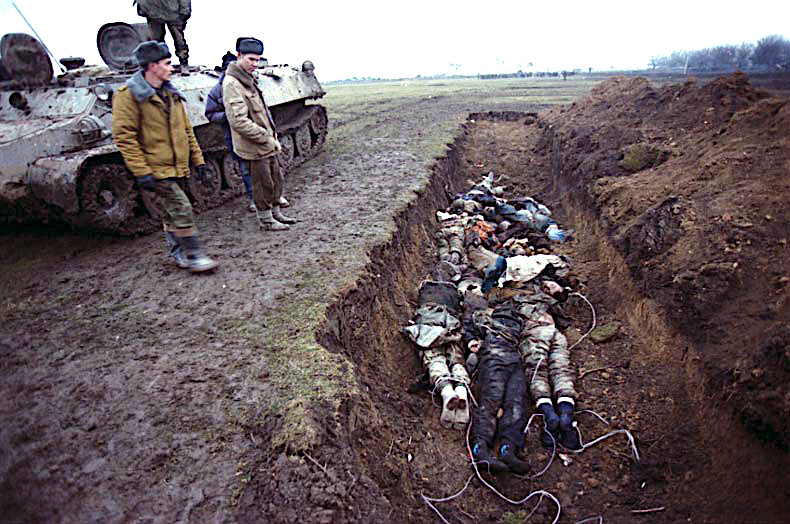
Масове поховання загиблих в Ічкерії, лютий 2000 року
- Відеозвернення Бориса Єльцина з приводу власної відставки

У липні 1996 року Борис Єльцин переміг у другому турі президентських виборів лідера Компартії РФ Геннадія Зюганова і був переобраний президентом на другий термін. Зовнішня політика цієї доби була спрямована на встановлення рівноправних стосунків із західними країнами, інтеграцію у європейське співтовариство при збереженні впливових позицій, які посідав СРСР. Тому Росія чинила на міжнародній арені опір прийому до НАТО нових членів з числа країн Центрально-Східної Європи (Польщі, Чехії, Угорщини та інших). У політичній кризі на Балканах, пов'язаній з розпадом Югославії, Росія активно підтримувала Сербію у її намаганнях зберегти панівне становище в регіоні, зберегти територіальну цілісність у Косові (Приштинський марш-кидок 1999 року). У відносинах Росії з колишніми республіками СРСР виникла напруженість у зв'язку з проблемами закордонних росіян та «російськомовного населення» на етнічному підґрунті; розміщення і майна Збройних сил СРСР; розподілу майна колишнього СРСР. Наприкінці березня 1996 року президенти Росії, Казахстану, Киргизстану та Білорусі підписали Договір щодо поглиблення інтеграції між їхніми країнами — Митний союз. 1997 року було оформлено Союз Росії та Білорусі (яку на той час очолював Олександр Лукашенко), з 8 грудня 1999 — Союзна держава. Навесні 1997 уклала з НАТО Угоду про особливі відносини, яка встановлювала партнерські стосунки між обома сторонами.
У серпні 1998 року стався обвал конвертаційного курсу рубля, тому 17 серпня уряд Росії оголосив про припинення платежів за низкою зобов'язань — дефолт. Це призвело до економічної кризи і погіршення становища громадян, обвальне падіння курсу допомогло втримати конкурентоспроможність російської економіки. Наприкінці 1999 року після низки терористичних актів, зокрема в Москві, у Чечні розпочалась Друга російсько-чеченська війна. Жорсткий курс сприяв популярності новопризначеного голови уряду Володимира Путіна, колишнього голови ФСБ.
Через незадовільний стан здоров'я, наслідки економічної кризи та війну на Кавказі 31 грудня 1999 року Борис Єльцин подав у відставку, призначивши Путіна виконувачем обов'язків президента країни. На підтримку передвиборчої кампанії у лютому 2000 року відбувся штурм Грозного, згодом федеральні сили встановили контроль над Ічкерією. Замирення відбулось силою і ставкою Москви на одного з чеченських лідерів (Ахмата Кадирова).

### Правління Путіна (2000—2008)
6 травня 2000 року Володимир Путін був обраний другим президентом незалежної Росії, 14 березня 2004 року переобраний на другий термін. На початку 2000-х років ним була проведена низка реформ: податкова, земельна, пенсійна, банківська, монетизація пільг, реформи трудових відносин, електроенергетики і залізничного транспорту. Одним з основних проголошених пріоритетів внутрішньої політики став підйом економіки і рівня життя населення. У вересні 2005 року запускаються так звані «Національні проєкти», жоден з яки не досяг своєї мети через корупцію і відсутність ефективних механізмів втілення і контролю. Одночасно здійснювалися кроки у напрямку зміцнення центральної і ослаблення регіональної влади: було запроваджено систему федеральних округів, керованих представниками президента; було скасовано виборність губернаторів. Від 2003 року парламентську більшість в країні складає пропрезидентська партія «Єдина Росія». Відбулось значне посилення авторитаризму, надміру зріс вплив силових відомств (МВС, МНС, ЗС, СК), спецслужб (ФСБ, ФСО, ФПС та інших), обмеження діяльності громадських організацій та свободи слова шляхом перехоплення контролю за провідними ЗМІ, переслідування незгодних бізнесменів (Михайло Ходорковський) та «прихована» націоналізація їхніх підприємств (справа ЮКОСа). Усе це призвело до бурхливого росту корупції і поглиблення майнового розшарування населення. Соціальне невдоволення стримувалося підйомом пенсій та бюджетних зарплат, масивною пропагандою дій президента і його уряду. Світове здорожчання енергоносіїв дало можливість достроково сплатити державні борги та перетворити енергетичний чинник на один із вагомих інструментів зовнішньої політики на пострадянському та європейському напрямках. У цей час форсовано стверджується офіційна ідеологія «суверенної демократії», сформована Владиславом Сурковим і загалом підтримана населенням завдяки економічній та політичній стабілізації в країні.

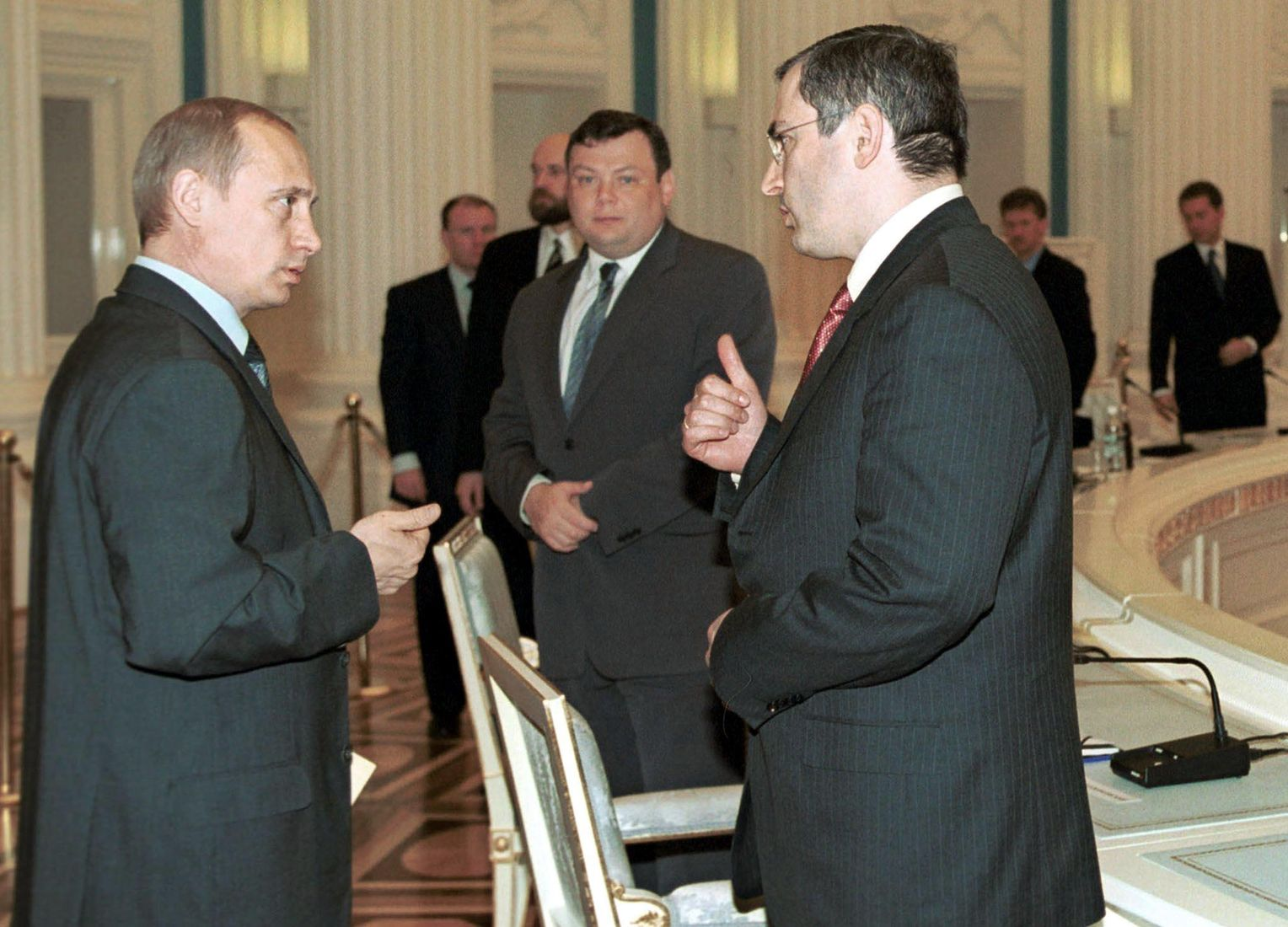
Володимир Путін і Михайло Ходорковський в травні 2001 року
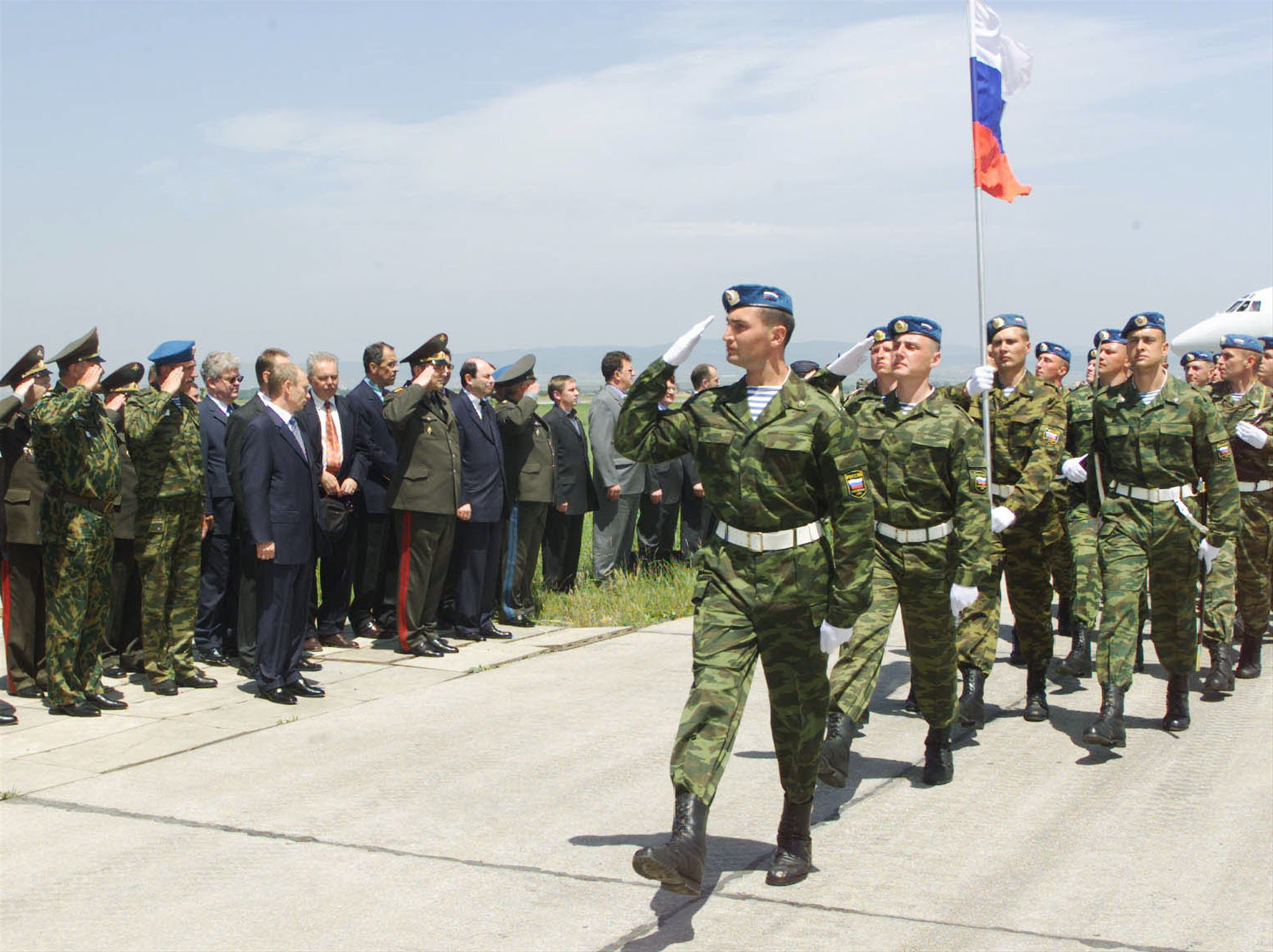
Володимир Путін і російський контингент KFOR у Косові
Федеральні округи Російської Федерації
Російсько-грузинська війна 2008 року
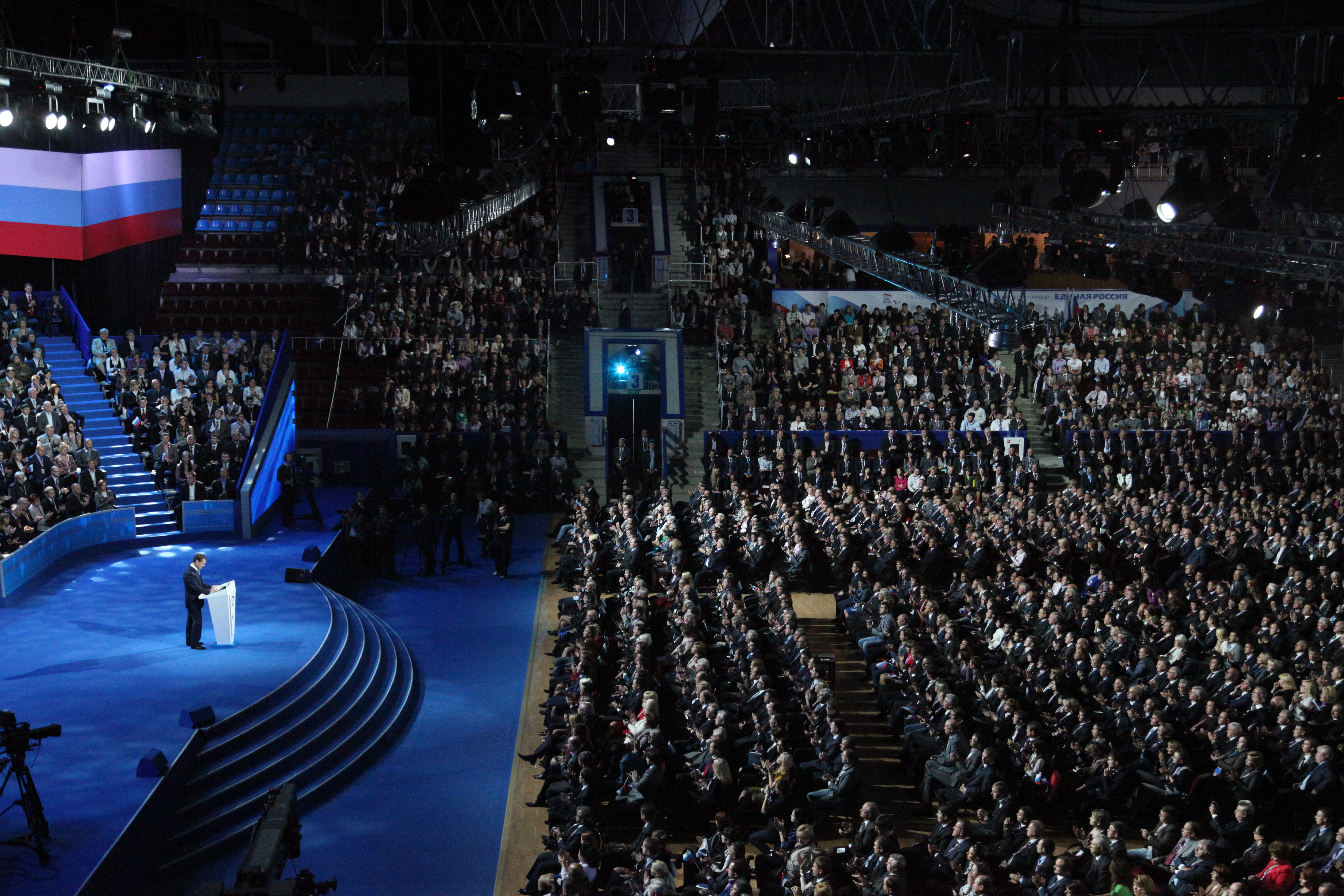
XII з'їзд партії «Єдина Росія», 2011 рік

У зовнішній політиці проводився курс на конфронтацію із сусідніми державами з метою відновлення сфер впливу, встановлення в них «покірливих режимів» та відвернення уваги населення Росії від внутрішніх проблем. Прокламований курс на конфронтацію з країнами НАТО і насамперед США носив демонстраційний характер, призваний показати «зростання величі Росії». Насправді дії Росії у напрямку цих країн через значну економічну залежність були скоріше дружніми.

### Правління Медведєва (2008—2012)
На чергових президентських виборах, аби уникнути конституційної колізії, відбулась «політична рокіровка», 8 травня 2008 року прем'єр-міністра Дмитра Медведєва було обрано президентом, який відразу призначив Володимира Путіна на посаду голови уряду. У перші місяці свого правління Медведєв не виходив з тіні прем'єр-міністра. На цей час основними напрямками роботи влади було подолання наслідків економічної кризи 2008—2010 років. У серпні 2008 року Росія втрутилась у збройний конфлікт на території Грузії на боці Південної Осетії та Абхазії. Які фактично були окуповані її військами та визнані де-юре московською владою незалежними країнами.

### Друге правління Путіна (з 2012)
На президентських виборах 4 березня 2012 року, завдяки внесеним поправкам до конституції, президентом втретє було обрано Володимира Путіна. Перебіг виборчої кампанії засвідчив широкомасштабне зростання опозиційних настроїв, які вилились в масові демонстрації на Болотній площі в Москві 2011—2013 років та пошуку владою застосування пропагандистської машини з приводу розбурхання патріотичних настроїв та любовів до національного лідера. Ними стали Зимова Олімпіада в Сочі взимку 2014 року та окупація з подальшою анексією Кримського півострова навесні, збройний конфлікт на сході України — Російська весна. За посередництва лідерів Франції (Франсуа Олланд) та Німеччини (Ангела Меркель), так званий «нормандський формат», війну намагались зупинити підписанням Мінських угод, перші з яких були підписані 5 вересня 2014 року.

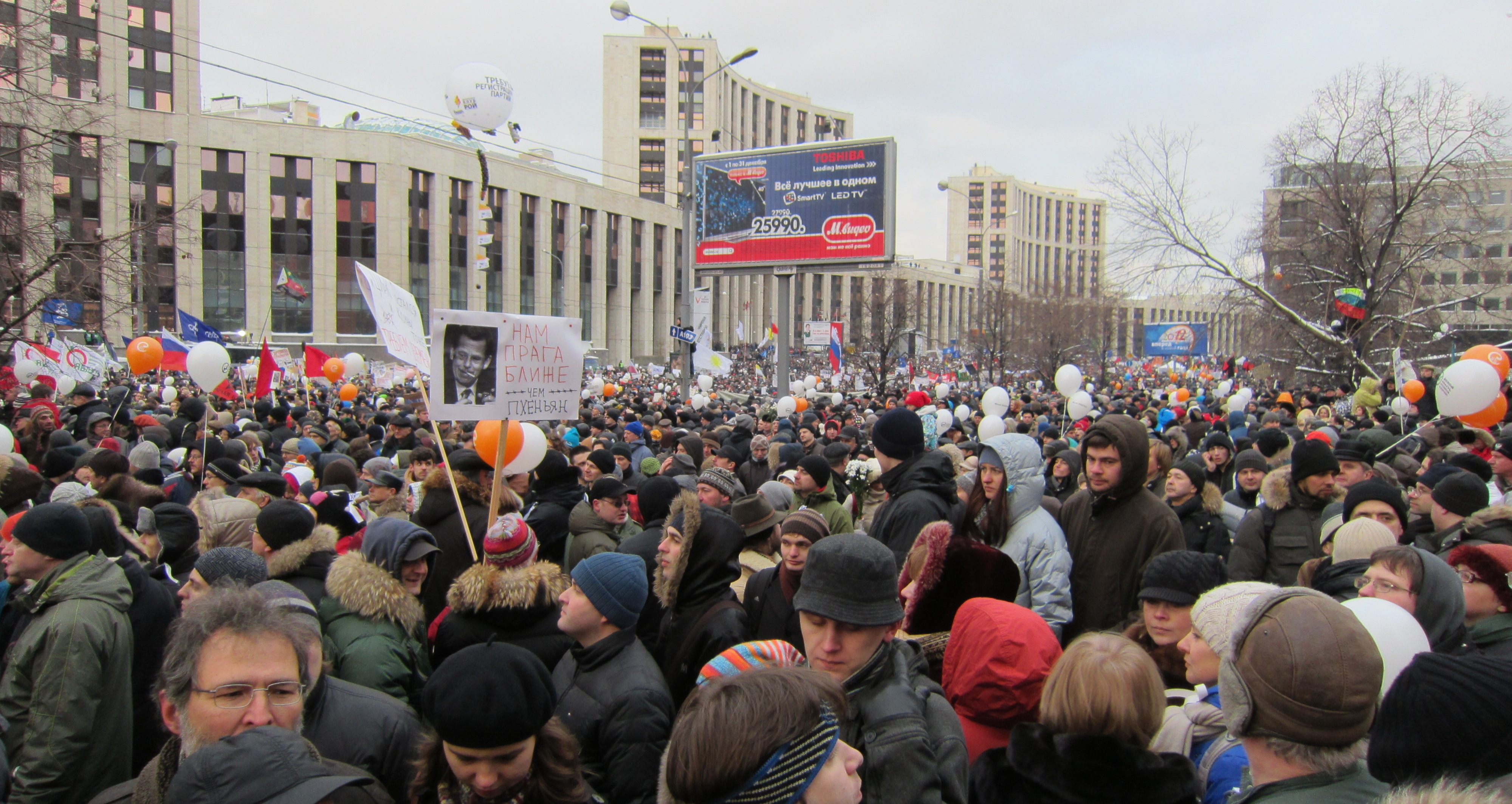
Демонстрації в Москві, 2011 рік
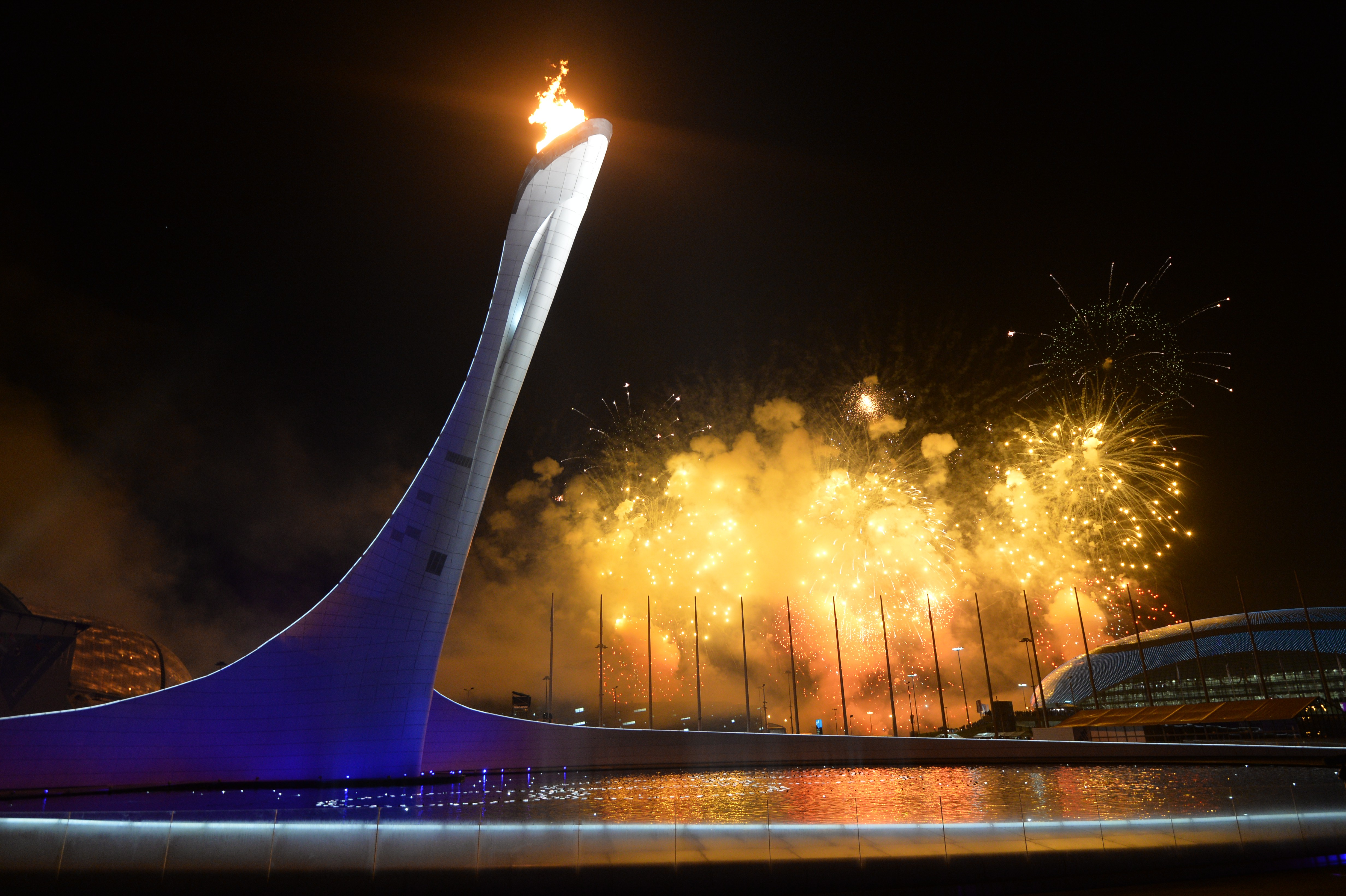
XXII Зимові Олімпійські ігри в Сочі, 2014 рік
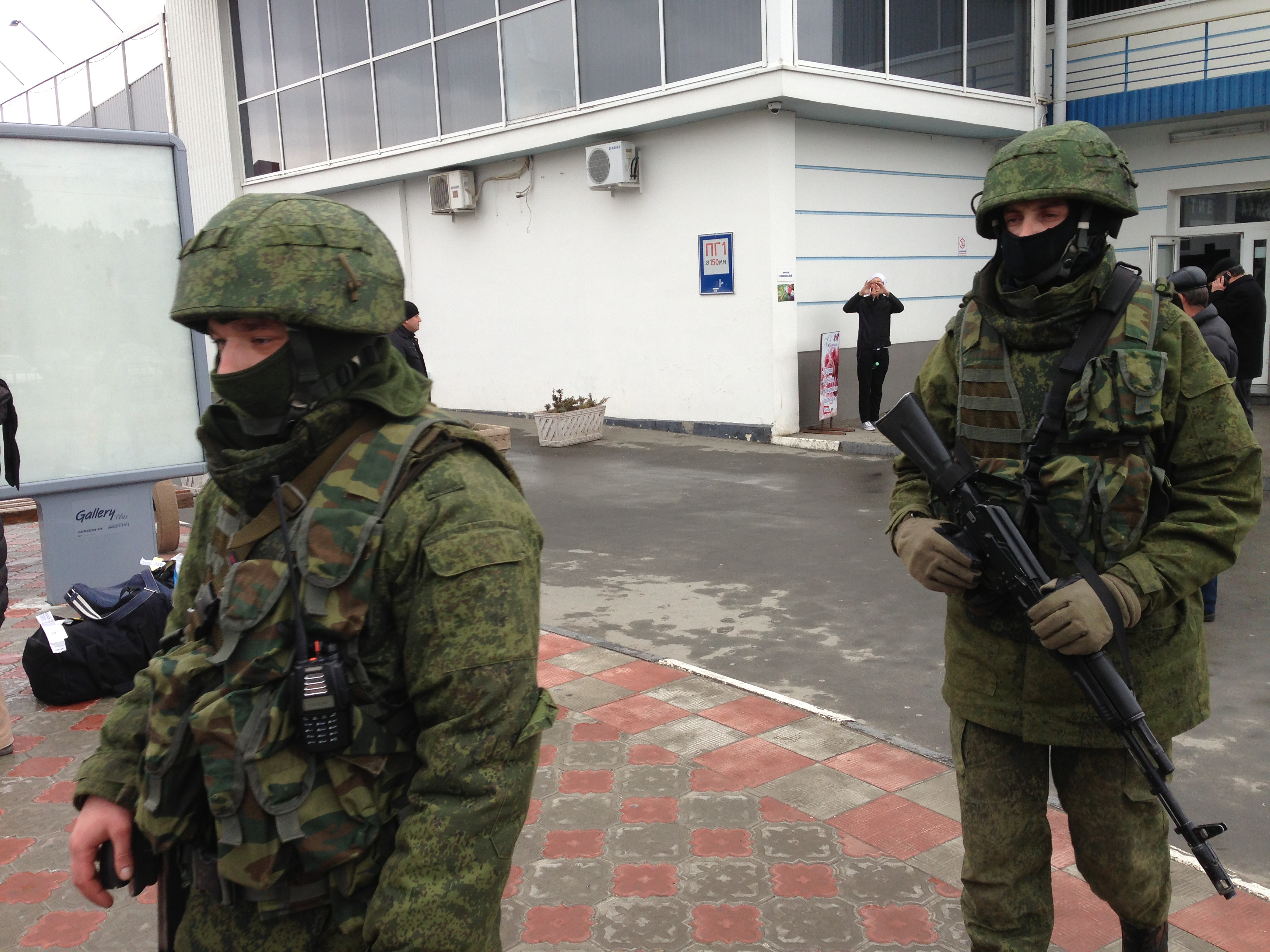
Російські «увічливі чоловічки» захоплюють в Україні аеропорт Сімферополя
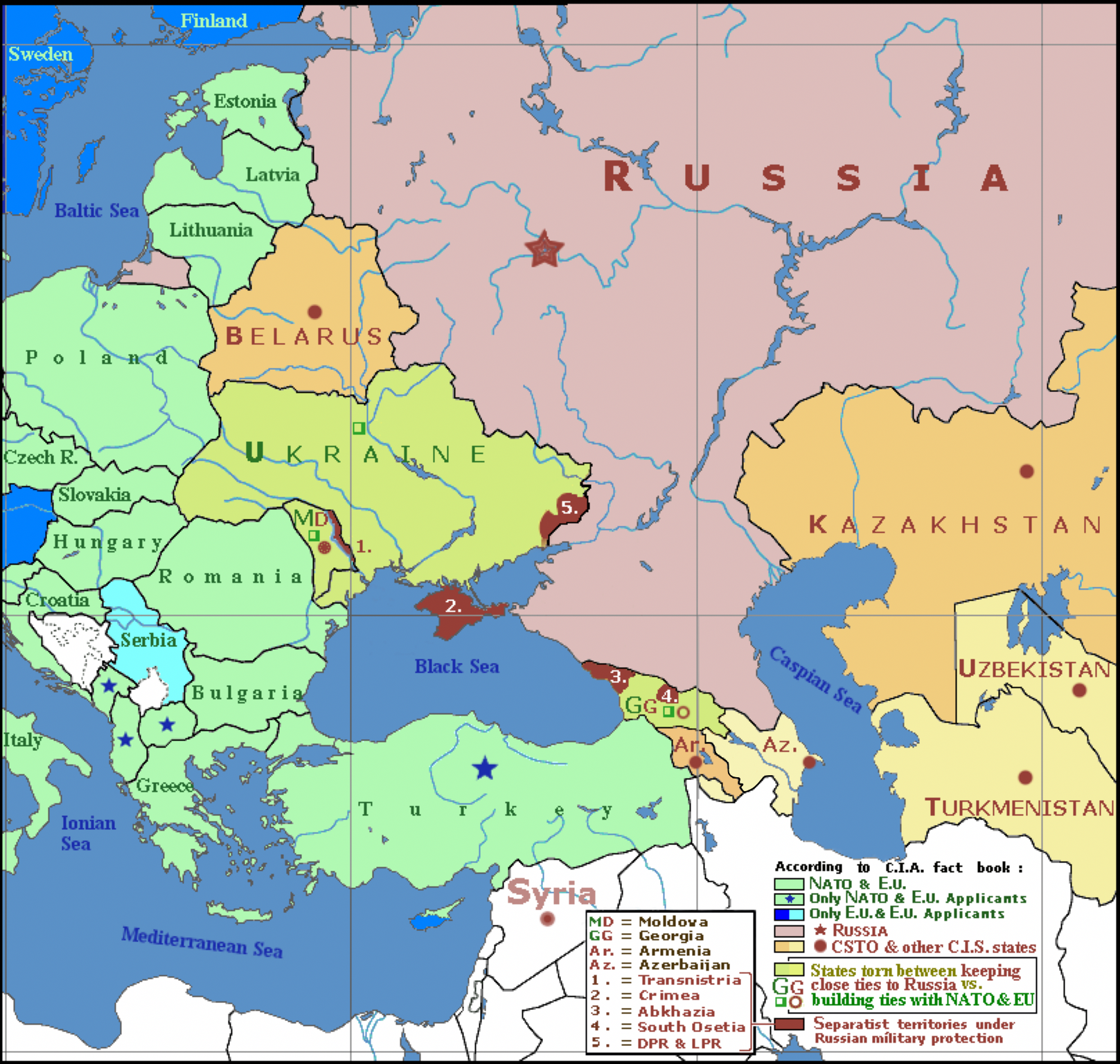
Збройна агресія Росії на південно-західному напрямку
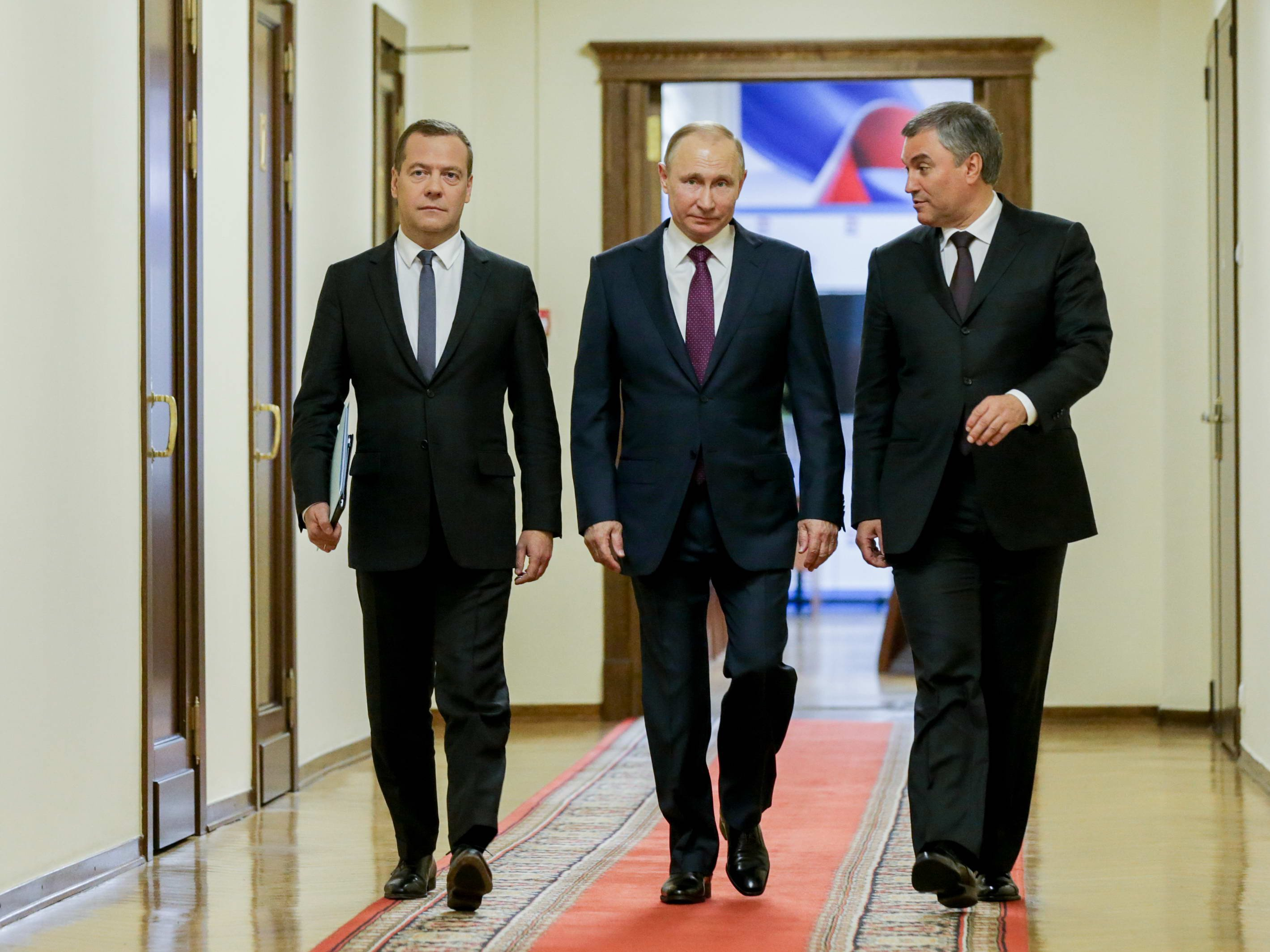
Дмитро Медведєв, Володимир Путін і В'ячеслав Володін, 2018 рік

## Українсько-російські відносини

### Після 1991 року
Наприкінці 1991 року українське та російське керівництво, перебуваючи в конфлікті із союзним центром у Кремлі, разом виступили ініціаторами розпуску СРСР. Угоду про припинення союзного договору і новий договір про утворення Співдружності Незалежних Держав було підписано 8 грудня 1991 року в Біловезькій Пущі у Білорусі. Проте надалі основним чинником, що визначав міждержавні стосунки, став розподіл матеріальних, фінансових активів та іншої спадщини СРСР, зокрема військової, промислової та енергетичної інфраструктури. Росія стала основним правонаступником СРСР, однак при розподілі загальносоюзної власності траплялося чимало правових колізій, посилених кризовим станом економік обох країн.
1994 року за умовами Будапештського меморандуму Україна відмовилася від ядерної зброї (яка передавалась до Росії), в обмін на це Росія разом із США та Великою Британією надавала гарантії безпеки.
Основні протиріччя на початковому етапі міждержавних відносин були подолані 1997 року, коли під час офіційного візиту Бориса Єльцина до Києва 31 травня було підписано «Договір про дружбу, співробітництво і партнерство між Україною і Російською Федерацією». Уперше було задекларовано встановлення рівноправних, взаємовигідних і дружніх міждержавних стосунків, які ґрунтуються на нормах міжнародного права. Тоді, на тлі визнання відсутності взаємних територіальних претензій, фактично визначили як основні чинники подальших економічних відносин розрахунки України за постачання російських енергоносіїв, оплату за їх транзит територією України до Західної Європи та умови перебування Чорноморського флоту Росії на території України (переважно на Кримському півострові) до 2017 року. Водночас не була остаточно розв'язана проблема делімітації державного кордону та виключних економічних зон в акваторіях Азовського моря та Керченської протоки, контролю над цивільною і технологічною інфраструктурою Чорноморського флоту Росії.
На тлі загальної офіційної стабілізації українсько-російських взаємин часів президентства Леоніда Кучми виключенням став міждержавний конфлікт 2003 року навколо спірного острова Коса Тузла в Керченській протоці. Розпочате з російського боку будівництво захисної дамби для портових споруд Порт-Кавказу могло з'єднати острів наново з Краснодарським краєм. Уряд Росії піддав сумніву його приналежність Україні. Конфлікт був зупинений жорсткою позицією українського керівництва і фактичним припиненням будівництва. Статус Тузли та питання морського кордону не було врегульовано ні на міжнародному, ні на міждержавному рівнях.

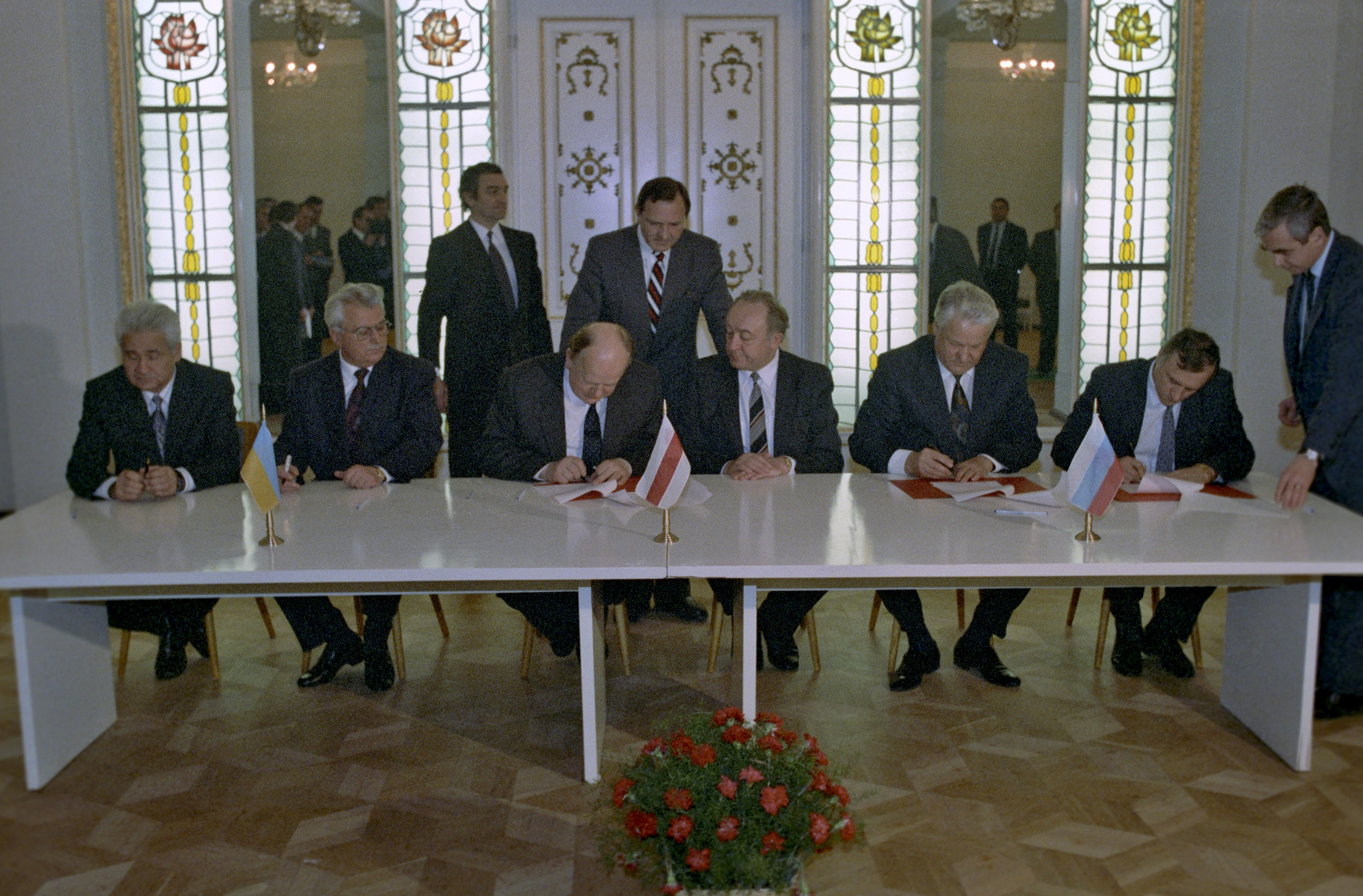
Підписання Біловезької угоди, 1991 рік
Підписання Будапештського меморандуму, 1994 рік
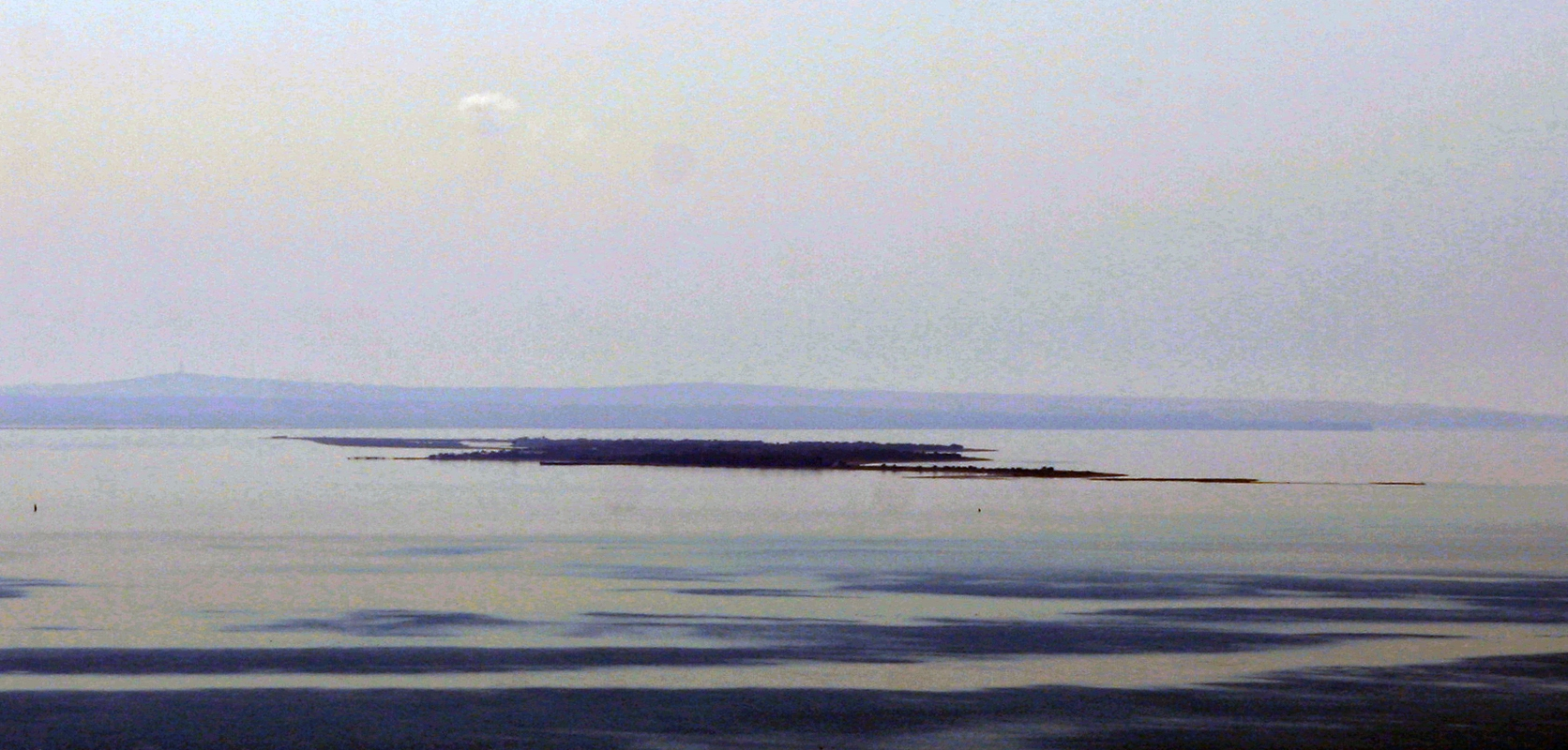
Острів Тузла, 2008 рік, до побудови Керченського мосту
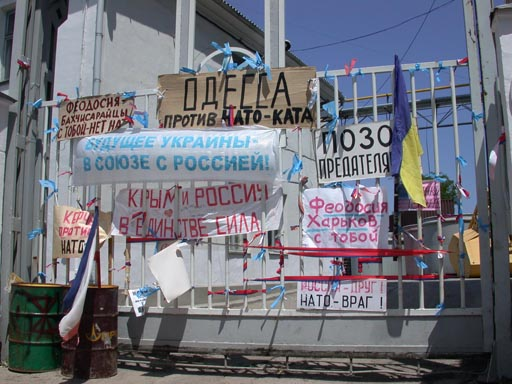
Акція проти спільних українсько-натівських військових навчань у Феодосії, 2006 рік
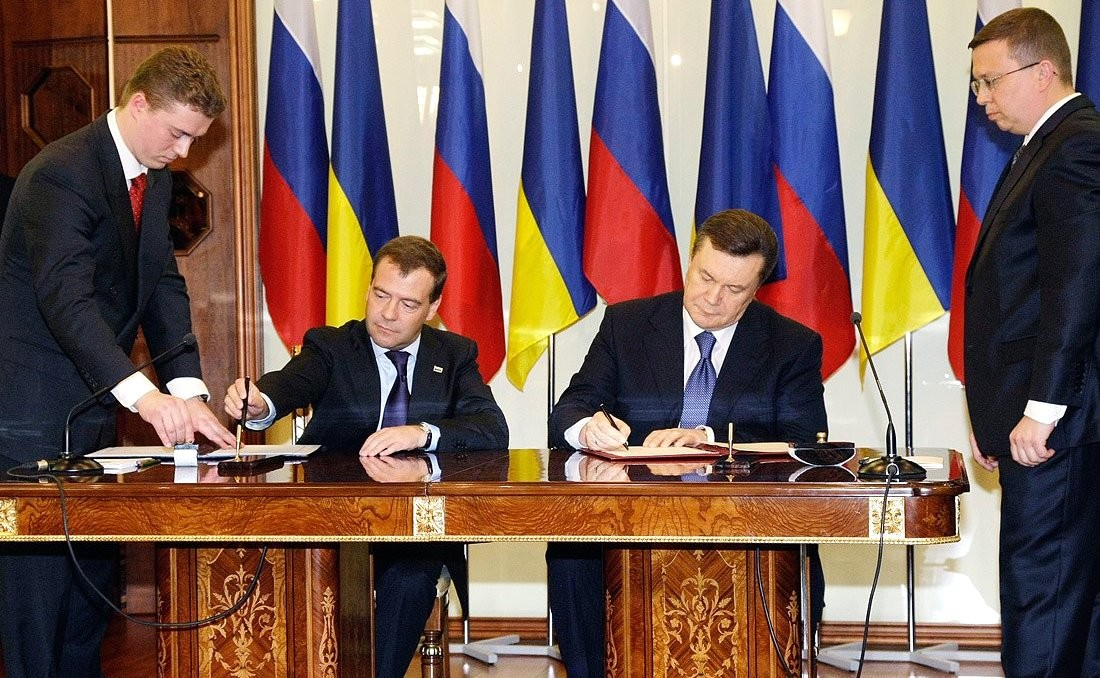
Підписання Харківських угод, 2010 рік

На тлі охолодження відносин політичного естеблішменту Європейського Союзу та США впродовж 2002–2004 років, спричиненого політичними скандалами навколо вбивств журналіста Георгія Гонгадзе, політика В'ячеслава Чорновола, політичними репресіями проти учасників руху «Україна без Кучми», політичний вплив Росії в Україні зріс. Його метою було сприяти переорієнтації планів зовнішньо-економічної та політичної інтеграції України із західного вектора в бік міжнародних проєктів Росії (СНД, Єдиний економічний простір). Після Помаранчевої революції політика новообраного президента Віктора Ющенка позначилася активізацією євроінтеграційних кроків, пропозиціями вступу України до Північноатлантичного альянсу (НАТО) та скороченням участі України в діяльності структур СНД. Конфлікт інтересів призвів до «газових криз» 2005—2006 та 2008 років з приводу умов укладення чергових енергетичних контрактів із Росією, організацією антинатівських акцій.
Після обрання 2010 року Президентом України Віктора Януковича, між ним і президентом Російської Федерації Дмитром Медведєвим було укладено Харківські угоди, які позначили зближення у стосунках між обома державами. Термін перебування Чорноморського флоту Росії на території України був продовжений до 2042 року в обмін на корекцію російської цінової політики щодо постачання енергоносіїв. Але загальний офіційний курс України після того передбачав продовження інтеграції до Європейського Союзу та диверсифікацію джерел енергопостачання.

## Фальсифікація історії держави
2014 року відбулася масштабна виставка «Моя історія — Рюриковичі» з фальсифікацією хронології історії Росії, відбулося офіційне творення історичного міту. Організаторами її стали Адміністрація президента Російської Федерації, Міністерство культури Російської Федерації, Уряд Москви. Цю виставку відкрив патріарх Російської православної церкви Кирил. Разом з цим президент Росії Володимир Путін зібрав істориків Росії на інструктаж з метою політично заангажованого переписування історії Росії. Шкільний підручник Н. Загладіна «Історія Росії та світу у 20 столітті», що за завданням Володимира Путіна повинен був викладати історію «патріотичніше», навмисно замовчує чи однобічно інтерпретує багато темних сторінок історії Росії — сталінські репресії, голодомори, чеченські війни тощо.
Фальшивування історії власної держави часто відбувається і на побутовому рівні. Це і приписування собі чужих перемог, як у випадку з Грюнвальдською битвою, про участь в якій смоленських полків (зросійщеної білоруської землі, що на той час перебувала у складі Великого князівства Литовського) згадують в підручниках історії та на патріотичних бігбордах російських міст 2017 року, і навіть анекдотична відсилка до сюжетів різноманітних пропагандистських художніх фільмів (від «Олександра Невського» Сергія Ейзенштейна до «Орди» Андрія Прошкіна і «Вікінга» Андрія Кравчука) як до історичних джерел.

### Загальна
- (укр.) Мордвінцев В. Історія Росії (з найдавніших часів до кінця XVIII ст.): Довідник студента. — К., 2006.
- (укр.) Нариси історії Росії. — К., 2007.
- (англ.) Encyclopedia of Russian history. — N. Y., 2004.
- (англ.) Bartlett R. a History of Russia. — N. Y., 2005.
- (англ.) Freeze G. L. Russia: a History. — Oxf.-N. Y., 2009.
- (англ.) Poe M. The Russian Moment in World History. — Princeton, New Jersey, 2003.
- (англ.) Ziegler Ch. E. The History of Russia. — Santa Barbara, California, 2009.
- (нім.) Nolte H.-H. Kleine Geschichte Russlands. — Stuttgart, 2003.
- (рос.) Беловинский Л. В. Энциклопедический словарь российской жизни и истории. — М., 2003.
- (рос.) Гумилёв Л. Н. От Руси до России. — М. : ООО «Издательство АСТ», 2016. — 368 с. — ISBN 978-5-17-096061-3.
- (рос.) Ильин В., Ахиезер А. Российская государственность: Истоки, традиции, перспективы. — М., 1997.
- (рос.) Ионов И. Российская цивилизация: IX — начало XX вв. — М., 1995.
- (рос.) История Отечества в лицах (с древнейших времен до конца XVII в.): Биографическая энциклопедия. — М., 1993.
- (рос.) Карамзин Н. М. История государства Российского: в 12 томах. — СПб. : Тип. Н. Греча, 1816—1829.
- (рос.) Отечественная история: Энциклопедия [в 3-х тт.]. — М., 1994–2000.
- (рос.) Пчелов Е. В. Правители России от Юрия Долгорукого до наших дней. — М., 1997.
- (рос.) Цветков С. Э. Русская история [в 3-х книгах]. — М., 2003–2006.

### IX—XIII століття
- (англ.) Arrignon J.-P. La Russie médiévale. — P., 2003.
- (англ.) Plokhy S. The Origins of the Slavic Nations: Premodern Identities in Russia, Ukraine and Belarus. — Cambr., 2006.
- (рос.) Гумилёв Л. Н. Древняя Русь и Великая степь. — М. : ООО «Издательство АСТ», 2019. — 960 с. — ISBN 978-5-17-100425-5.
- (рос.) Кучкин В. А. Формирование государственной территории Северо-Восточной Руси в Х–XIV вв. — М., 1984.

### XIII—XVIII століття
- (англ.) The Military and Society in Russia: 1450–1917. — Leiden, 2002.
- (рос.) Альшиц Д. Н. Начало самодержавия в России: Государство Ивана Грозного. — Л., 1988.
- (рос.) Борисов Н. С. Церковные деятели средневековой Руси XIII–XVII вв. — М., 1988.
- (рос.) Волков В. А. Войны и войска Московского государства. — М., 2004.
- (рос.) Греков И. Б. Восточная Европа и упадок Золотой Орды (на рубеже XIV–XV вв.). — М., 1975.
- (рос.) Зимин А. А. Витязь на распутье: феодальная война в России XV в. — М., 1991.
- (рос.) Зимин А. А. Россия на пороге Нового времени. — М., 1972.
- (рос.) Кобрин В. Б. Власть и собственность в средневековой России (XV–XVI вв.). — М., 1985.
- (рос.) Кобрин В. Б., Юрганов А. Л. Становление деспотического самодержавия в средневековой Руси // История СССР. — 1991. — № 4.
- (рос.) Платонов С. Ф. Очерки по истории Смуты в Московском государстве XVI–XVII вв. — М., 1937.
- (рос.) Похлебкин В. В. Татары и Русь: 360 лет отношений Руси с татарскими государствами в XIII–XVI вв.: 1238–1598 гг. — М., 2000.
- (рос.) Сахаров А. Н. и др. История внешней политики России: Конец XV – XVII век (от свержения ордынского ига до Северной войны). — М., 1999.
- (рос.) Хорошкевич А. Л. Русское государство в системе международных отношений конца XV – начала XVI в. — М., 1980.
- (рос.) Черепнин Л. В. Образование Русского централизованного государства в XIV–XV вв. — М.-Л., 1960.

### XVIII—XIX століття
- (англ.) Hosking G. Russia: People and Empire, 1552–1917. — Cambr., 1999.
- (англ.) LeDonne J. P. The Russian Empire and the World, 1700–1917. — Oxf., 1997.
- (англ.) Seton-Watson H. The Russian Empire, 1801–1917. — Oxf., 1967.
- (рос.) Власть, общество и реформы в России в XIX – начале XX века: Исследования, историография, источниковедение. — СПб., 2009.
- (рос.) Геллер М. Я. История Российской империи [в 2-х тт.]. — М., 2001.
- (рос.) Губернии Российской империи: История и руководители: 1708–1917. — М., 2003.
- (рос.) Дворцовые перевороты в России 1725–1825. — Ростов-на-Дону, 1998
- (рос.) Золотухин М. Ю. и др. История внешней политики России: Вторая половина XIX века. — М., 1999.
- (рос.) История России XIX – начала XX в.: Учебник для исторических факультетов университетов. — М., 1998.
- (рос.) История внешней политики России: XVIII век. — М., 1998.
- (рос.) Коняев Н. М. Первые Романовы: Загадки и мифы династии. — М., 2002.
- (рос.) Ливен Д. Российская империя и ее враги с XVI века до наших дней. — М., 2007.
- (рос.) Орлик О. В. и др. История внешней политики России: Первая половина XIX века. — М., 1999.
- (рос.) Павленко Н. И. Анна Иоанновна (немцы при дворе). — М., 2002.
- (рос.) Романовы: Исторические портреты: 1762–1917. — М., 1997.
- (рос.) Черкасов П., Чернышевский Д. История императорской России. — М., 1994.
- (рос.) Широкорад А. Б. Утерянные земли. От Петра I до Гражданской войны. — М. : Вече, 2006. — 464 с.

### XX століття
- (англ.) Andrle V. a Social History of Twentieth-Century Russia. — L.-N. Y., 1994.
- (англ.) D'agostino A. The Russian Revolution, 1917–1945. — Santa Barbara, California, 2011.
- (англ.) Service R. a History of Twentieth-Century Russia. — Cambr., 1998.
- (рос.) XX век в российской истории: Проблемы, поиски, решения. — М., 2010.
- (рос.) Андреев Е. и др. Население Советского Союза: 1922–1991. — М., 1992.
- (рос.) Арбатов Г. А. Затянувшееся выздоровление (1953–1985). — М., 1991.
- (рос.) Безыменский Л. А. Гитлер и Сталин перед схваткой. — М., 2000.
- (рос.) Боффа Д. История Советского Союза. — М., 1994.
- (рос.) Буровский А. Крах империи: Курс неизвестной истории. — М., 2004.
- (рос.) Верт Н. История советского государства, 1900–1991. — М., 1992.
- (рос.) Гайдар Е. Т. Гибель империи: Уроки для современной России. — М., 2006.
- (рос.) Горбачев М. С. Жизнь и реформы. — М., 1995.
- (рос.) Деникин А. И. Очерки русской смуты. — М., 1991.
- (рос.) Карр Э. История Советской России. — М., 1990. — Т. 1: Большевистская революция: 1917–1923.
- (рос.) Керенский А. Ф. Россия на историческом повороте. — М., 1993.
- (рос.) Курскова Г. Тоталитарная система в СССР: Истоки и пути преодоления. — М., 2000.
- (рос.) Медведев Р. Советский Союз: Последние годы жизни. — М., 2010.
- (рос.) НЭП: Приобретения и потери. — М., 1994.
- (рос.) Орлов И. Советская повседневность: Исторический и социологический аспекты становления. — М., 2010.
- (рос.) Пайпс Р. Русская революция. — М., 1994.
- (рос.) Панарин А. С. Российская интеллигенция в мировых войнах и революциях ХХ в. — М., 1998.
- (рос.) Троцкий Л. Д. К истории русской революции. — М., 1990.
- (рос.) Хоскинг Дж. История Советского Союза (1917–1991). — Смоленск, 2001.
- (рос.) Шахназаров Г. Х. С вождями и без них. — М., 2001.

### Сучасна Росія
- (англ.) Clowes E. W. Russia on the Edge: Imagined Geographies and Post-Soviet Identity. — Ithaca, New York, 2011.
- (англ.) Confino M. Russia Before the «Radiant Future»: Essays in Modern History, Culture and Society. — N. Y., 2011.
- (англ.) Remington T. F. Politics in Russia. — Boston, 2012.
- (рос.) Батурин Ю. М., Ильин А. Л., Кадацкий В. Ф. и др. Эпоха Ельцина : Очерки политической истории. — М. : Вагриус, 2001. — 815 с. — ISBN 5-264-00393-9.
- (рос.) Внешняя политика России: От Ельцина к Путину. — К., 2002.
- (рос.) Согрин В. В. Политическая история современной России (1985–2001). — М., 2001.
- (рос.) Хоффман Д. Олигархи: Богатство и власть в новой России. — М., 2010.
- (рос.) Шевцова Л. Ф. Режим Бориса Ельцина. — М., 1999.

### Спеціальні теми
- (укр.) Каппелер А. Росія як поліетнічна імперія: Виникнення, історія, розпад / Перекл. з німецької X. Назаркевич, наук. ред. М. Крикун. — Л. : УКУ, 2005. — 360 с. — ISBN 966-8197-06-2.
- (укр.) Гришко В. Історично-правне підґрунтя теорії III Риму. — Мюнхен, 1953
- (нім.) Lehmann-Carli G. Russland Zwischen Ost und West?: Gratwanderungen Nationaler Identität. — B., 2011.
- (рос.) Гуц А. К. Многовариантная история России. — М.-СПб., 2000.
- (рос.) Морозов В. Россия и Другие: Идентичность и границы политического сообщества. — М., 2009.
- (рос.) Пихоя Р. Москва. Кремль. Власть. — М., 2007.
- (рос.) Похлебкин В. В. Внешняя политика Руси, России и СССР за 1000 лет в именах, датах и фактах, вып. 2: Войны и мирные договоры: Справочник. — М., 1995.

### Українсько-російські відносини
- (англ.) Kohut Z. E. Russian Centralism and Ukrainian autonomy: Imperial absorption of the Hetmanate, 1760's – 1830's. — Cambr., 1988.
- (англ.) Velychenko S. Shaping Identity in Eastern Europe and Russia: Soviet-Russian and Polish accounts of Ukrainian History 1914—1991. — N. Y., 1993.
- (укр.) Верстюк В. Ф. та ін. Україна і Росія в історичній ретроспективі: Українські проекти в Російській імперії. — К., 2004.
- (укр.) Гриневич В. А. та ін. Україна і Росія в історичній ретроспективі: Радянський проект для України. — К., 2004.
- (укр.) Ідзьо В. С. Українська діаспора в Росії: Історія, наука, релігія. — Л., 2002.
- (укр.) Кот С. І. Українські культурні цінності в Росії: Проблема повернення в контексті історії і права. — К., 1996.
- (укр.) Кульчицький С. В. Україна і Росія: Переваги і небезпеки «особливих відносин»: Роздуми історика. — К., 2004.
- (укр.) Кульчицький С. В., Парахонський Б. О. Україна і Росія в історичній ретроспективі: Новітній український державотворчий процес. — К., 2004.
- (укр.) Кучма Л. Д. Україна — не Росія. — М., 2004.
- (укр.) Україна та Росія: Проблеми політичних і соціокультурних відносин: Збірник наукових праць. — К., 2003.
- (укр.) Україна і Росія в історичній ретроспективі [в 3-х тт.]. — К., 2004.
- (укр.) Україна — Росія: 1990–2000 рр.: Документи та матеріали. — К., 2001.
- (укр.) Україна — Росія: Діалог історіографій. — К.-Чернігів, 2007.
- (укр.) Україна — Росія: Концептуальні основи гуманітарних відносин. — К., 2001.
- (рос.) Константинов С., Ушаков А. История после истории: Образы России на постсоветском пространстве. — М., 2001.